# Lista bisericilor fortificate

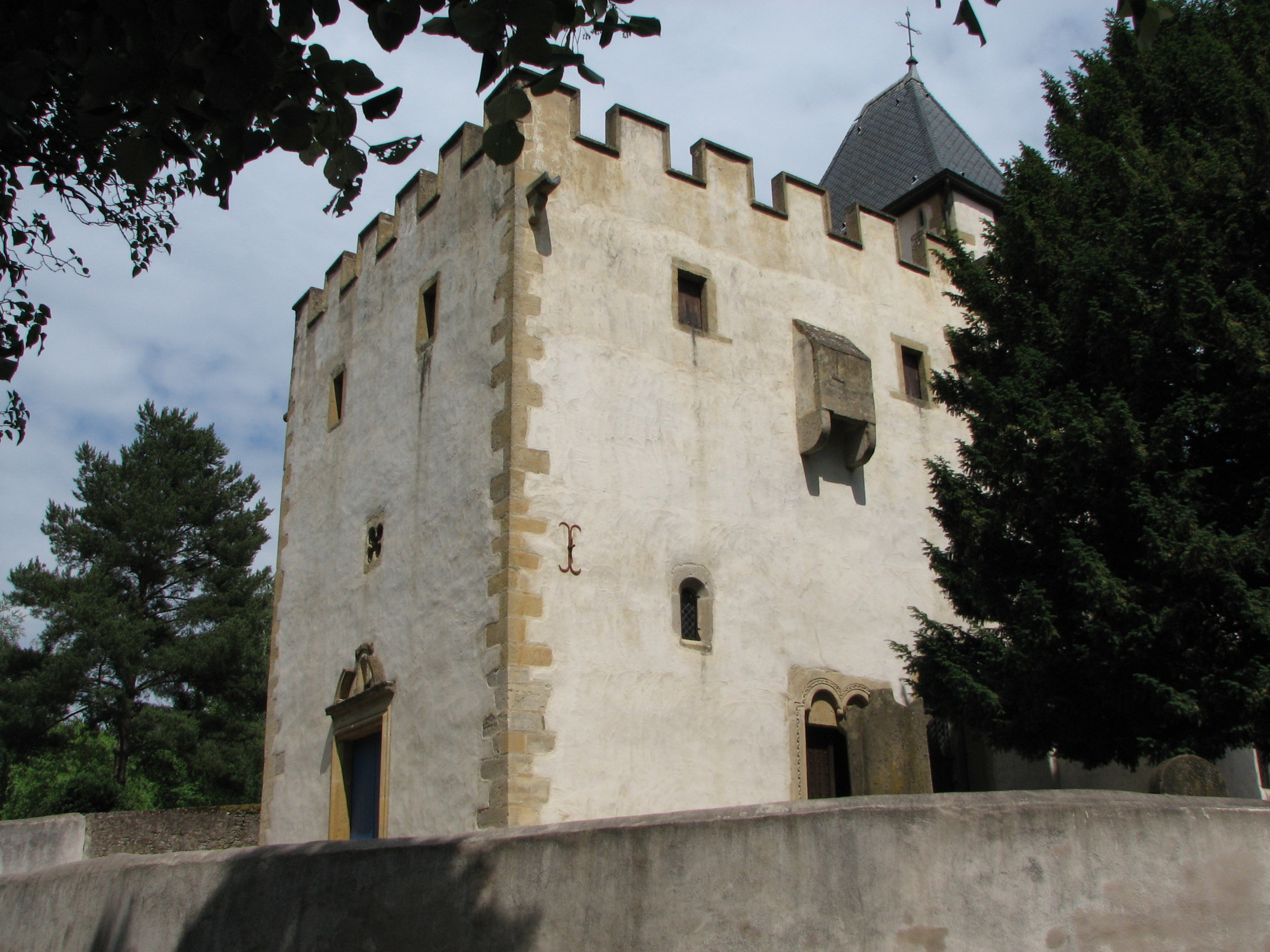
Biserica fortificată din Scy-Chazelles, în împrejurimile orașului franțuzesc Metz, locul de înmormântare a tatălui Europei, Robert Schuman.

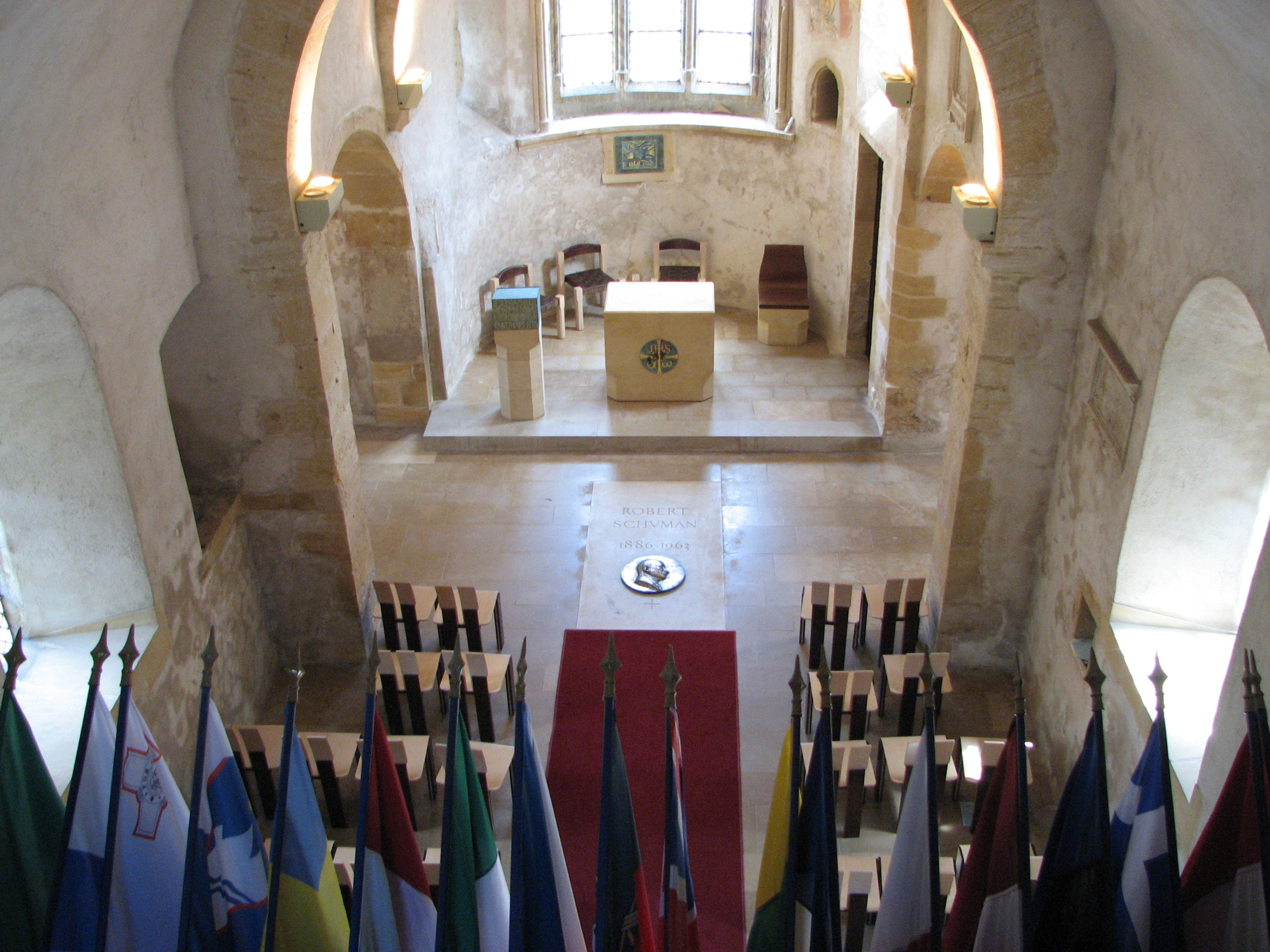
Mormântul lui Schuman.

Aici găsiți o listă neexaustivă de Biserici fortificate europene și chiar extraeuropene.

## Anglia
Anglia are o mulțime de biserici fortificate, mai ales lângă granița sa cu Scoția, unde serveau ca fortificații defensive. Un alt exemplu este Saint-Michaels-Mount, în Cornwall, o copie a Muntelui Saint-Michel din Normandia.
Pentru lista, vezi The Gatehouse Website List of Fortified Ecclesiastical Sites

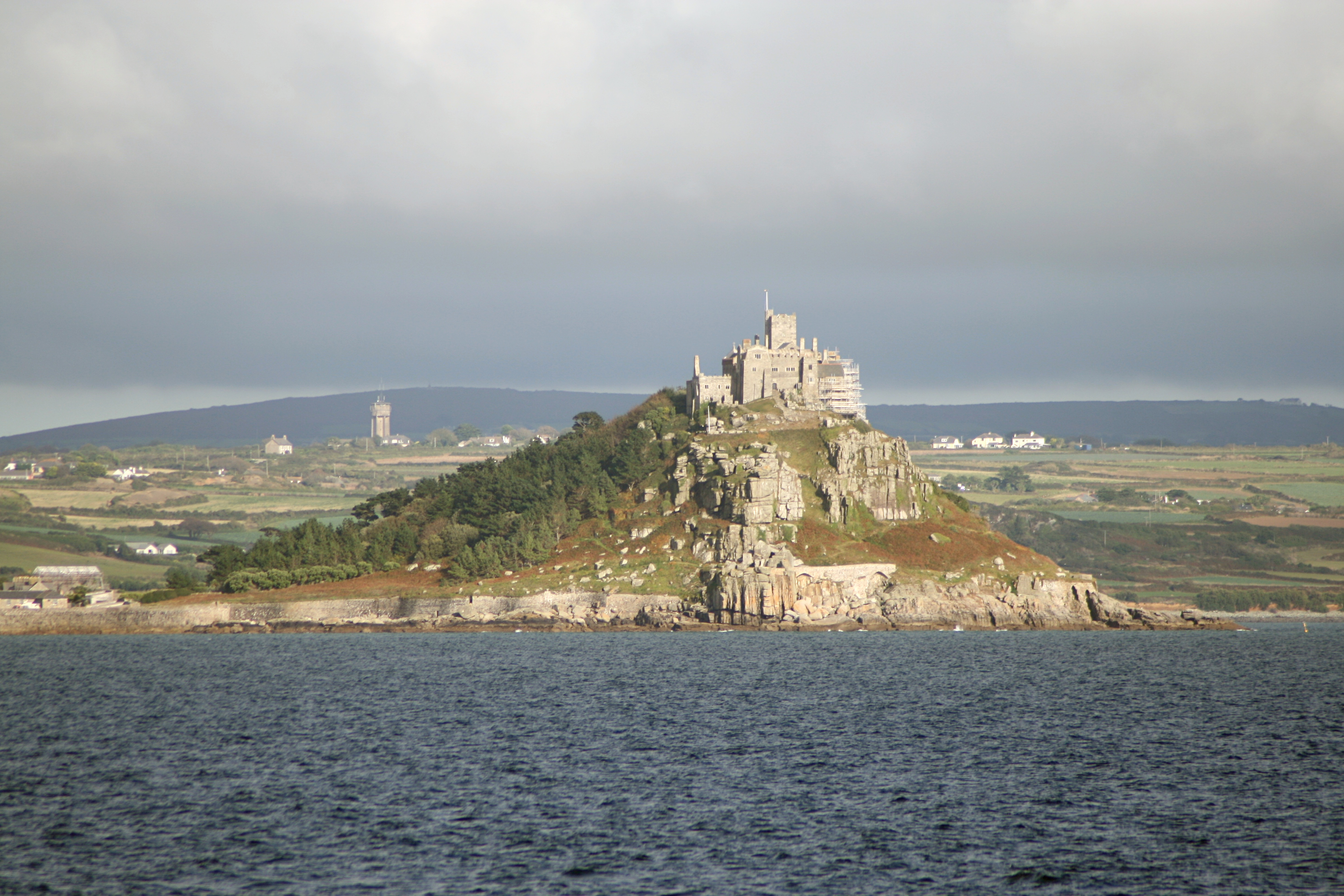
Saint-Michaels-Mount în Cornwall

## Austria
Biserici fortificate se găsesc în primul rând în regiunile Carintia și Stiria. Erau un soi de cetăți împotriva invadatorilor.

### Austria inferioară
- Kleinzwettl

Austria inferioară în Austria

- Sankt-Michael: biserica sfântul Mihai
- Weißenkirchen in der Wachau

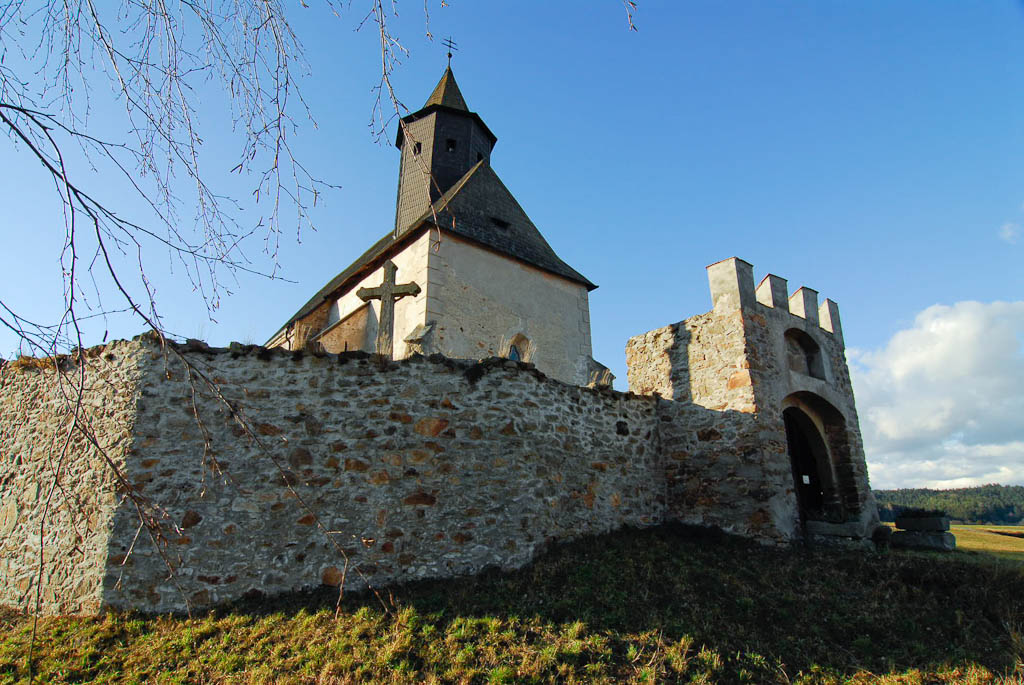
Biserica sfântul Iacob cel Mare din Kleinzwettl, Austria Inferioară
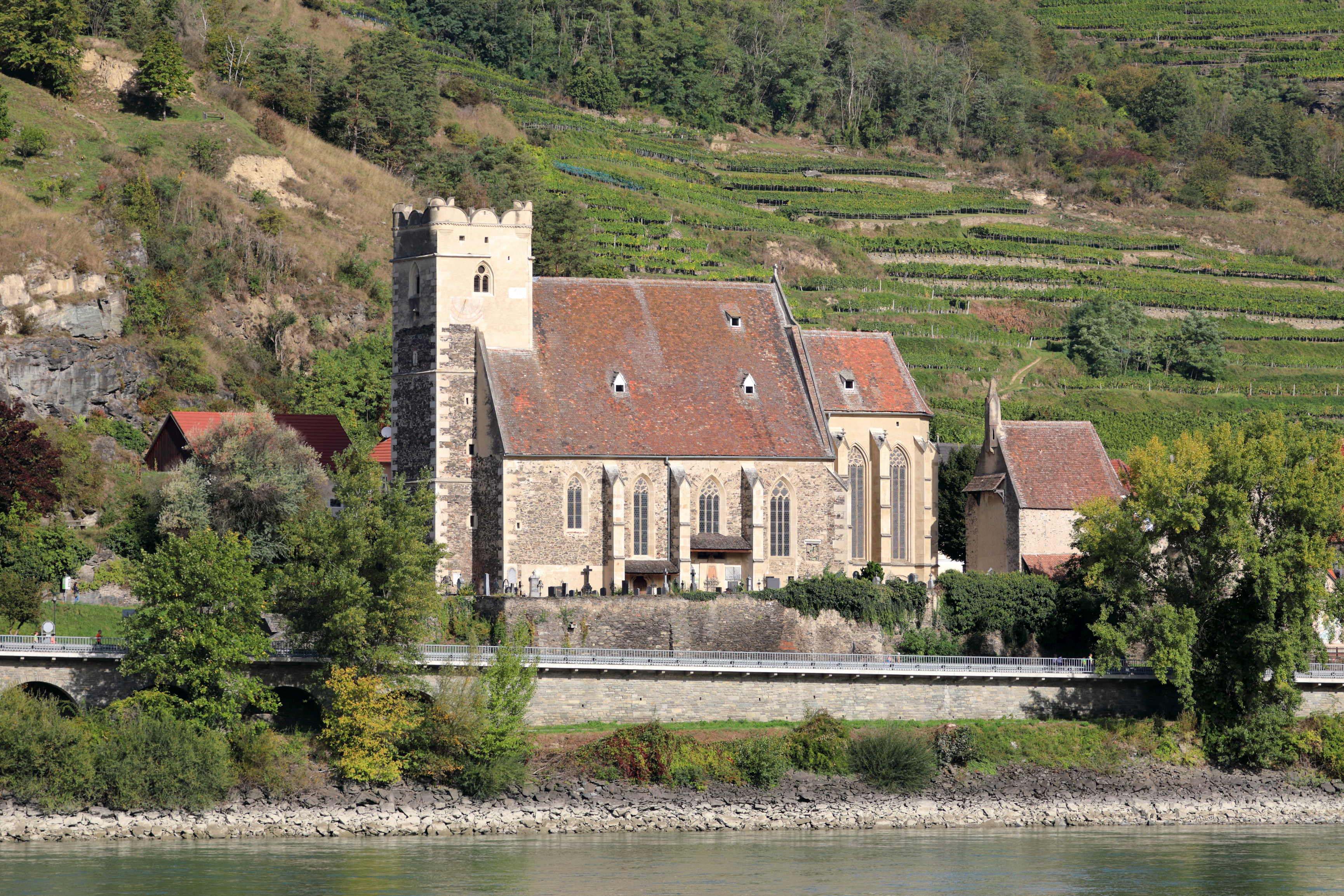
Biserica sfântul Mihai din Sankt-Michael, Austria Inferioară
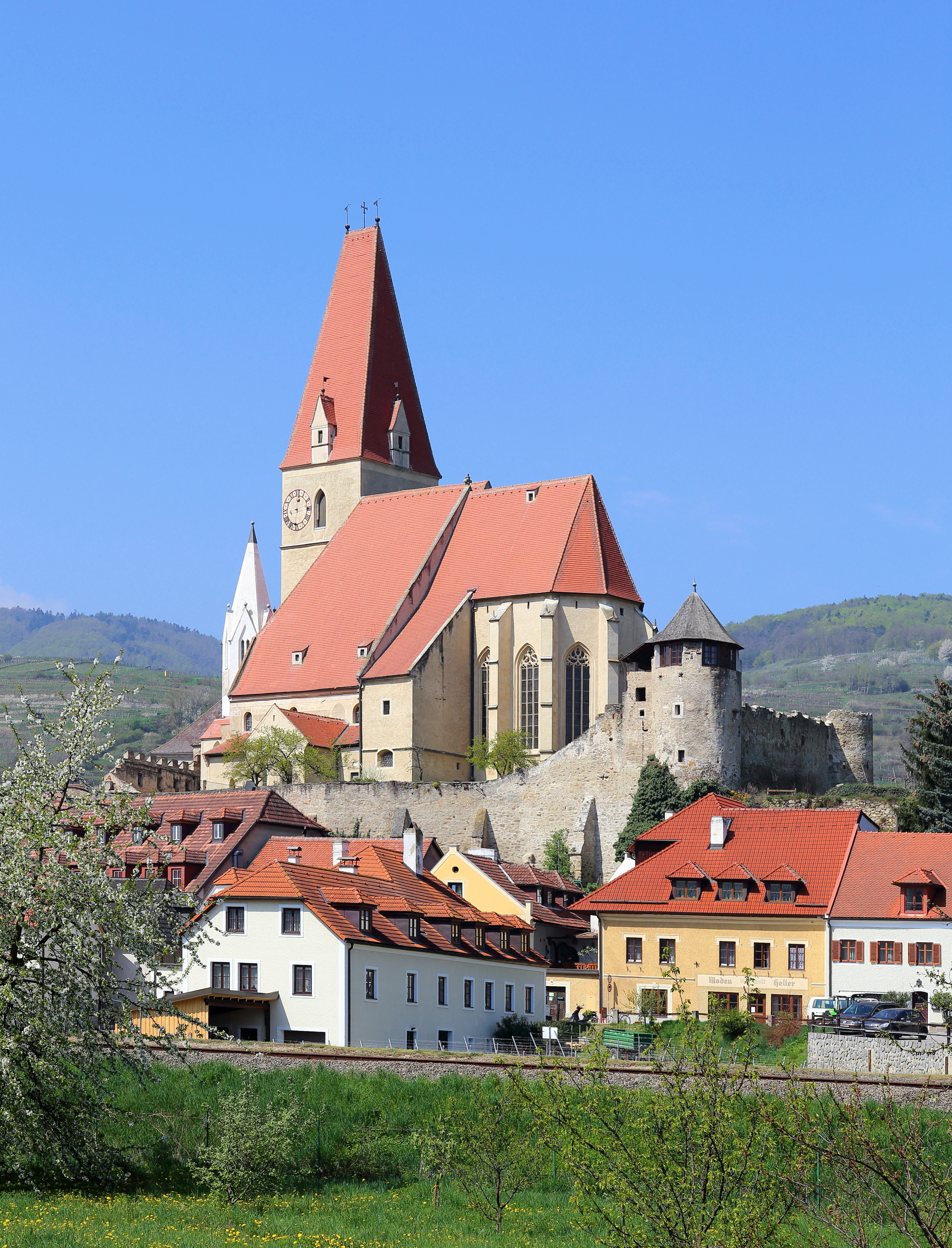
Biserica din Weißkirchen-in-der-Wachau, Austria Inferioară

### Carintia
- Diex: biserica sfântul Martin

Carintia în Austria

- Grades: biserica sfântul Wolfgang ob Grades
- Grafenbach (Diex): biserica sfânta Magdalena
- Maria Saal: biserica de pelerinaj a Adormirii

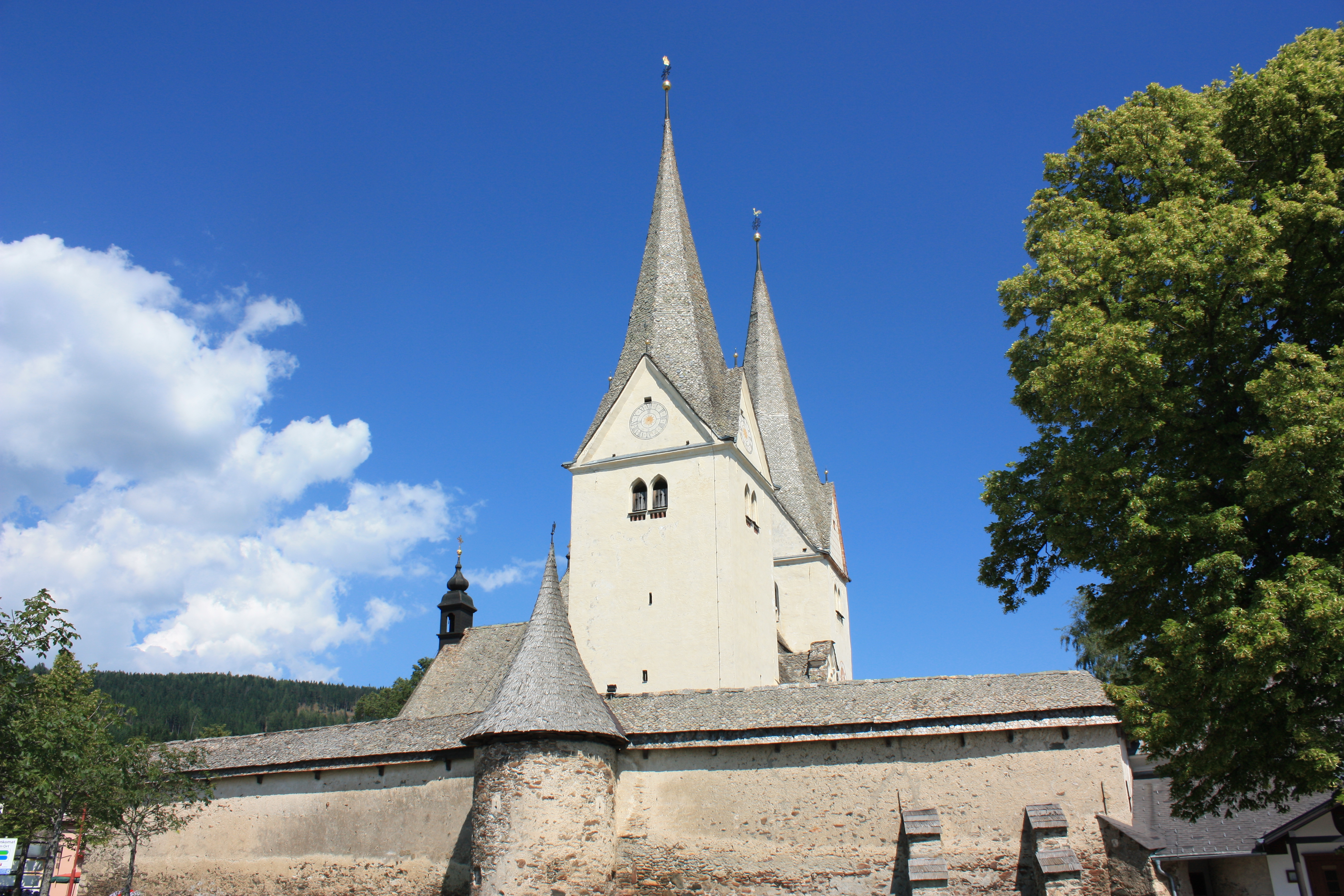
Biserica sfântul Martin din Diex, Carintia
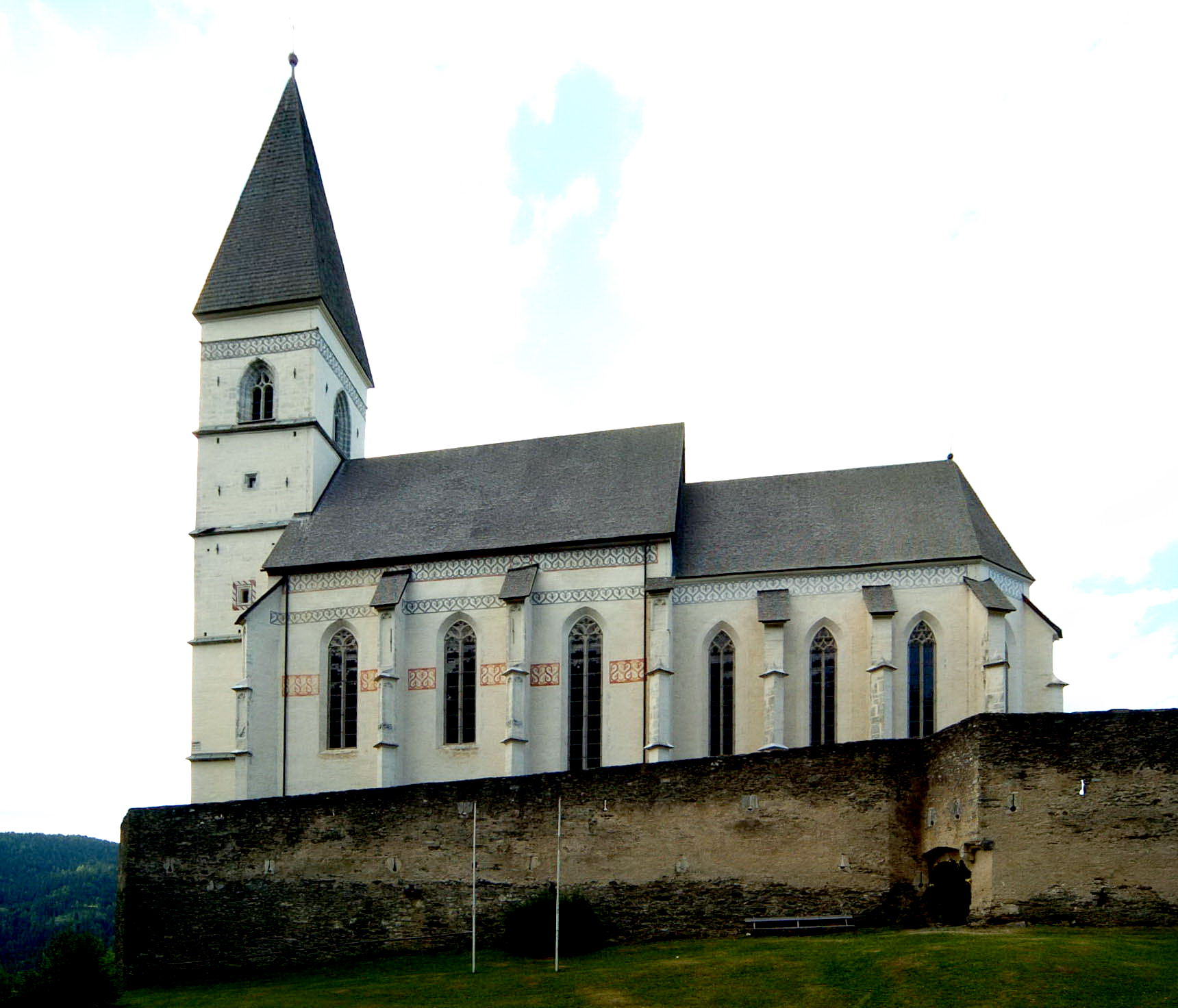
Biserica sfântul Wolfgang ob Grades din Grades, Carintia
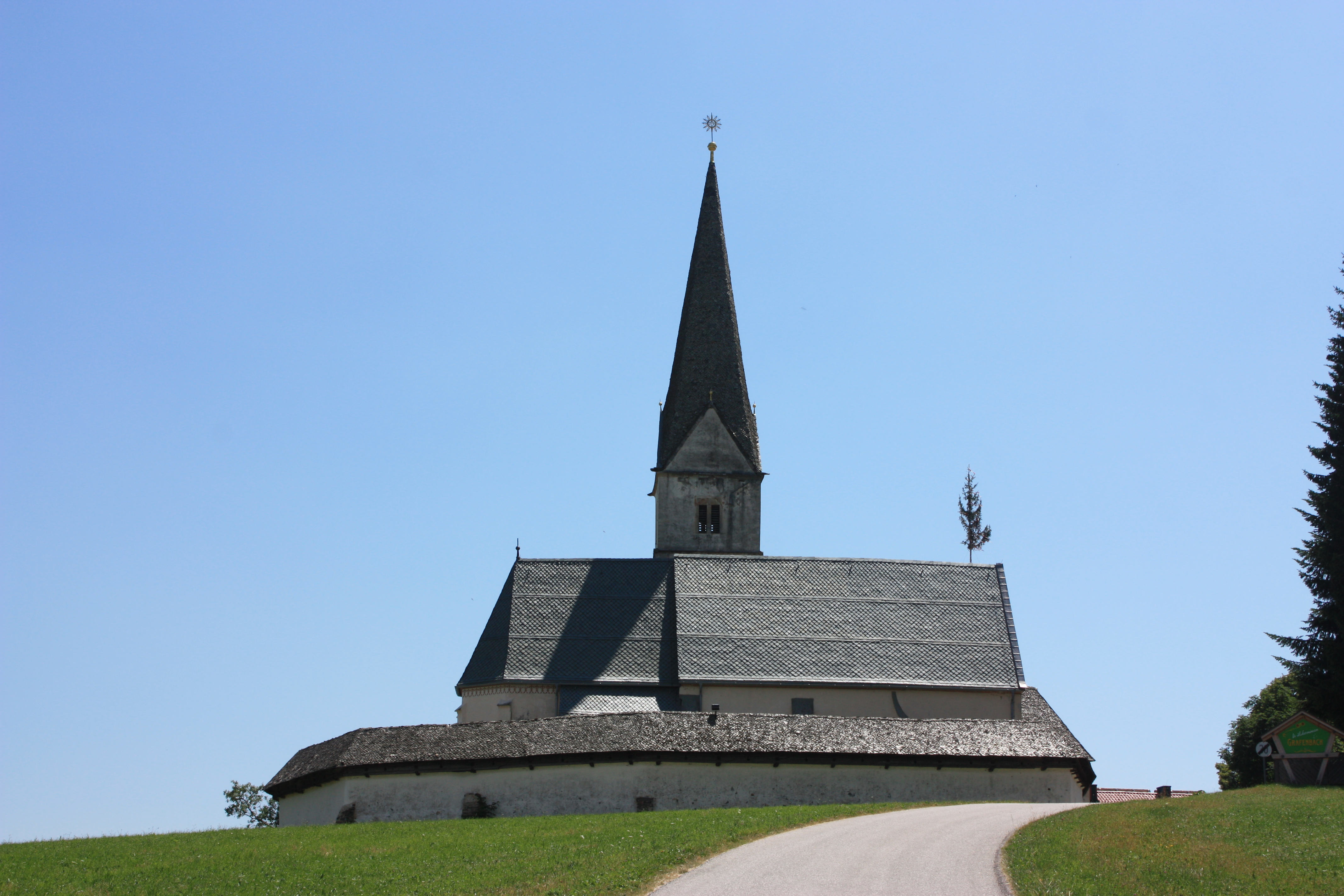
Biserica sfânta Magdalena din Grafenbach (Diex), Carintia
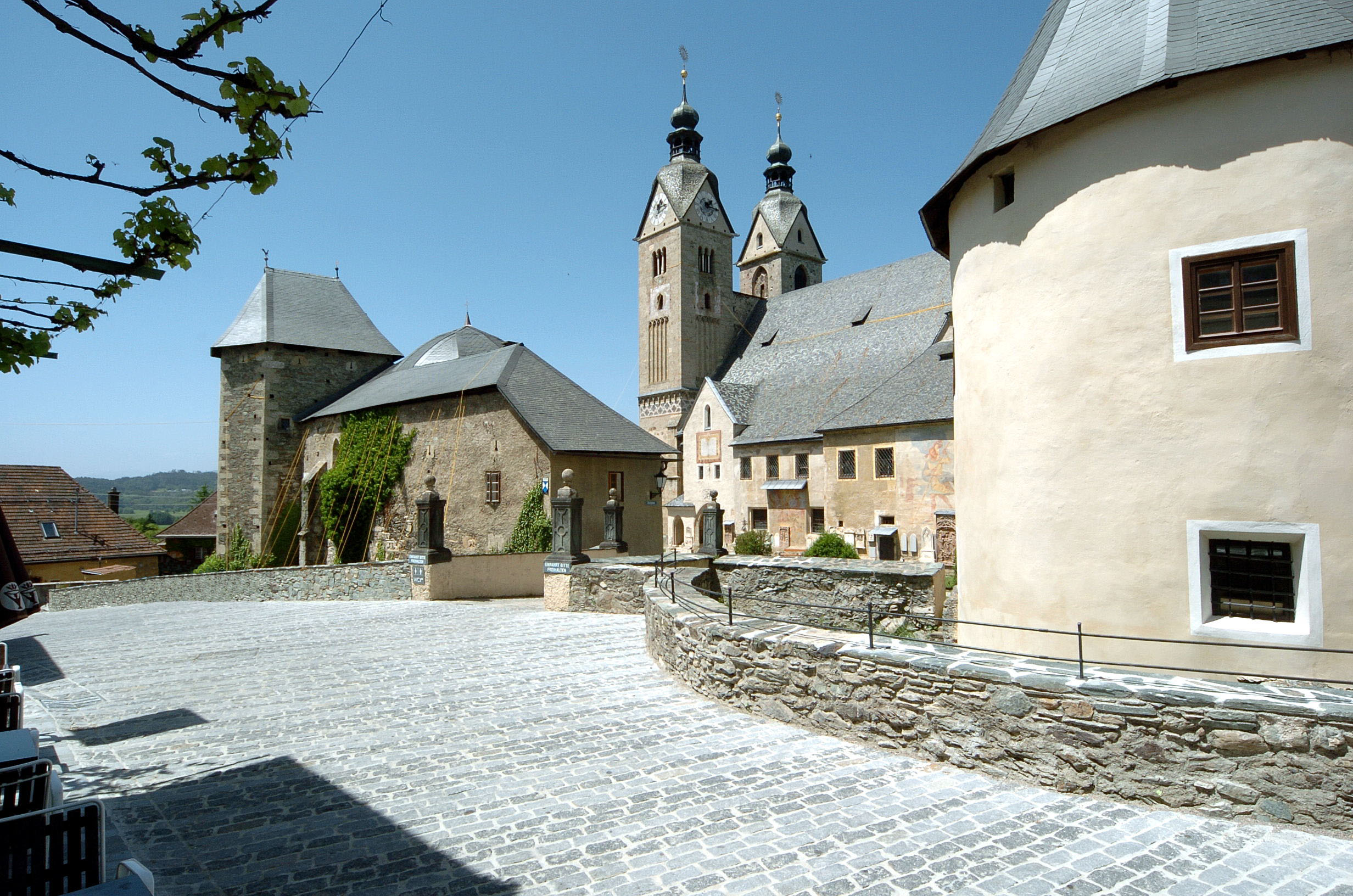
Biserica de pelerinaj Adormirea Maicii Domnului din Maria Saal, Carintia

### Stiria
- Eisenerz: biserica sfântul Oswald

Stiria în Austria

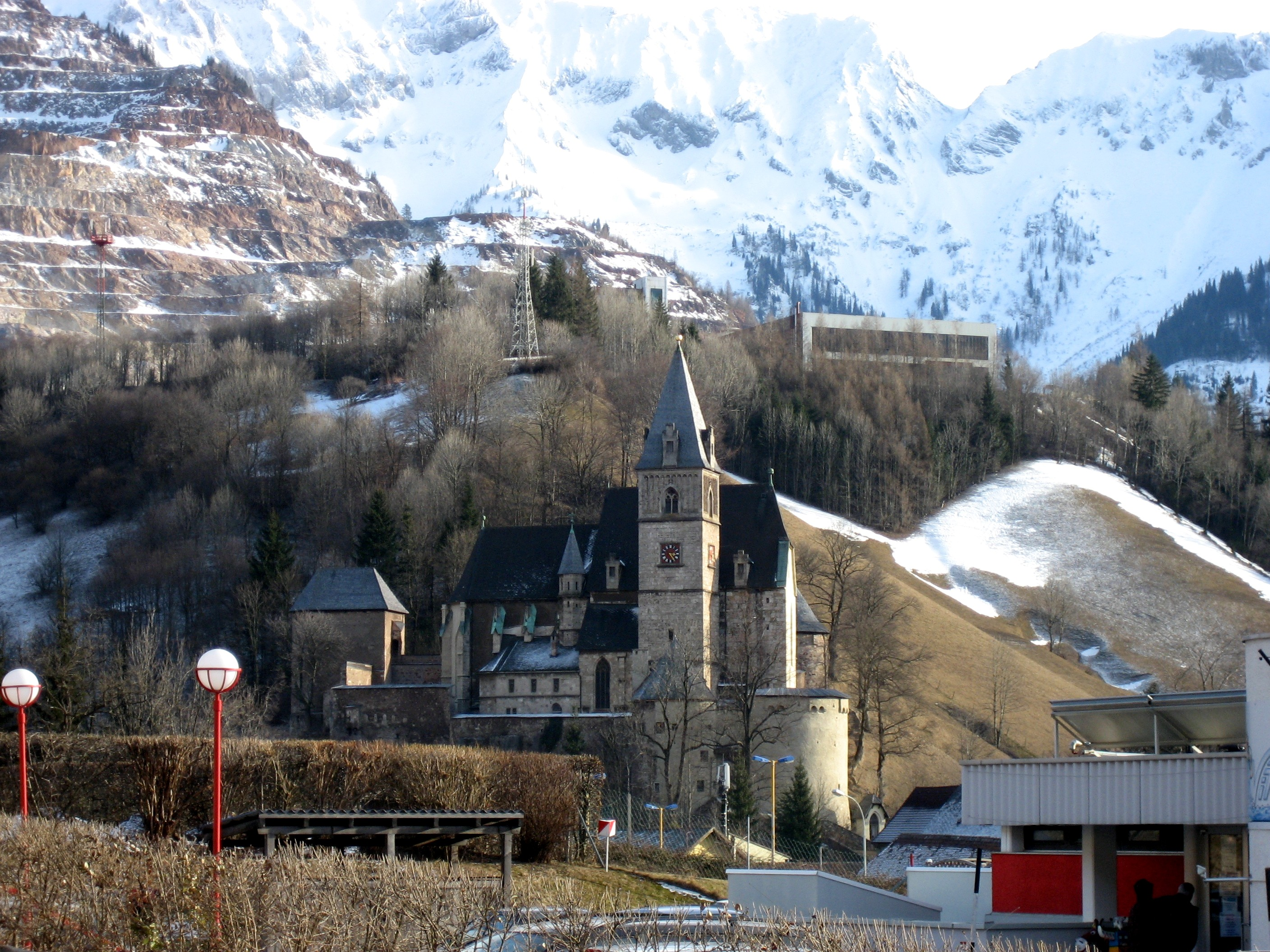
Biserica sfântul Oswald din Eisenerz, Stiria

## Belgia

### Hainaut

Provincia Hainaut în Belgia

- Biserica din Saint-Vaast

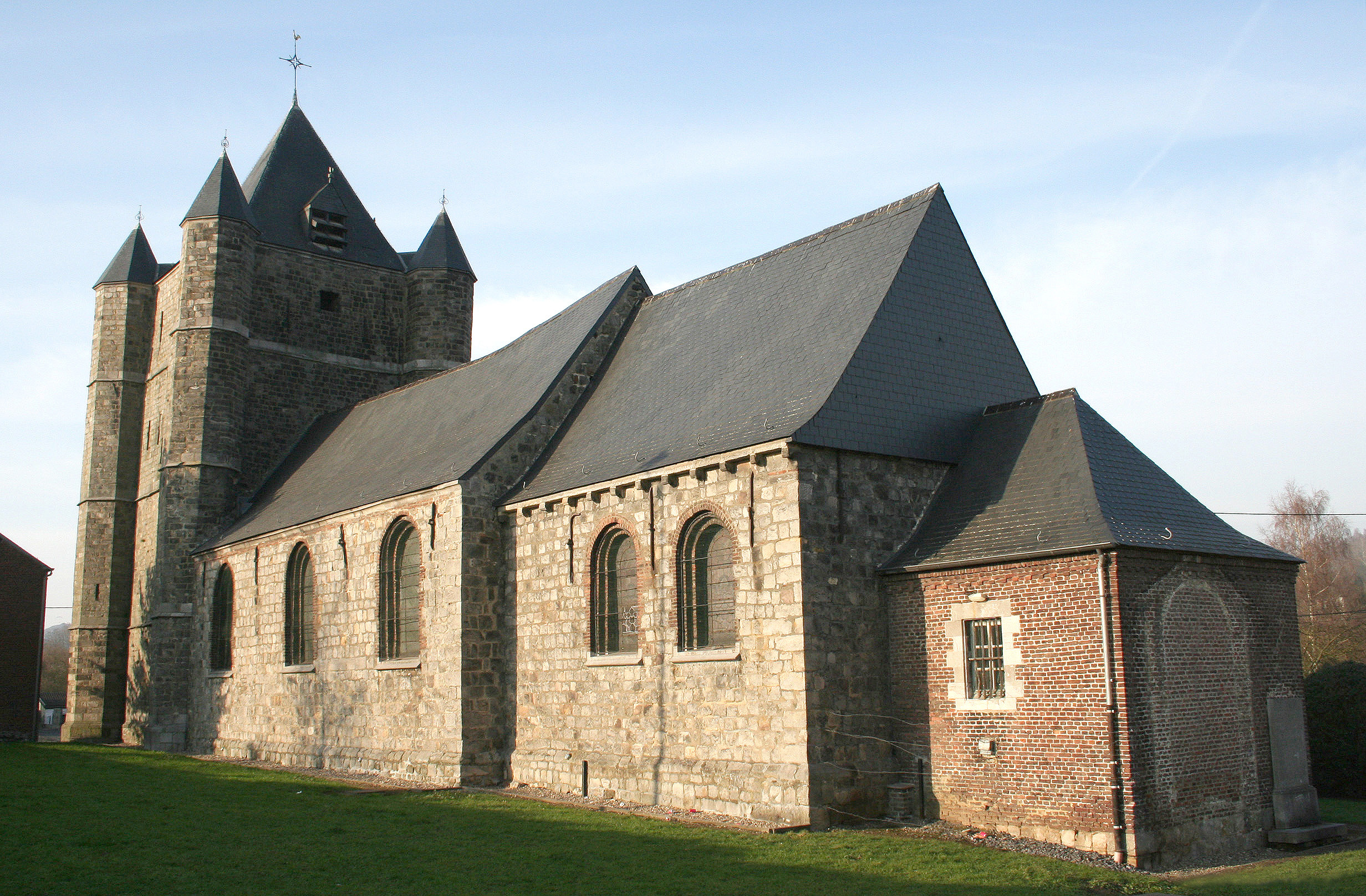
Biserica din Saint-Vaast, Hainaut

### Liège

Provincia Liège în Belgia

- Theux, biserica sfinții Hermes și Alexandru

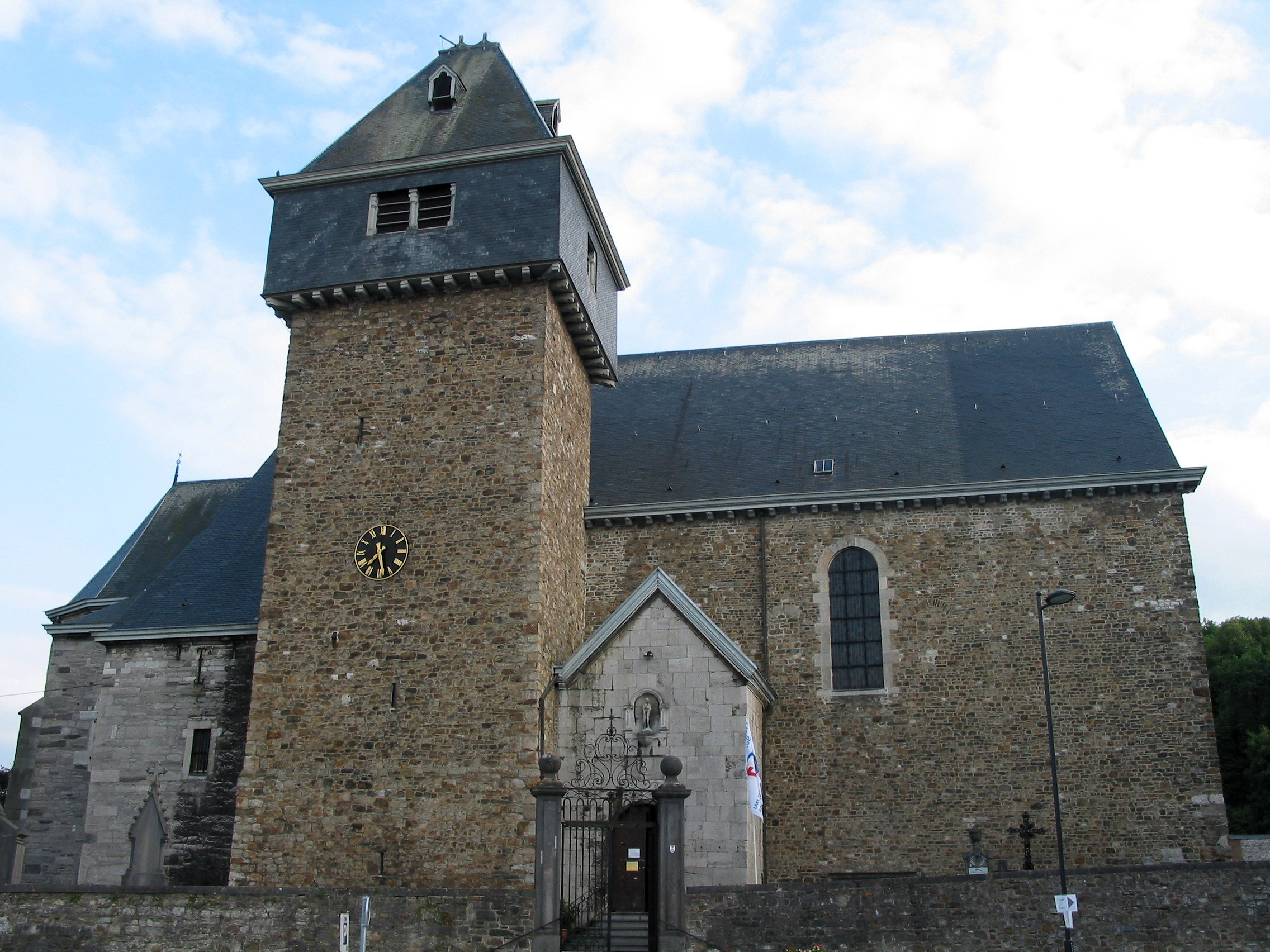
Biserica sfinții Hermes și Alexandru din Theux, provincia Liège

## Danemarca

### Hovedstaden

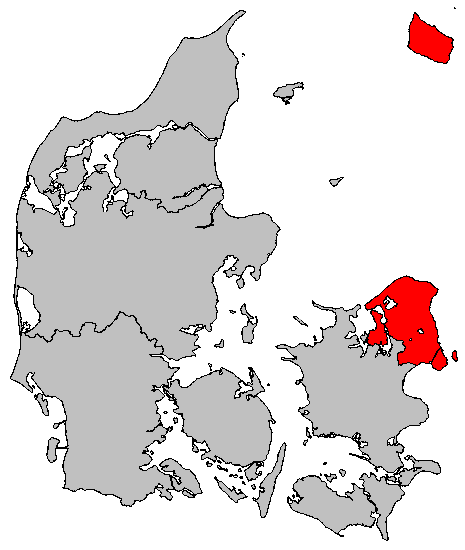
Hovedstaden în Danemarca (Bornholm este sus, pe dreaptă)

Danemarca are mai multe biserici în locuri care erau expuse atacurilor dușmanilor de pe mare, de pildă pe ostravul Bornholm. Aceste biserici sînt parțial și biserici rotunde. În categoria bisericilor fortificate și rotunde din Bornholm intră cele patru următoare:
- Olsker, biserica sfântul Ols
- Gudhjem, biserica sfântul Laurențiu în cartierul Østerlars
- Nyker, Nykirke ("biserica cea nouă")
- Nylars

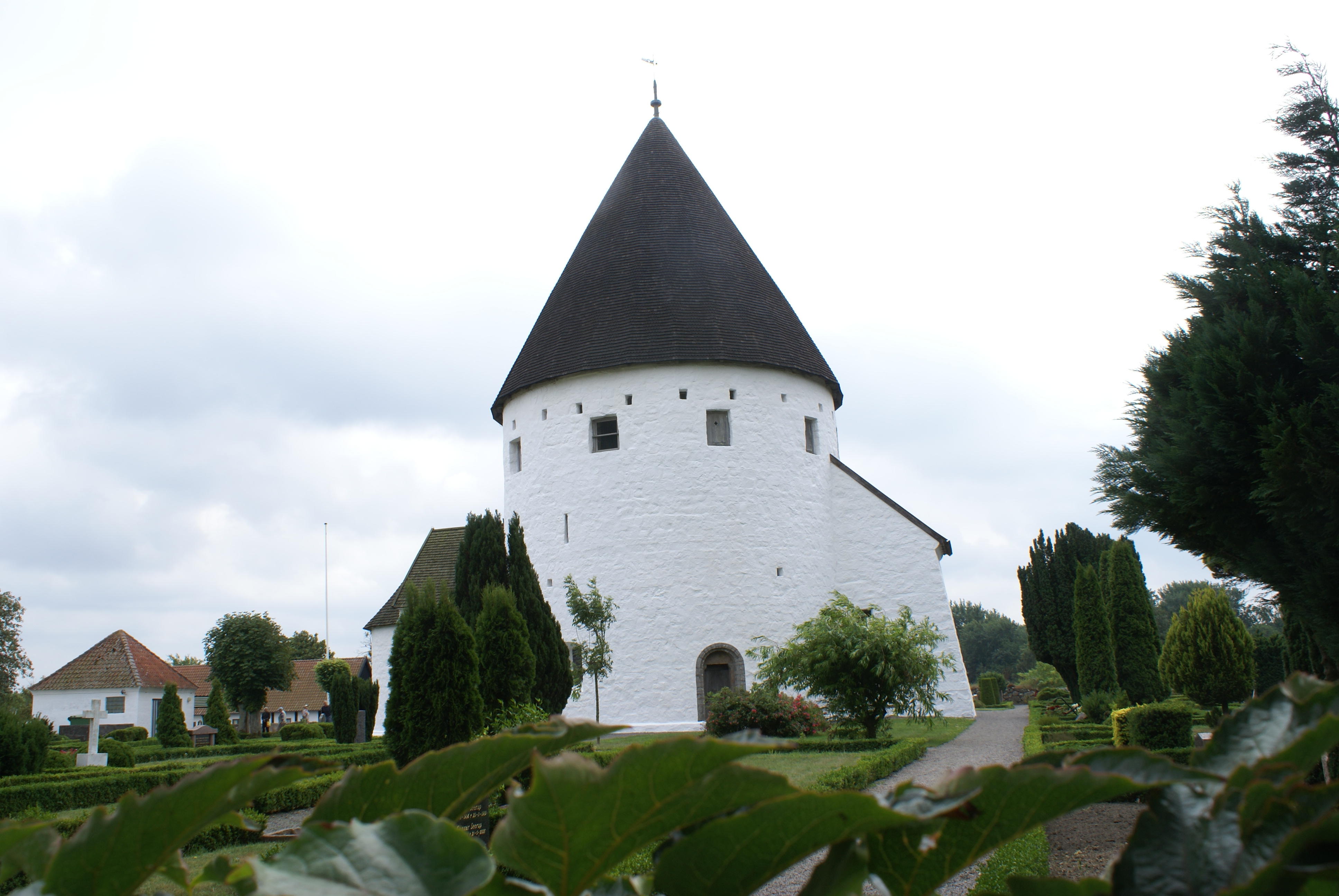
Biserica sfântul Ols din Olsker, Bornholm
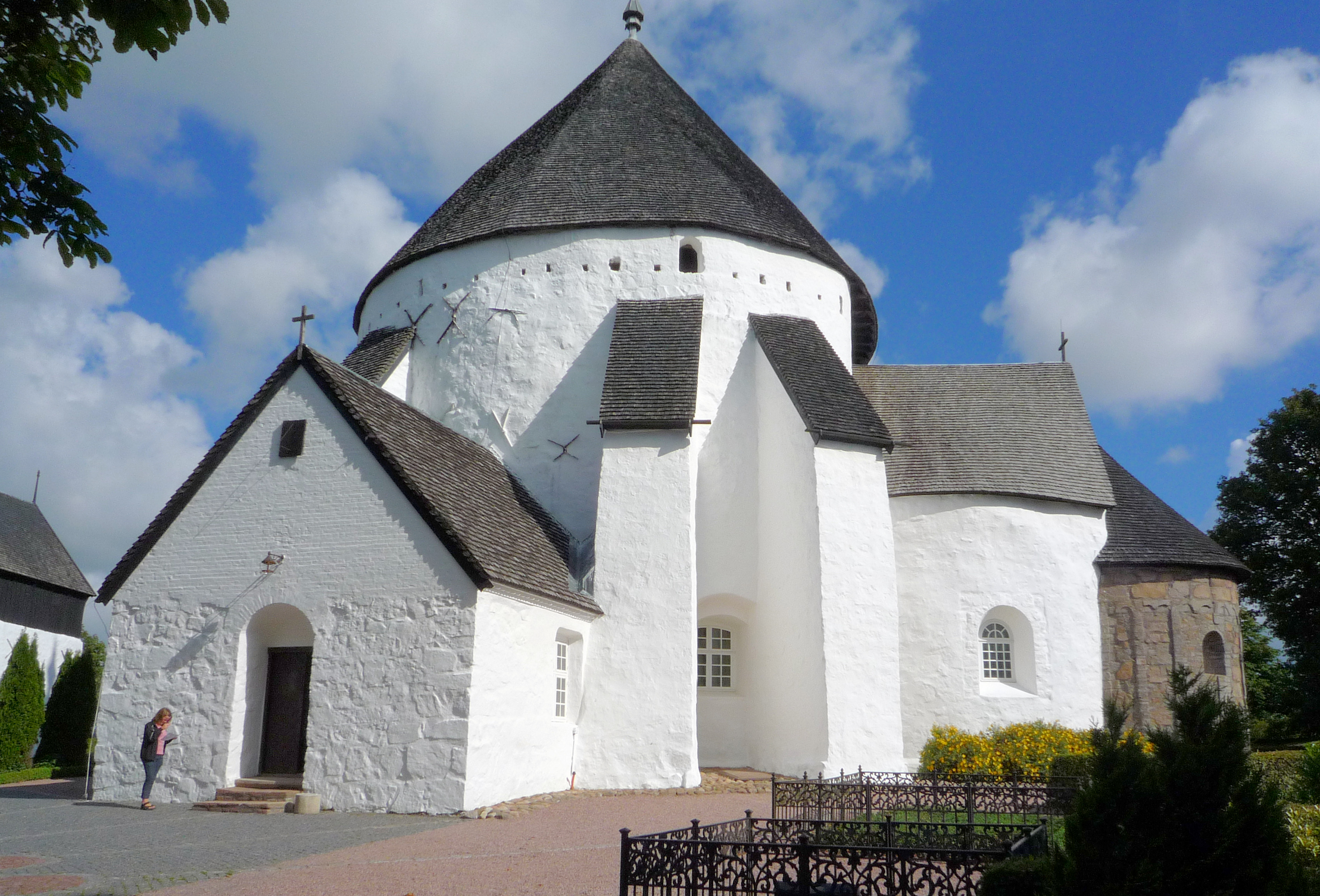
Biserica sfântul Laurențiu din Østerlars, Gudhjem, Bornholm
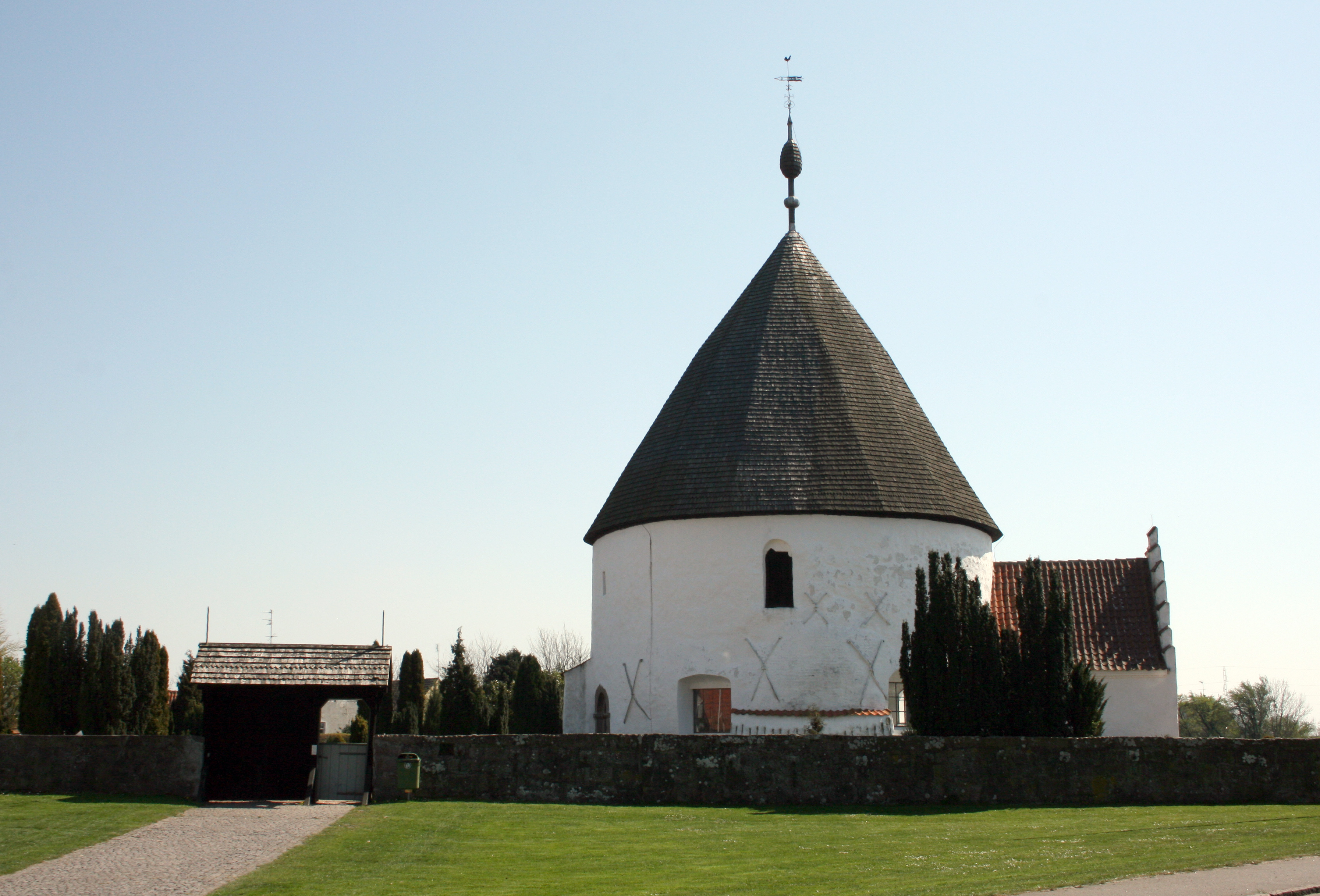
Biserica din Nyker, Bornholm
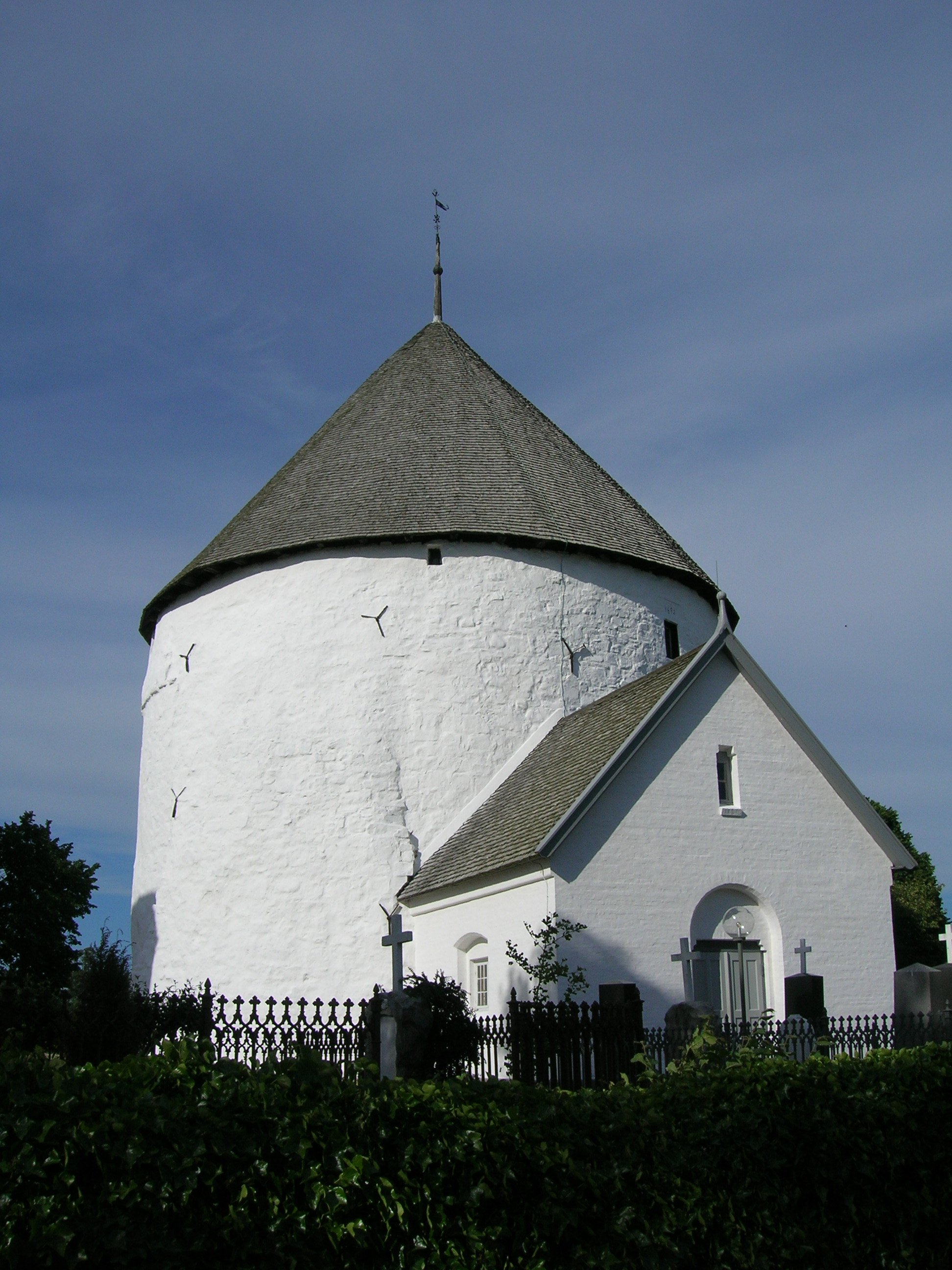
Biserica din Nylars, Bornholm

## Elveția

### Basel-provincie

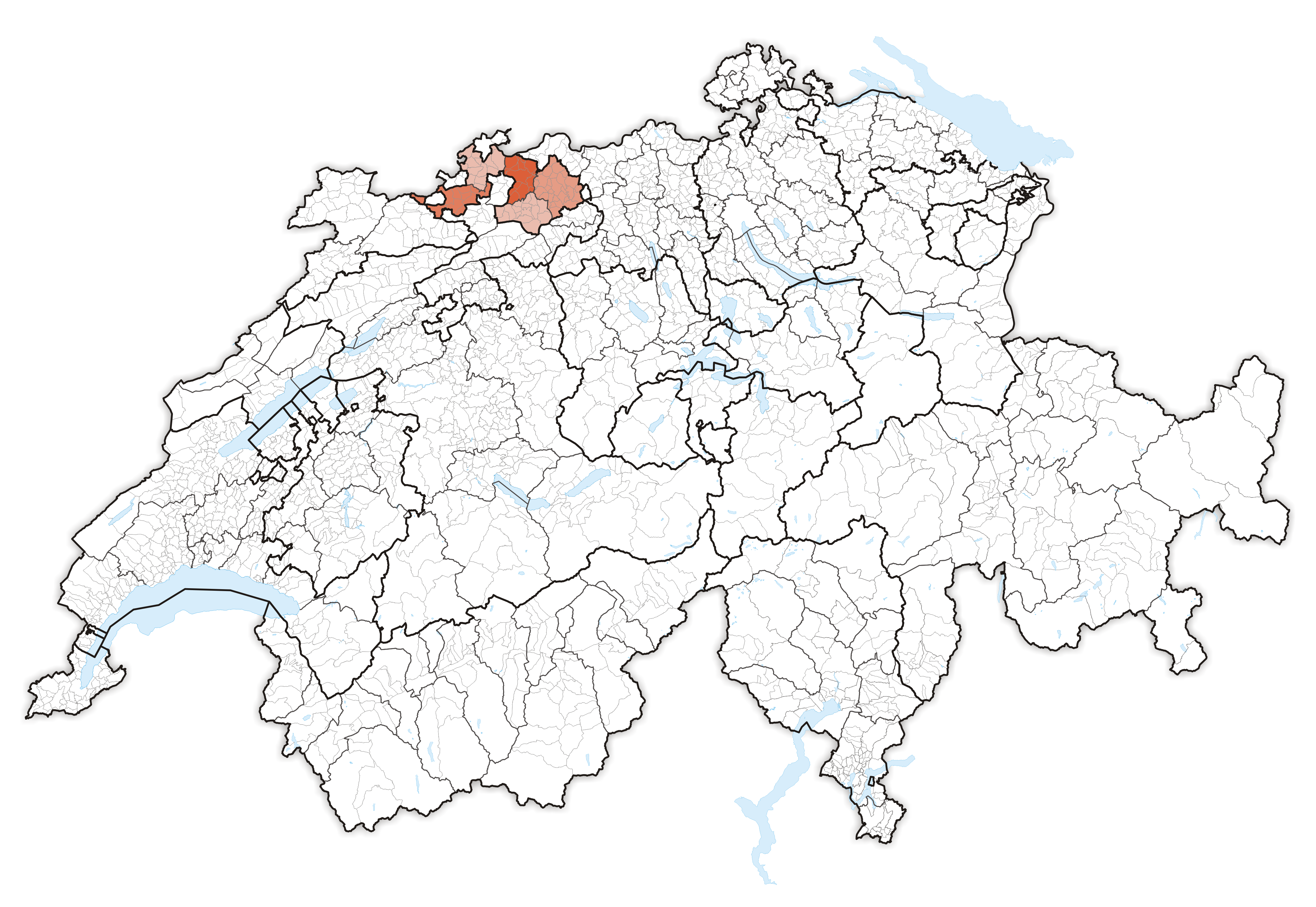
Basel-provincie în Elveția

- Muttenz, biserica sfântul Arbogast. Biserica sfântul Arbogast depindea de capitulul catedralei din Strasbourg. Pentru acest motiv are si hramul primului episcop al orașului francez, sfântul Arbogast. Astăzi aparține bisericii evangelice-reformate ale cantonului Basel-provincie. Prima biserica datează de secolul al VIII/IX-lea. Biserica a fost fortificată în jurul anului 1420 de câtre Hans Thüring Münch, stăpânul satului. Fortificația, care a scăpat distrugerii plănuită în secolul al XIX-lea, comportă o incintă completă și două turnuri. Biserică este deosebită din cauza picturilor sale interioare care datează din secolele XIV-XV și cele mai recente din 1507. In curtea bisericii se află o expoziție a fostelor borne de graniță ale episcopii din Basel, ale satului și ale diferitelor proprietăți sale.[1]

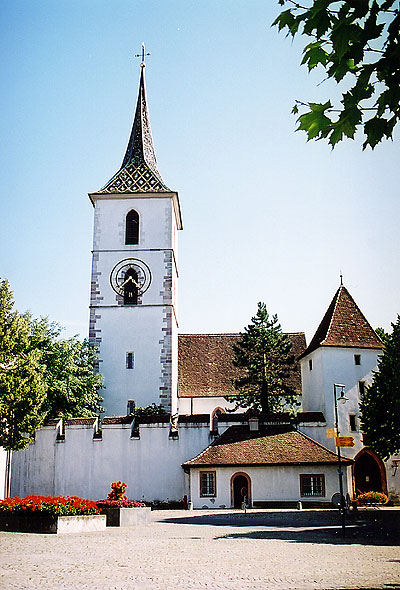
Biserica sfântul Arbogast la Muttenz, Basel-Provincie

### Graubünden

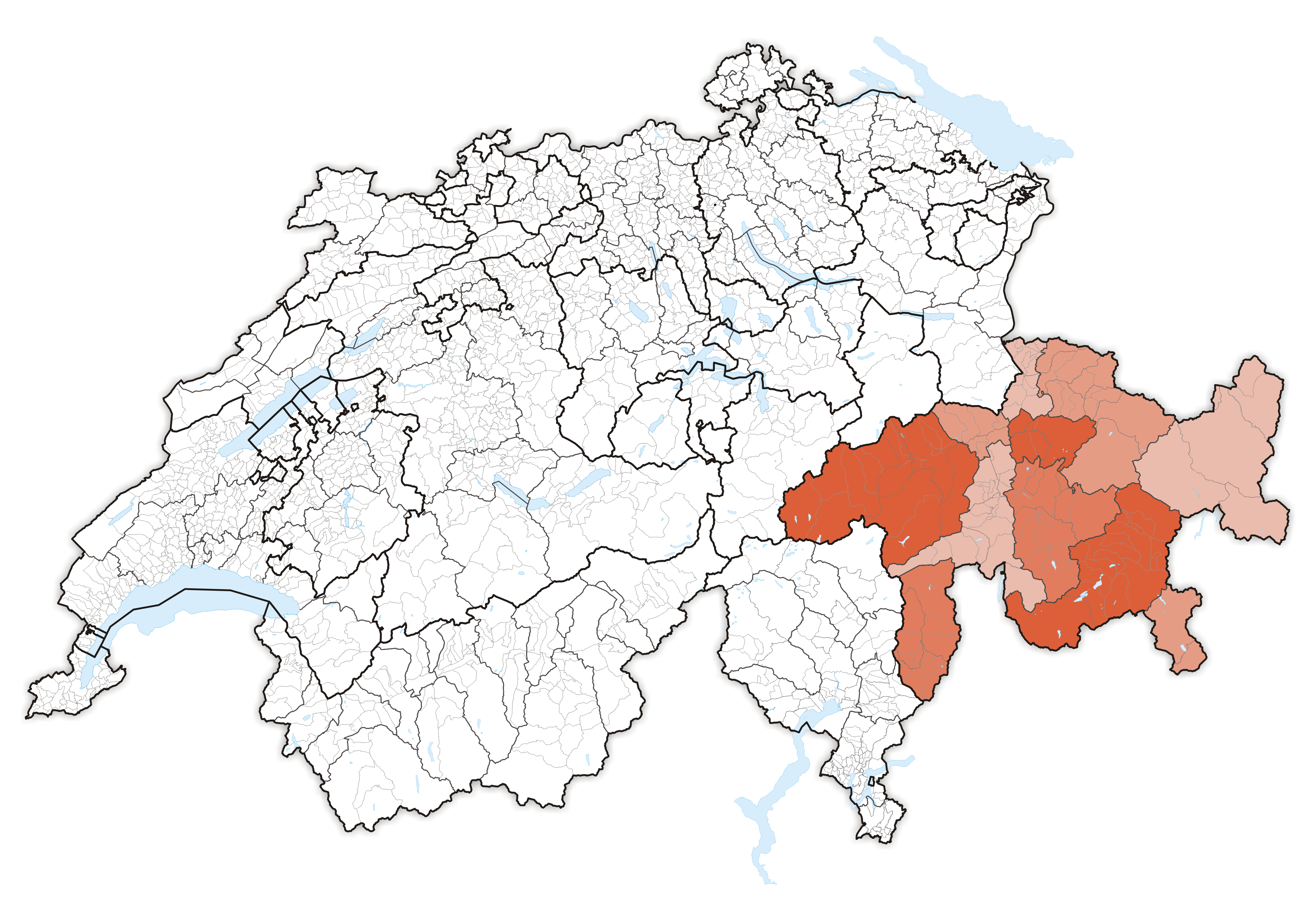
Graubünden în Elveția

- Müstair, mănăstirea benedictină a sfântul Ion, Patrimoniu mondial UNESCO

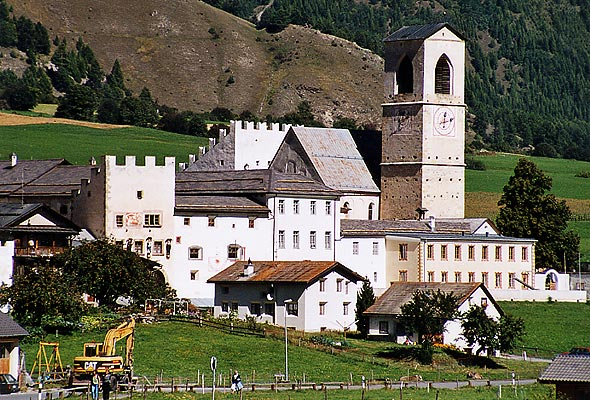
Mănăstirea benedictină a sfântul Ion la Müstair, Graubünden

### Valais

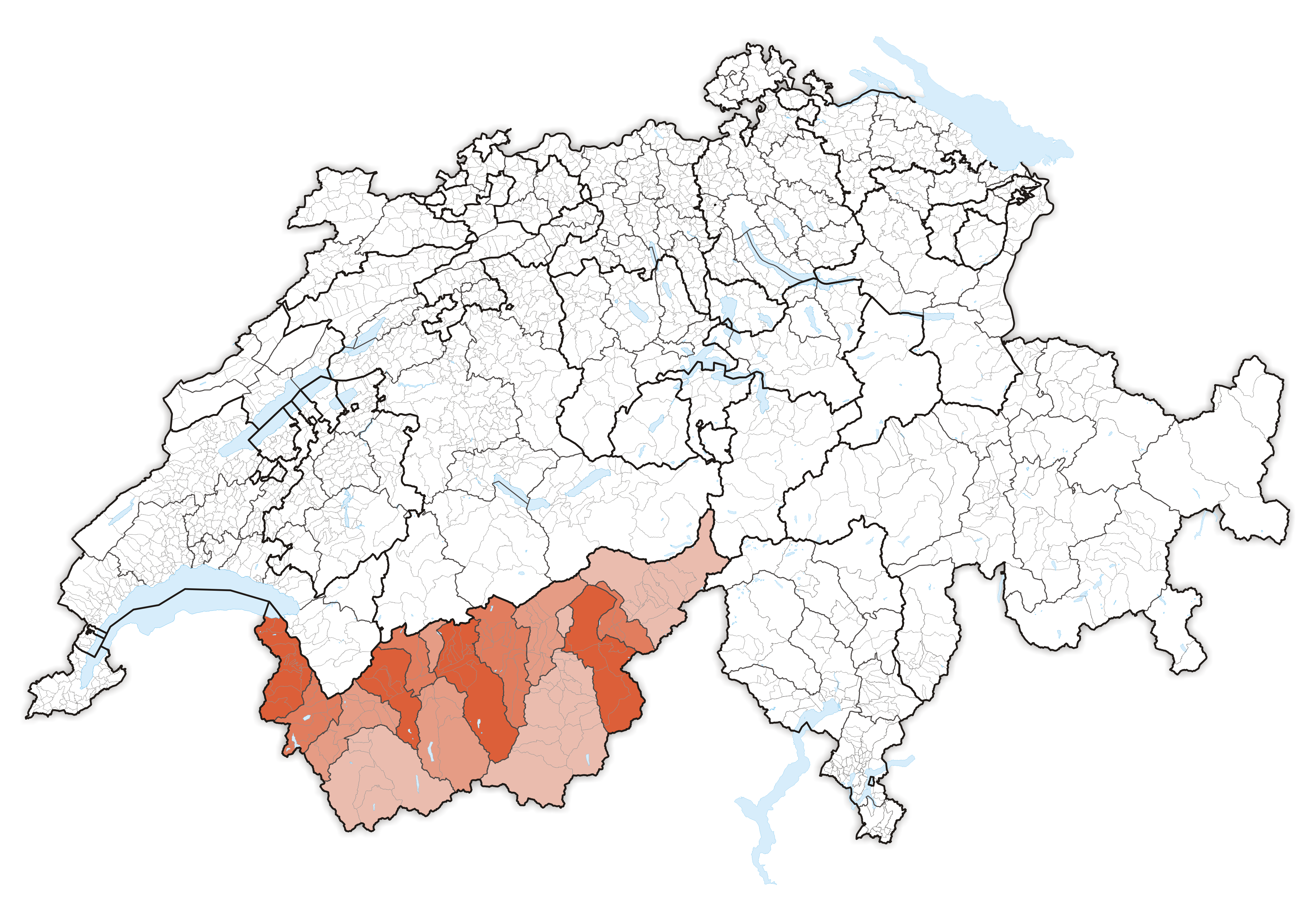
Valais în Elveția

- Sion, basilica sfânta Fecioare din Valère

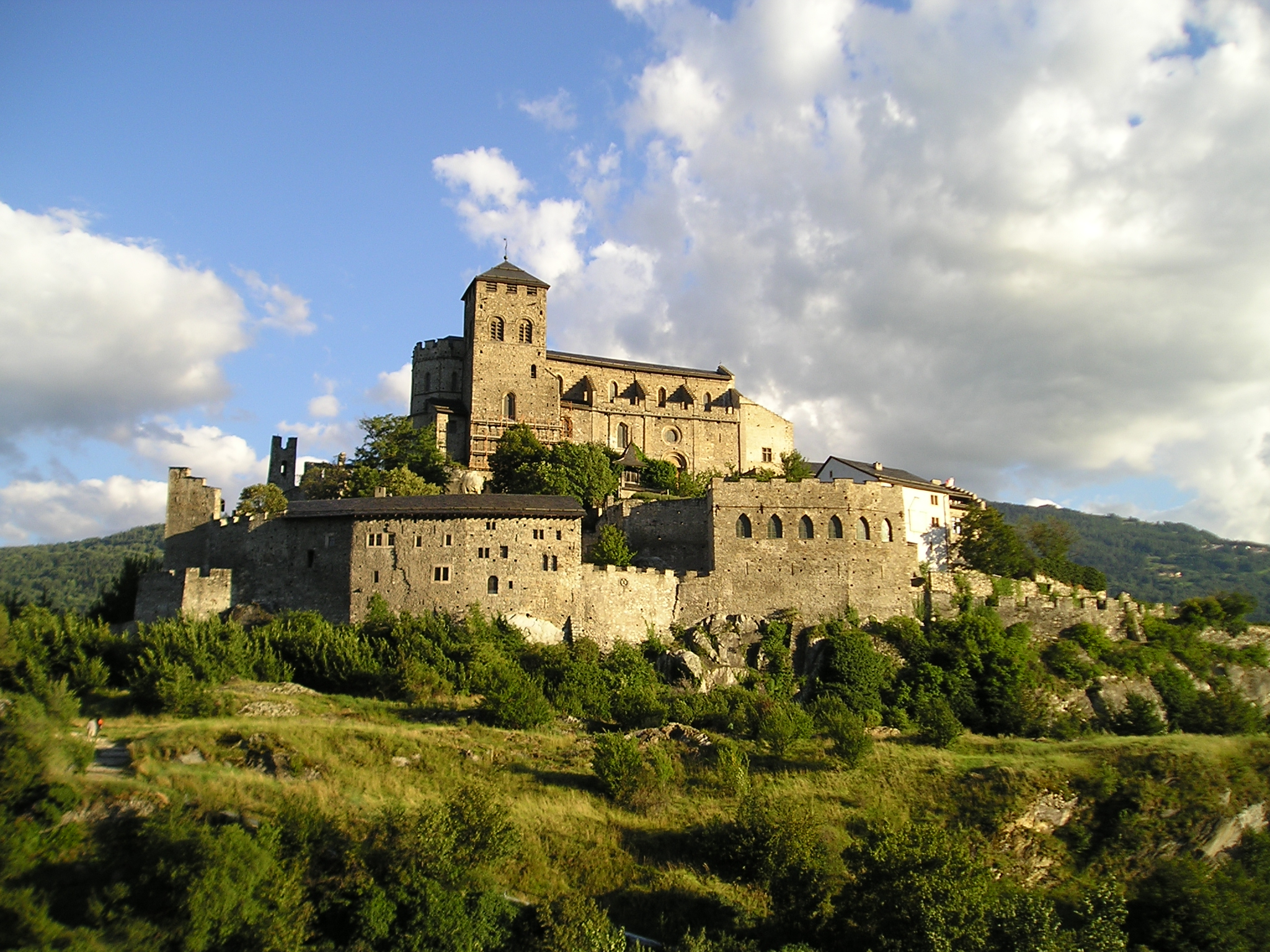
Basilica sfânta Fecioare din Valère la Sion, Valais

## Estonia
Wikipedia eston repertoriază următoarele biserici fortificate:

### Harju
- Kose, biserica sfântul Nicolae

Harju în Estonia

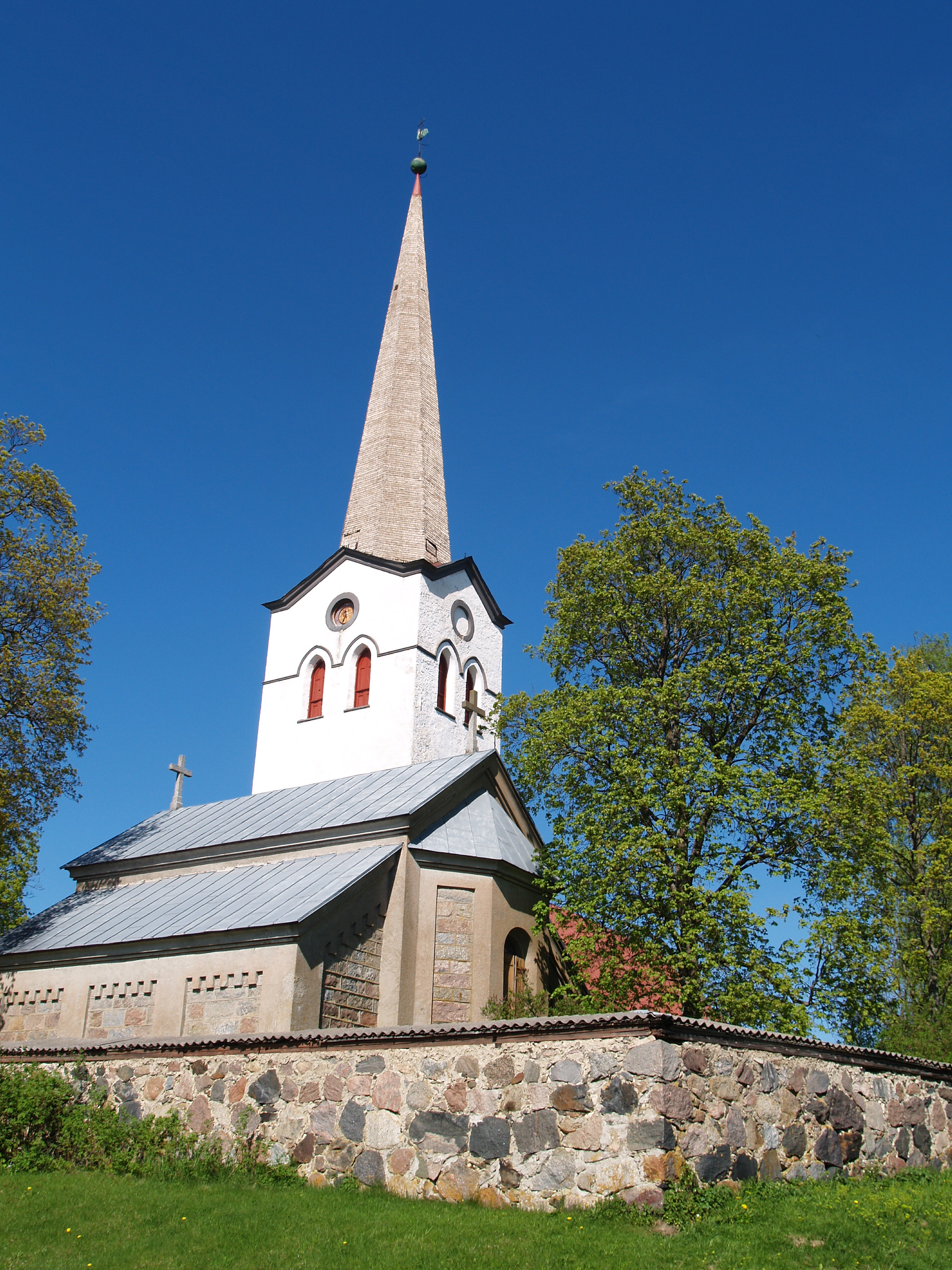
Biserica sfântul Nicolae din Kose, Regiunea Harju

### Hiiu

Hiiu în Estonia

- Pühalepa, biserica sfântul Laurențiu

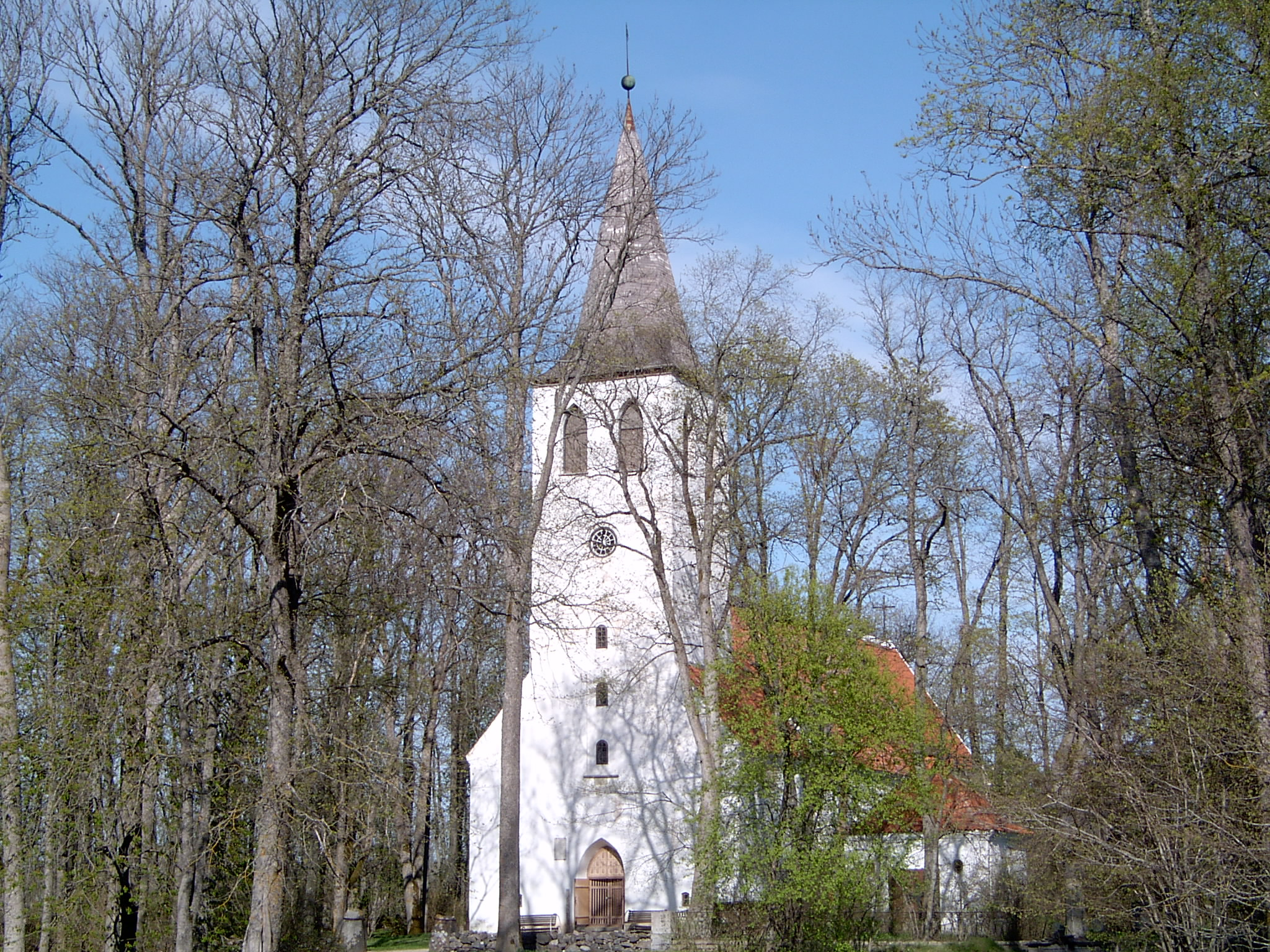
Biserica sfântul Laurențiu din Pühalepa, Regiunea Hiiu

### Ida-Viru
- Jõhvi, biserica sfântul Mihai
- Lüganuse, biserica sfântul Ion

Ida-Viru în Estonia

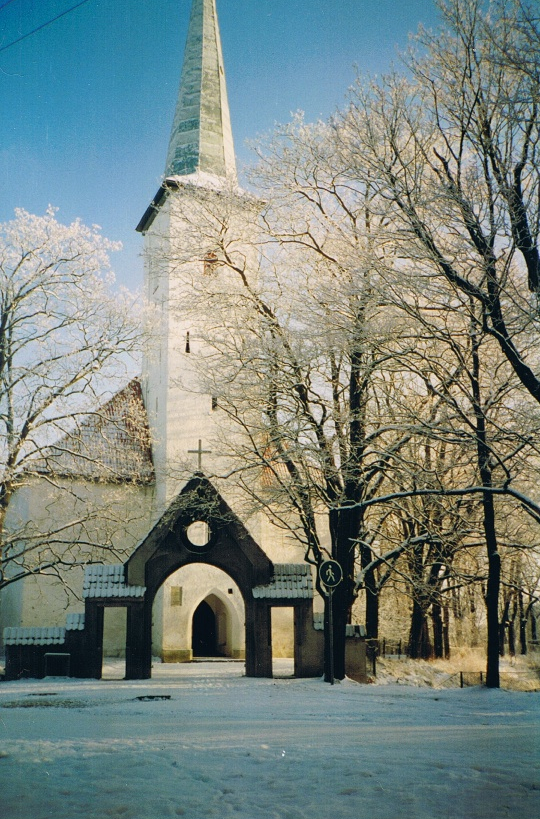
Biserica sfântul Mihai din Jõhvi, Regiunea Ida-Viru

### Lääne

Lääne în Estonia

- Hosby (Noarootsi), biserica sfânta Caterina
- Karuse, biserica sfânta Margareta
- Lääne-Nigula, biserica sfântul Nicolae

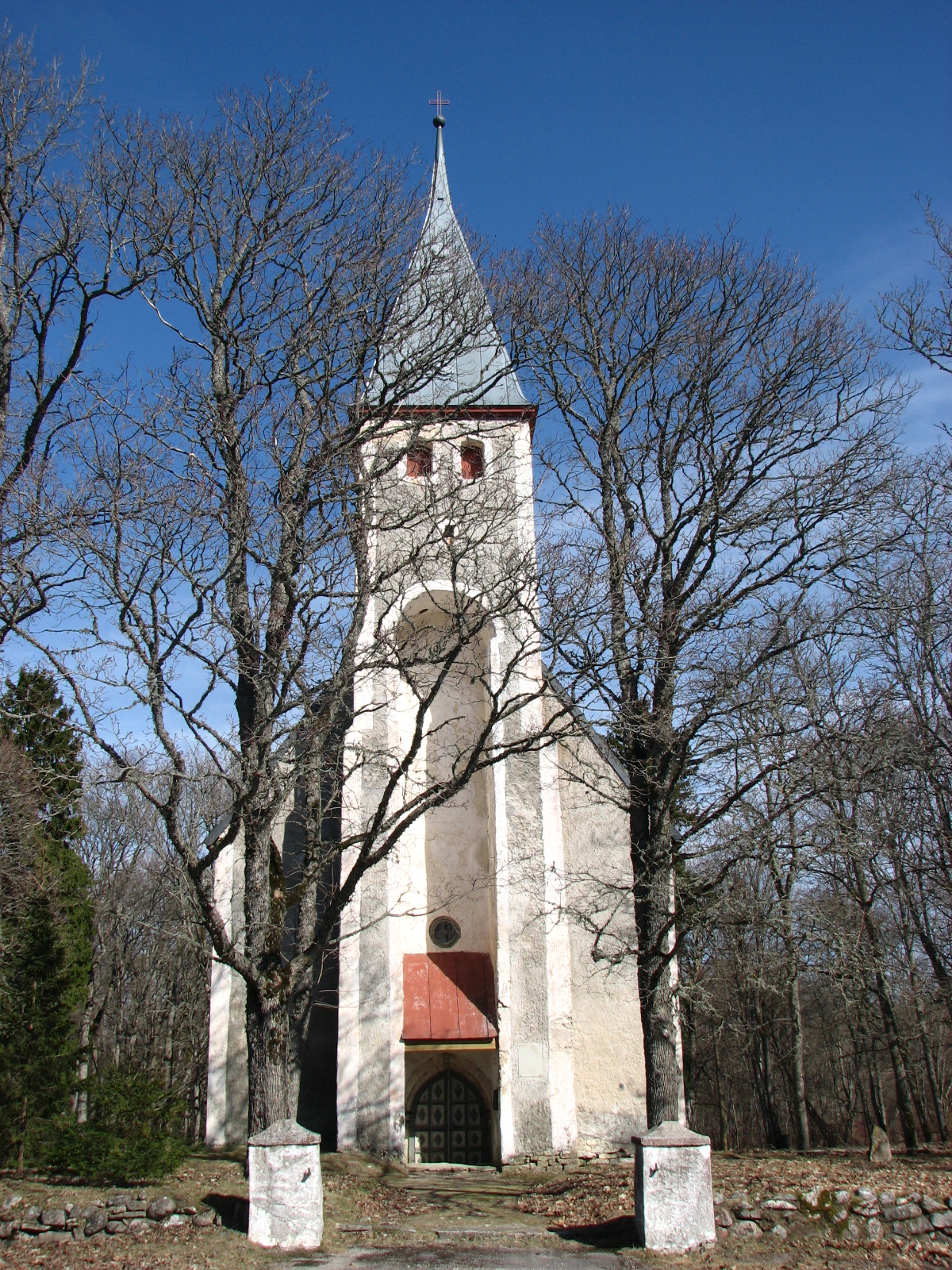
Biserica sfânta Margareta din Karuse, Hanila, Regiunea Lääne
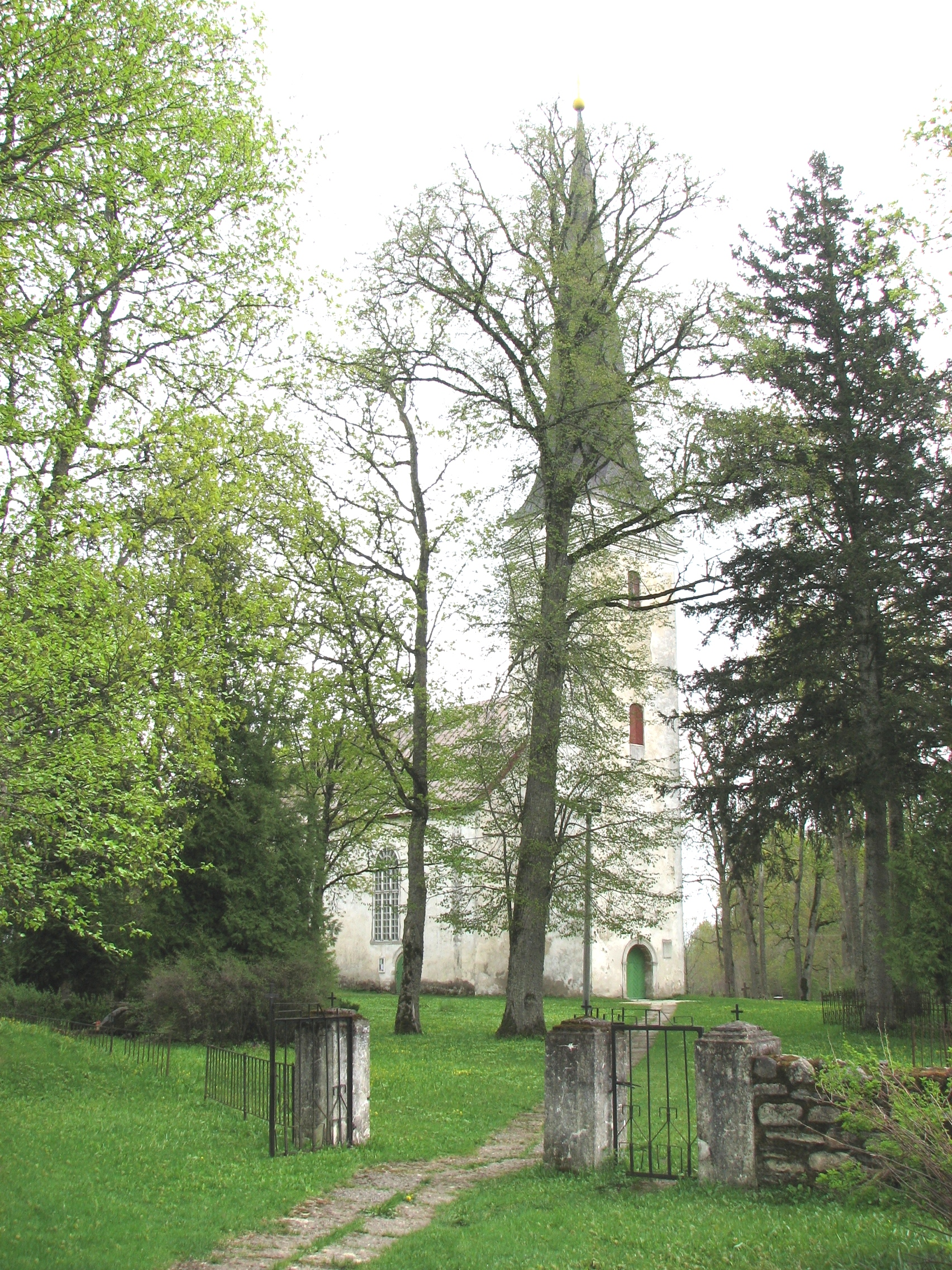
Biserica sfântul Nicolae din Lääne-Nigula, Taebla, Regiunea Lääne
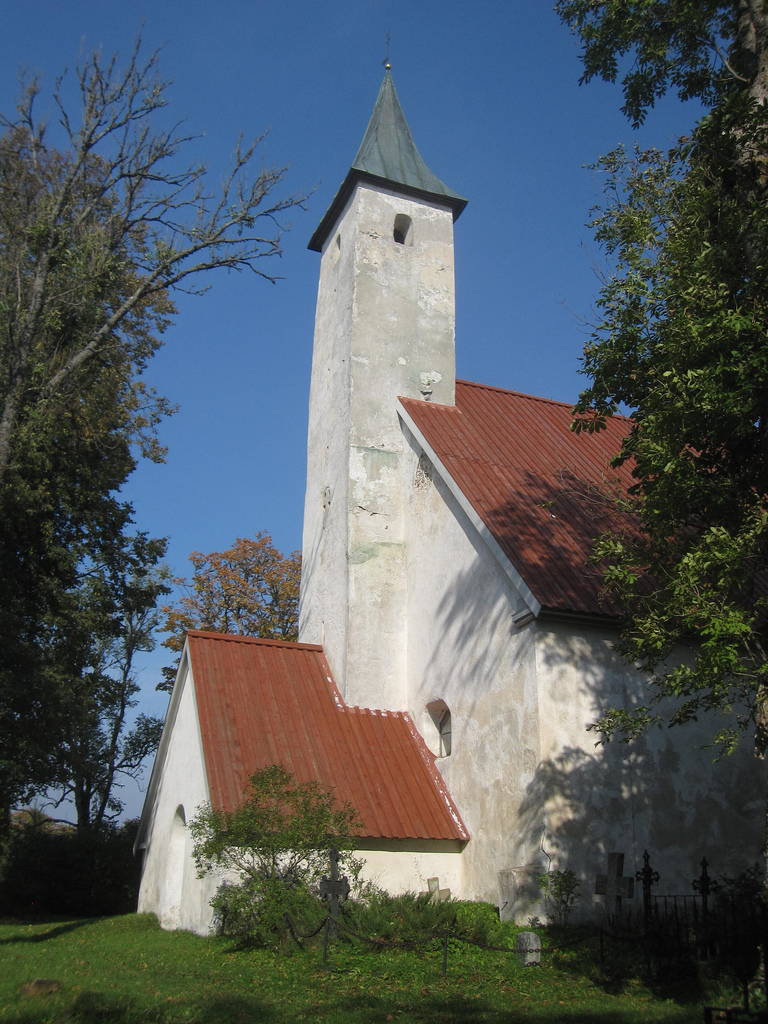
Biserica sfânta Caterina din Hosby, Noarootsi, Regiunea Lääne

### Lääne-Viru
- Haljala, biserica sfântul Maurițiu
- Kadrina, biserica sfânta Caterina

Lääne-Viru în Estonia

- Väike-Maarja, biserica sfânta Fecioare

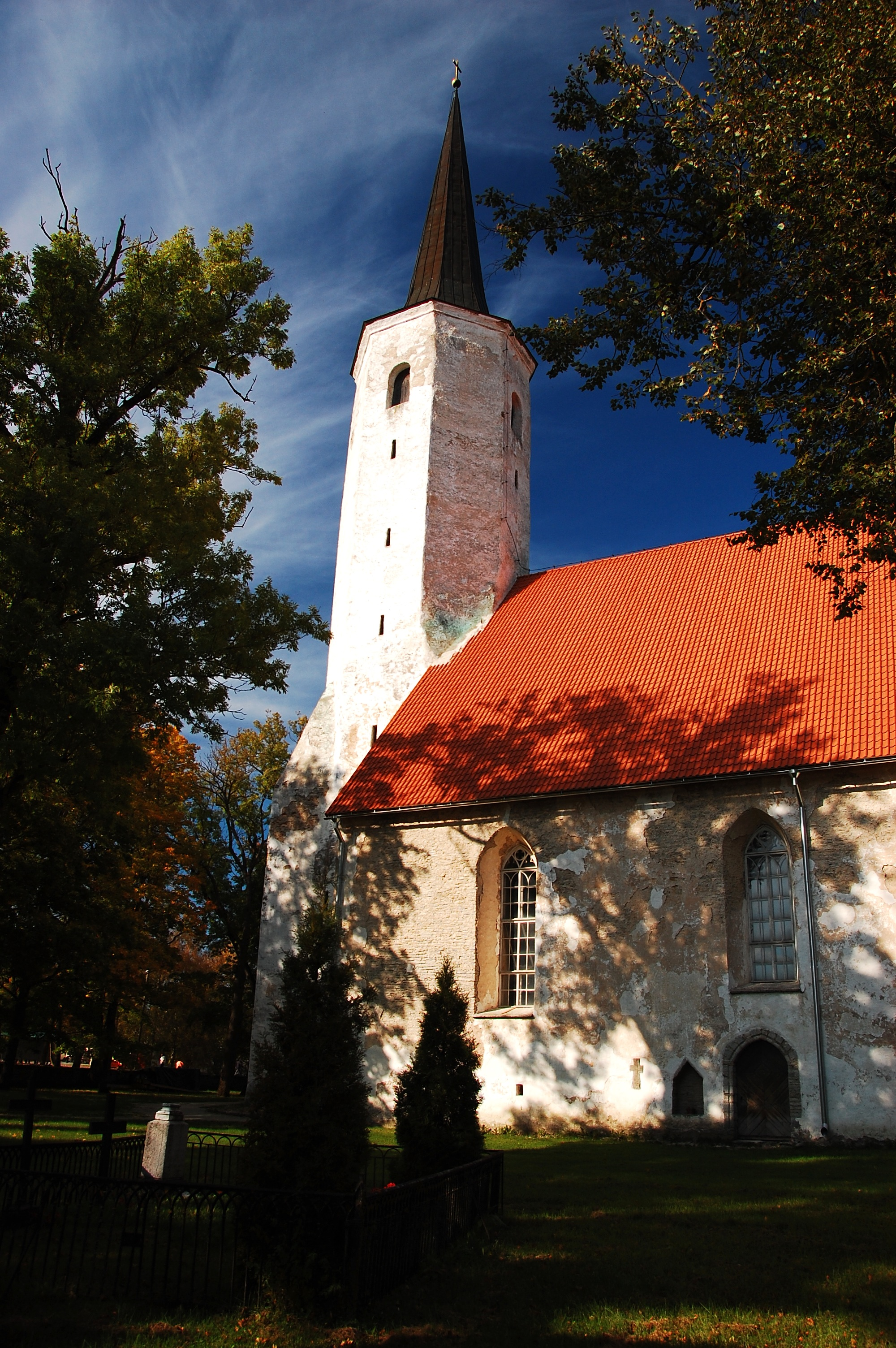
Biserica sfântul Maurițiu din Haljala, Regiunea Lääne-Viru
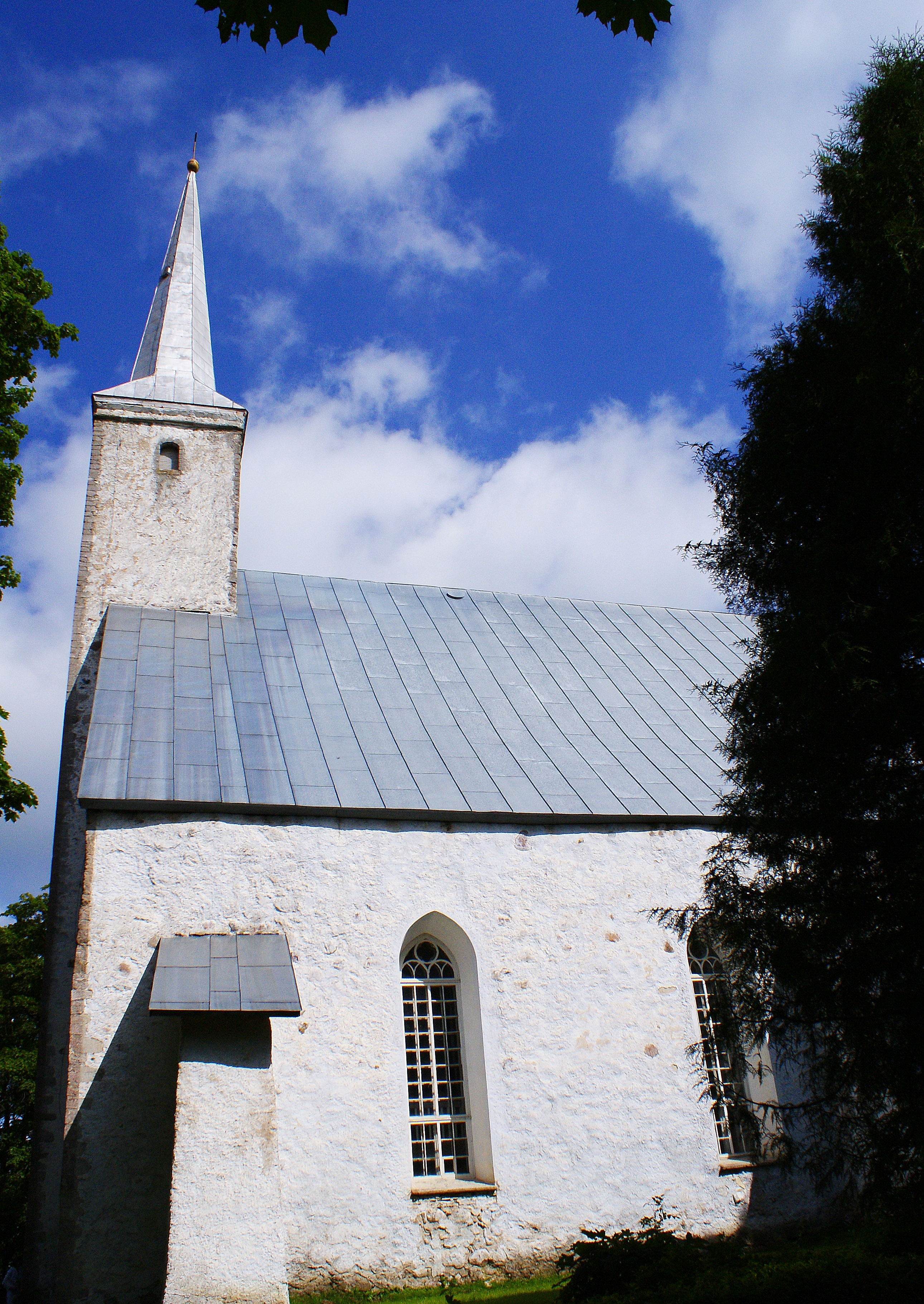
Biserica sfânta Caterina din Kadrina, Regiunea Lääne-Viru
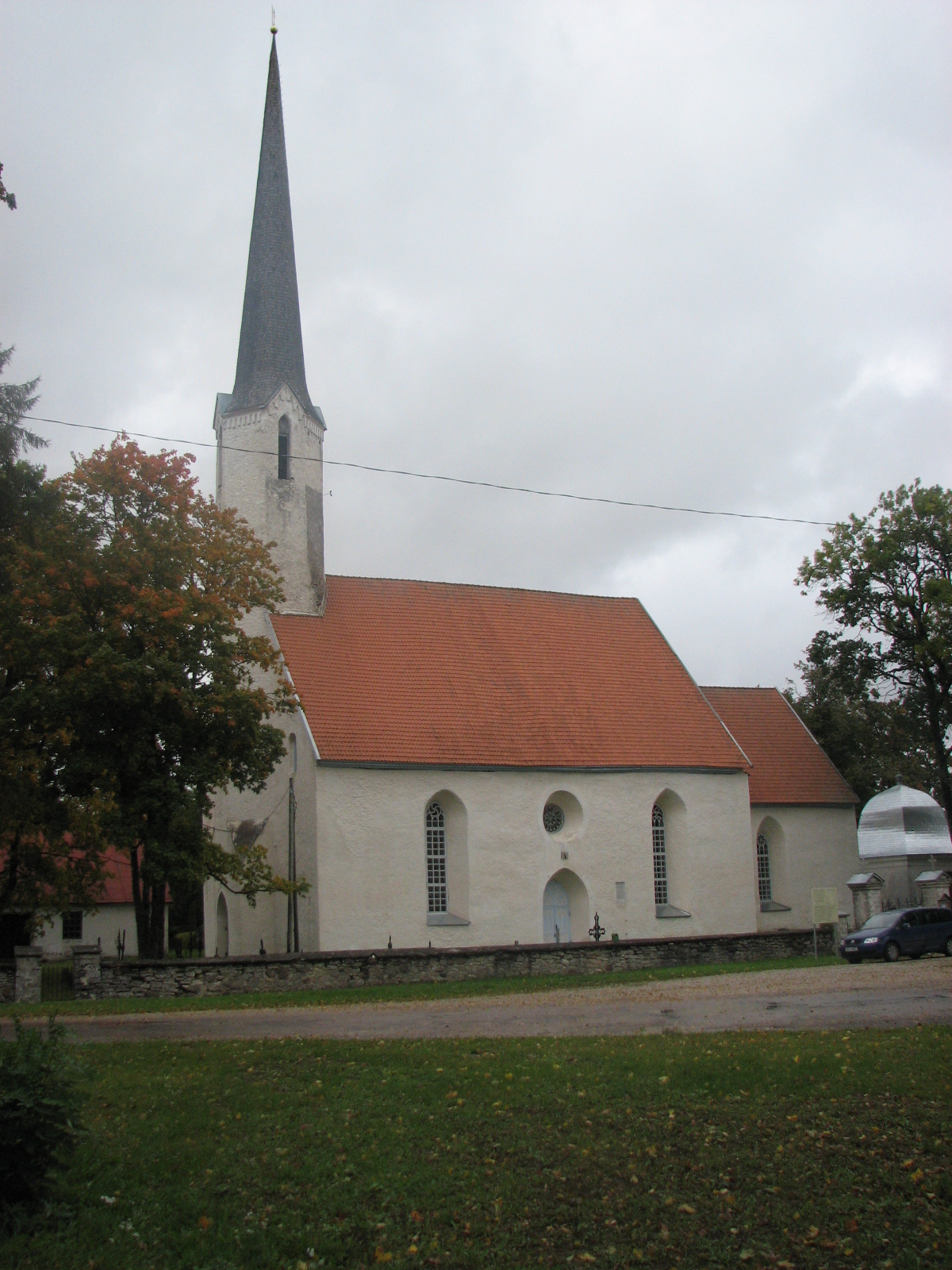
Biserica sfânta Fecioare din Väike-Maarja, Regiunea Lääne-Viru

### Pärnu

Pärnu în Estonia

- Soontagana, biserica sfântul Mihai

### Rapla

Rapla în Estonia

- Märjamaa, biserica sfânta Fecioare

### Saare

Saare în Estonia

- Liiva (Muhu), biserica sfânta Caterina
- Pöide, biserica sfânta Fecioare
- Püha
- Valjala

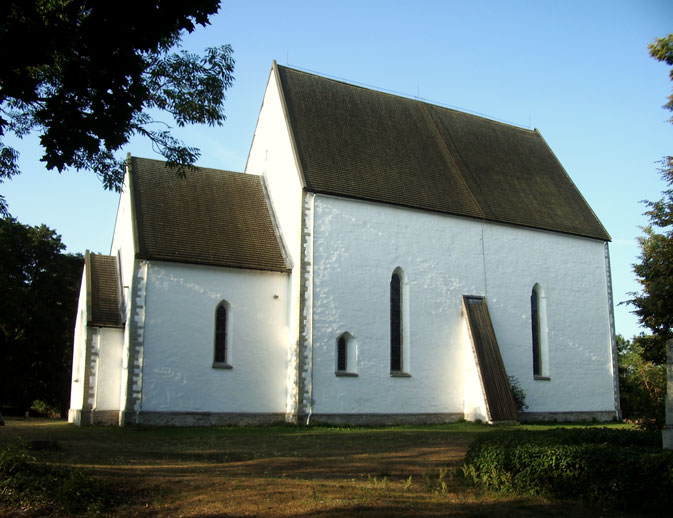
Biserica sfânta Caterina din Liiva, Muhu, Regiunea Saare
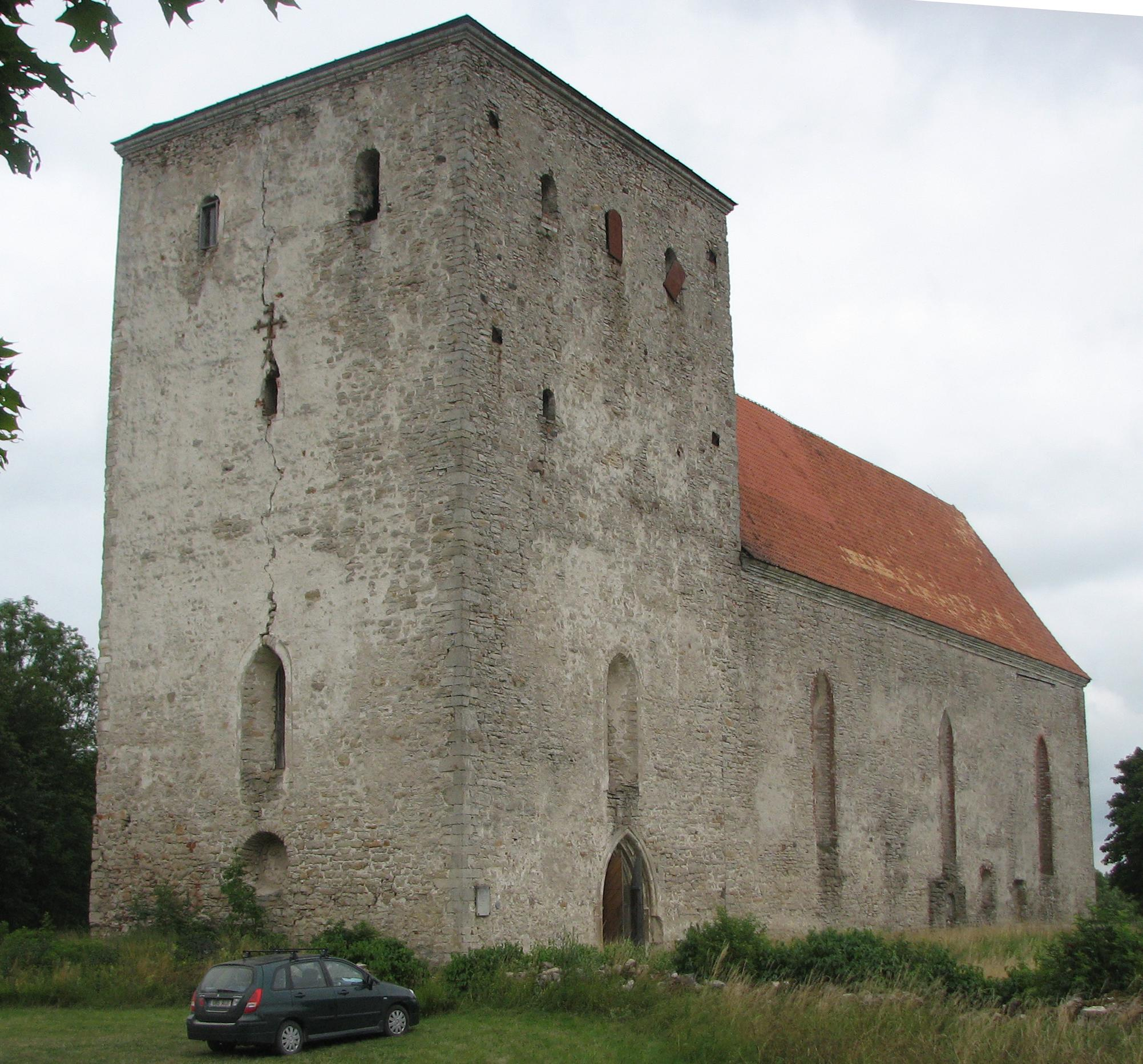
Biserica sfânta Fecioare din Pöide, Regiunea Saare
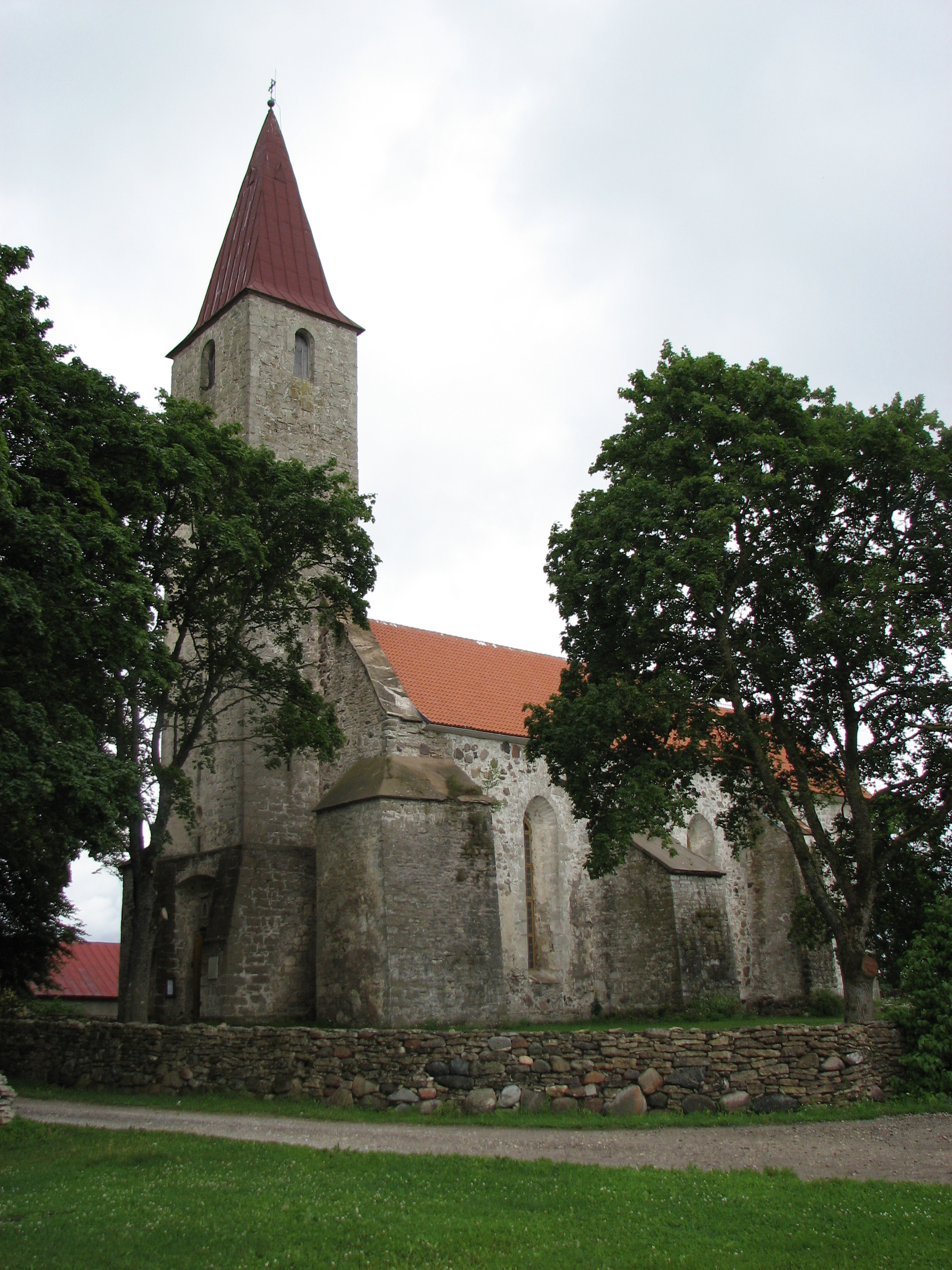
Biserica din Püha, Pihtla, Regiunea Saare
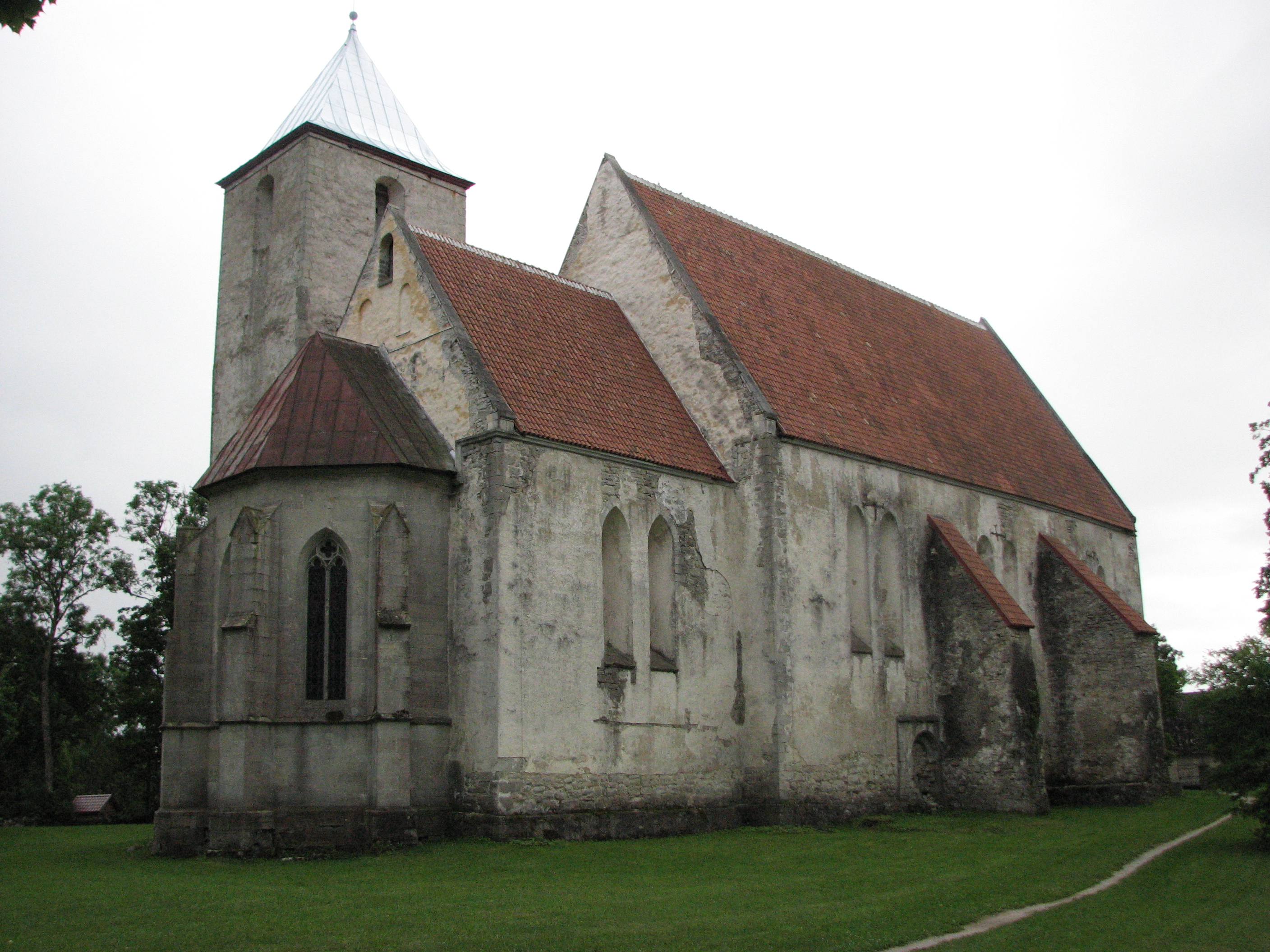
Biserica din Valjala, Regiunea Saare

### Tartu

Tartu în Estonia

- Nõo, biserica sfântul Laurențiu

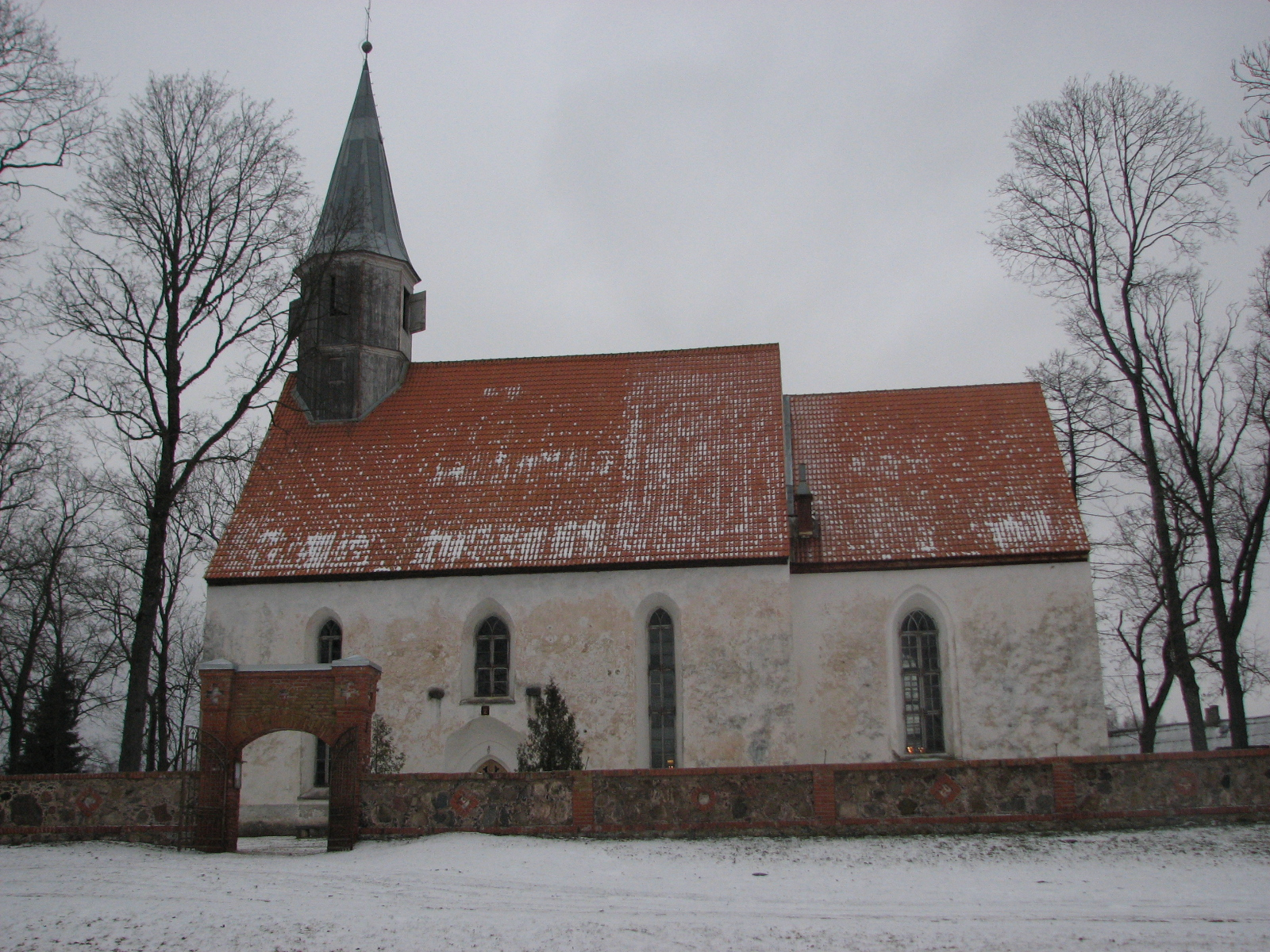
Biserica sfântul Laurențiu din Nõo, Regiunea Tartu

### Viljandi

Viljandi în Estonia

- Pilistvere, biserica sfântul Andrei
- Suure-Jaani, biserica sfântul Ion

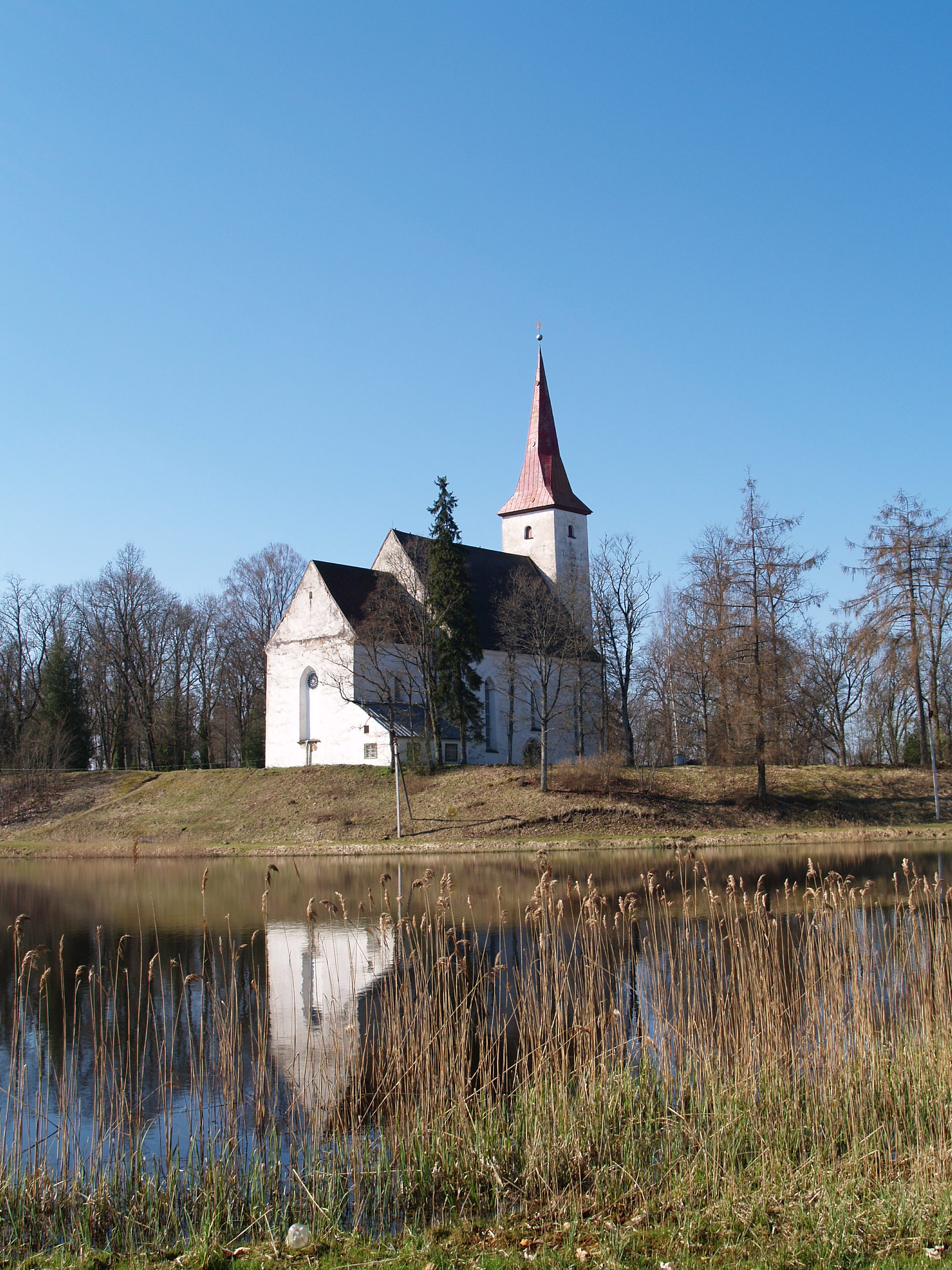
Biserica sfântul Ion din Suure-Jaani, Regiunea Viljandi

## Franța
În Franța, o mulțime de biserici fortificate se află în diferite regiuni și departamente:

### Alsacia

Alsacia în Franța

Sînt repertoriate bisericile departamentelor următoare:
- Haut-Rhin

Departamentul Haut-Rhin

Departamentul Haut-Rhin în Franța

- Hartmannswiller: biserica sfântul Blasiu
- Hunawihr: biserica sfântul Iacob cel Mare

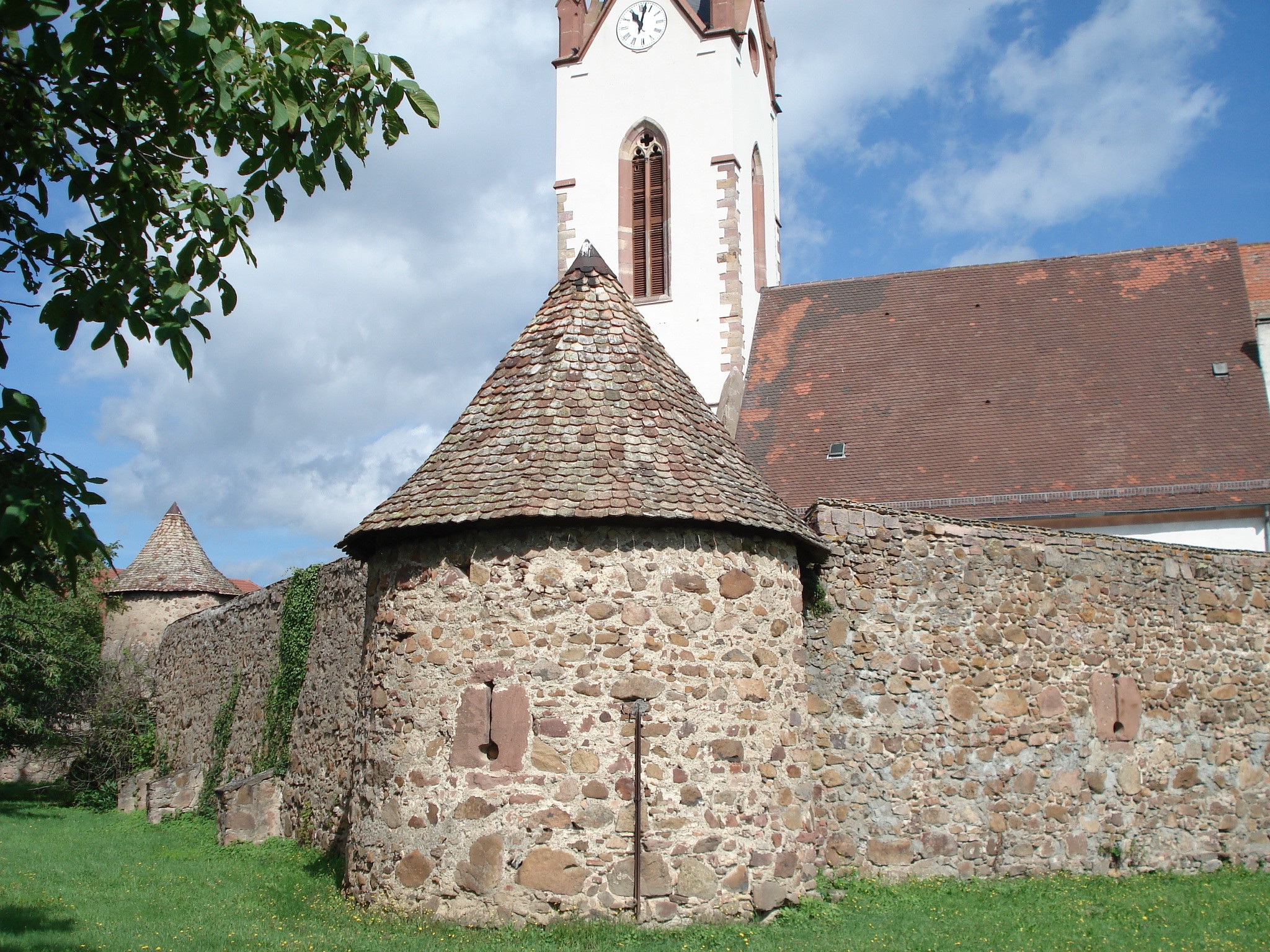
Biserica sfântul Blasiu din Hartmannswiller, Haut-Rhin
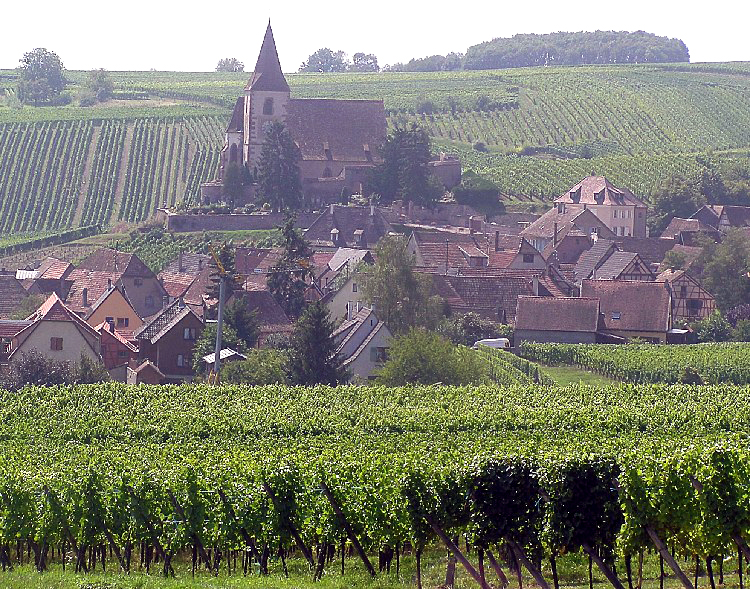
Biserica sfântul Iacob cel Mare din Hunawihr, Haut-Rhin

### Aquitania

Aquitania în Franța

Multe biserici din Aquitania au fost fortificate din cauza Războiului de 100 de ani fiindcă regiunea istorică Aquitania aparținea Angliei și trebuia să fie apărată de atacuri franțuzești. De aceea majoritatea bisericilor fortificate ale Aquitaniei se află în nord-estul departamentului Dordogne, pe fosta granită între Anglia și Franța.
Sînt repertoriate bisericile departamentelor următoare:
- Dordogne
- Landes
- Pyrénées-Atlantiques

Departamentul Dordogne

departamentul Dordogne în Franța

Thierry Hourlier a găsit 46 biserici fortificate în departamentul Dordogne:
- Agonac, biserica sfântul Martin
- Allemans, biserica Saint-Pierre-ès-Liens
- Alles-sur-Dordogne, biserica sfântul Ștefan
- Beaumont-du-Périgord, biserica sfântul Laurențiu și sfântul Front
- Besse, biserica sfântul Martin
- Bouteilles-Saint-Sébastien, biserica Saint-Pierre-ès-Liens
- Brantôme, fostă biserica sfânta Fecioare
- Bussière-Badil, biserica sfânta Fecioare a Nașterii
- Cendrieux, biserica sfântul Ion Botezător
- Cercles, biserica sfântul Cybard
- Champagne-et-Fontaine, biserica sfântul Martin
- Chancelade, mănăstirea sfânta Fecioare
- Chantérac, biserica Saint-Pierre-ès-Liens
- Champeaux-et-la-Chapelle-Pommier, biserica sfântul Fiacre
- Cherval, biserica sfântul Martin
- Condat-sur-Vézère, biserica sfânta Fecioare și sfântul Ion Botezător
- Cumond (Saint-Antoine-Cumond), biserica Saint-Pierre-ès-Liens
- Festalemps, biserica sfântul Martin
- Fleurac, biserica sfânta Marie
- Grand-Brassac, biserica sfinții Petru și Pavel
- Jayac, biserica sfântul Julien
- Léguillac-de-Cercles, biserica sfântul Maurițiu
- Liorac-sur-Louyre, biserica sfântul Martin
- Lusignac, biserica sfântul Eutropius
- Marquay, biserica Saint-Pierre-ès-Liens
- Mauzens-et-Miremont, biserica sfântul Martin
- Merlande (La Chapelle-Gonaguet), priorat
- Milhac-de-Nontron, biserica sfântul Martin
- Nanteuil-Auriac-de-Bourzac, biserica sfântul Iacob
- Paussac-et-Saint-Vivien, biserica sfântul Timotei
- Pressignac-Vicq, biserica sfânta Fecioare a Nașterii
- Saint-Amand-de-Coly, fostă mănăstire
- Saint-Astier, biserica sfântul Astier
- Saint-Avit-Sénieur, fosta mănăstire și biserica sfântul Avit
- Saint-Germain-du-Salembre, biserica sfântul Germain
- Saint-Maime-de-Péreyrol, biserica sfântul Maxim
- Saint-Martial-Viveyrol, biserica sfântul Marțial
- Saint-Paul-Lizonne, Biserica sfinții Petru și Pavel
- Saint-Privat-des-Prés, biserica sfântul Privat
- Sergeac, biserica sfântul Pantelimon
- Siorac-de-Ribérac, biserica Saint-Pierre-ès-Liens
- Tayac (Les Eyzies-de-Tayac-Sireuil), biserica sfântul Martin église Saint-Martin de Tayac
- Trémolat, biserica sfântul Nicolae
- Tursac, biserica sfântul Julien
- Urval, biserica sfânta Fecioare a Nașterii
- Vanxains, biserica sfânta Fecioare
- Vieux-Mareuil, biserica Saint-Pierre-ès-Liens

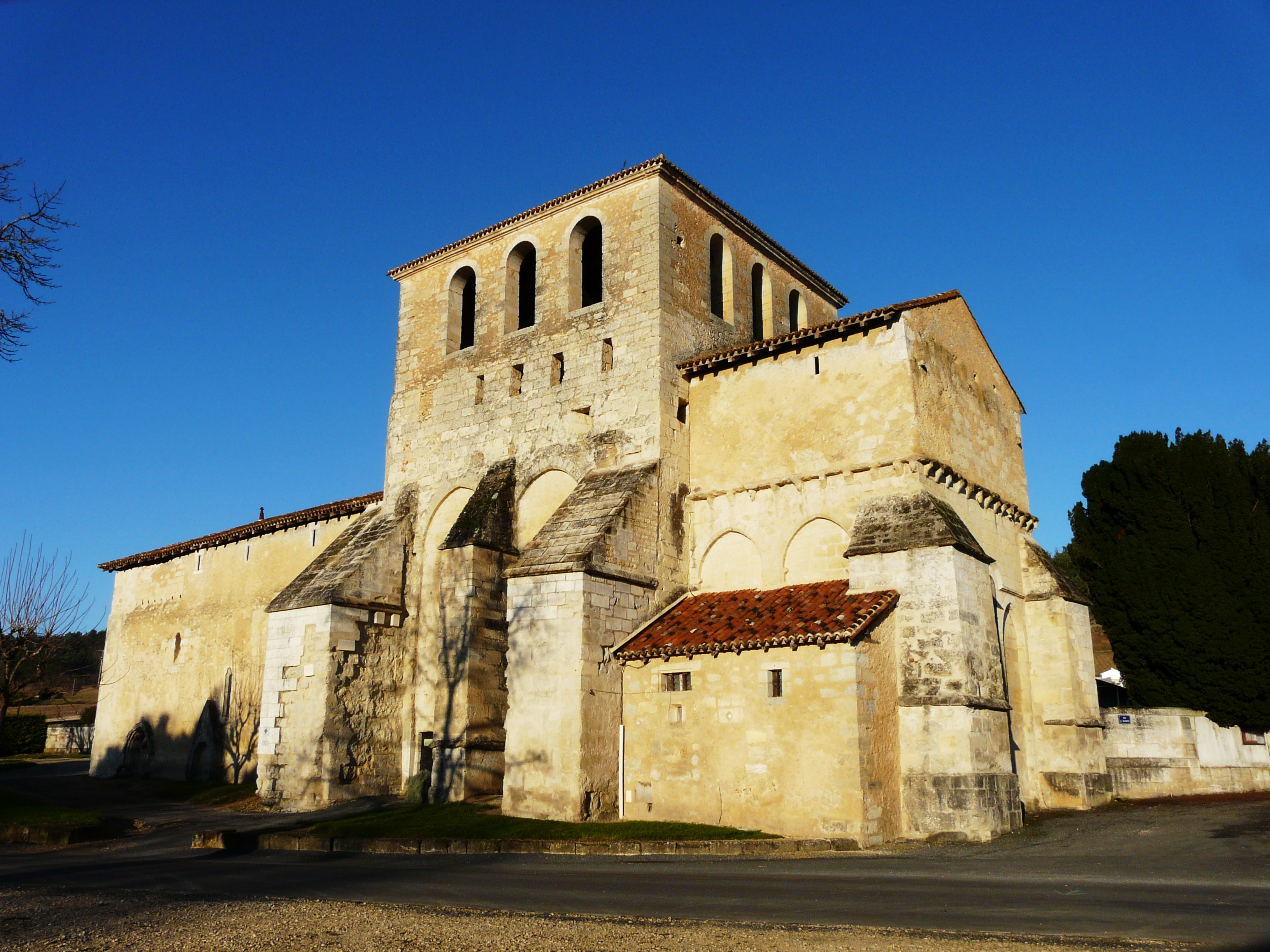
Biserica sfântul Martin din Agonac, Dordogne
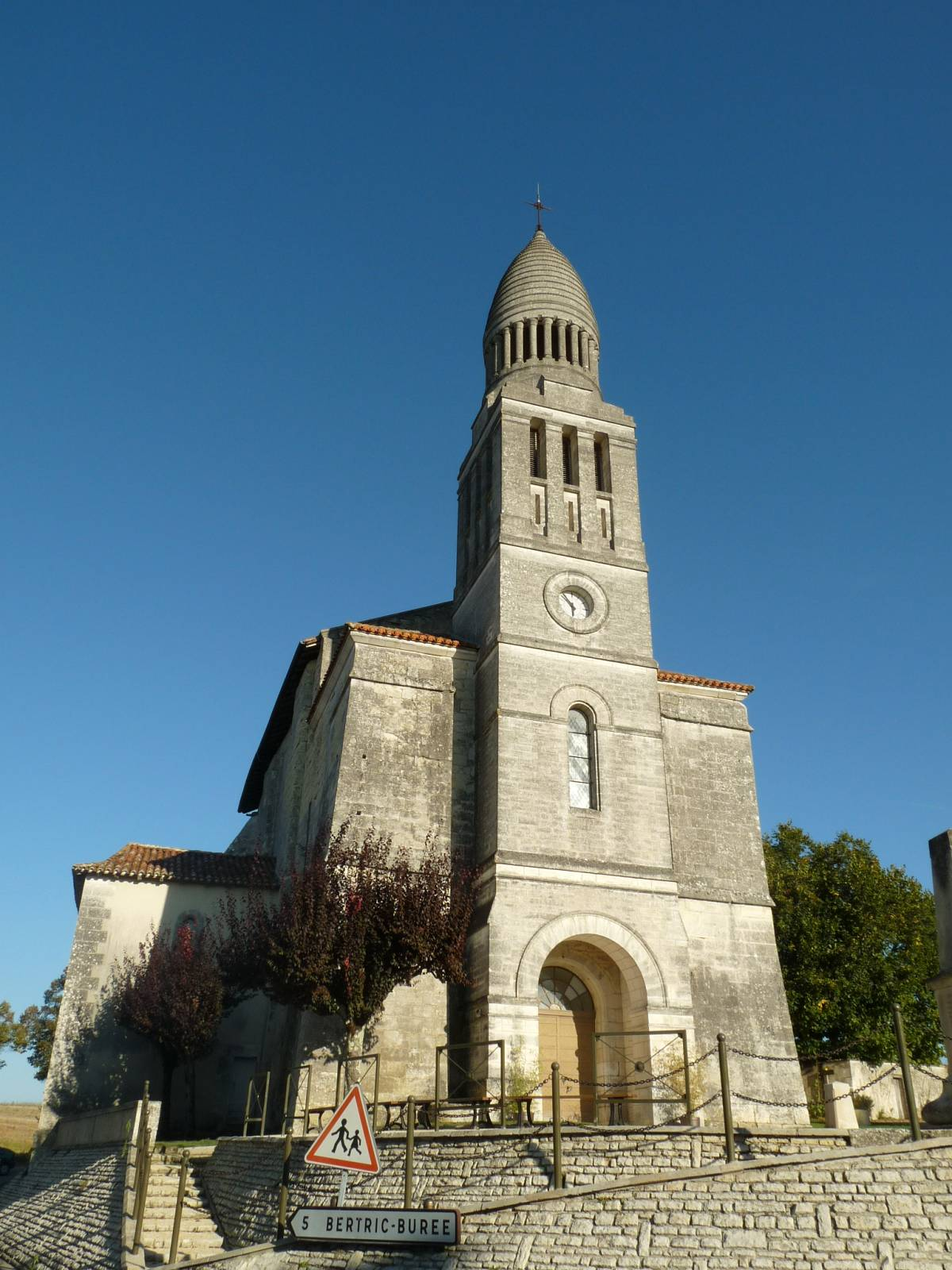
Biserica Saint-Pierre-ès-Liens din Allemans, Dordogne
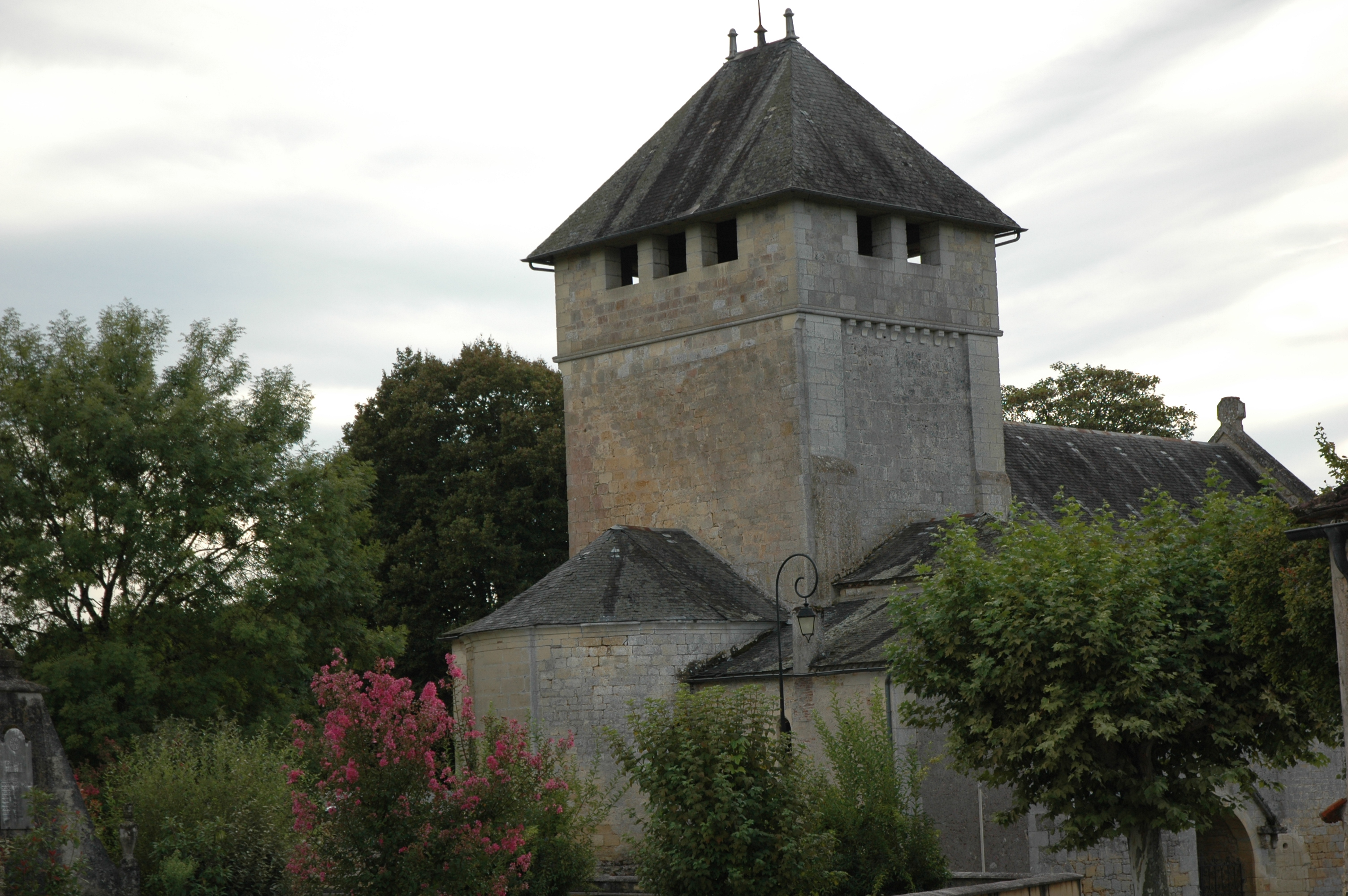
Biserica sfântul Ștefan din Alles-sur-Dordogne, Dordogne
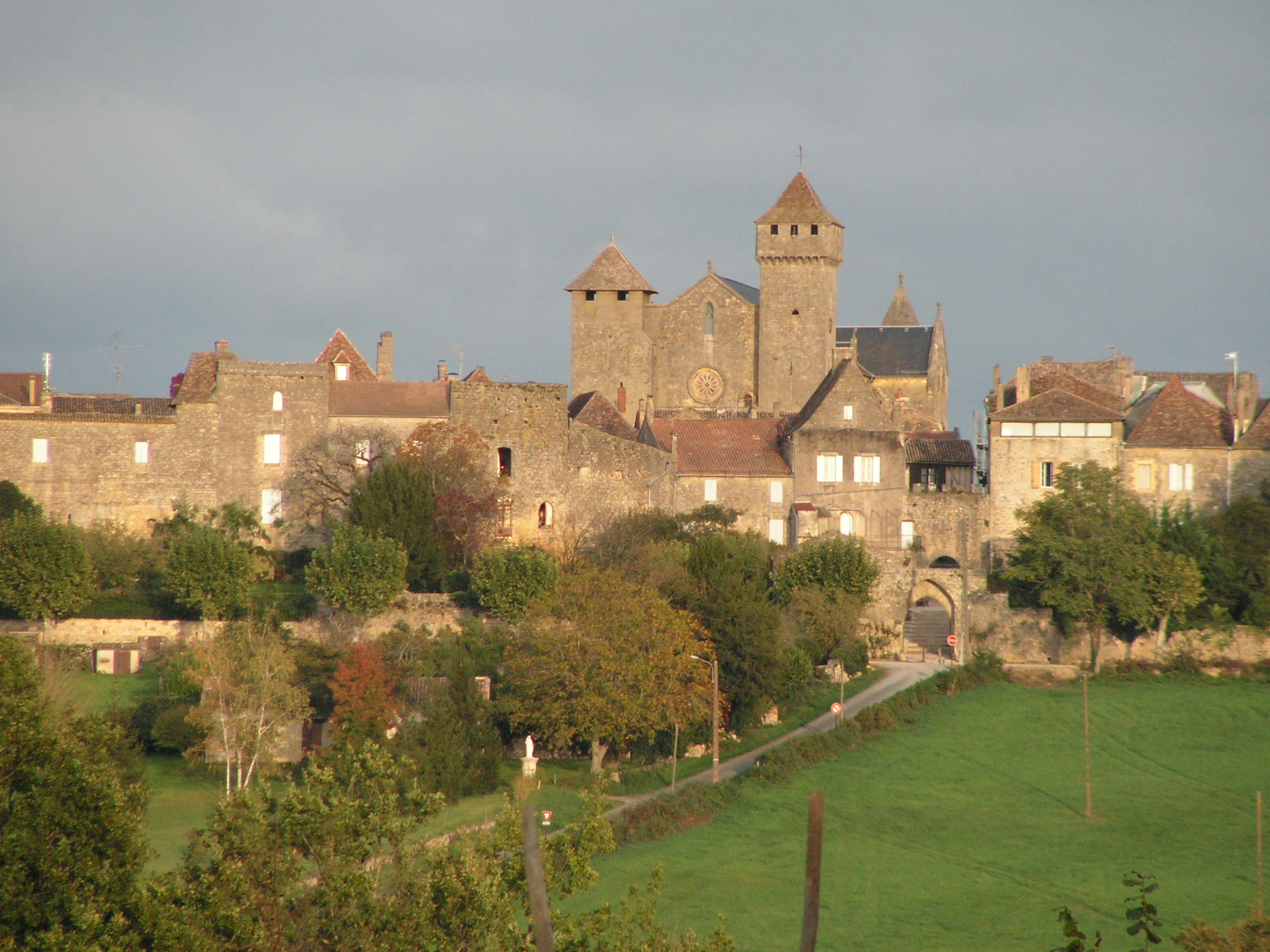
Biserica sfântul Laurențiu și sfântul Front din Beaumont-du-Périgord, Dordogne
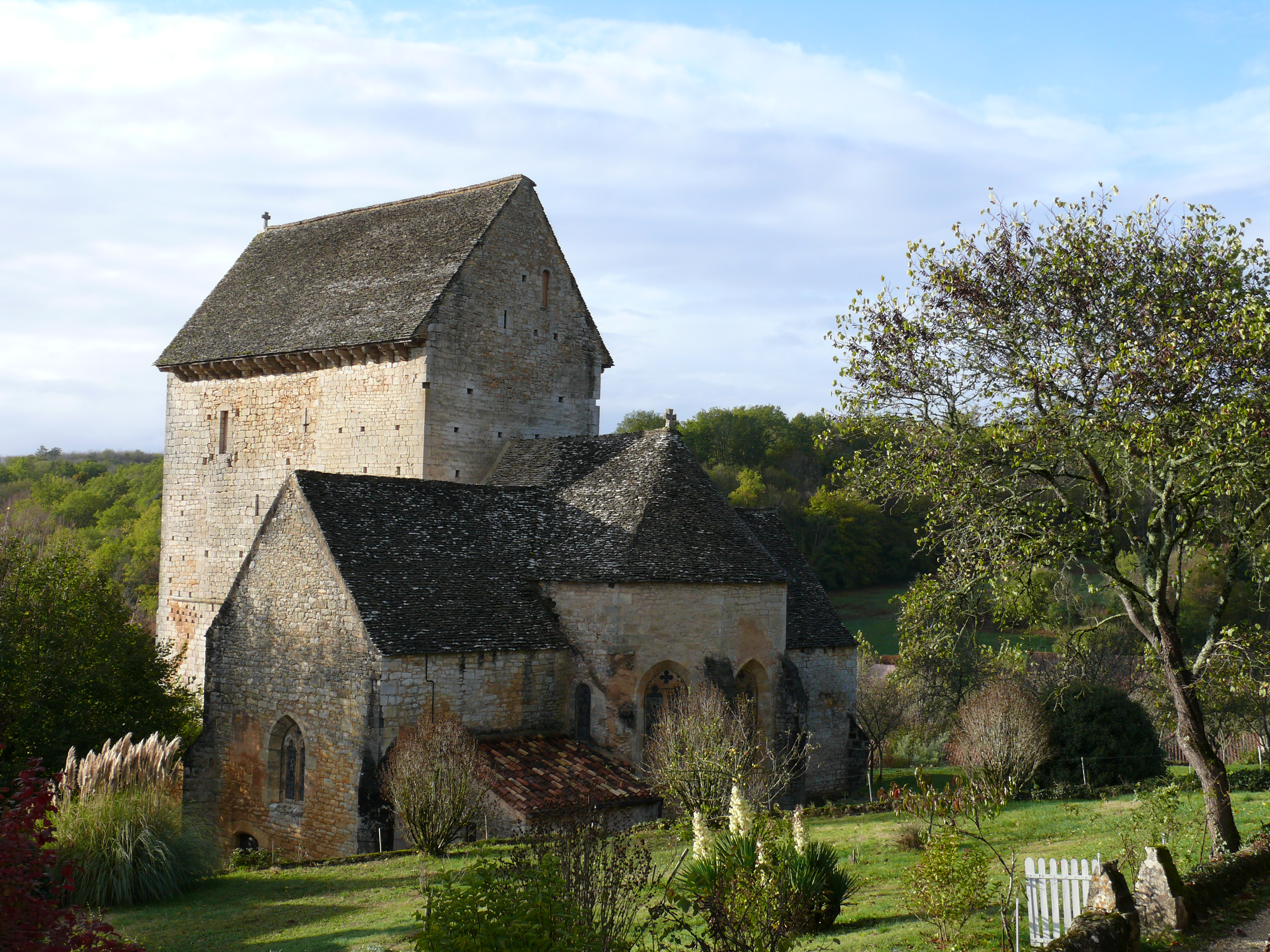
Biserica sfântul Martin din Besse, Dordogne
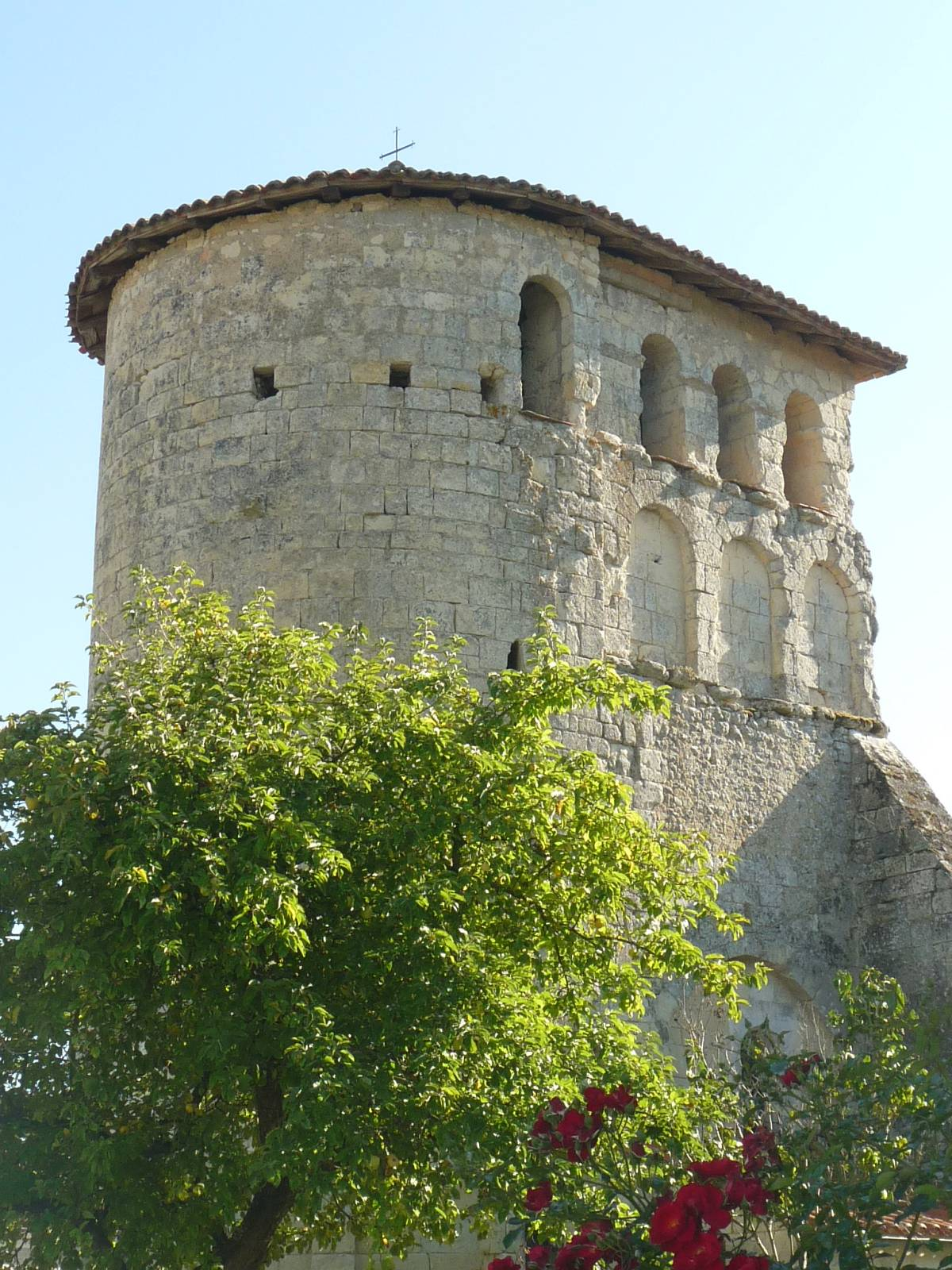
Absida bisericii Saint-Pierre-ès-Liens din Bouteilles-Saint-Sébastien, Dordogne
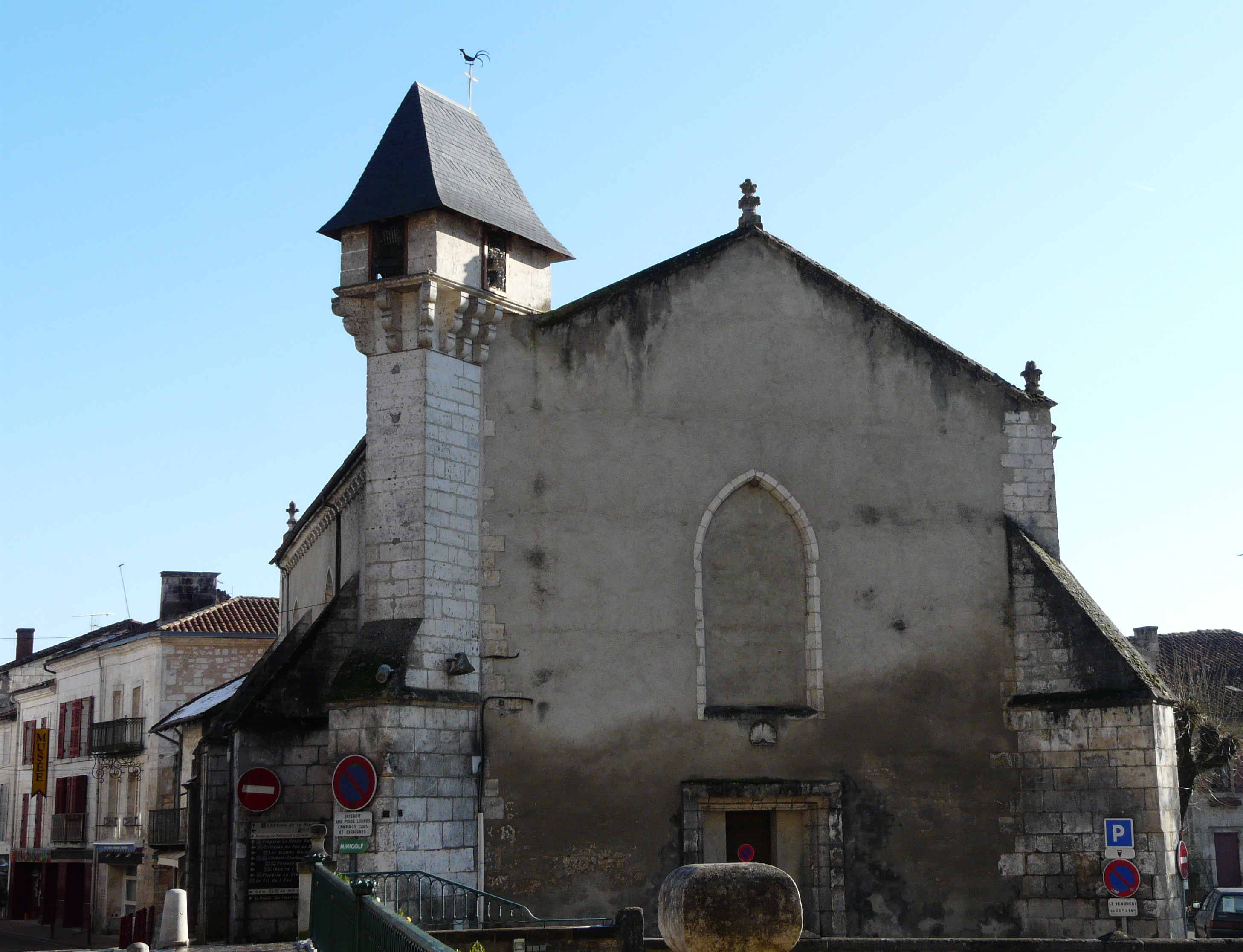
Fostă biserica sfânta Fecioare din Brantôme, Dordogne
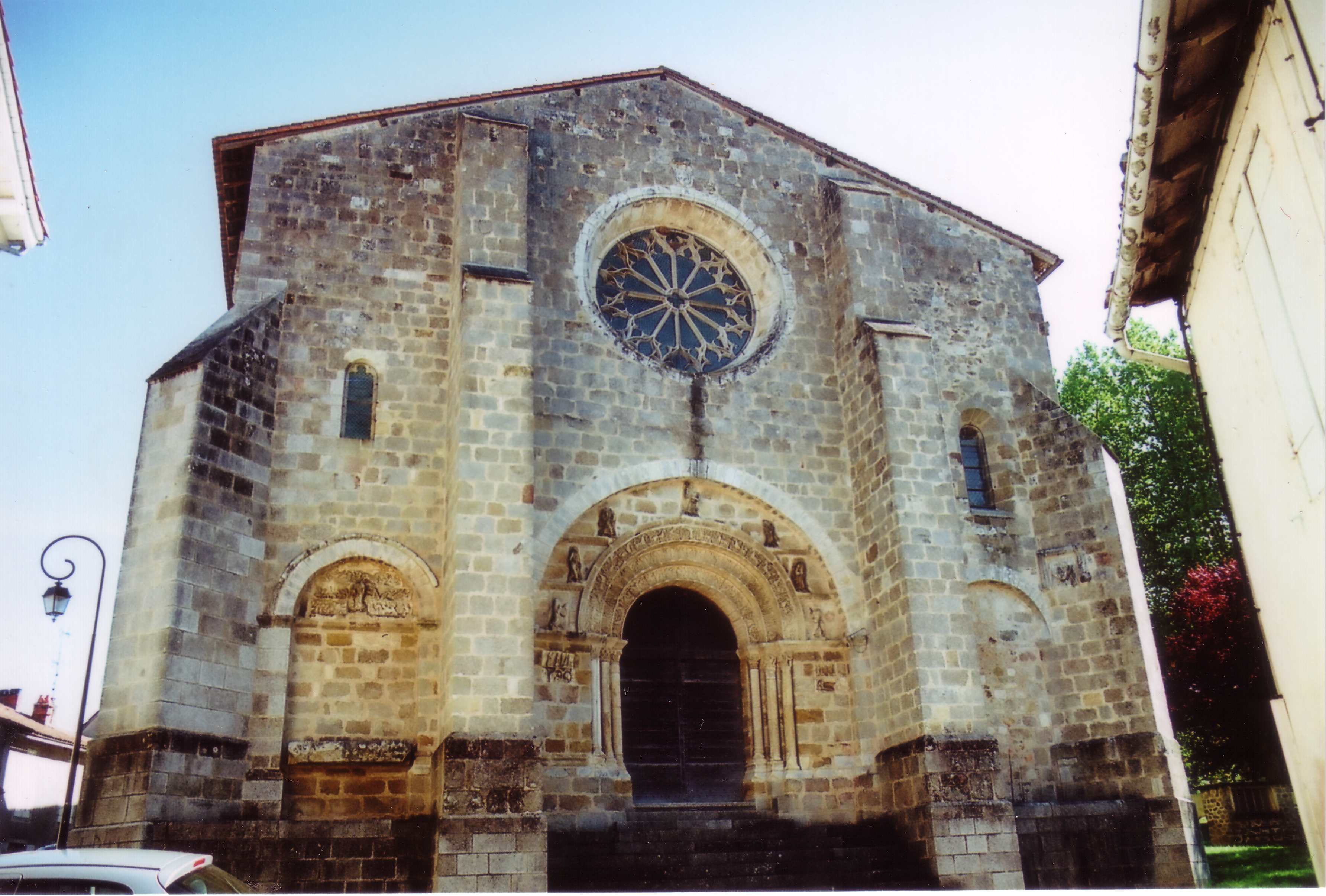
Biserica sfânta Fecioare a Nașterii din Bussière-Badil, Dordogne
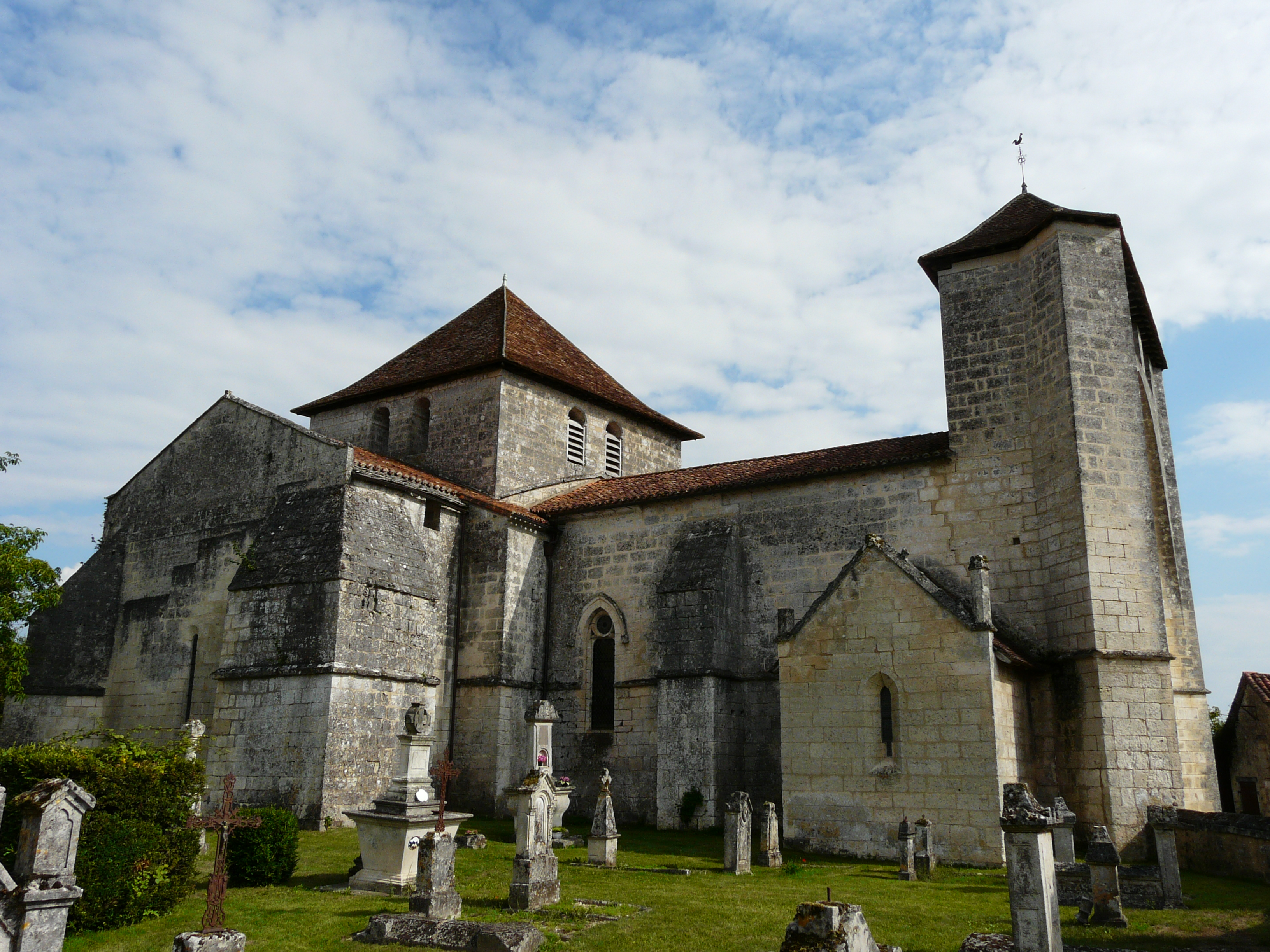
Biserica sfântul Cybard din Cercles, Dordogne
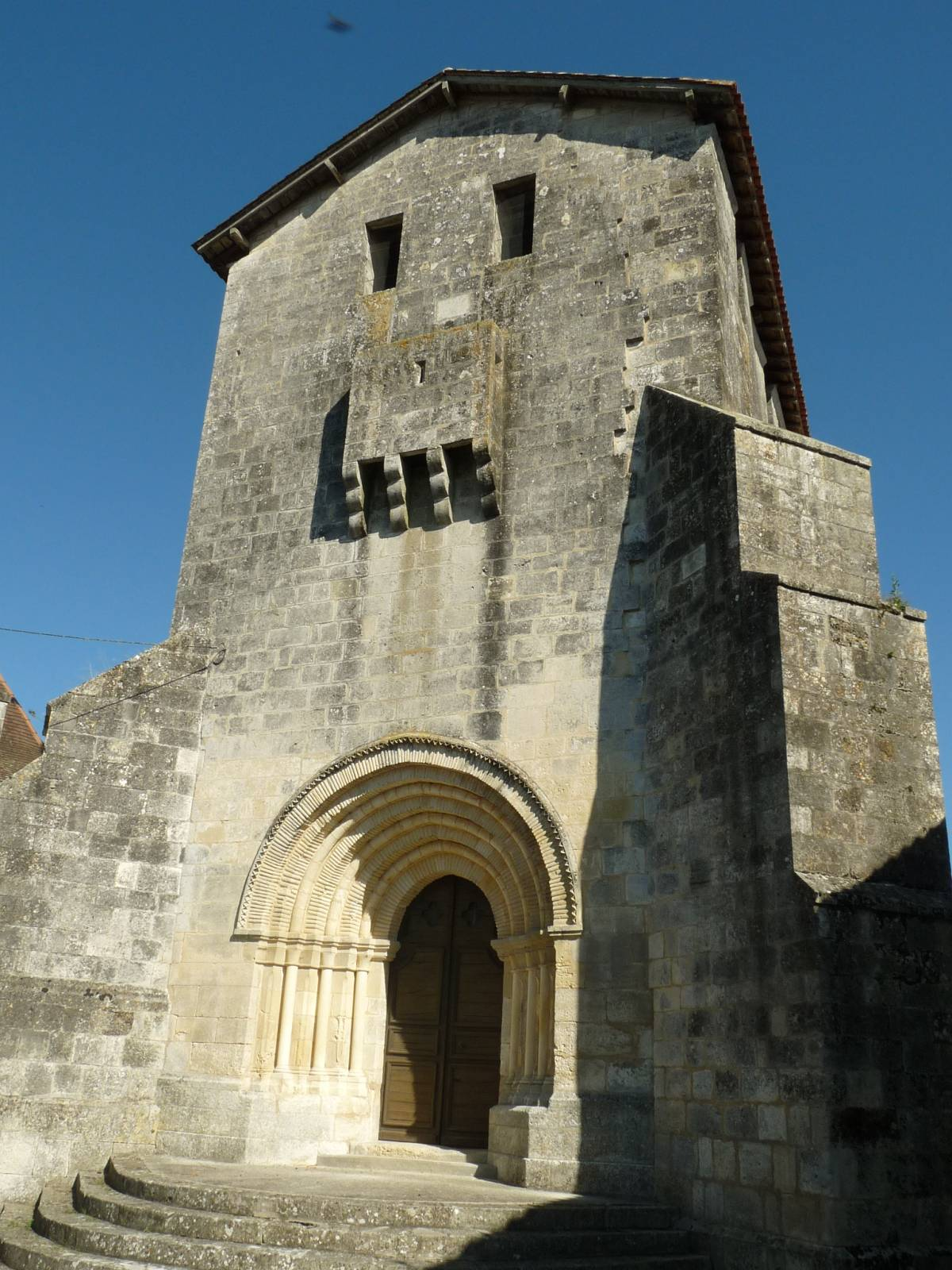
Biserica sfântul Martin din Champagne-et-Fontaine, Dordogne
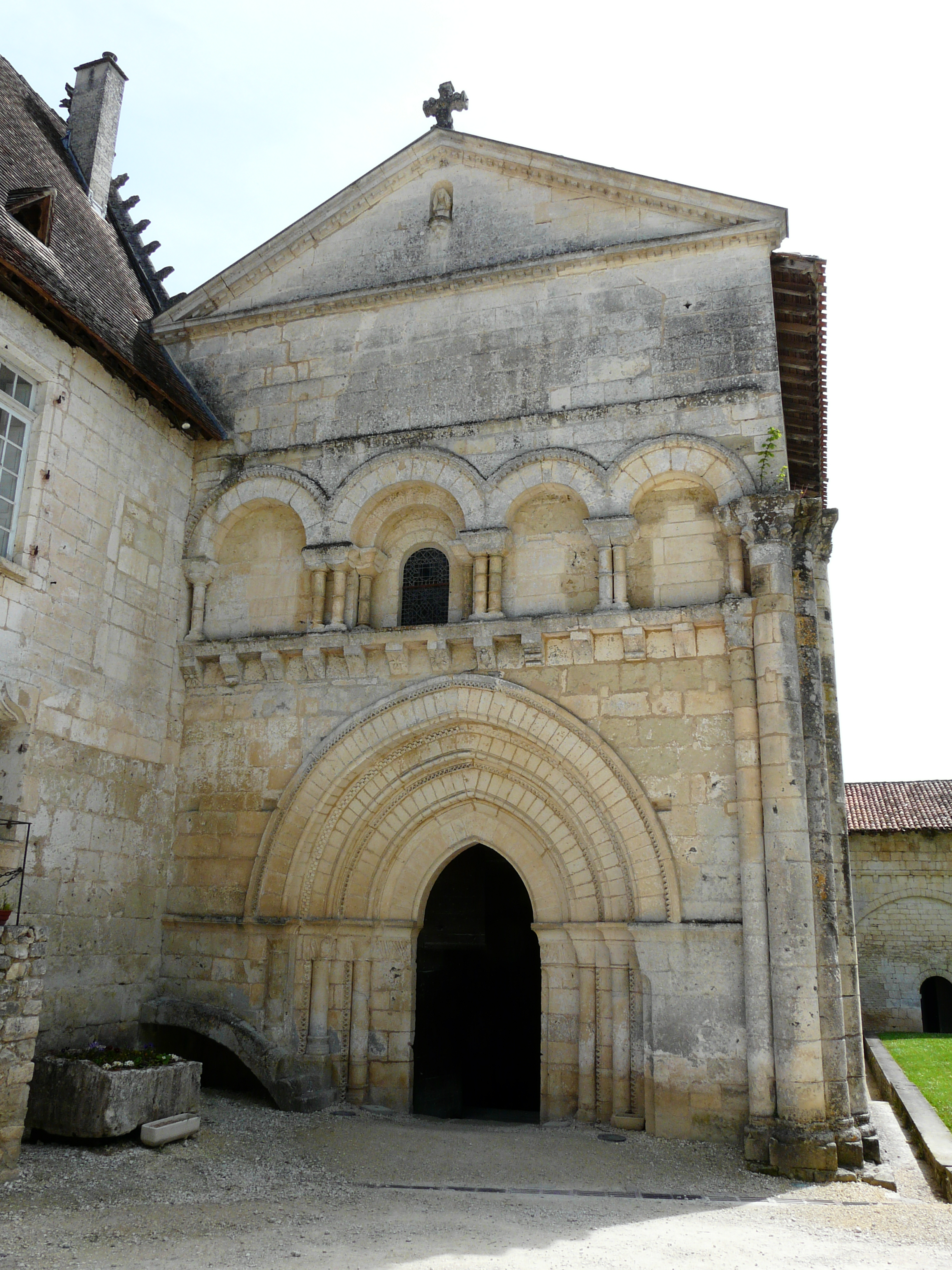
Mănăstirea sfânta Fecioare din Chancelade, Dordogne
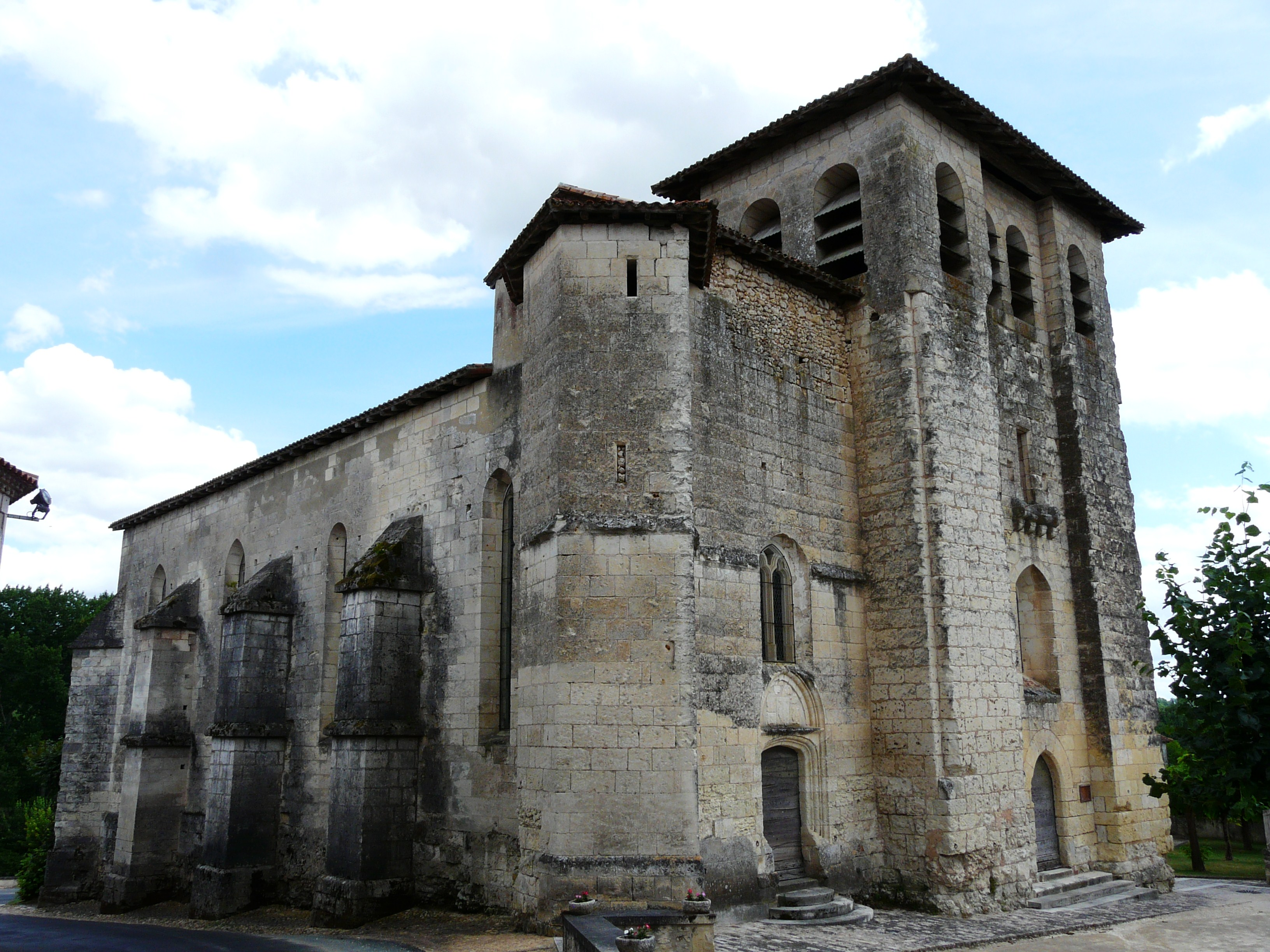
Biserica Saint-Pierre-ès-Liens din Chantérac, Dordogne
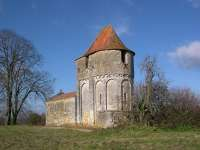
Biserica sfântul Fiacre din Champeaux-et-la-Chapelle-Pommier, Dordogne
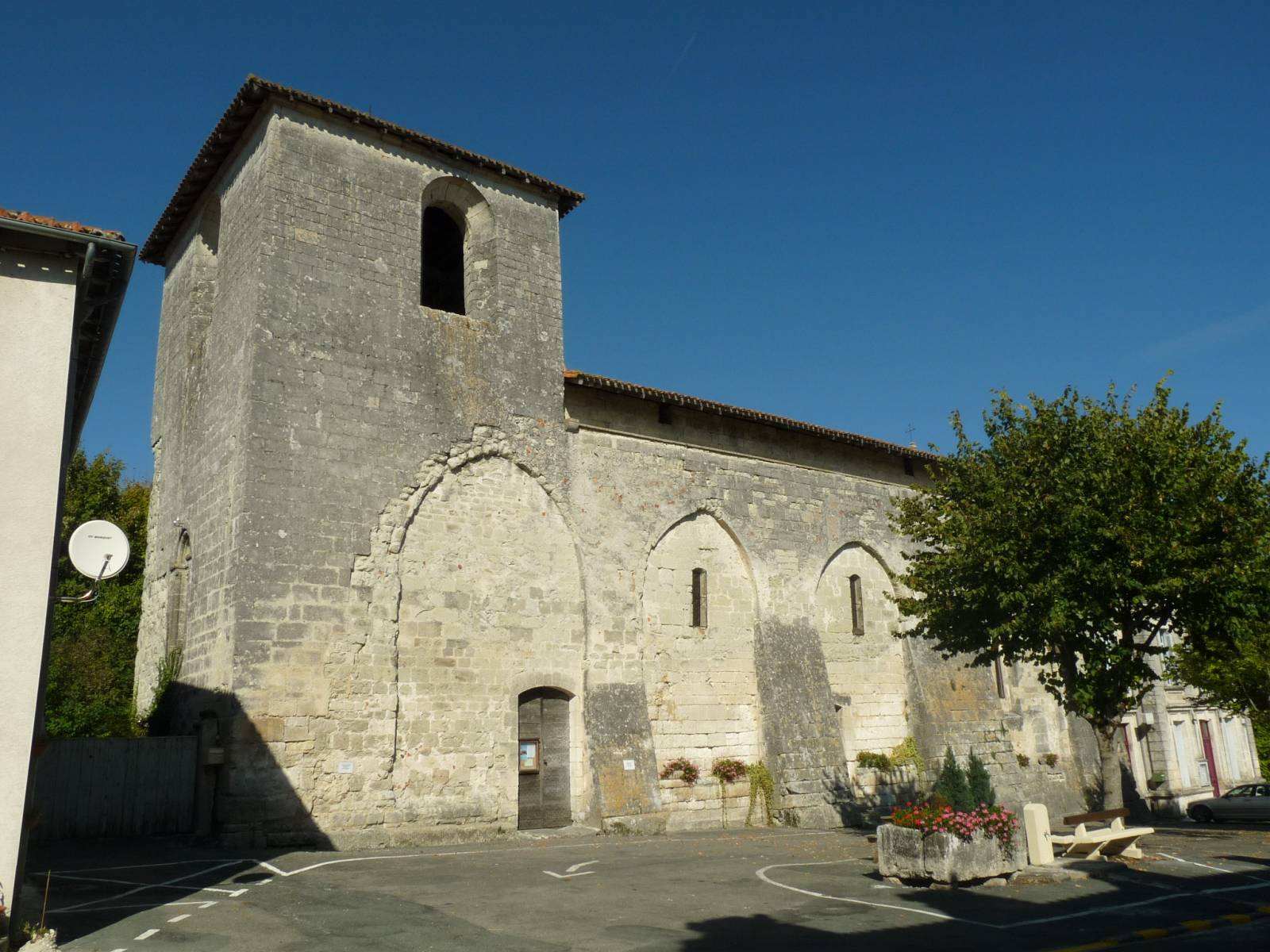
Biserica sfântul Martin din Cherval, Dordogne
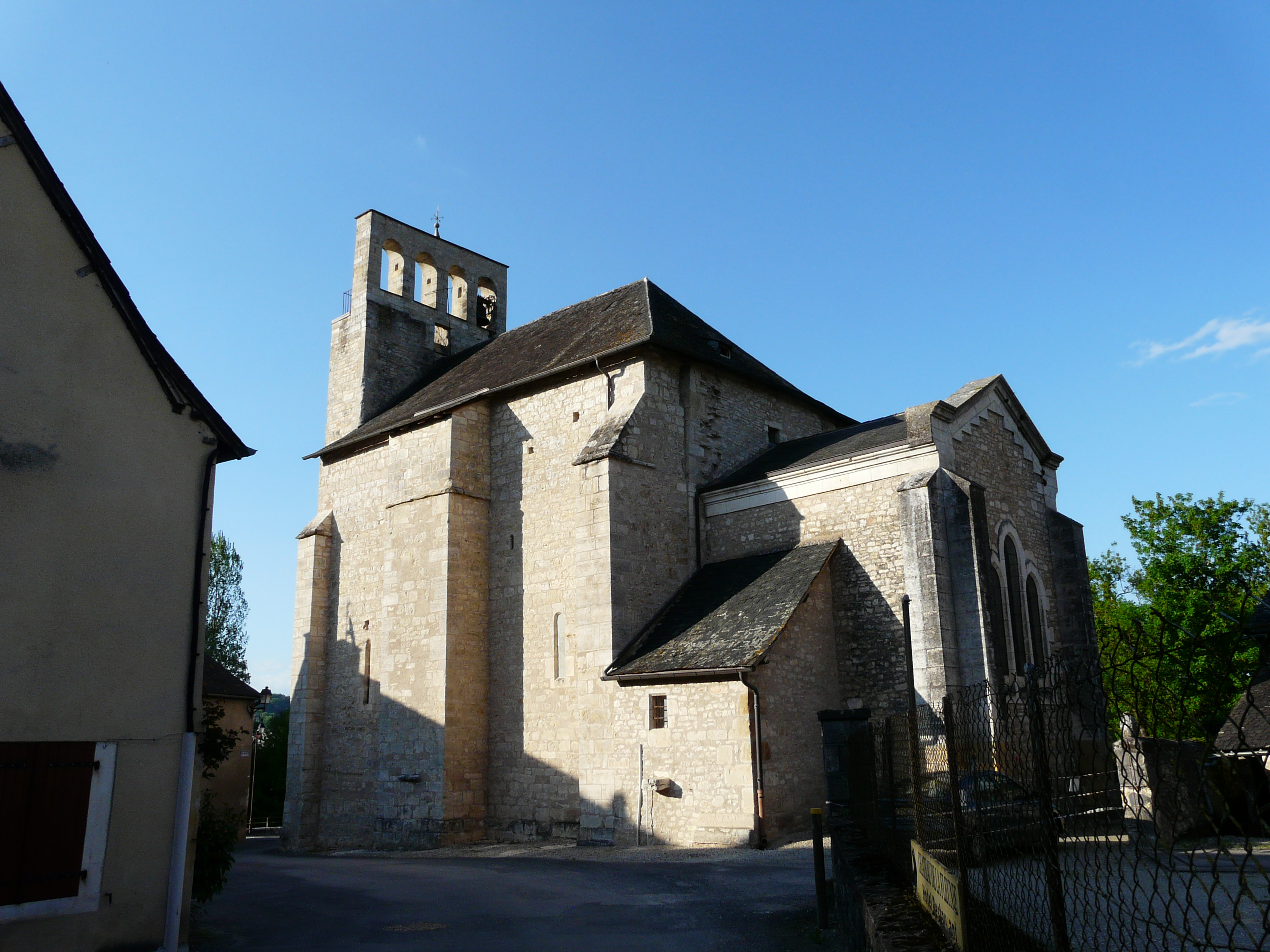
Biserica sfânta Fecioare și sfântul Ion Botezător din Condat-sur-Vézère, Dordogne
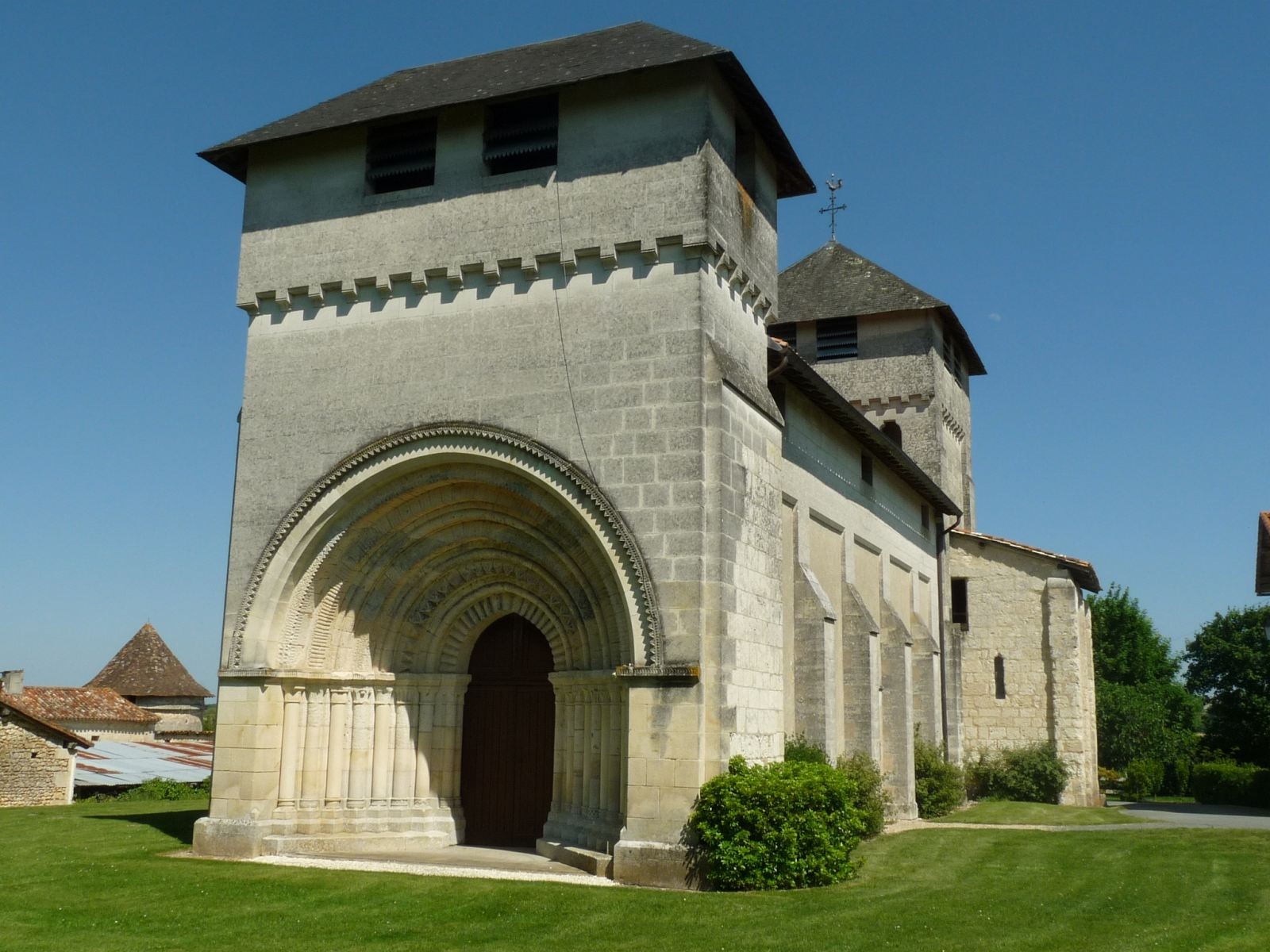
Biserica Saint-Pierre-ès-liens din Cumond, Saint-Antoine-Cumond, Dordogne
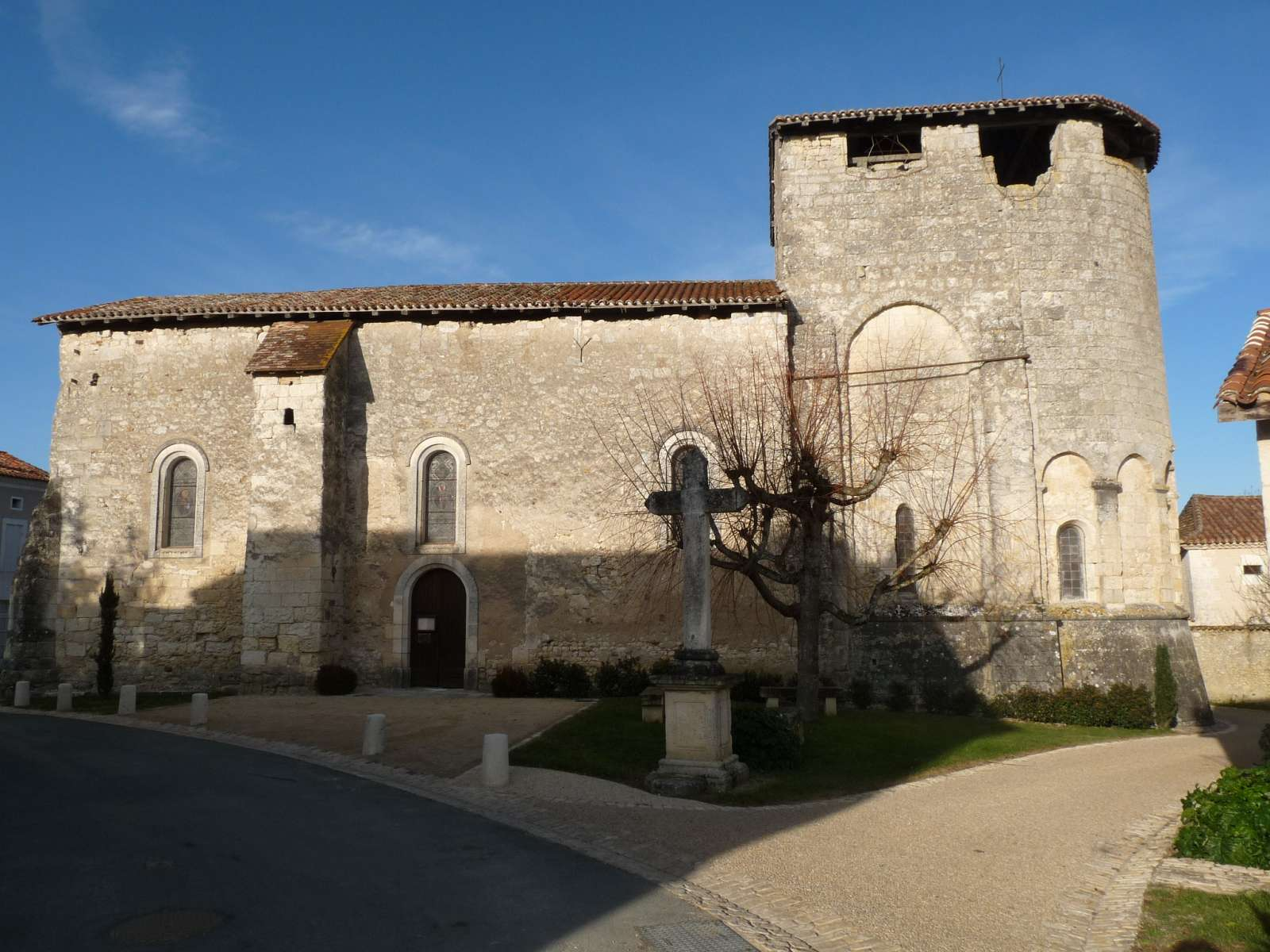
Biserica sfântul Martin din Festalemps, Dordogne
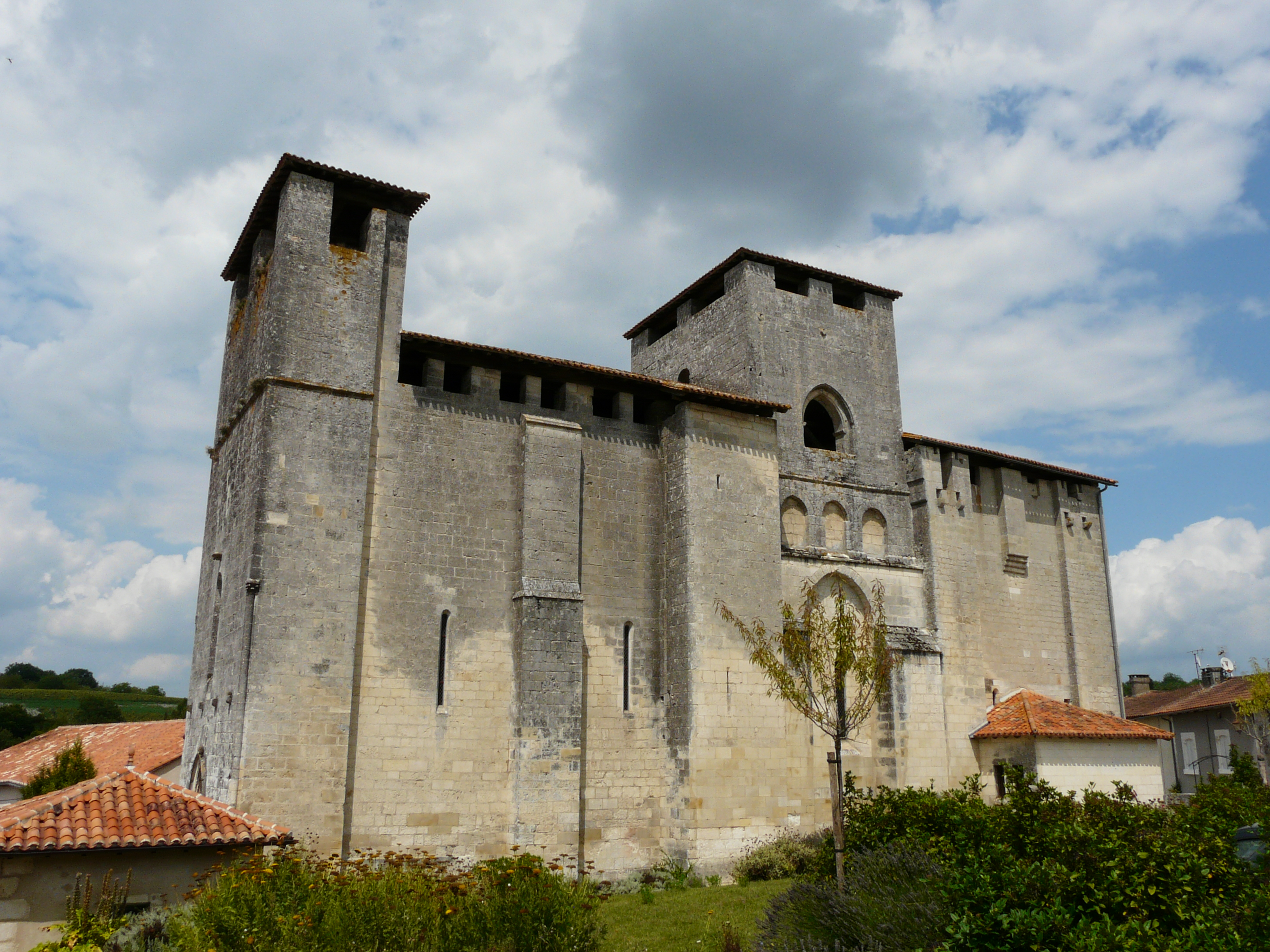
Biserica sfinții Petru și Pavel din Grand-Brassac, Dordogne
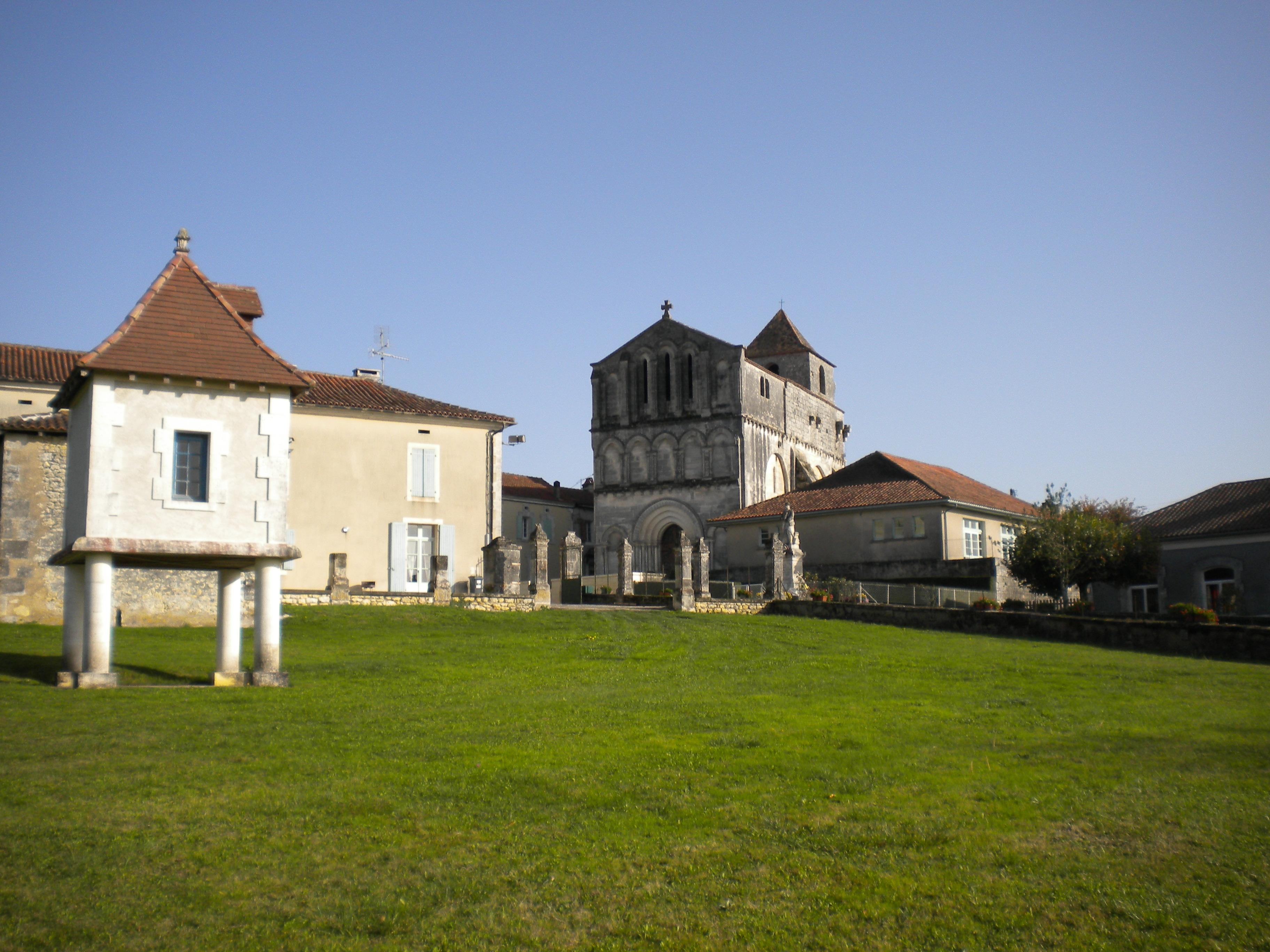
Biserica sfântul Maurițiu, Léguillac, Dordogne
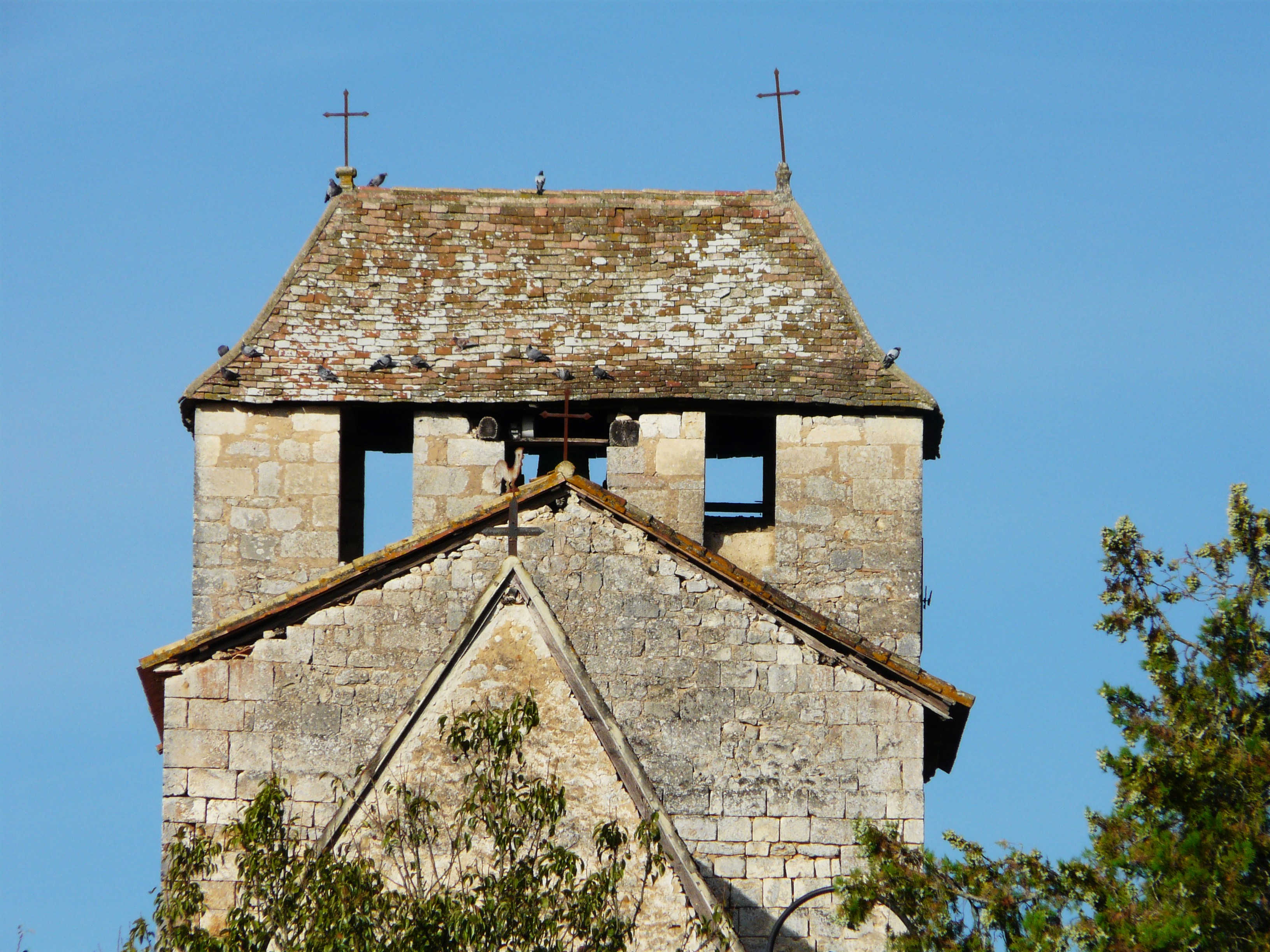
Biserica sfântul Martin din Liorac-sur-Louyre, Dordogne
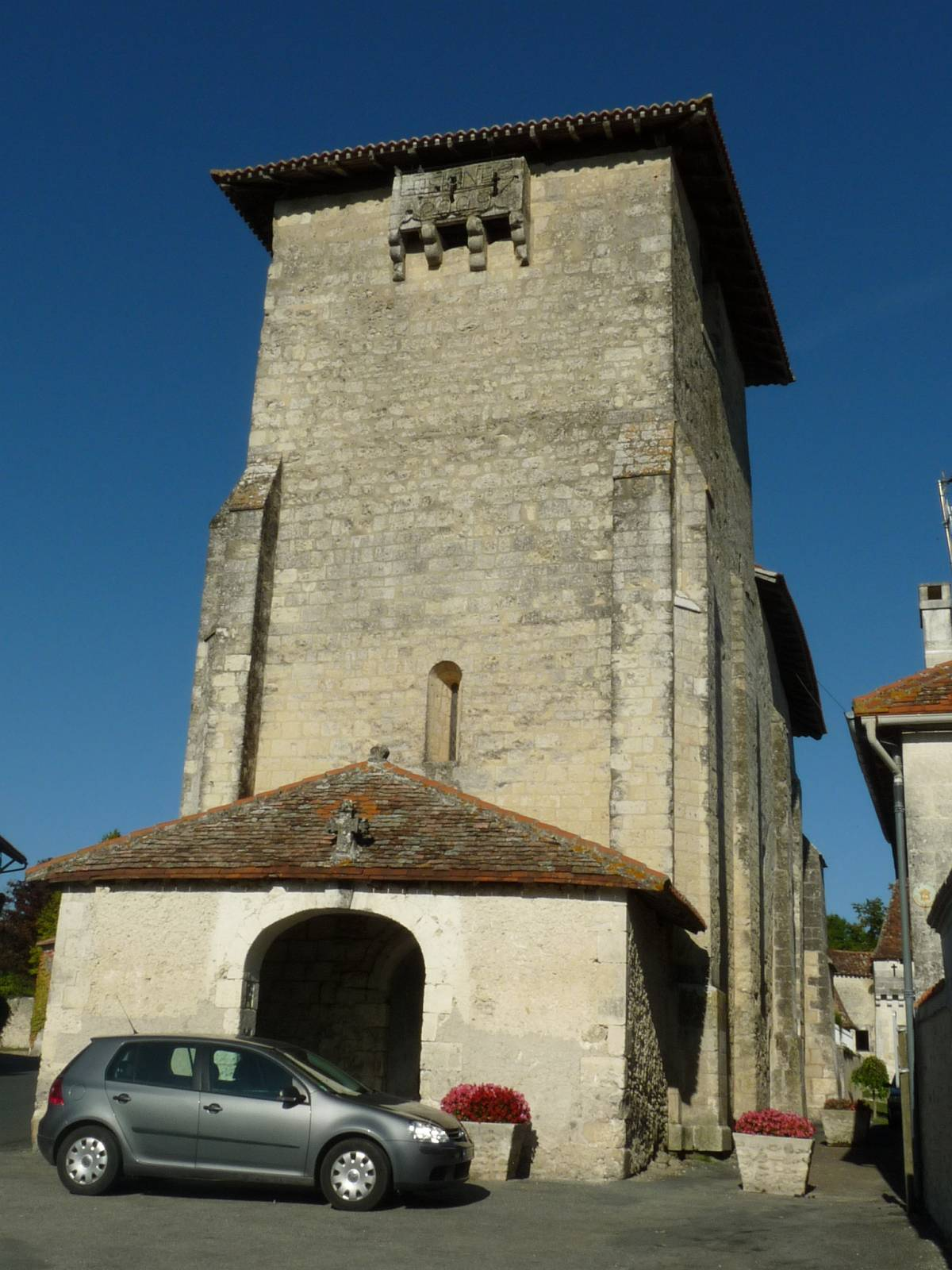
Biserica sfântul Eutropius din Lusignac, Dordogne
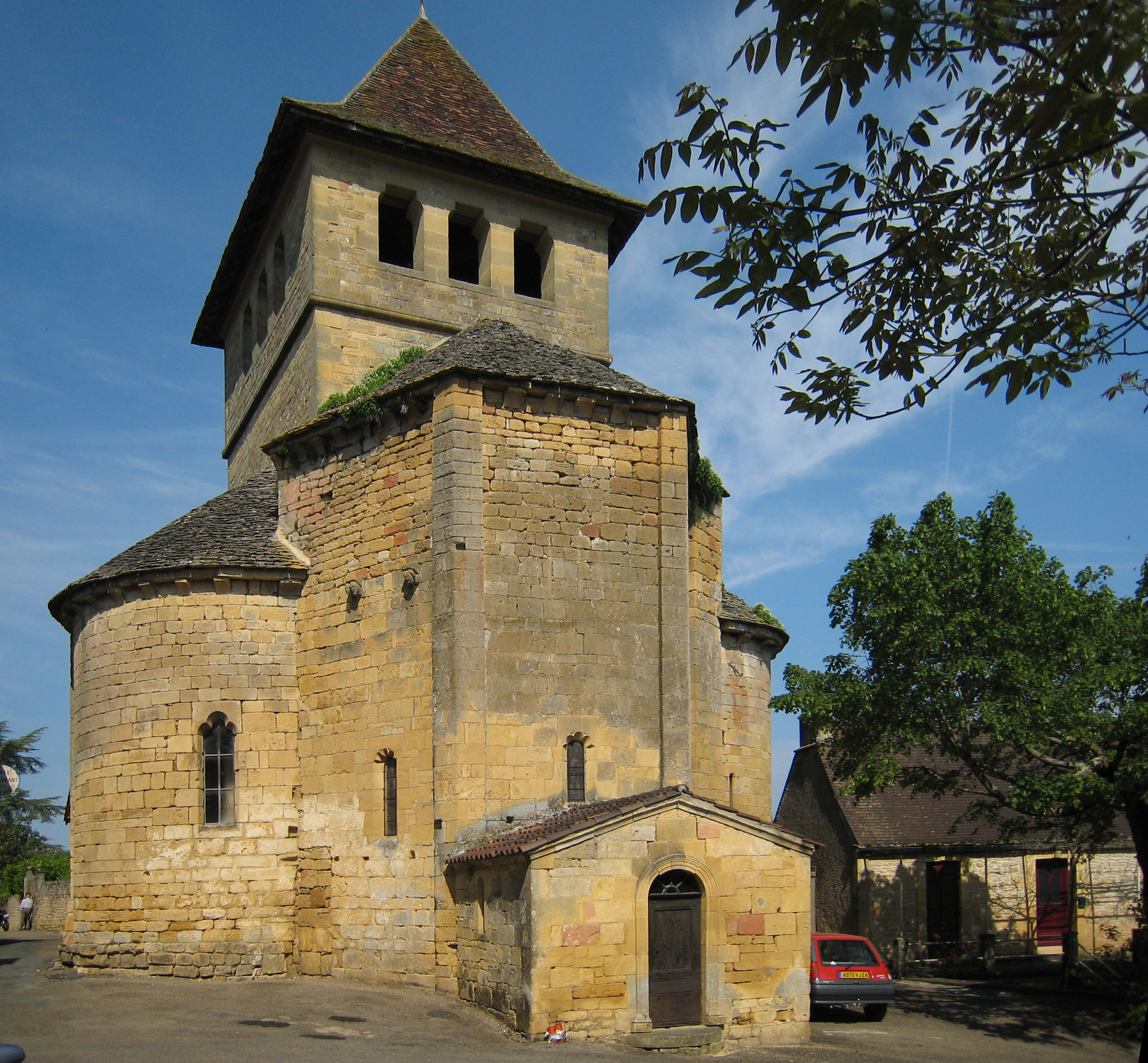
Biserica Saint-Pierre-ès-liens din Marquay, Dordogne
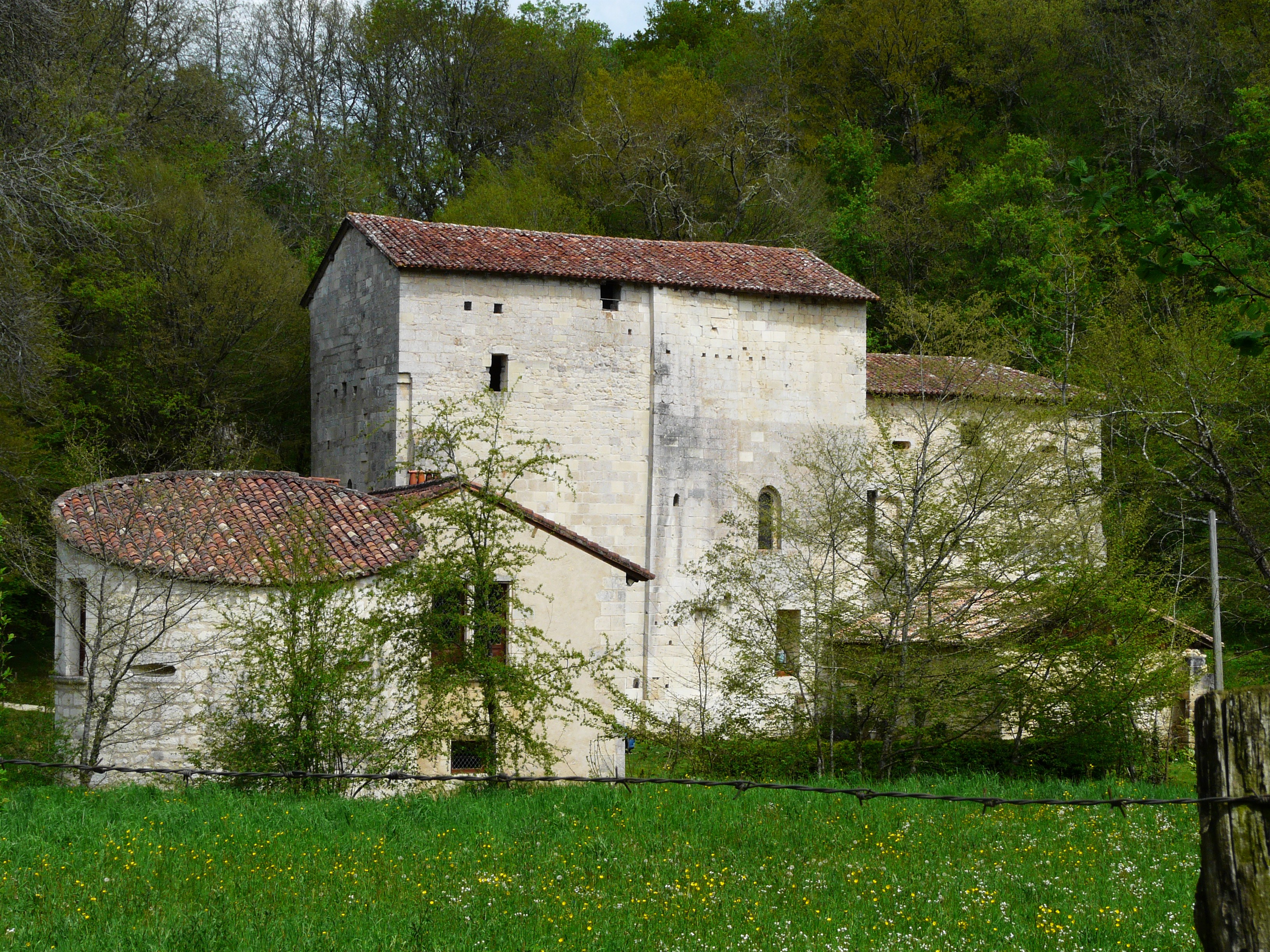
Prioratul din Merlande, La Chapelle-Gonaguet, Dordogne
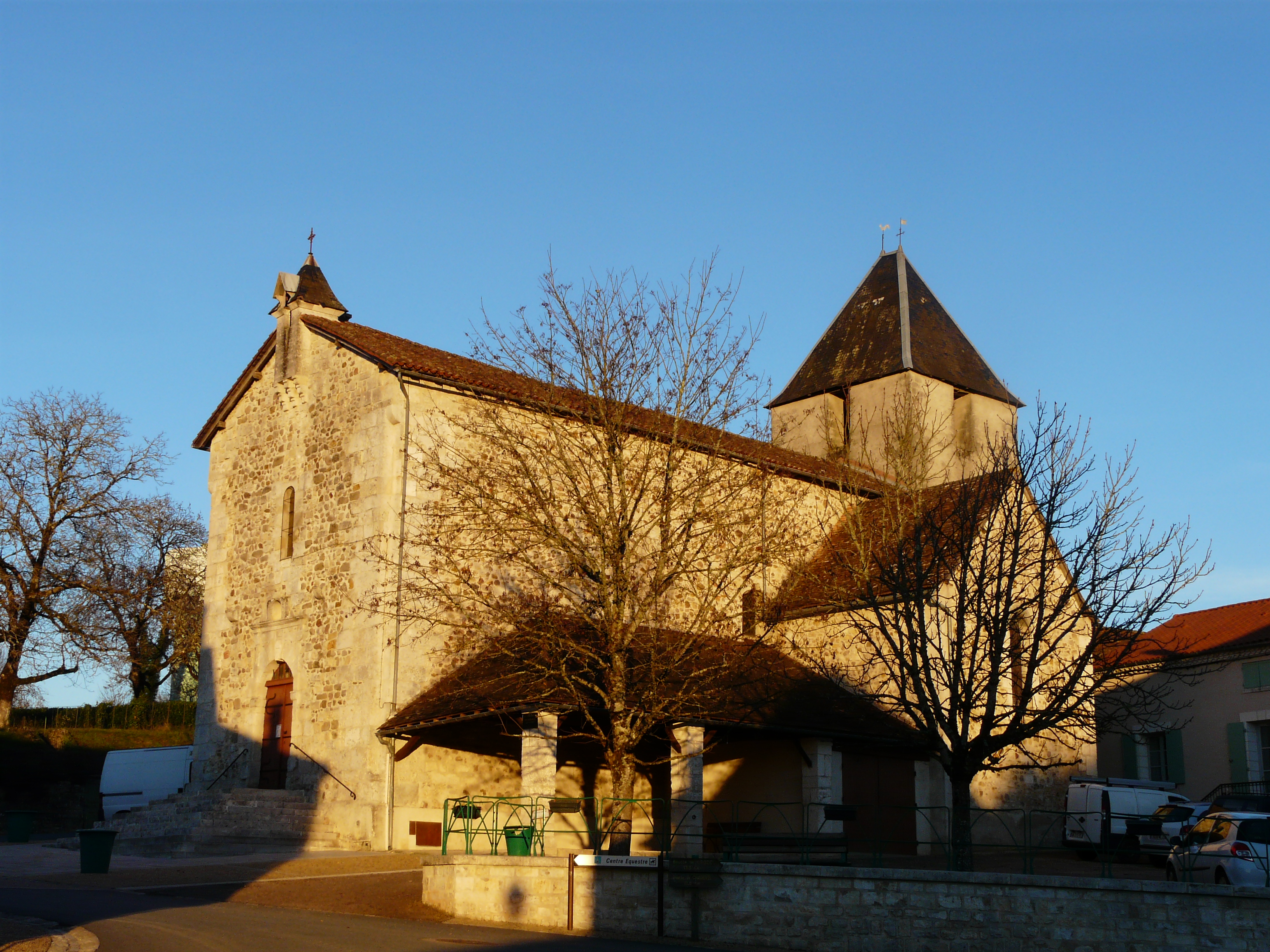
Biserica sfântul Martin din Milhac-de-Nontron, Dordogne
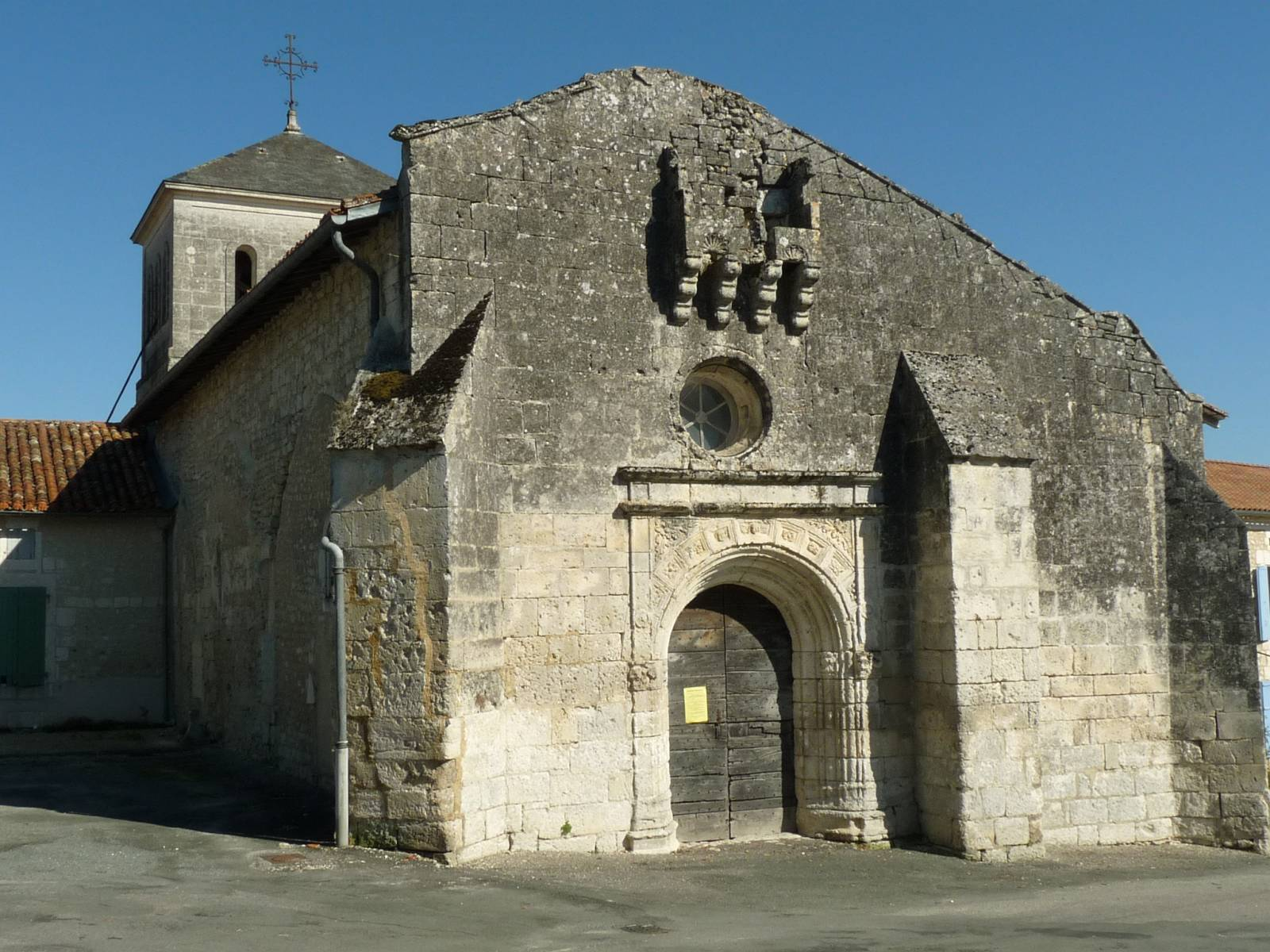
Biserica sfântul Iacob din Nanteuil-Auriac-de-Bourzac, Dordogne
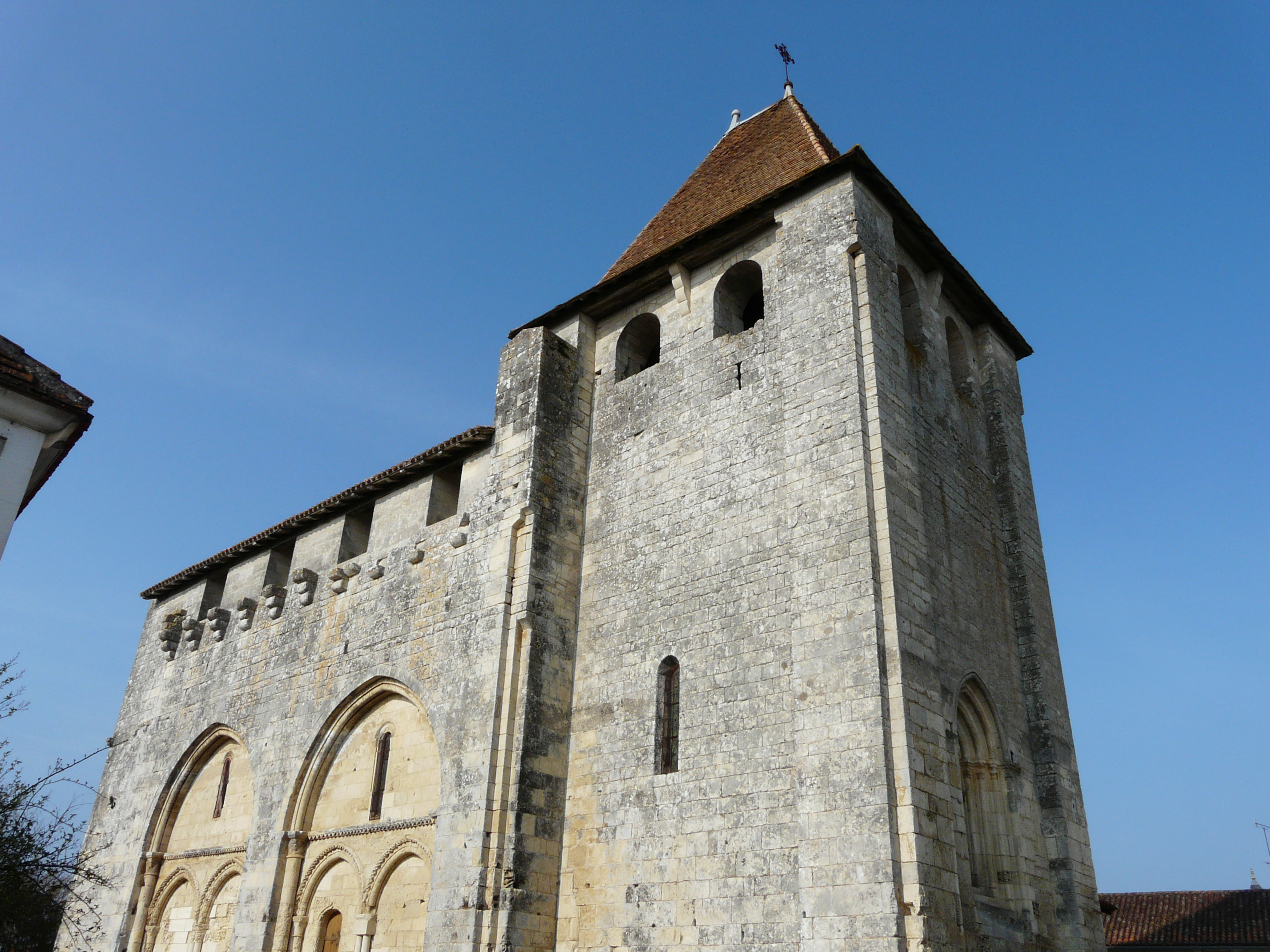
Biserica sfântul Timotei din Paussac-et-Saint-Vivien, Dordogne
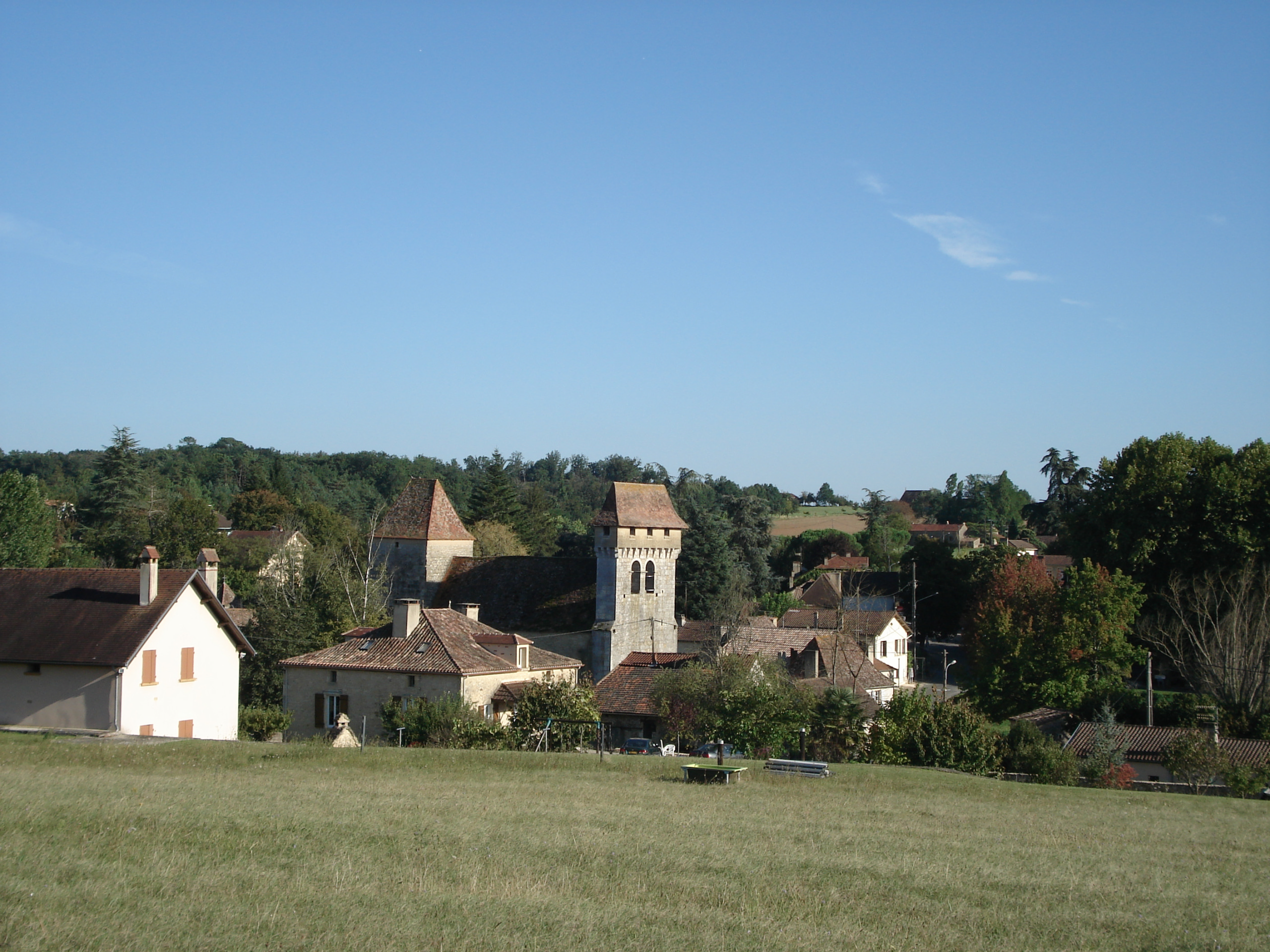
Biserica sfânta Fecioare a Nașterii din Pressignac-Vicq, Dordogne
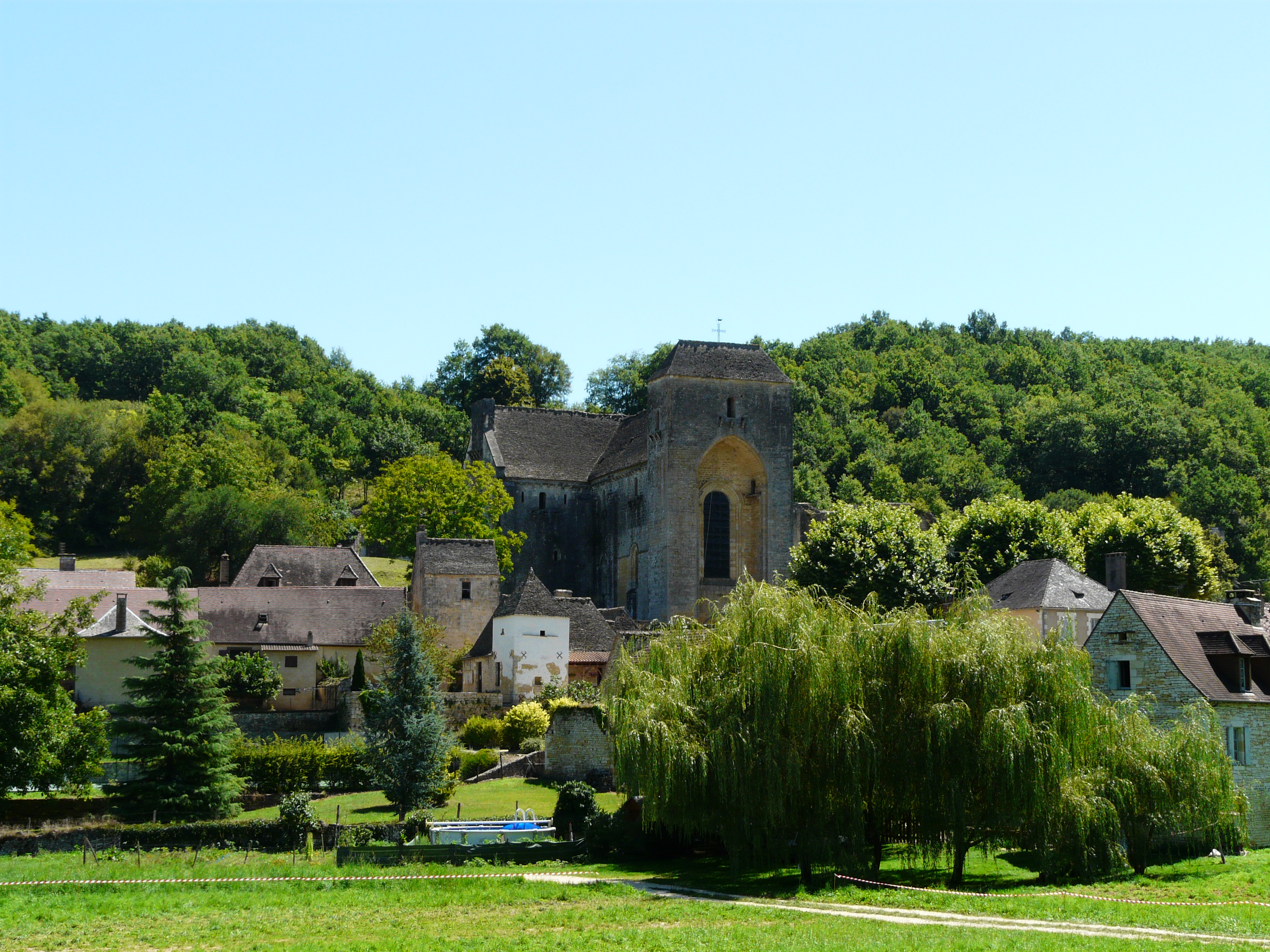
Fosta mănăstire[nefuncțională] din Saint-Amand-de-Coly, Dordogne
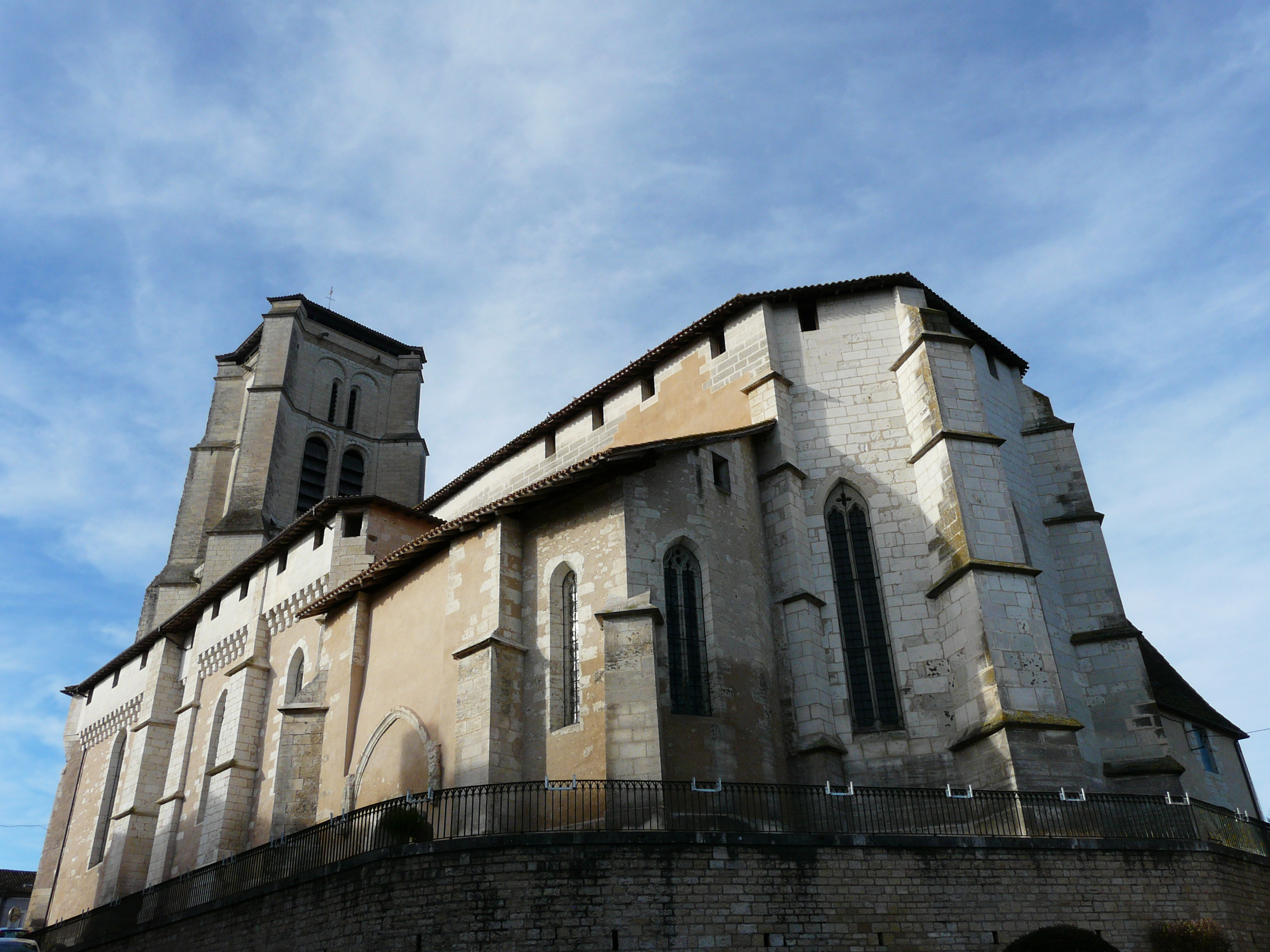
Biserica sfântul Astier din Saint-Astier, Dordogne
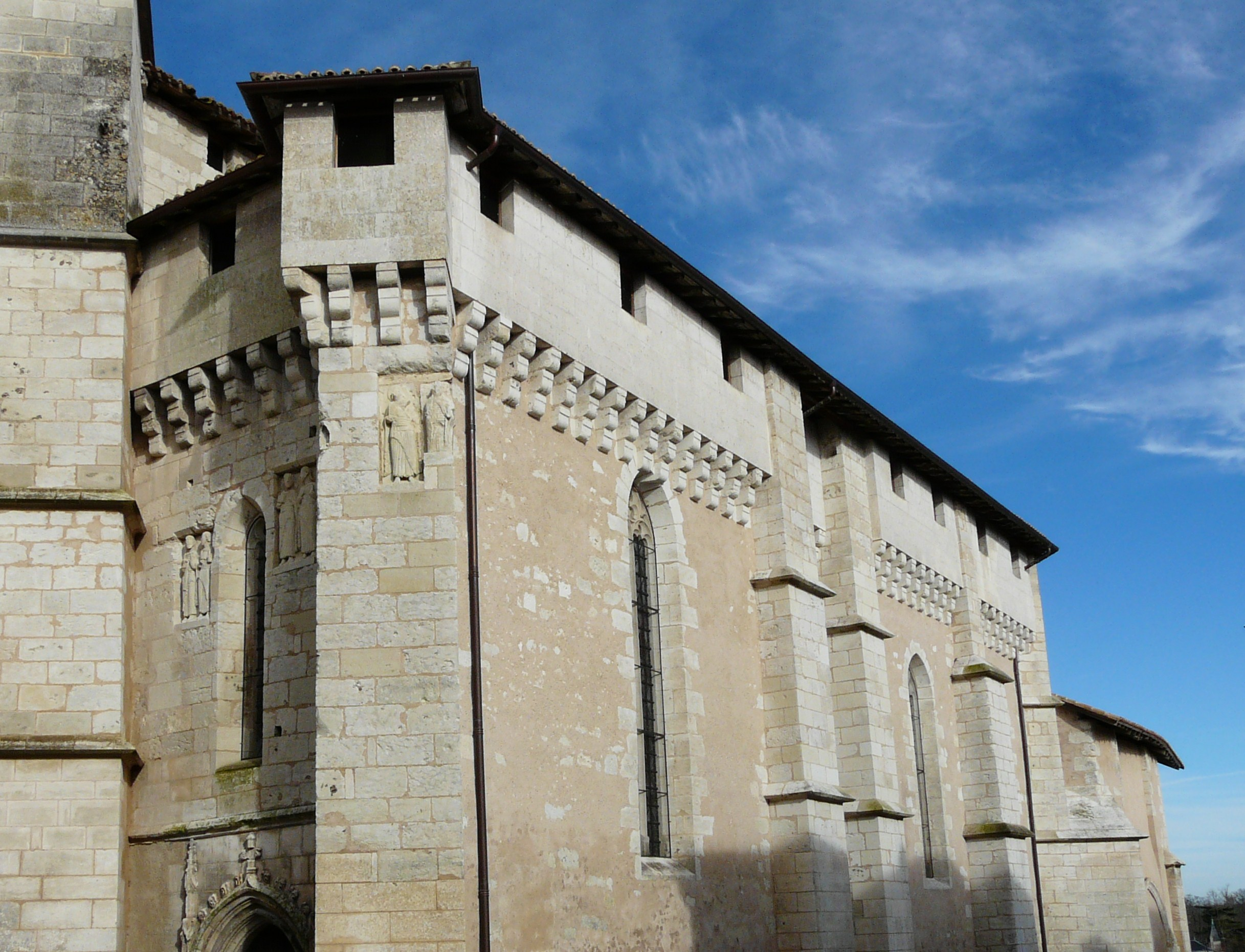
Biserica sfântul Astier din Saint-Astier, Dordogne (detaliu)
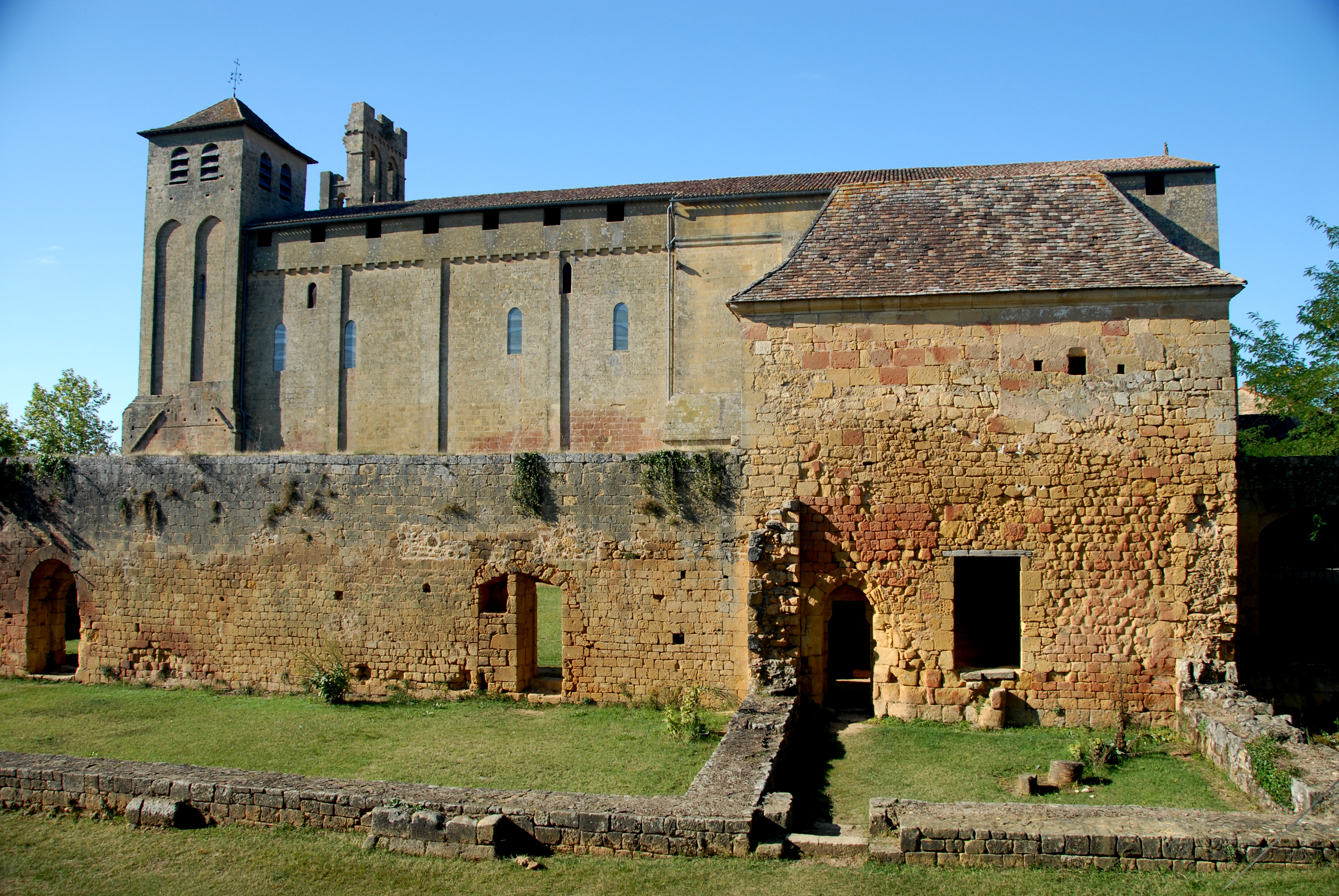
Fosta mănăstire și biserica sfântul Avit din Saint-Avit, Dordogne
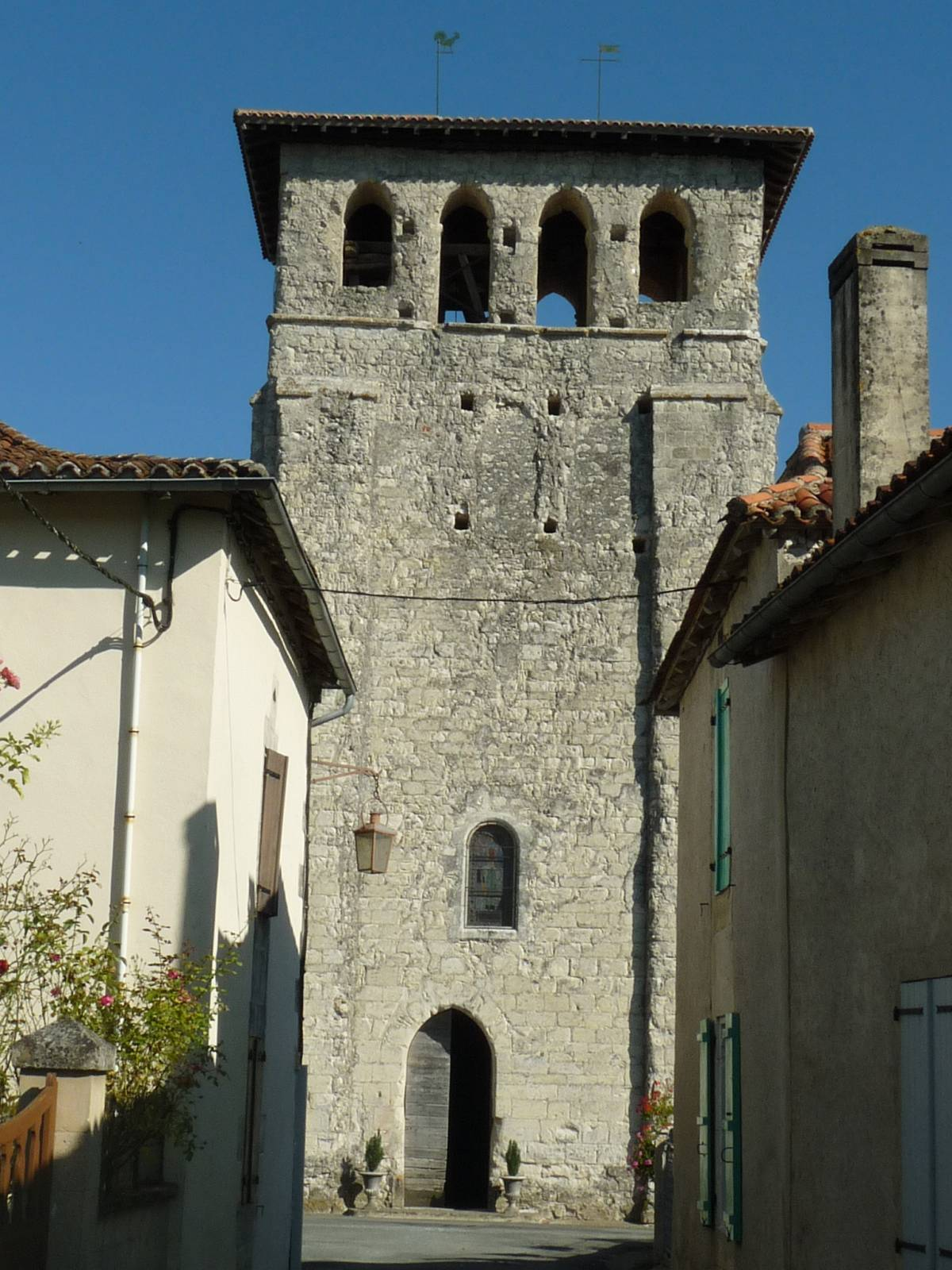
Biserica sfântul Marțial din Saint-Martial-Viveyrol, Dordogne
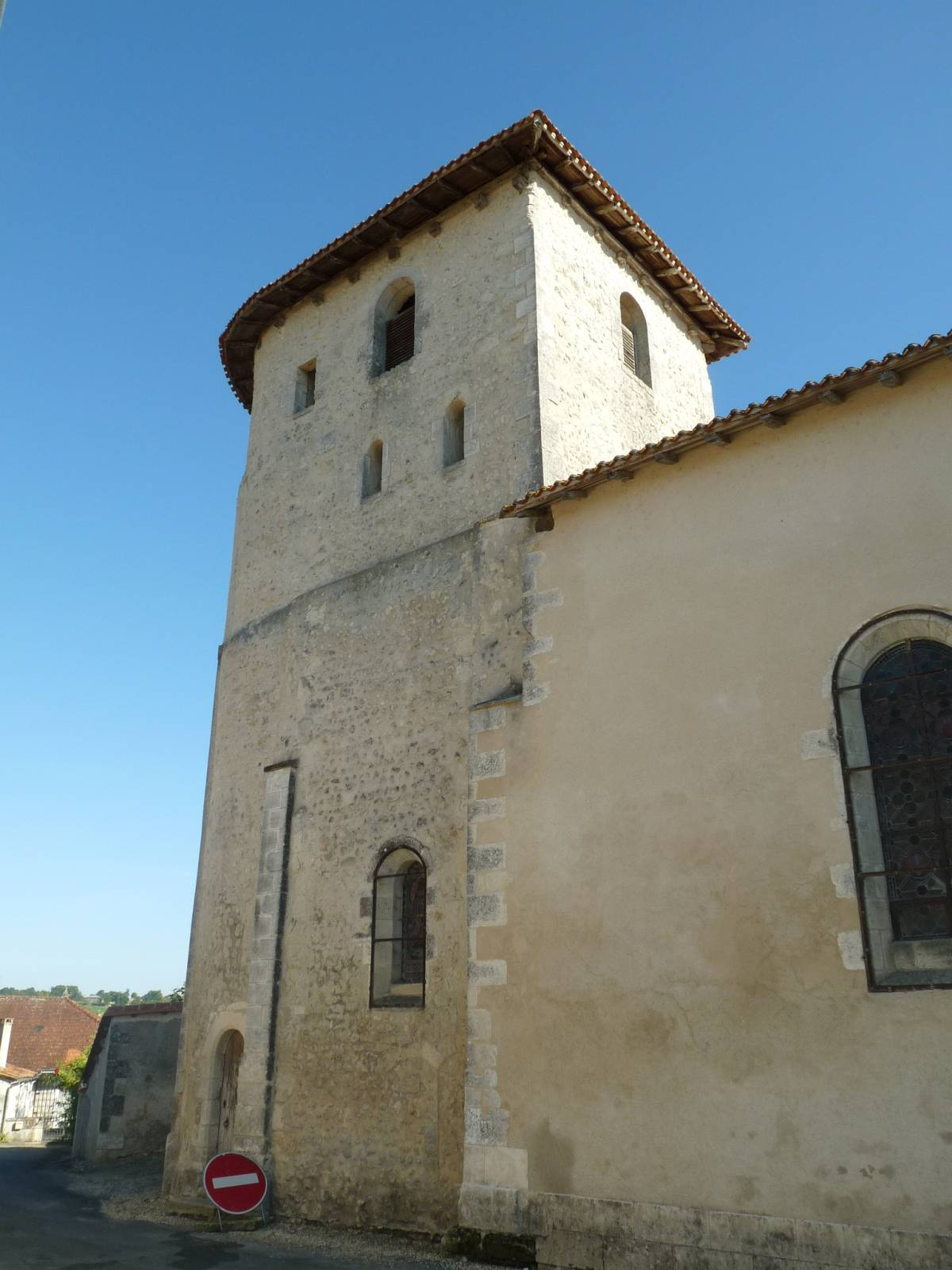
Biserica sfinții Petru și Pavel din Saint-Paul-Lizonne, Dordogne
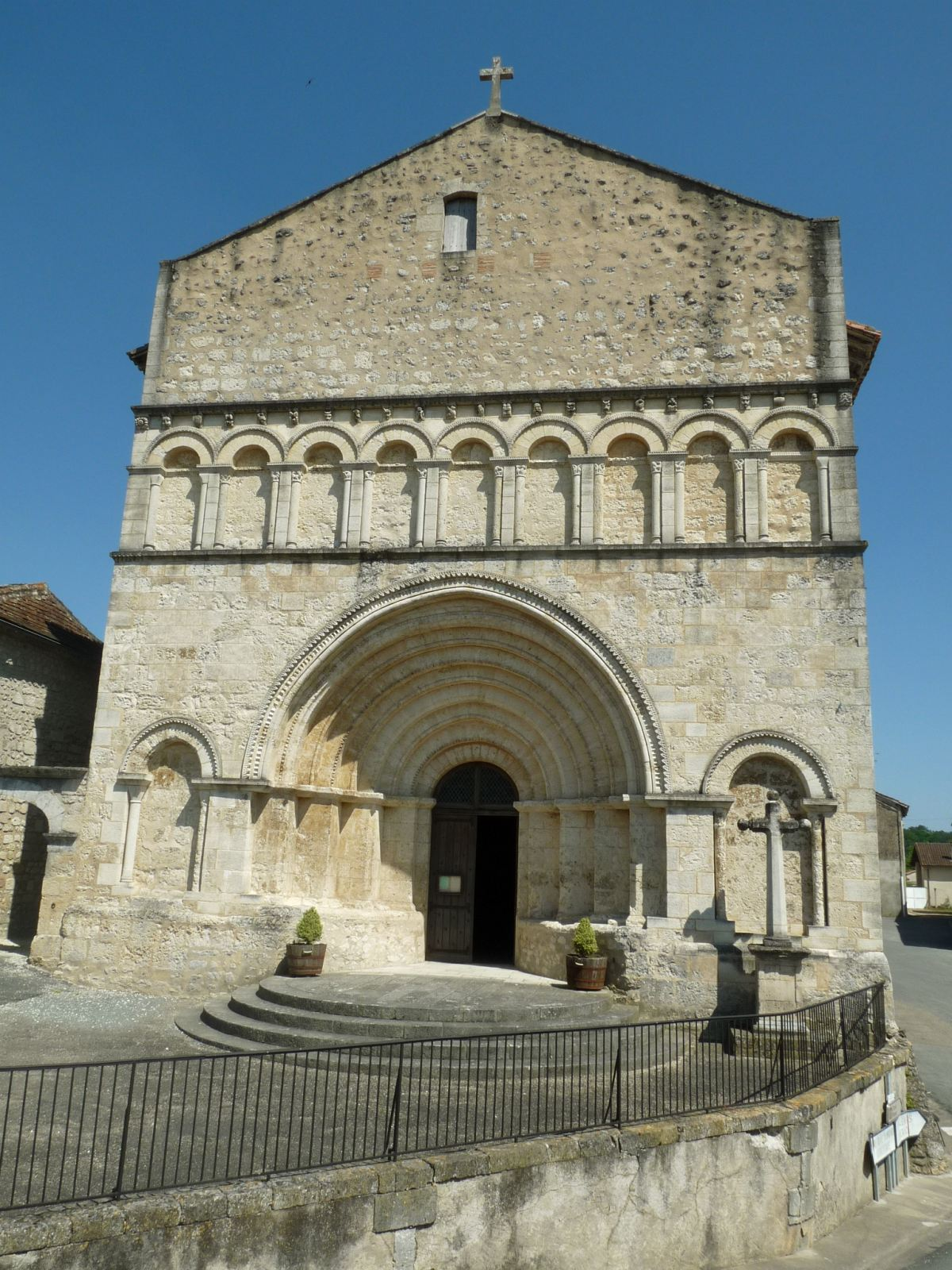
Biserica sfântul Privat din Saint-Privat-des-Prés, Dordogne
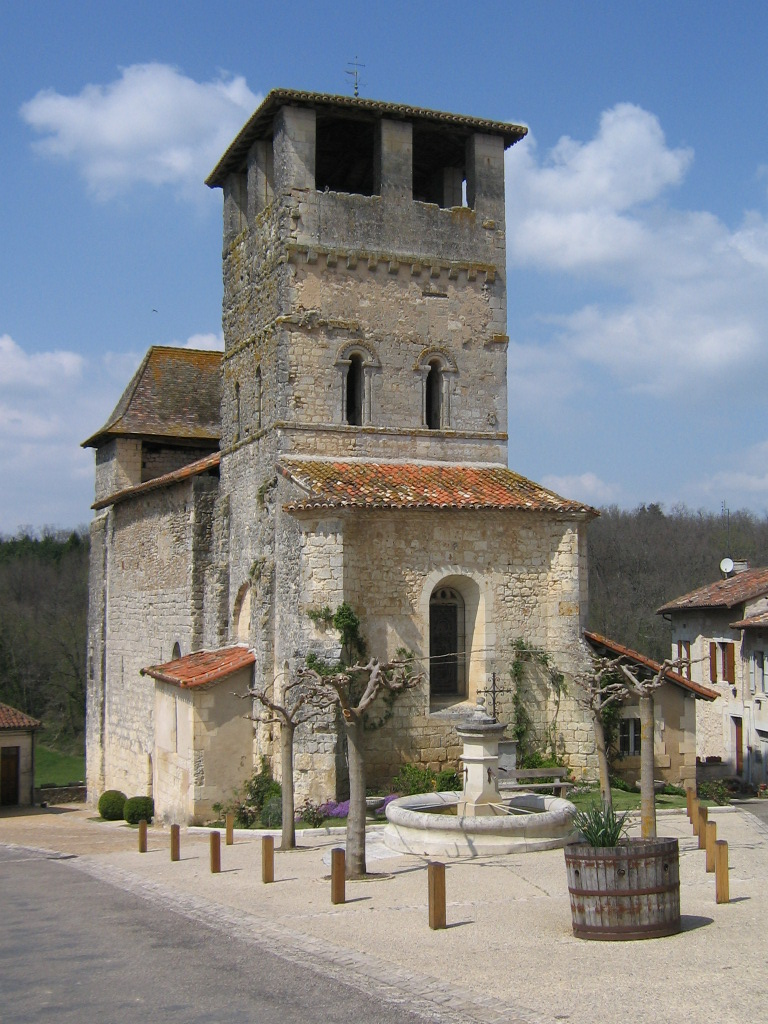
Biserica Saint-Pierre-ès-lien din Siorac-de-Ribérac, Dordogne
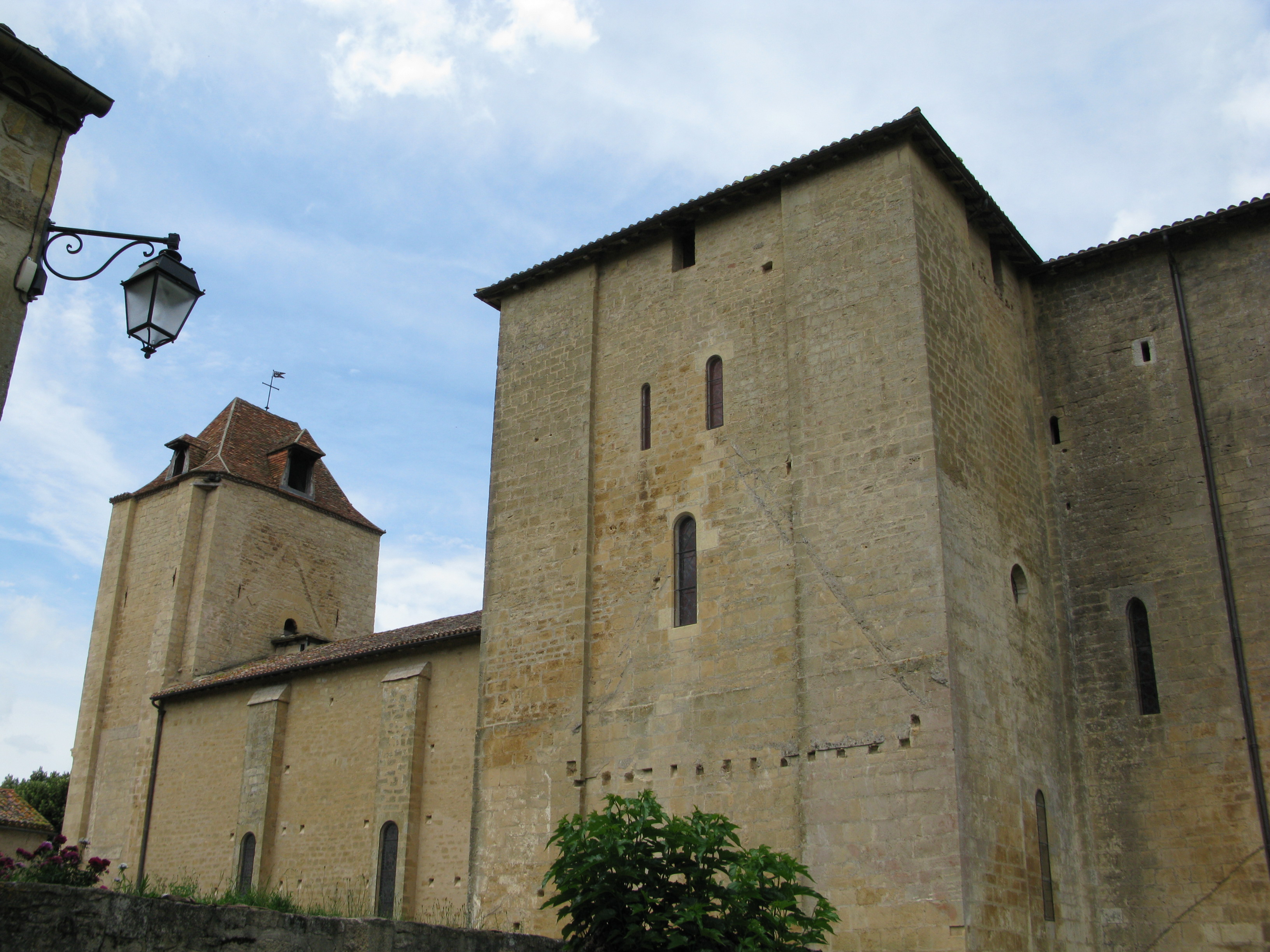
Biserica sfântul Nicolae din Trémolat, Dordogne
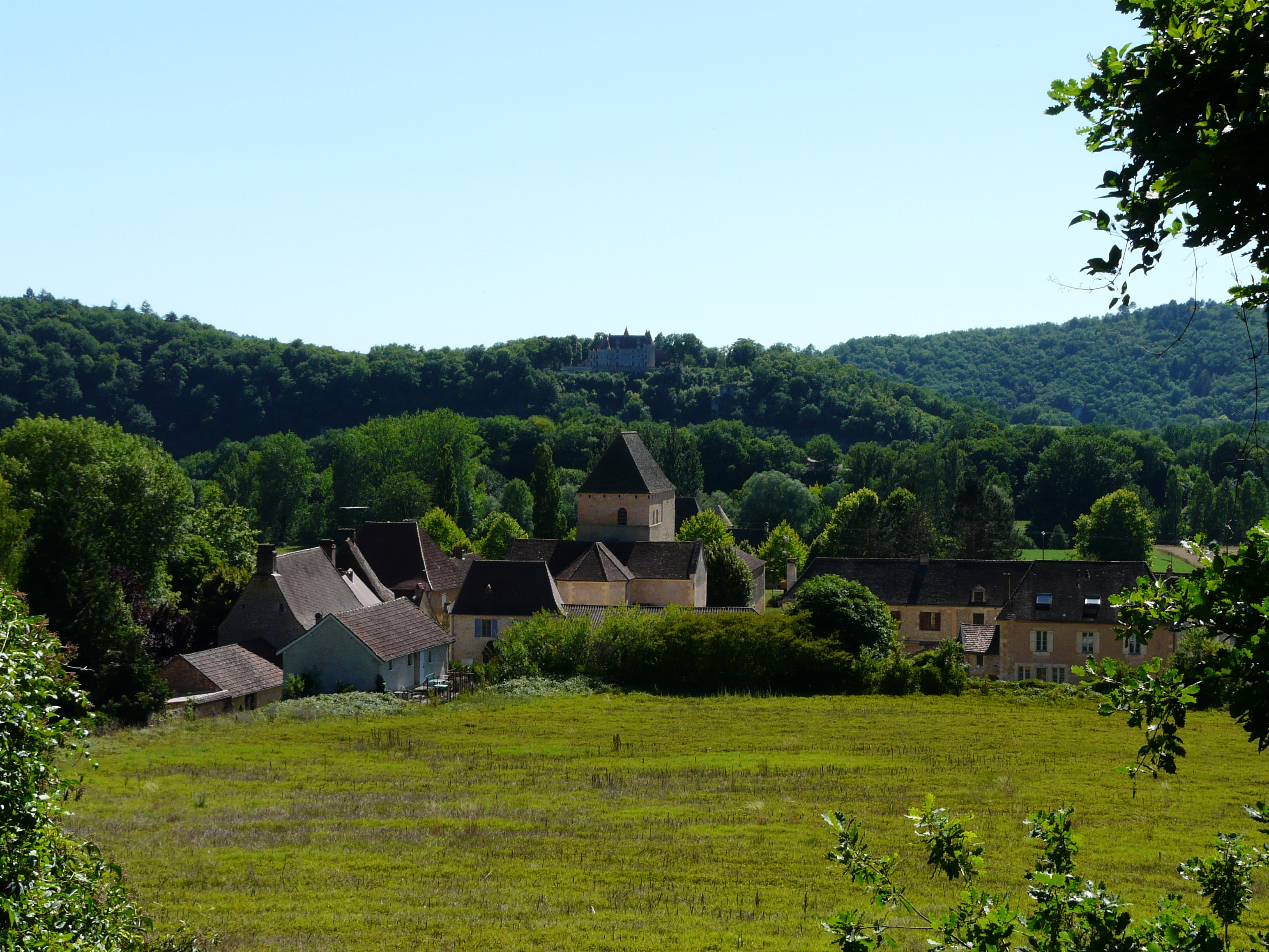
Biserica sfântul Julien din Tursac, Dordogne
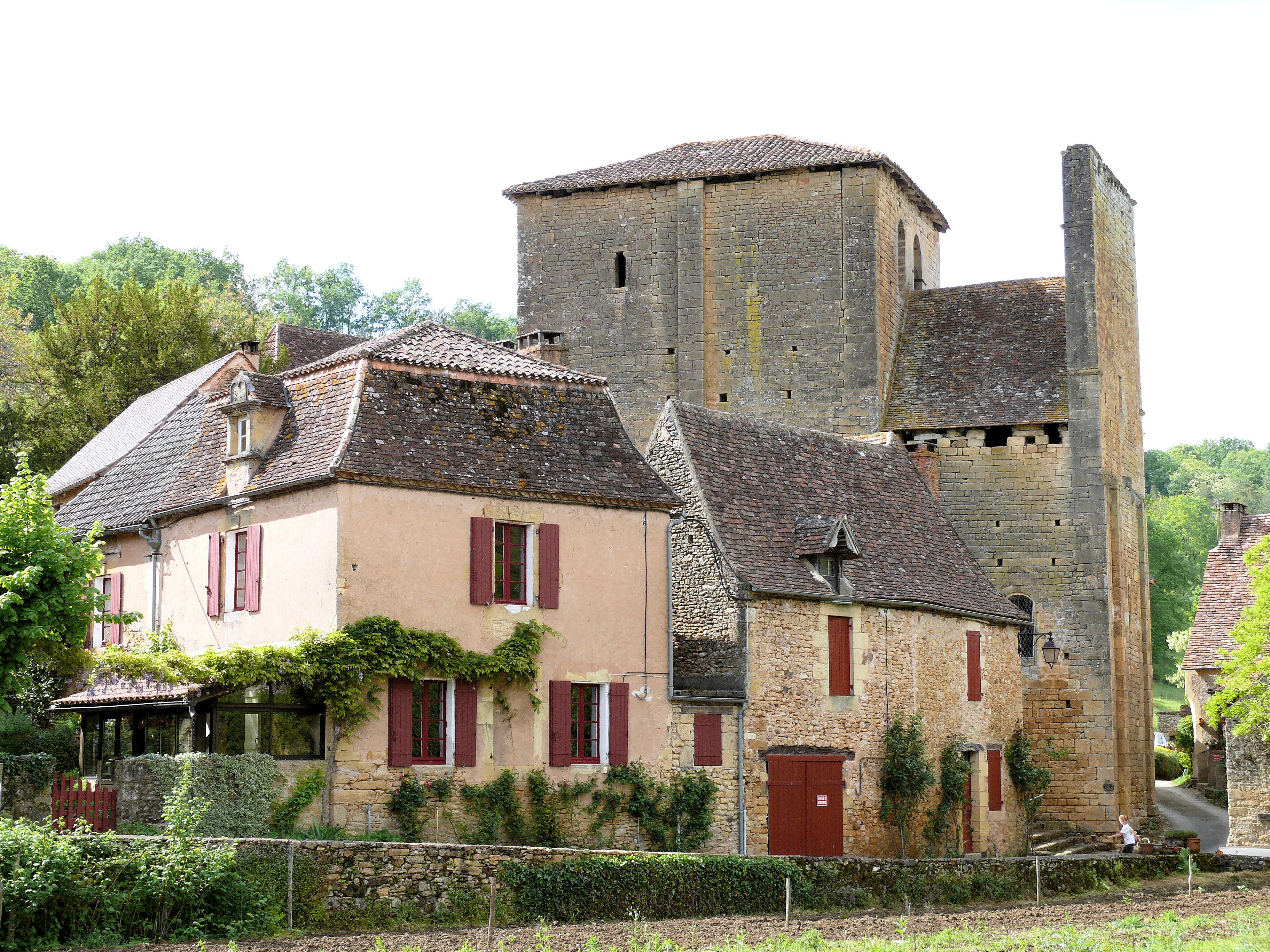
Biserica sfânta Fecioare a Nașterii din Urval, Dordogne
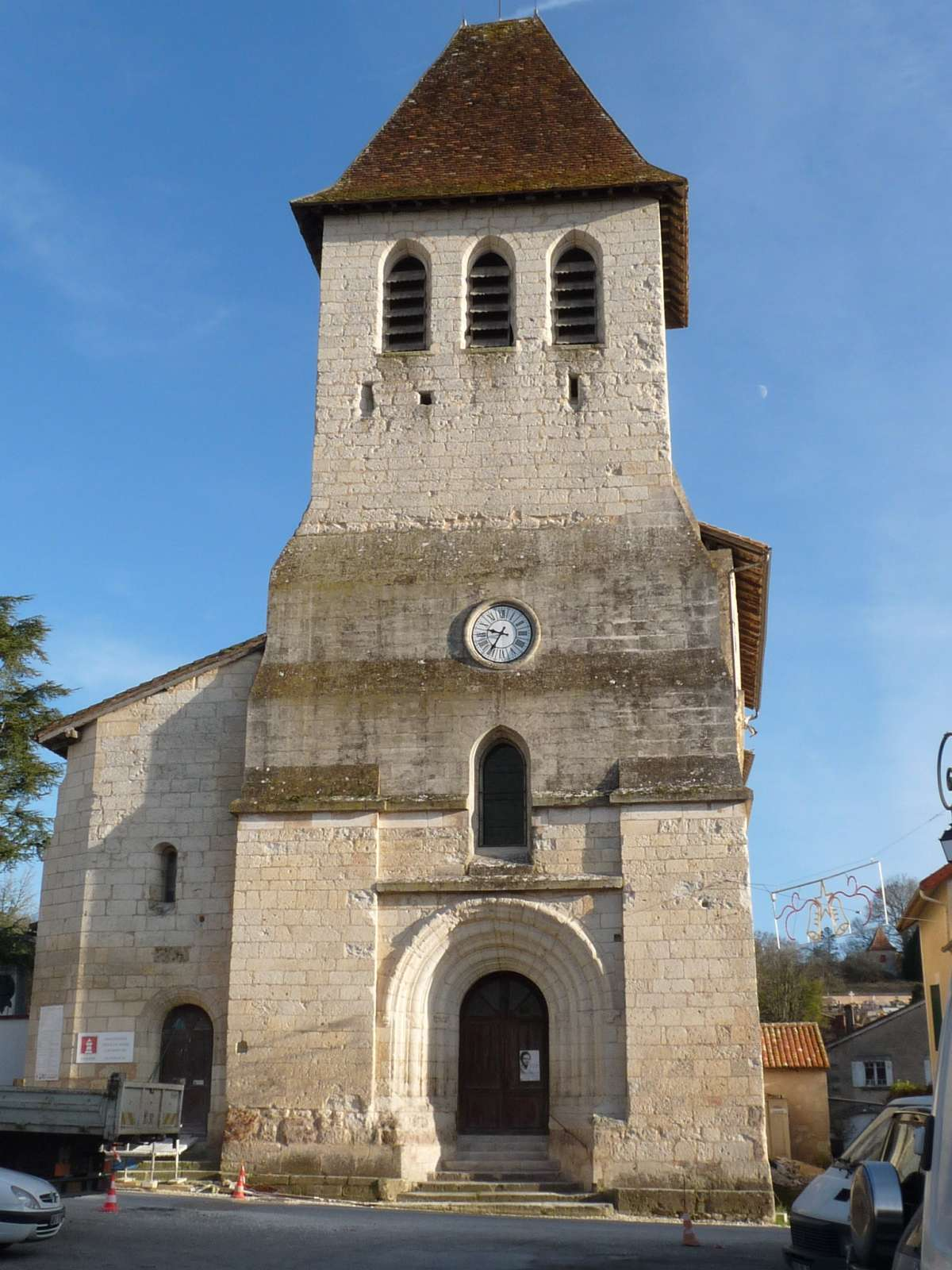
Biserica sfânta Fecioare din Vanxains, Dordogne
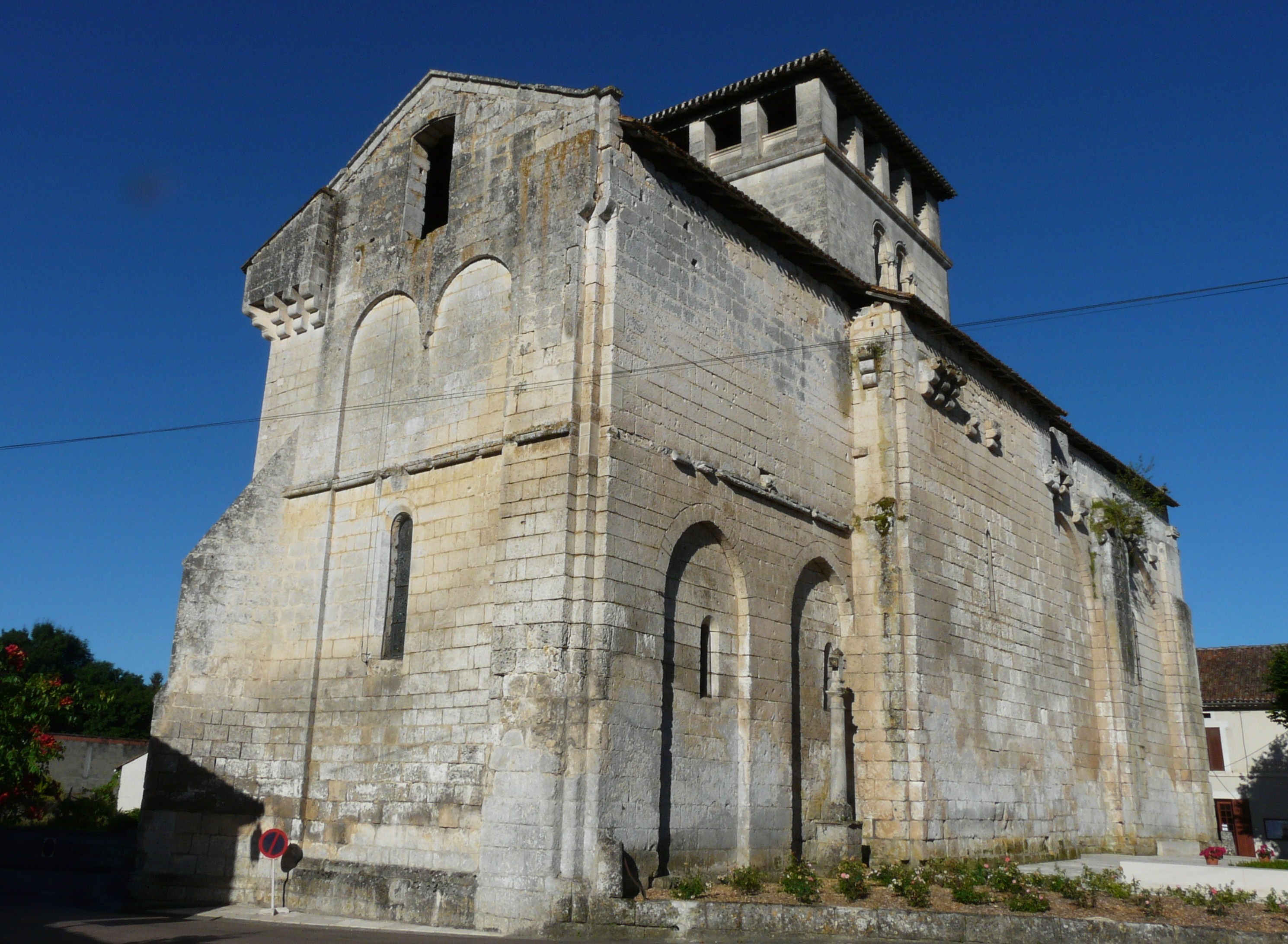
Biserica Saint-Pierre-ès-liens din Vieux-Mareuil, Dordogne

Departamentul Landes

Departamentul Landes în Franța

- Arjuzanx, biserica sfântul Ion Botezător
- Arx, biserica sfântul Martin
- Baigts, biserica sfânta Fecioare a Asumpții
- Bascons, biserica sfântul Amand
- Beaussiet (Mazerolles), biserica sfânta Fecioare
- Bégaar, biserica Saint-Pierre-ès-liens
- Bergouey
- Beylongue, biserica sfântul Petru
- Biarrotte, biserica sfântul Ștefan
- Bostens, biserica sfânta Maria
- Bougue, biserica sfântul Candid, popas pe Drumul lui Iacob
- Brocas (Montaut), biserica sfântul Petru
- Carcarès-Sainte-Croix, biserica sfânta Cruce
- Carcen-Ponson, biserica sfântul Roch
- Caupenne, biserica sfântul Martin
- Douzevielle, biserica sfântul Sernin
- Eyres-Moncube, biserica sfântul Bartolomeu
- Geaune, fosta mănăstire a Augustinianilor
- Herré
- Hontanx, biserica sfântul Martin
- Laballe, Parleboscq, biserica sfântul Mihai
- Labatut, biserica sfântul Romain
- Larbey, biserica sfântul Ion Botezător
- Lesgor, biserica sfântul Petru
- Lesperon, biserica sfântul Ilarie
- Lévignacq, biserica sfântul Martin
- Magescq, biserica sfânta Fecioare
- Montégut, biserica sfântul Laurențiu
- Noët (Saint-Justin), biserica sfântul Martin
- Pey, biserica sfântul Saturnin
- Port-de-Lanne, biserica sfânta Magdalena
- Poyartin, biserica sfântul Bartolomeu
- Réaut, (Canenx-et-Réaut), biserica sfântul Mihai
- Roquefort-des-Landes, biserica sfânta Fecioare a Asumpții
- Saint-André-de-Seignanx
- Saint-Aubin, biserica sfântul Aubin
- Saint Avit, biserica sfântul Avit
- Saint-Cricq-Villeneuve, biserica sfântul Cyr
- Saint-Étienne-d'Orthe, biserica sfântul Ștefan
- Saint-Gein, biserica sfinții Petru și Gein
- Saint-Geours-de-Maremne, biserica sfântul Gheorghe
- Saint-Justin
- Saint-Laurent-de-Gosse, biserica sfântul Laurențiu
- Saint-Martin-de-Hinx, biserica sfântul Martin
- Saint-Martin-d'Oney, biserica sfântul Martin
- Sainte-Marie-de-Gosse, biserica sfânta Maria, fostă benedictină, popas pe drumul lui Iacob
- Sarbazan, biserica sfântul Petru
- Saubusse, biserica sfântul Ion Botezător
- Taller, biserica sfântul Bartolomeu
- Tarnos, biserica sfântul Vincențiu
- Tosse, biserica sfântul Sever
- Vicq-d'Auribat, biserica sfântul Vincențiu
- Vielle-Soubiran, biserica sfântul Ion Botezător
- Villeneuve-de-Marsan, biserica sfântul Hipolit

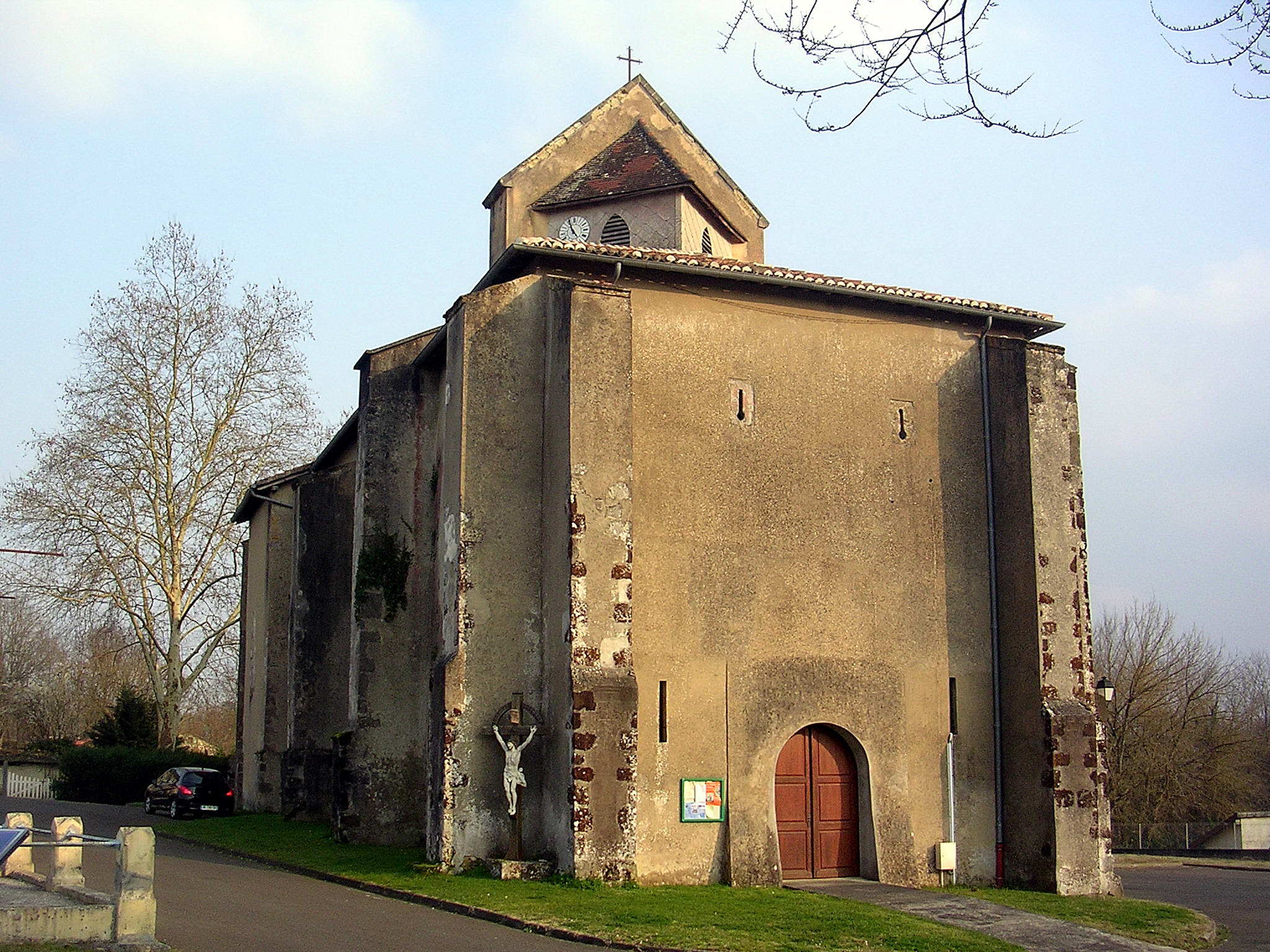
Biserica sfântul Ion Botezător din Arjuzanx, Landes
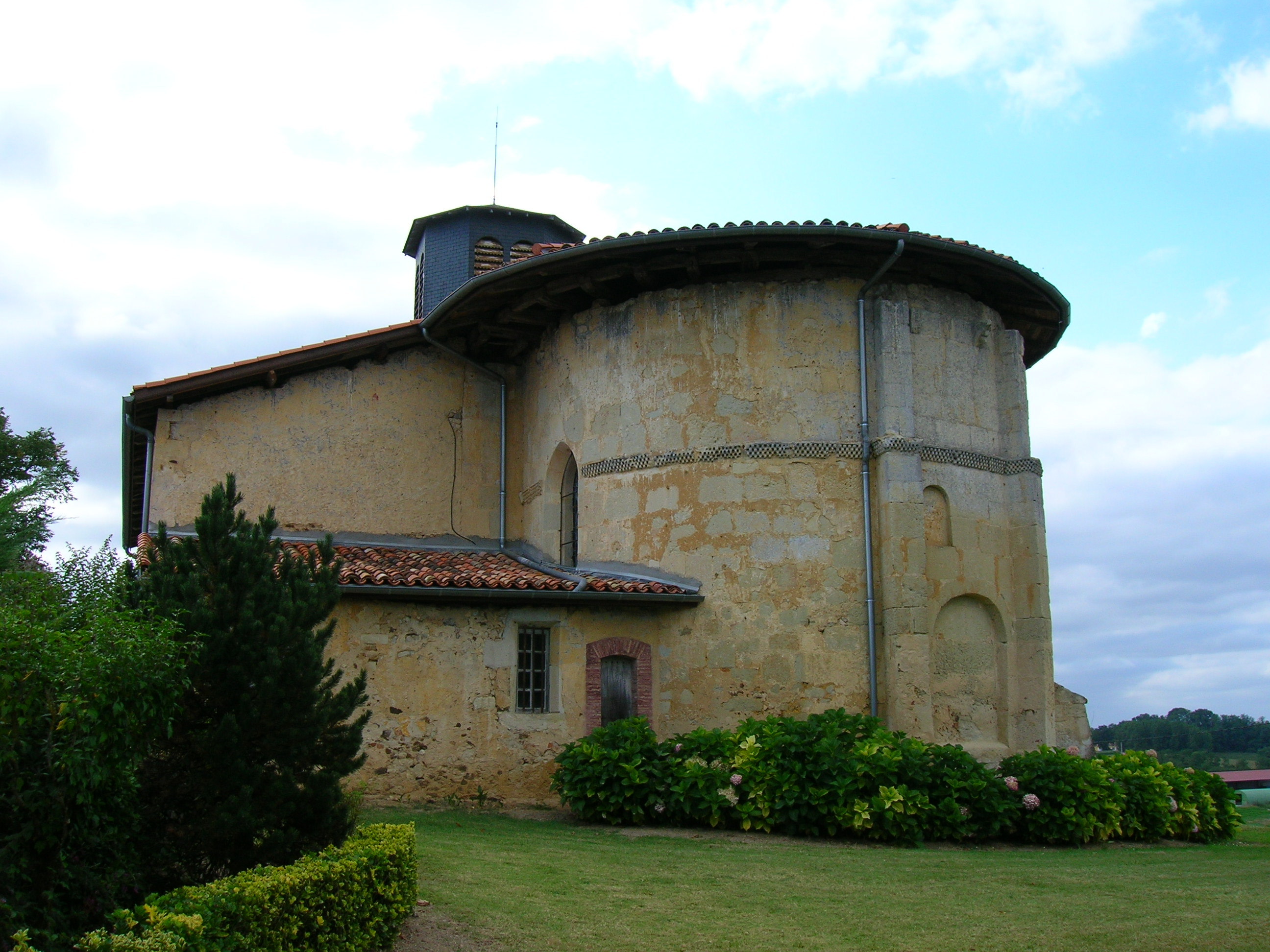
Biserica sfânta Fecioare a Asumpții din Baigts, Landes
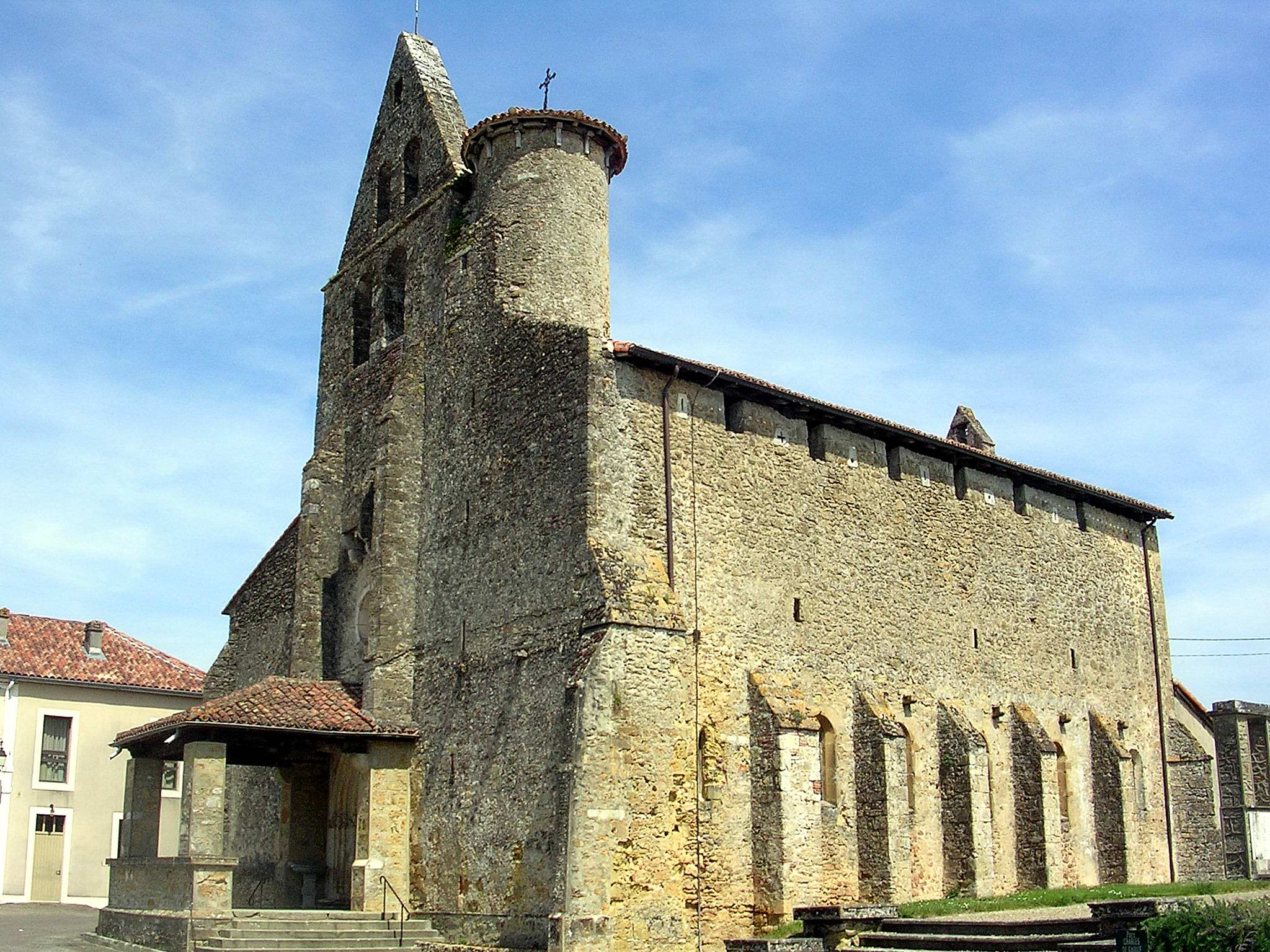
Biserica sfântul Amand din Bascons, Landes
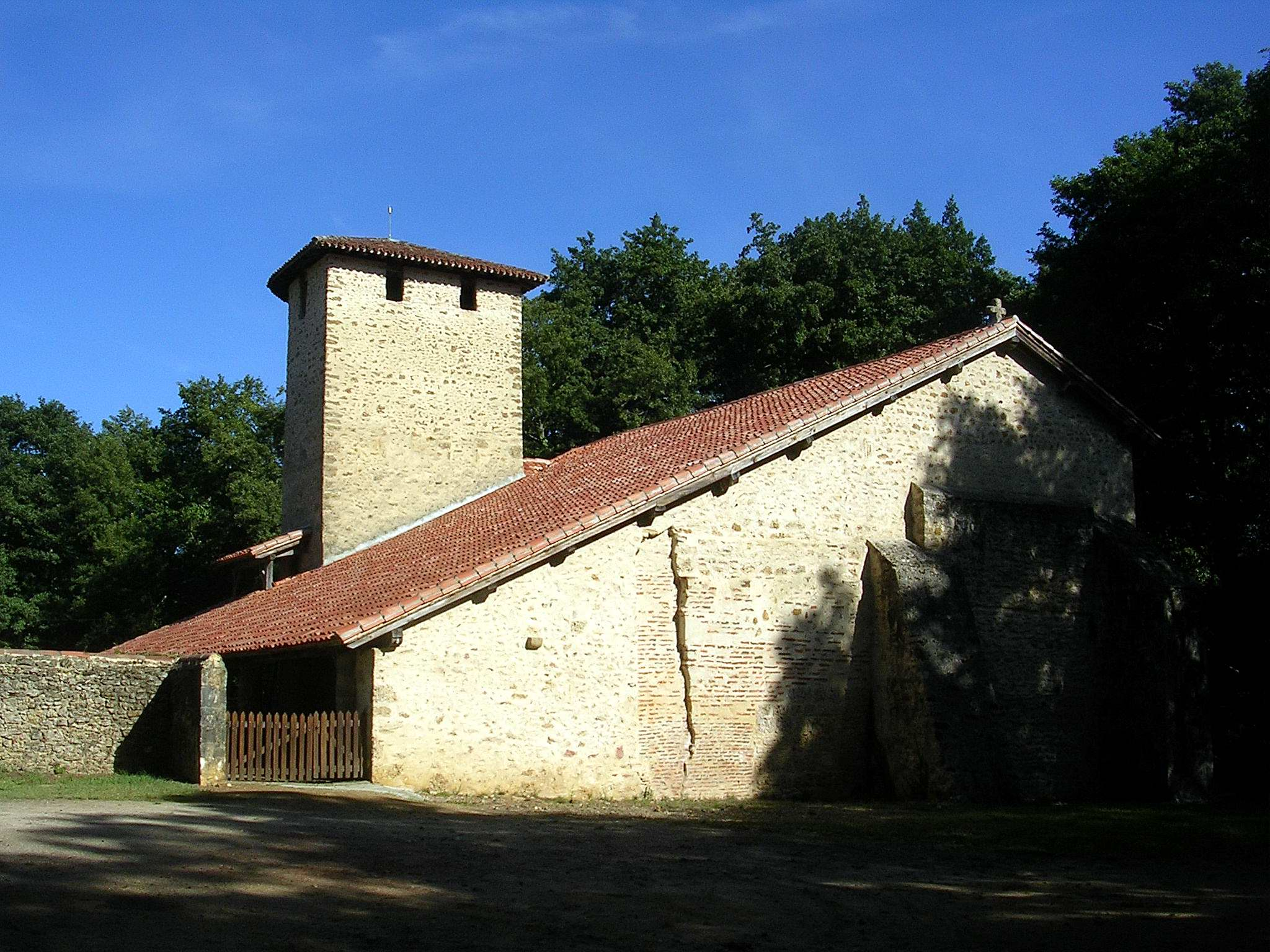
Biserica sfânta Fecioare din Beaussiet, Mazerolles, Landes
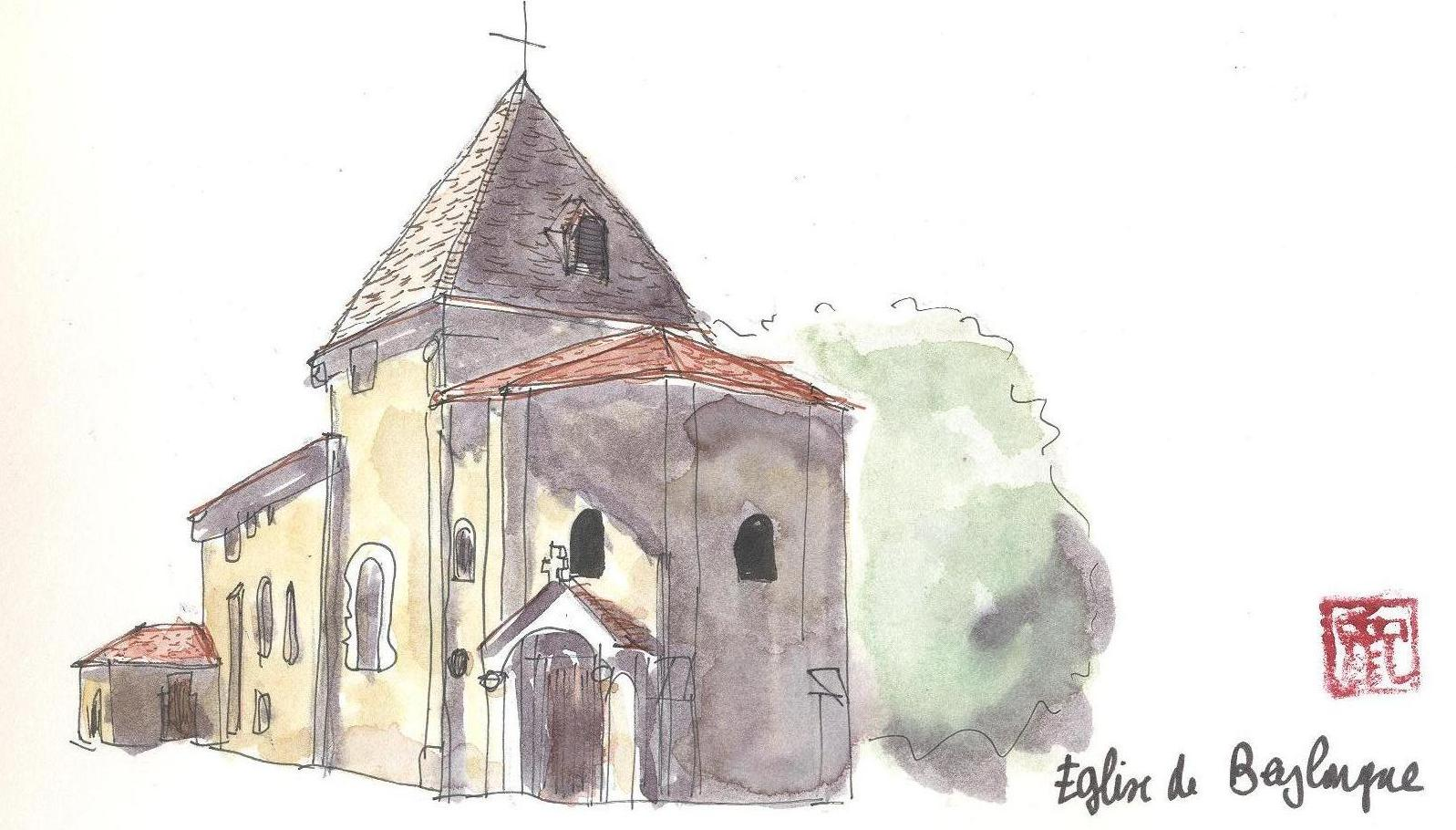
Biserica sfântul Petru din Beylongue, Landes
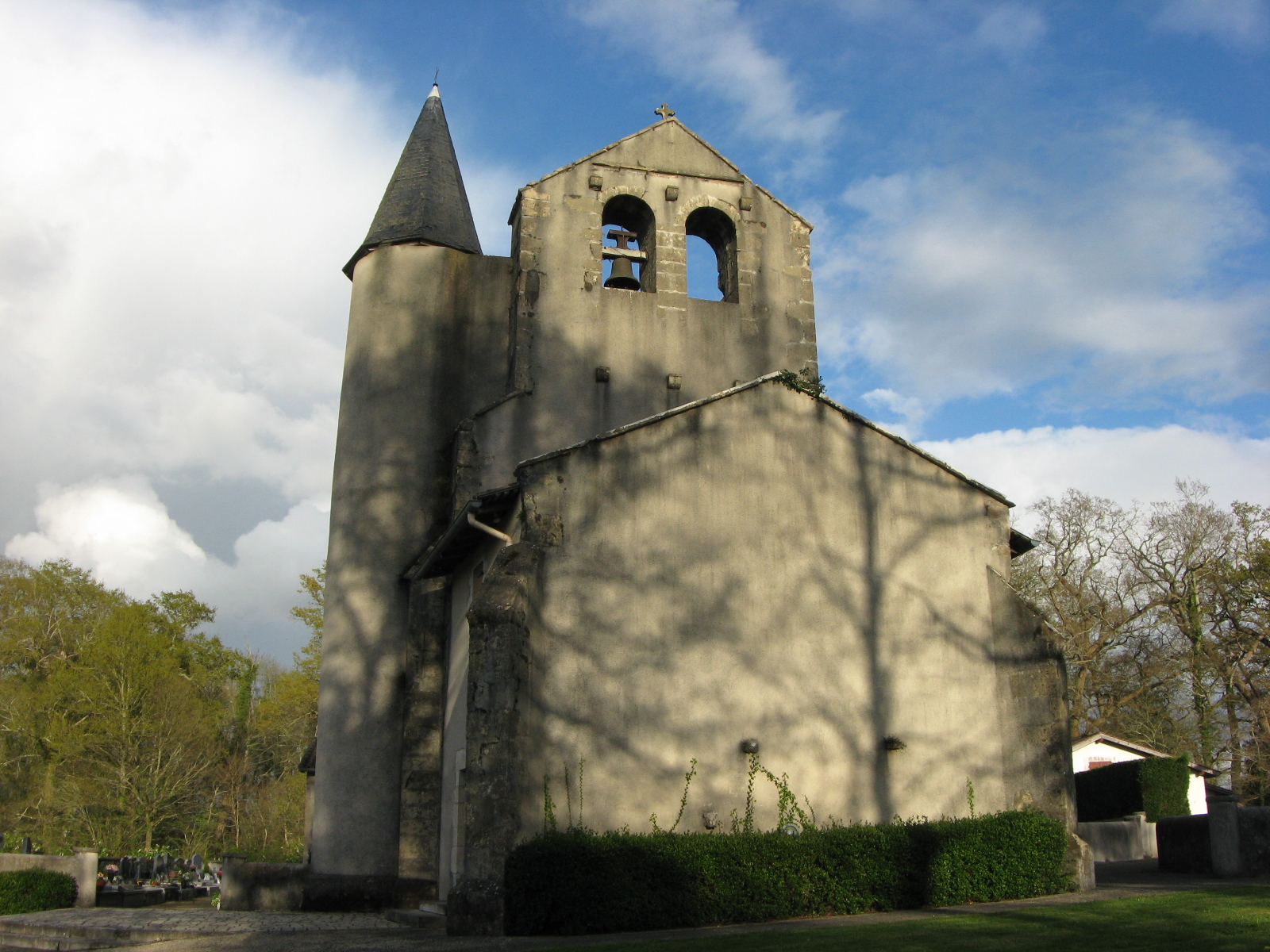
Biserica sfântul Ștefan din Biarrotte, Landes
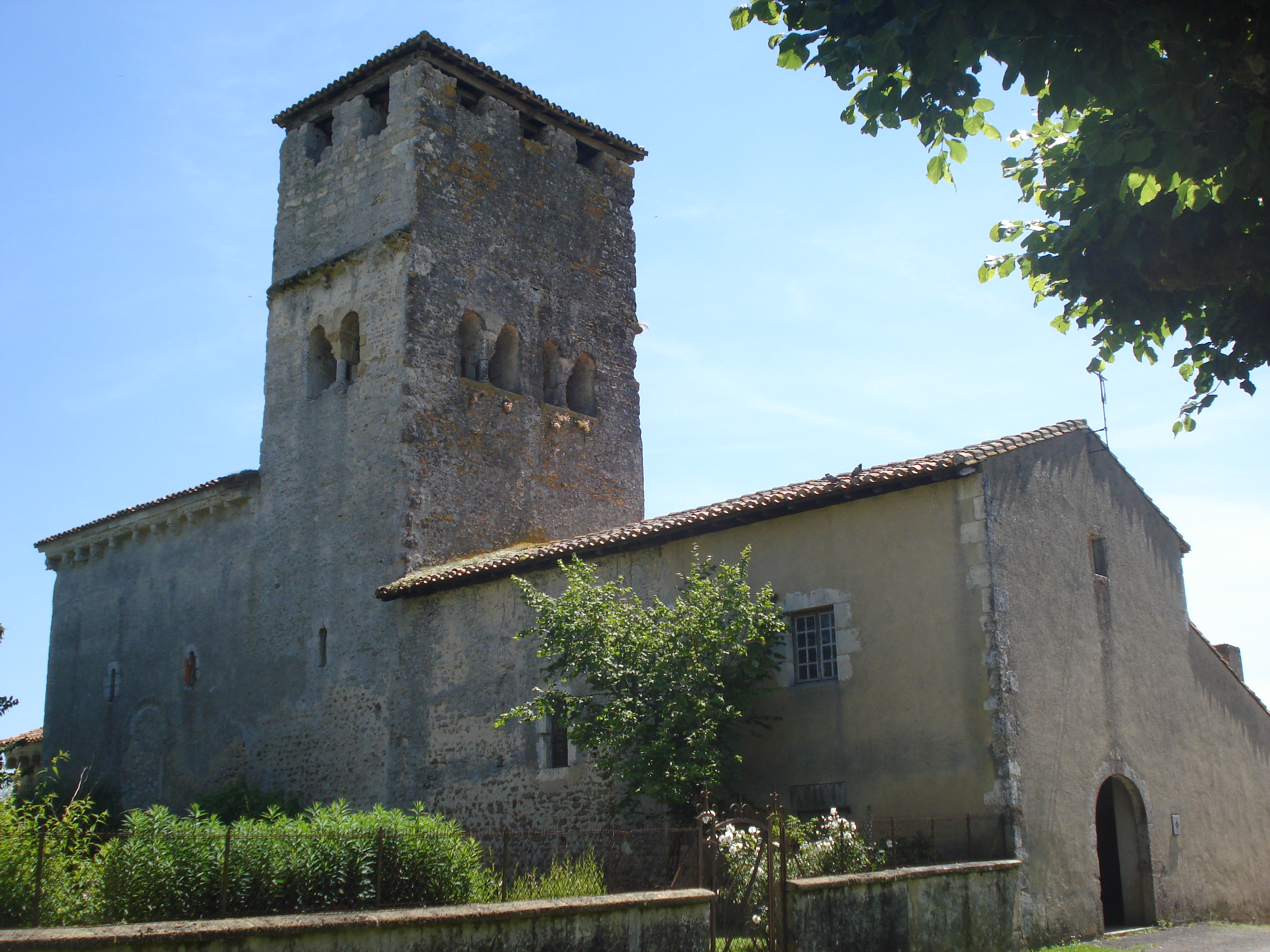
Biserica sfânta Maria din Bostens, Landes
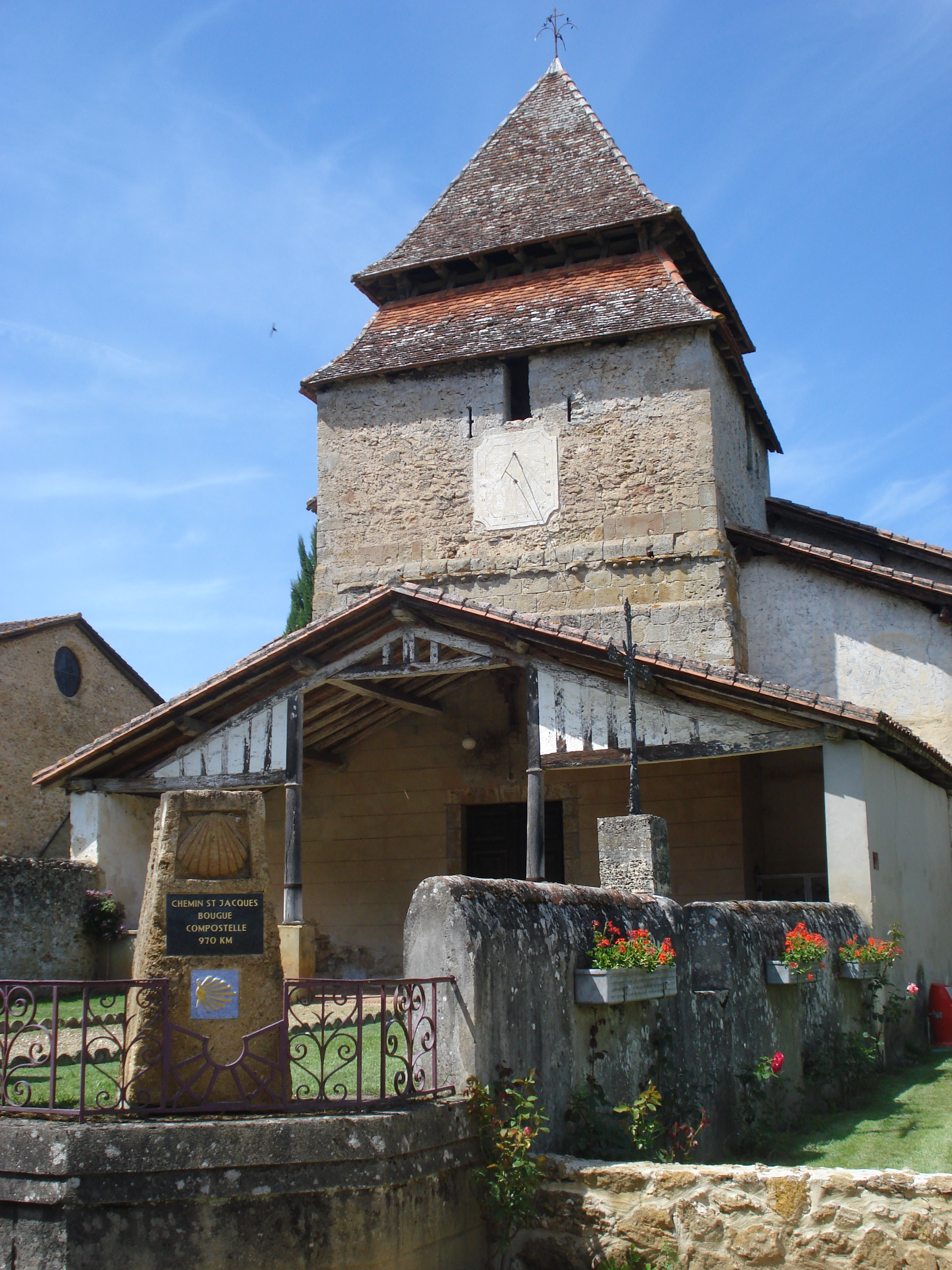
Biserica sfântul Candid din Bougue, Landes
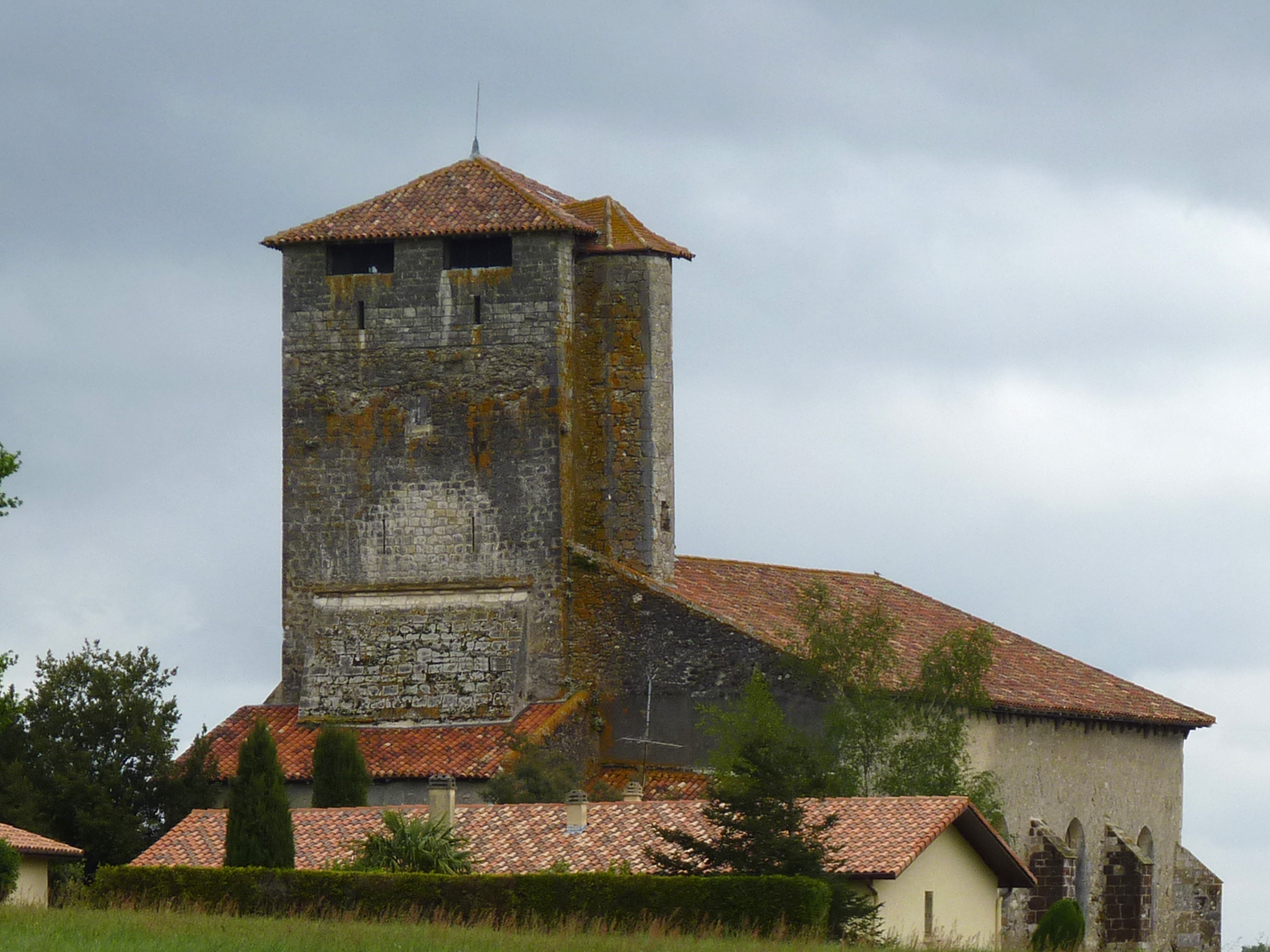
Biserica sfântul Petru din Brocas, Montaut, Landes
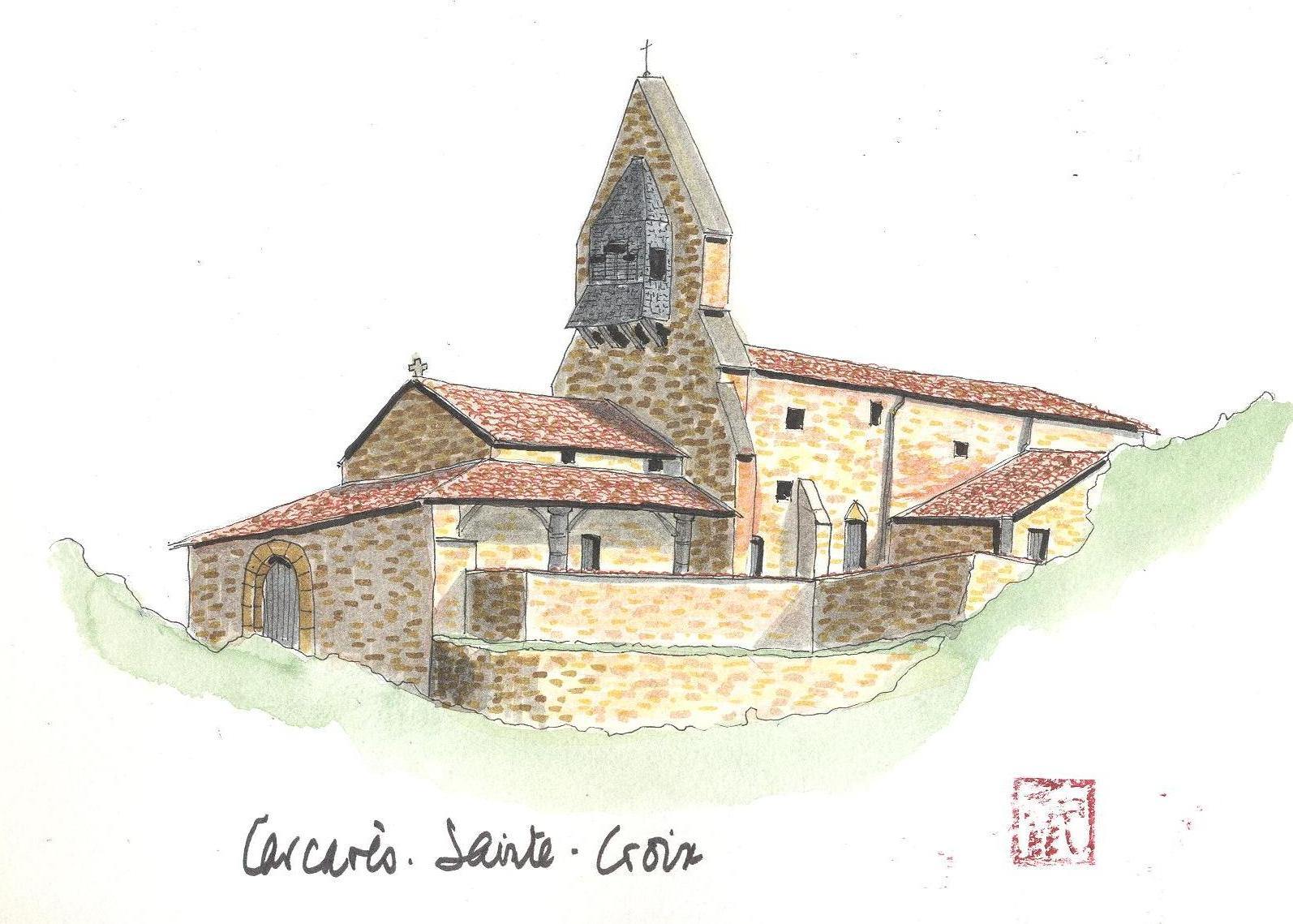
Biserica sfânta Cruce din Carcarès-Sainte-Croix, Landes
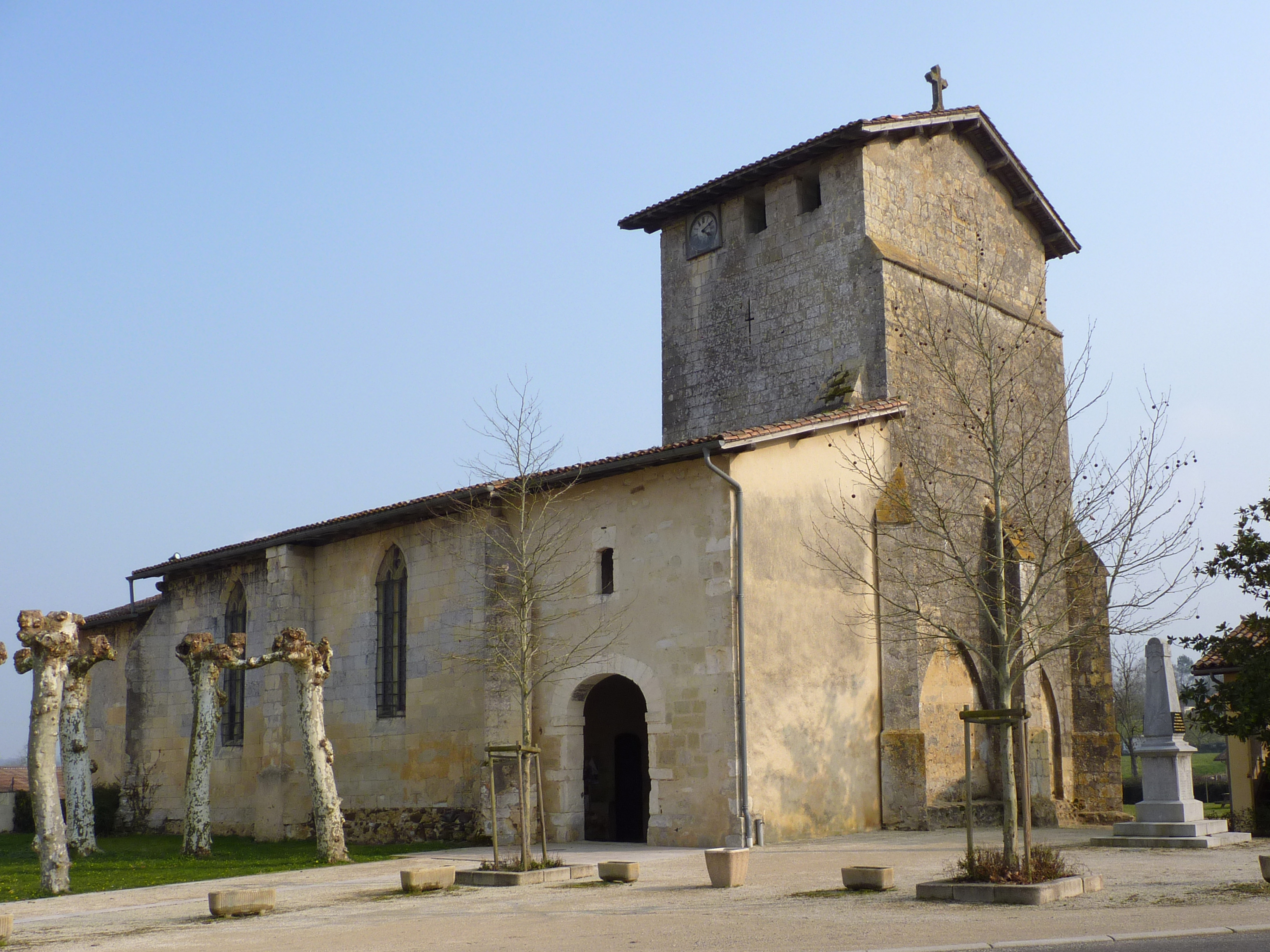
Biserica sfântul Martin din Caupenne, Landes
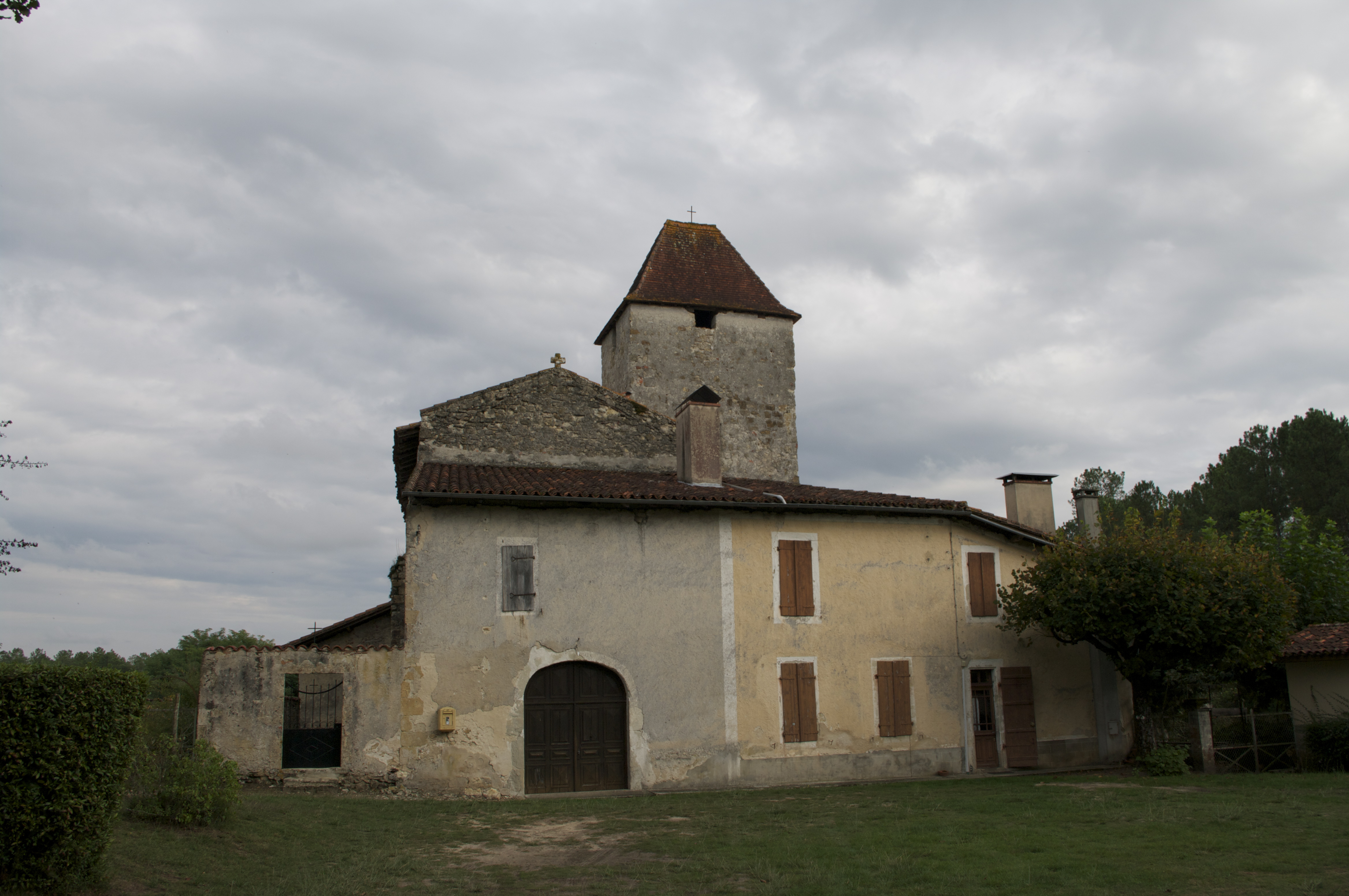
Biserica sfântul Sernin din Douzevielle, Saint-Justin, Landes
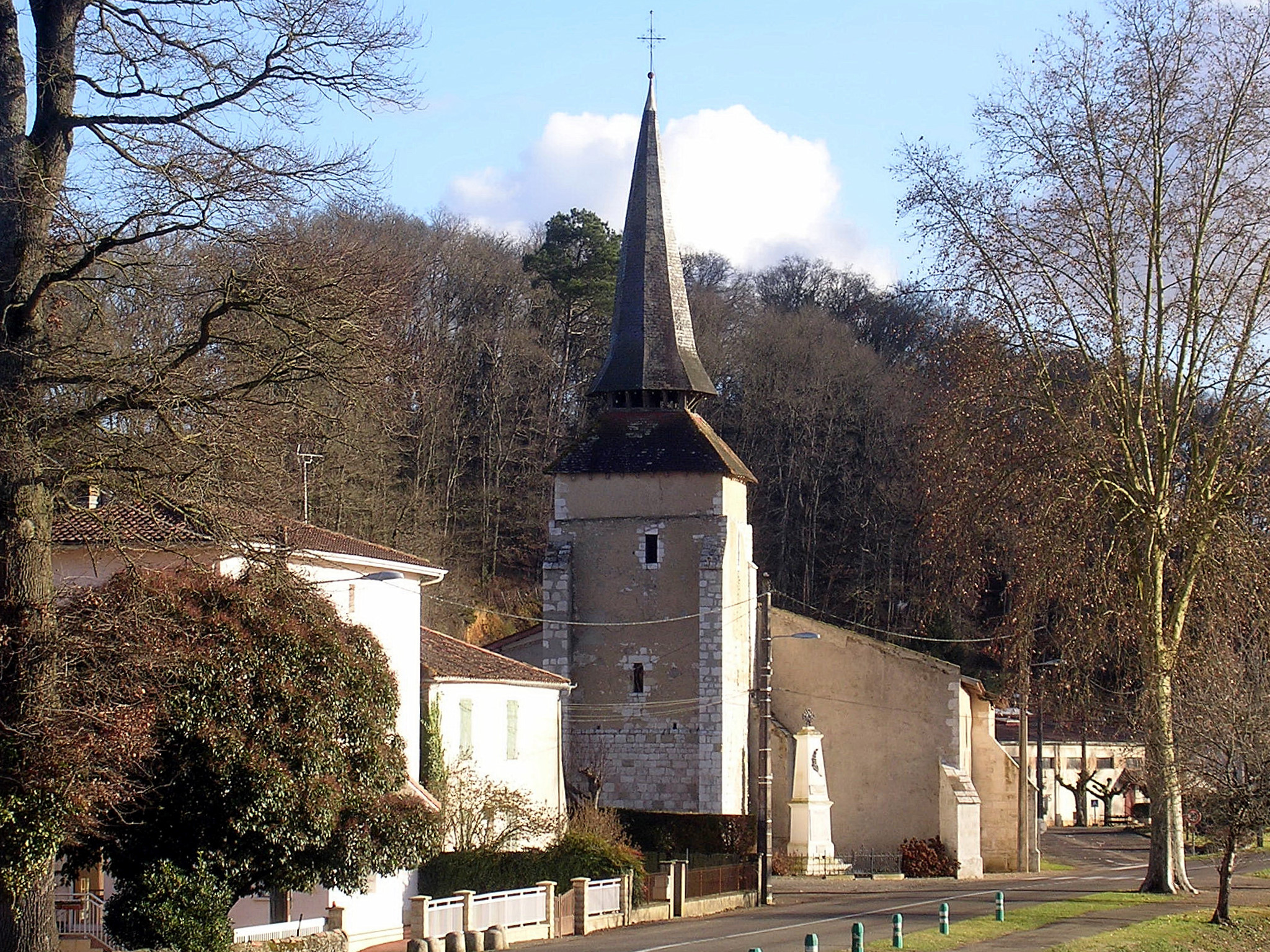
Biserica sfântul Bartolomeu din Eyres-Moncube, Landes
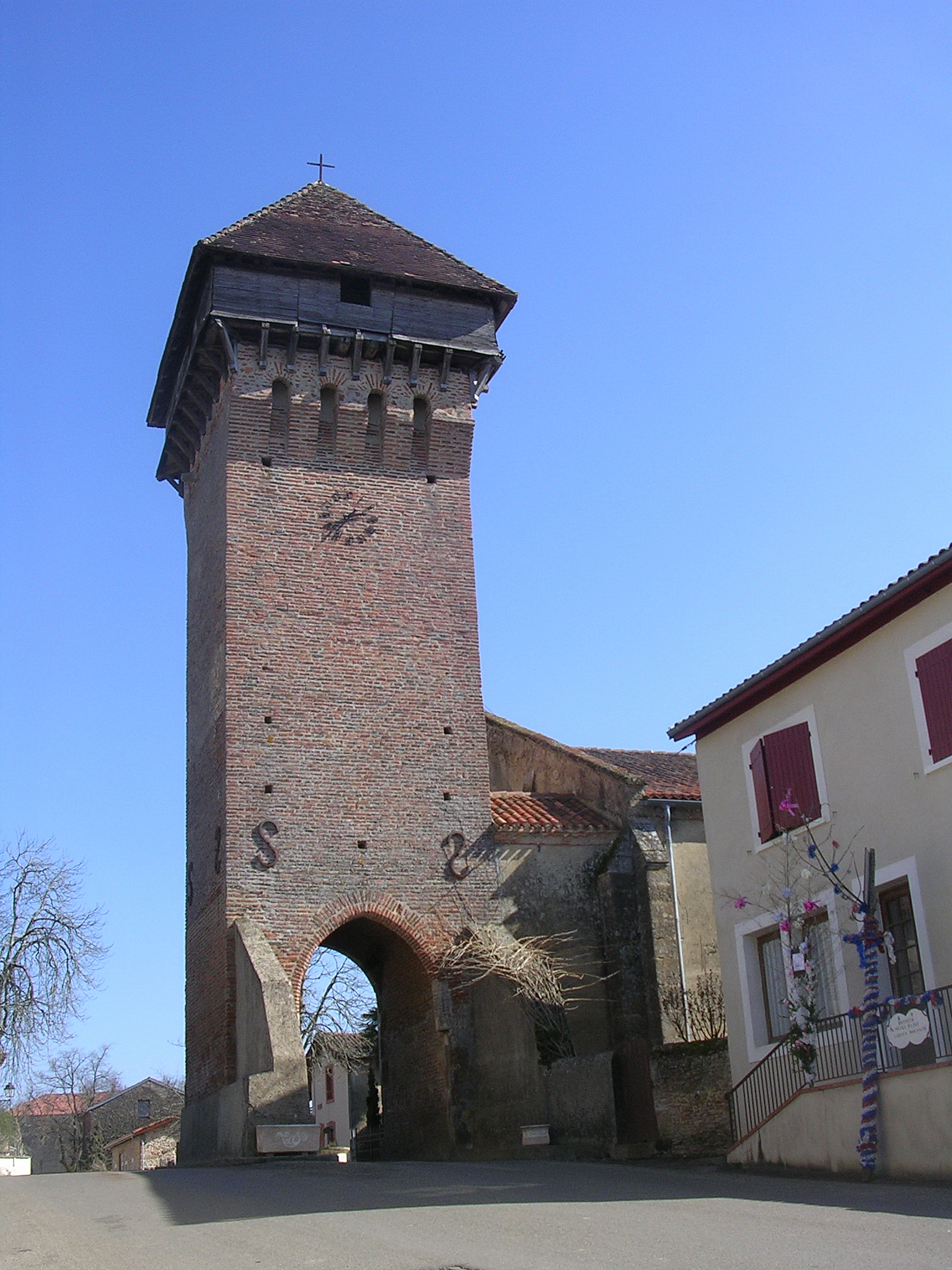
Biserica sfântul Martin din Hontanx, Landes
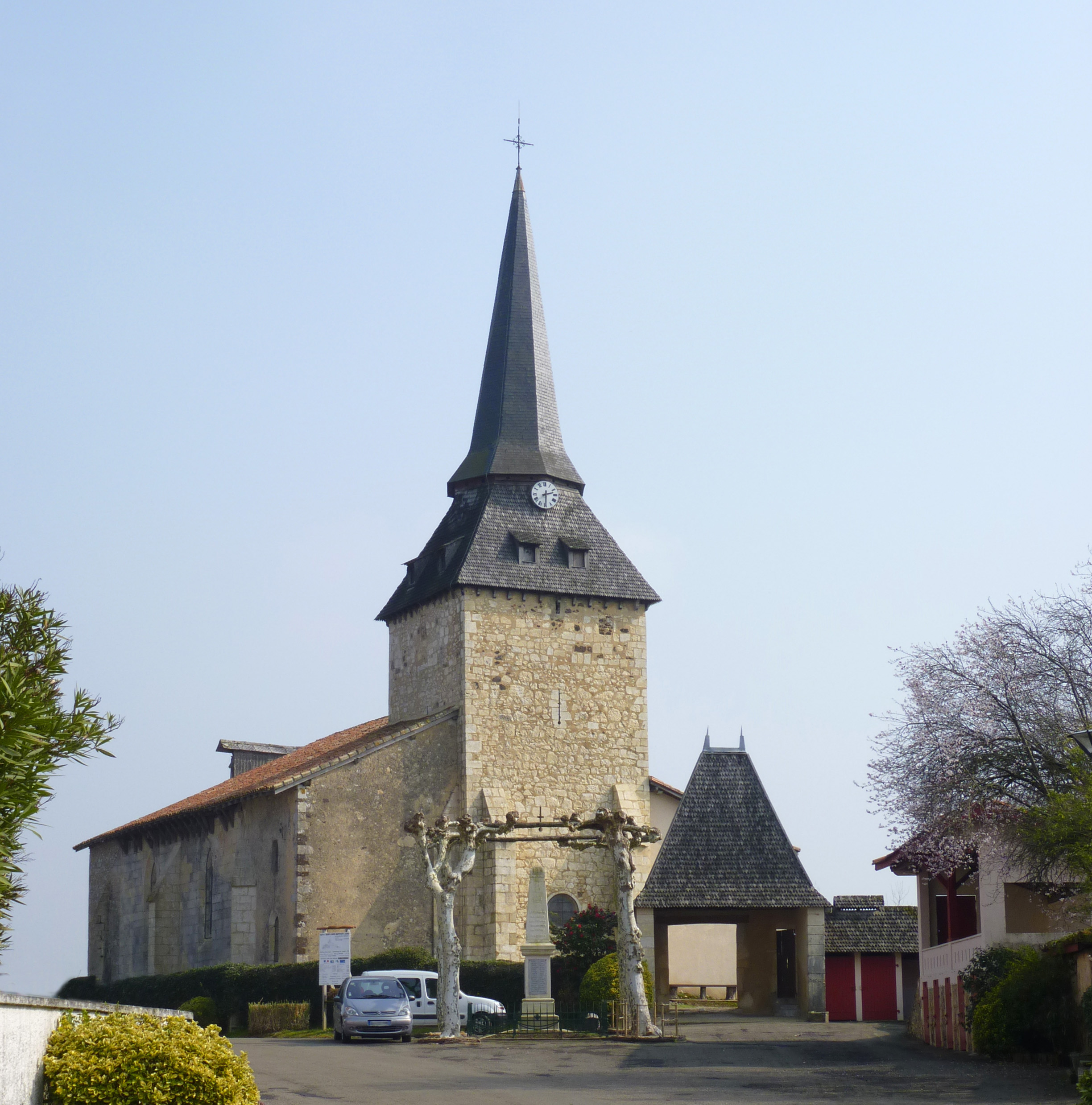
Biserica sfântul Ion Botezător din Larbey, Landes
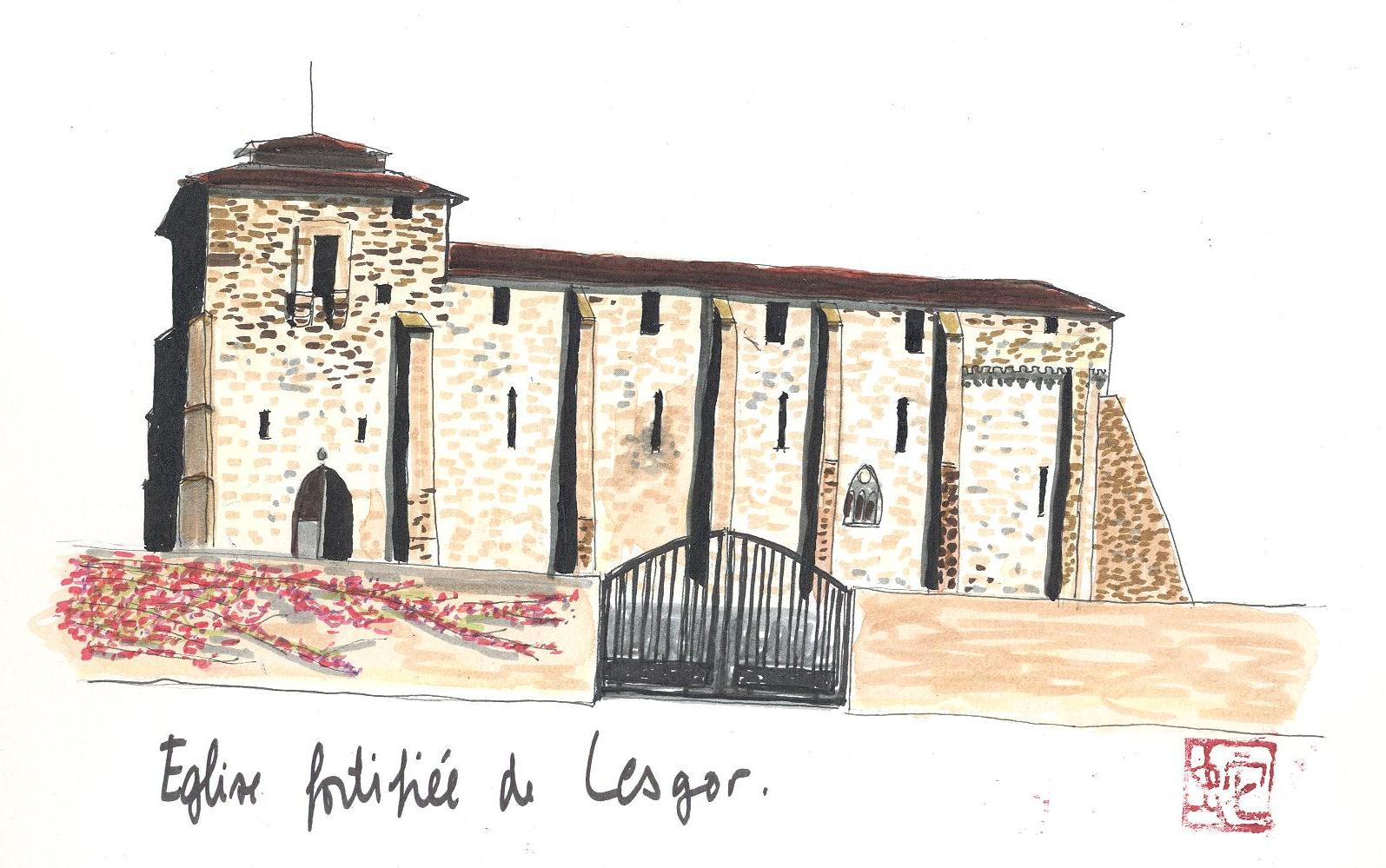
Biserica sfântul Petru din Lesgor, Landes
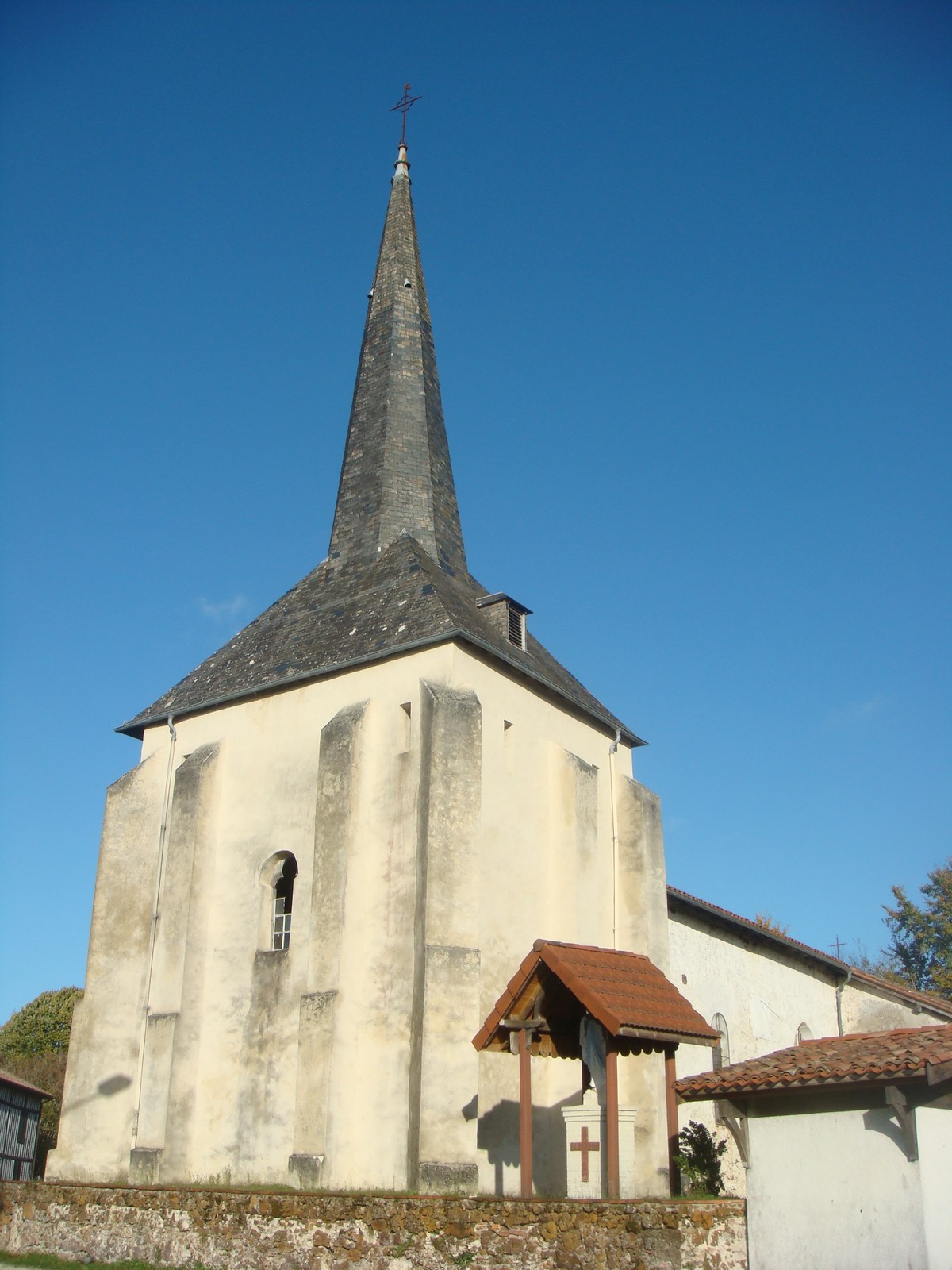
Biserica sfântul Martin din Lévignacq, Landes
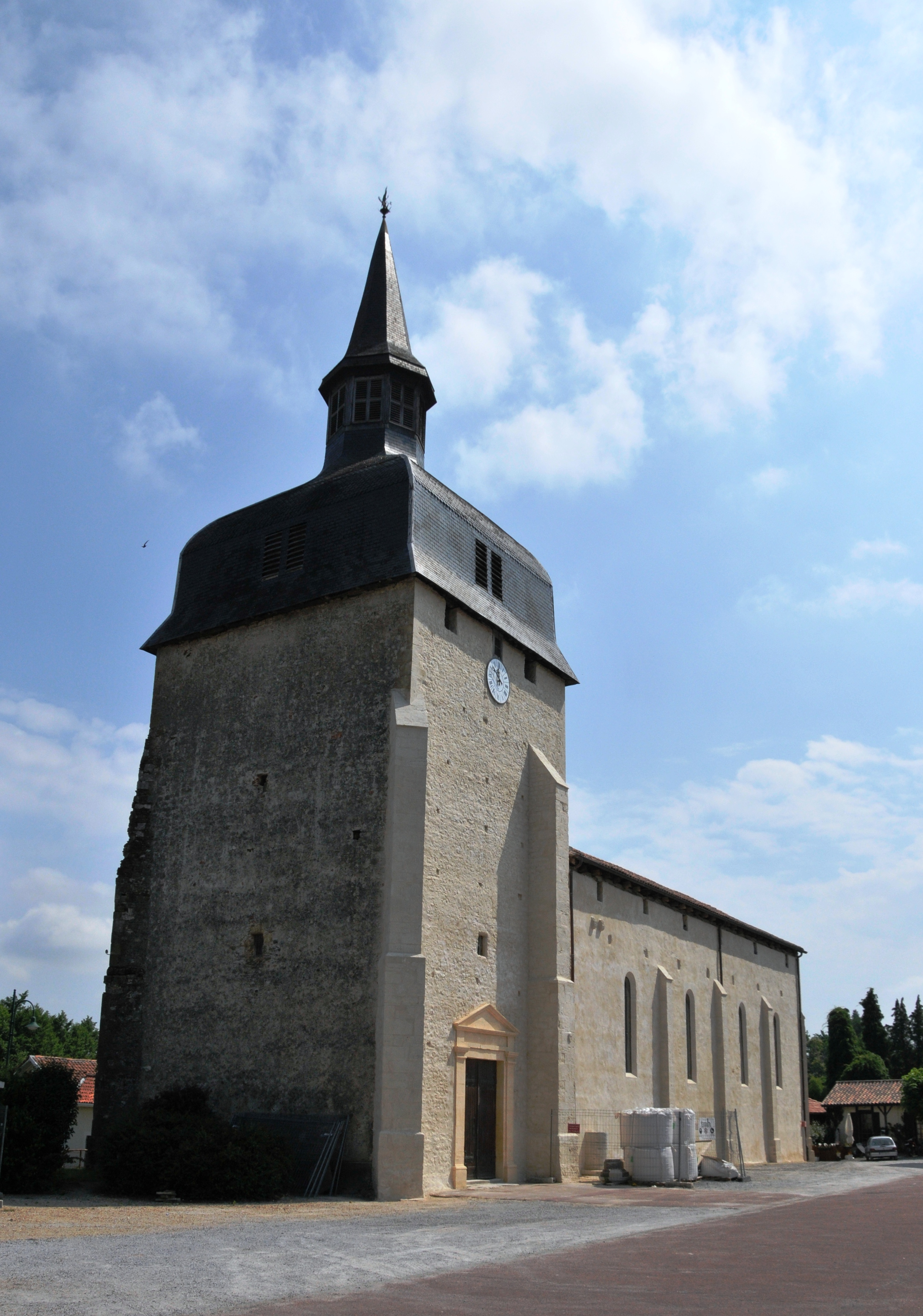
Biserica sfânta Fecioare din Magescq, Landes
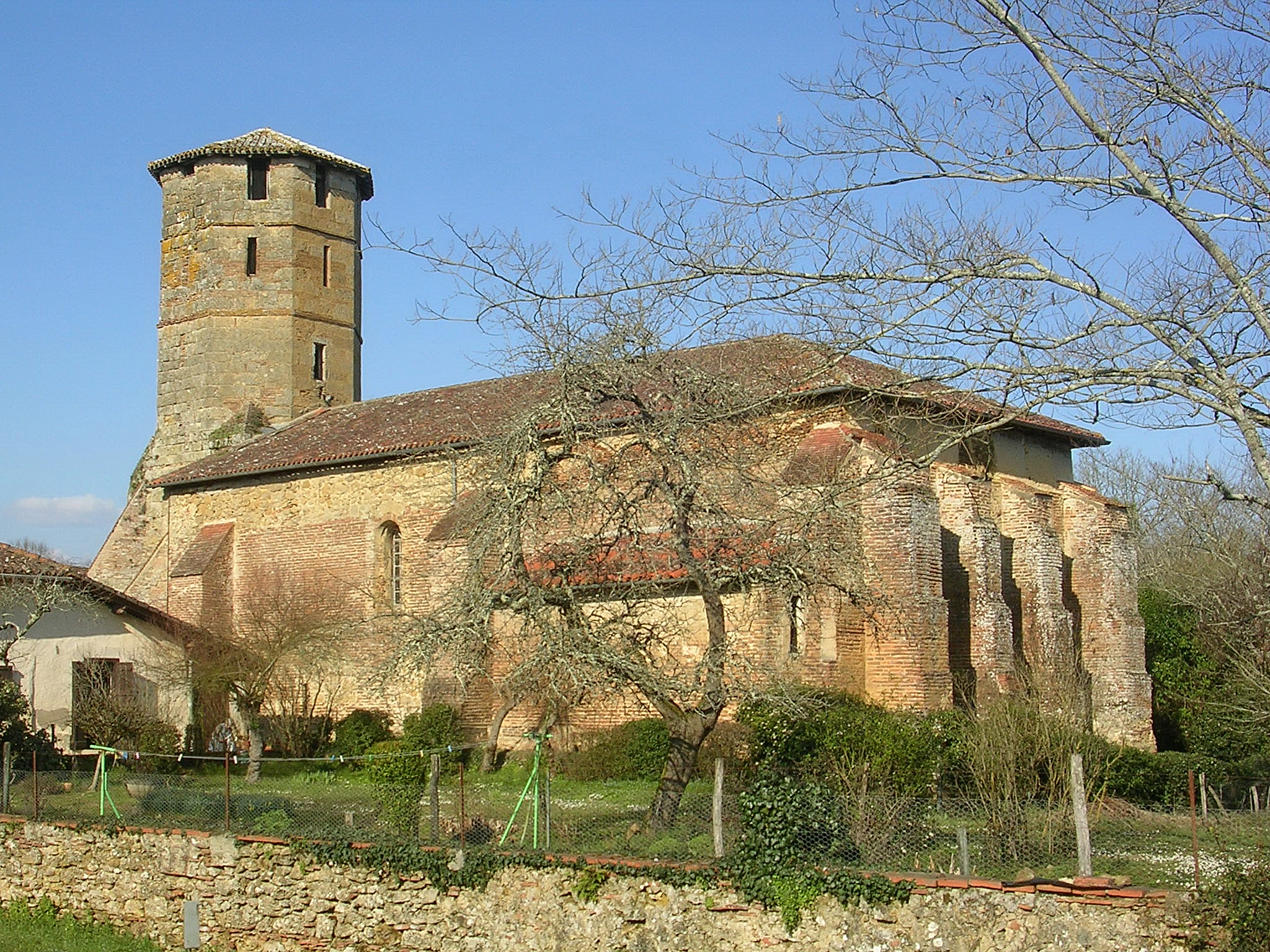
Biserica sfântul Laurențiu din Montégut, Landes
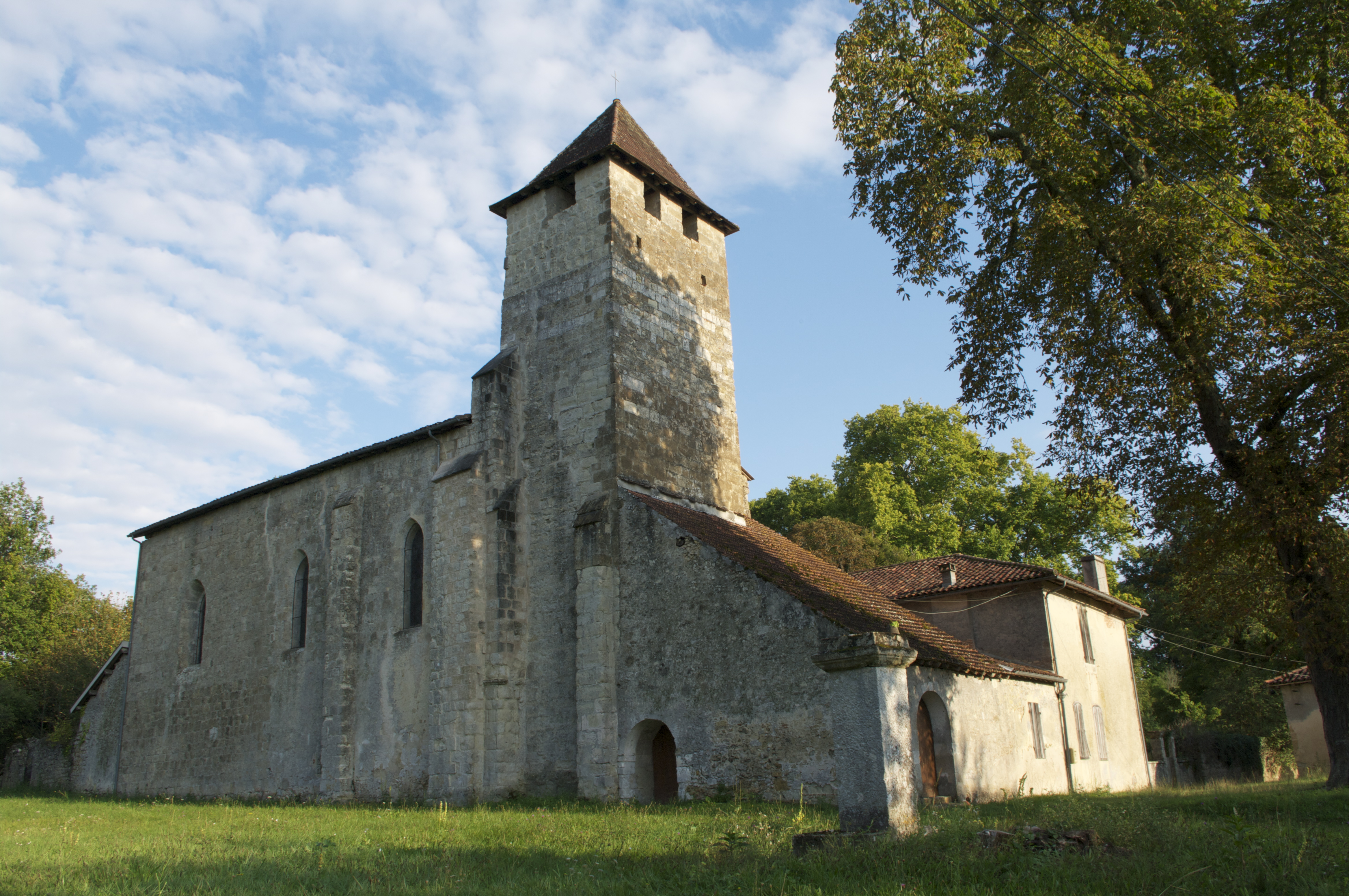
Biserica sfântul Martin din Noët, Saint-Justin, Landes
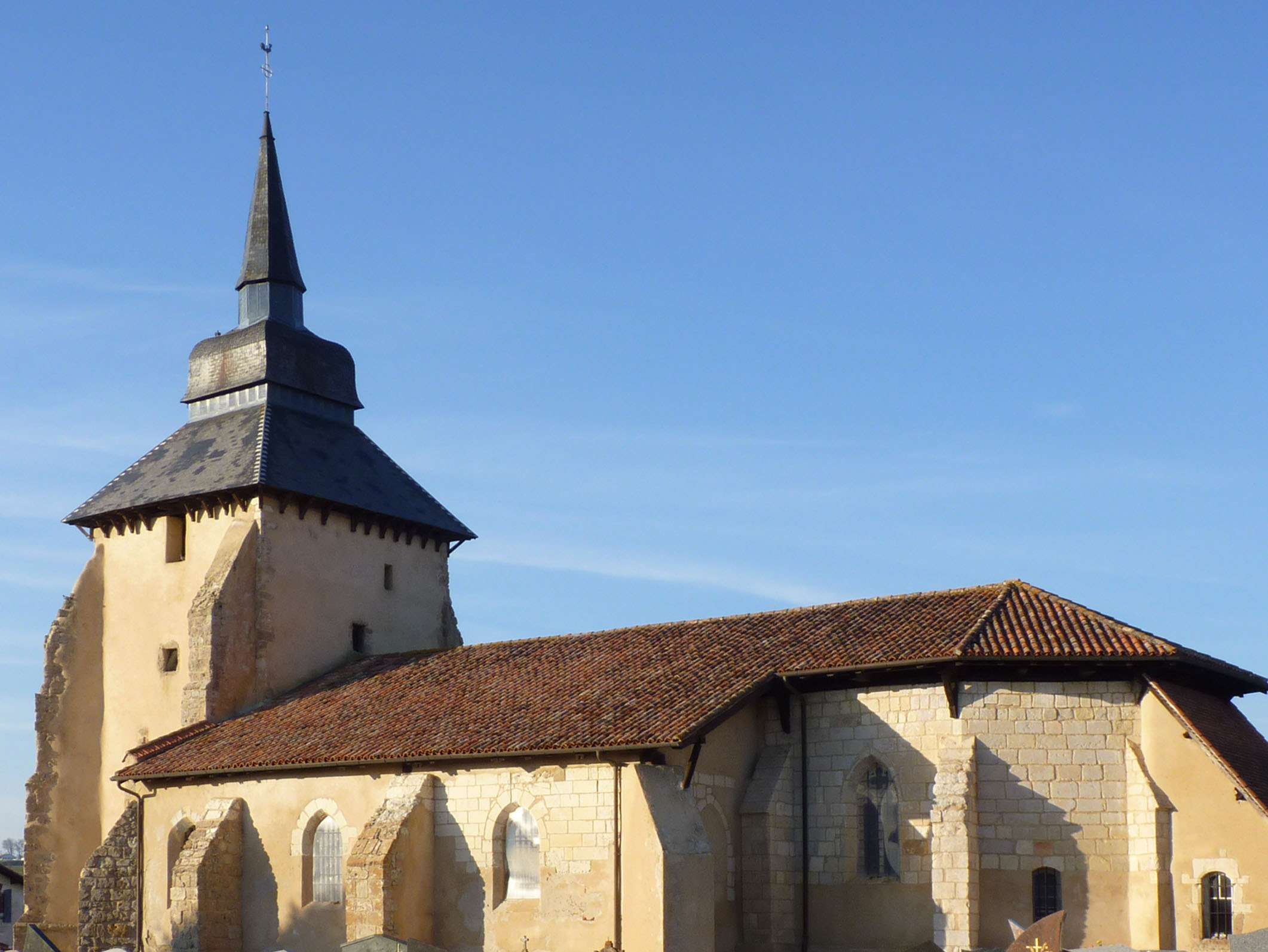
Biserica sfântul Bartolomeu din Poyartin, Landes
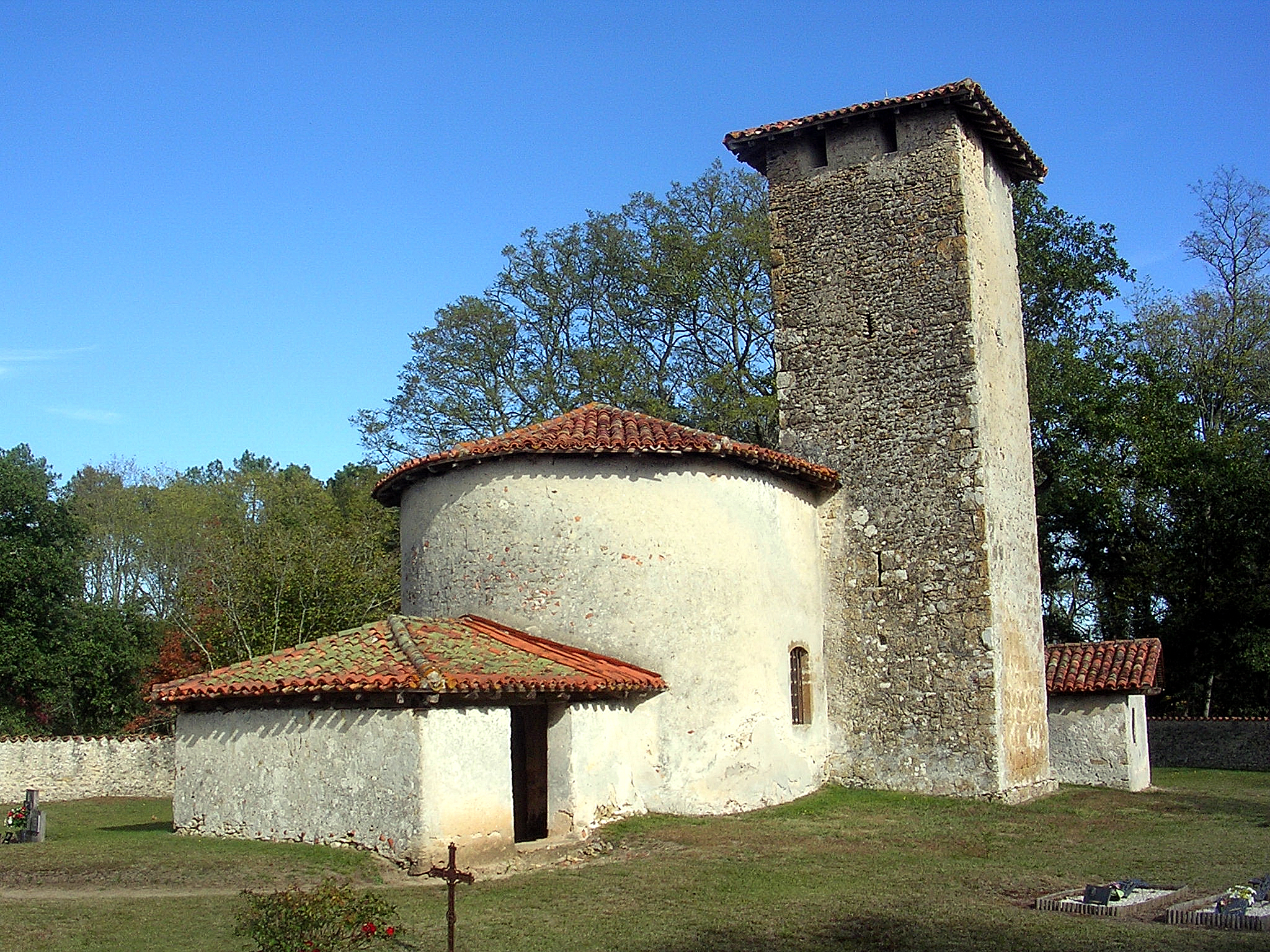
Biserica sfântul Mihai din Réaut, Canenx-et-Réaut, Landes
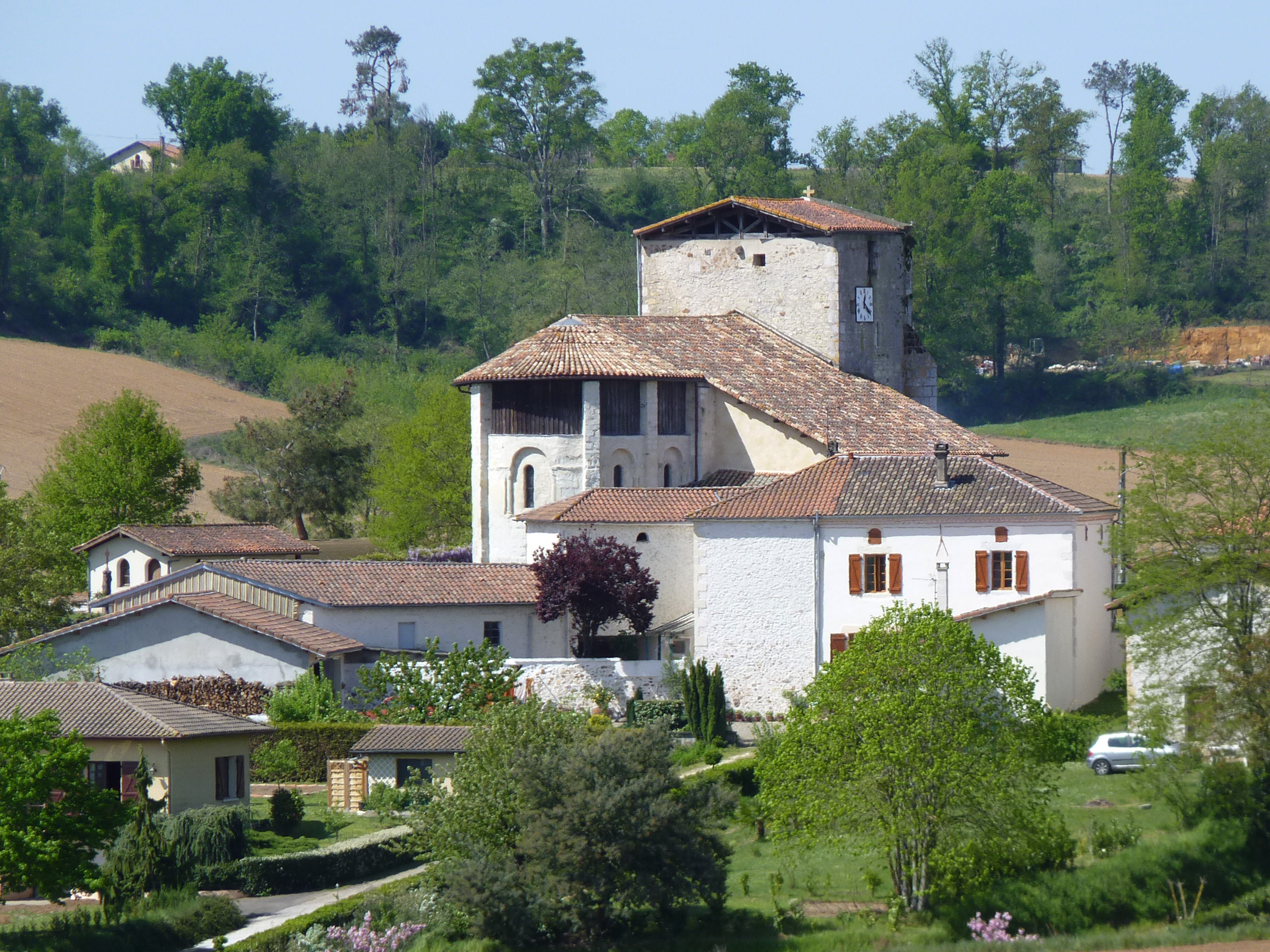
Biserica sfântul Aubin din Saint-Aubin, Landes
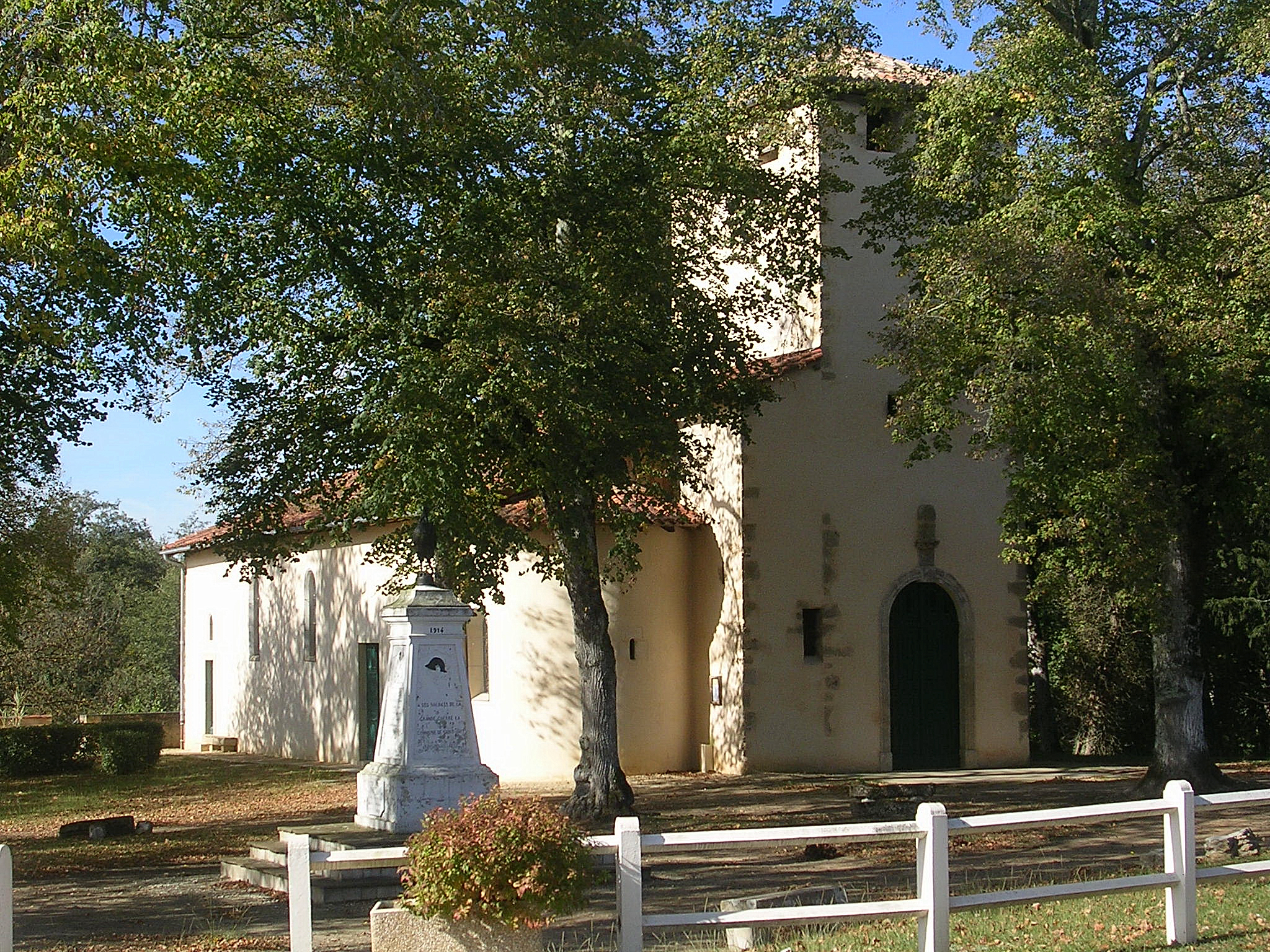
Biserica sfântul Avit din Saint-Avit, Landes
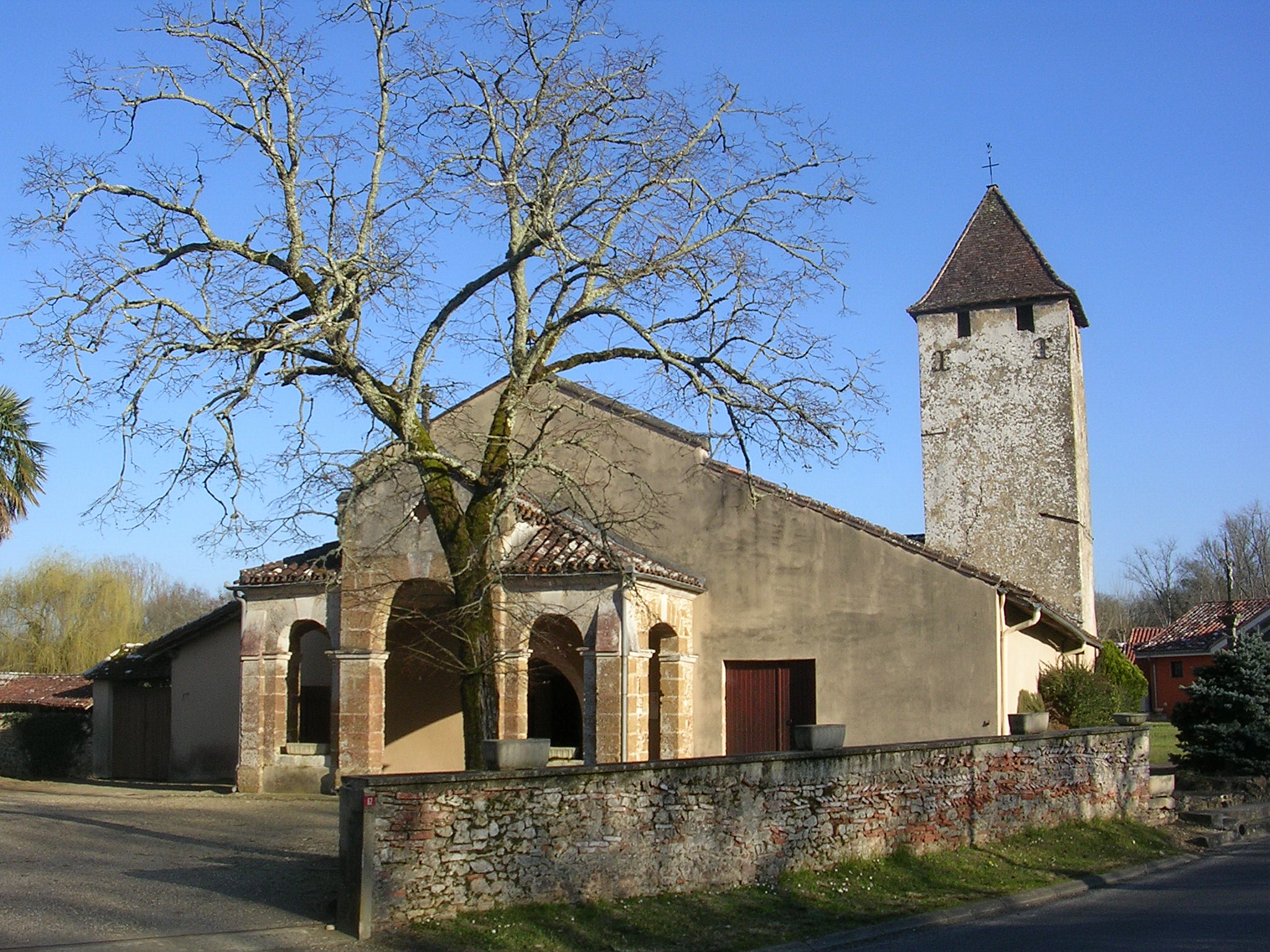
Biserica sfântul Cyr din Saint-Cricq-Villeneuve, Landes
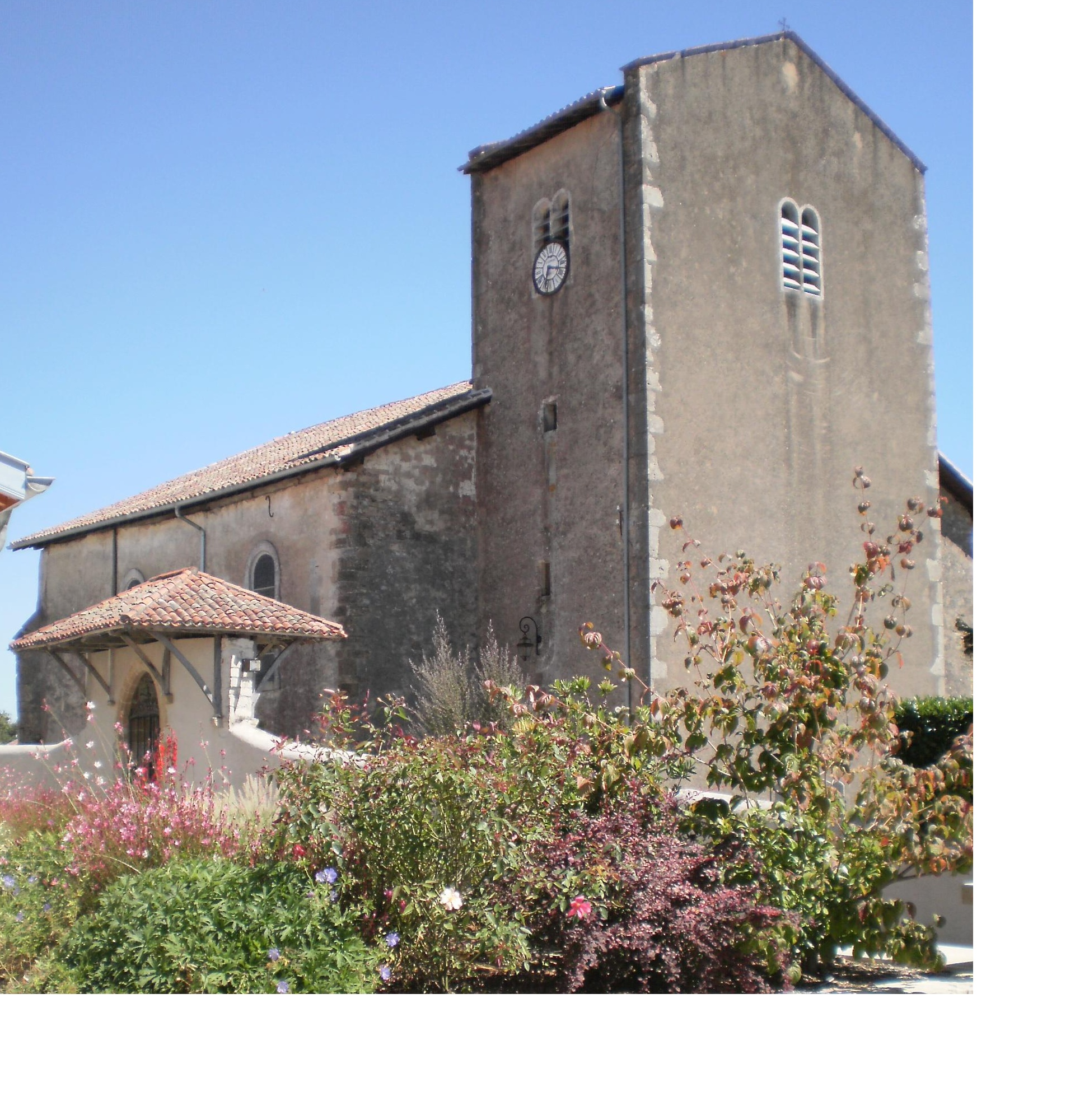
Biserica sfântul Ștefan din Saint-Étienne-d'Orthe, Landes
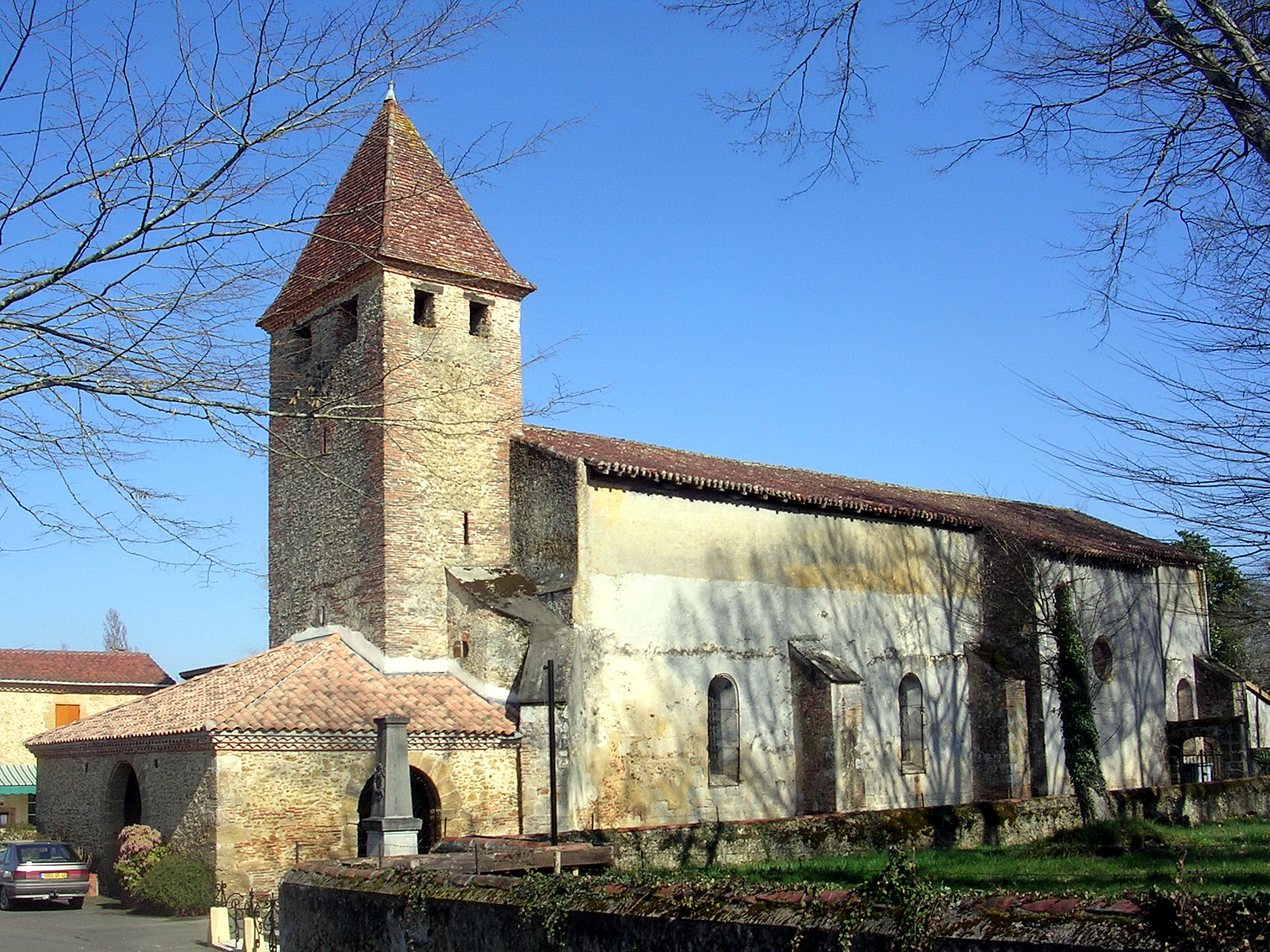
Biserica sfinții Petru și Gein din Saint-Gein, Landes
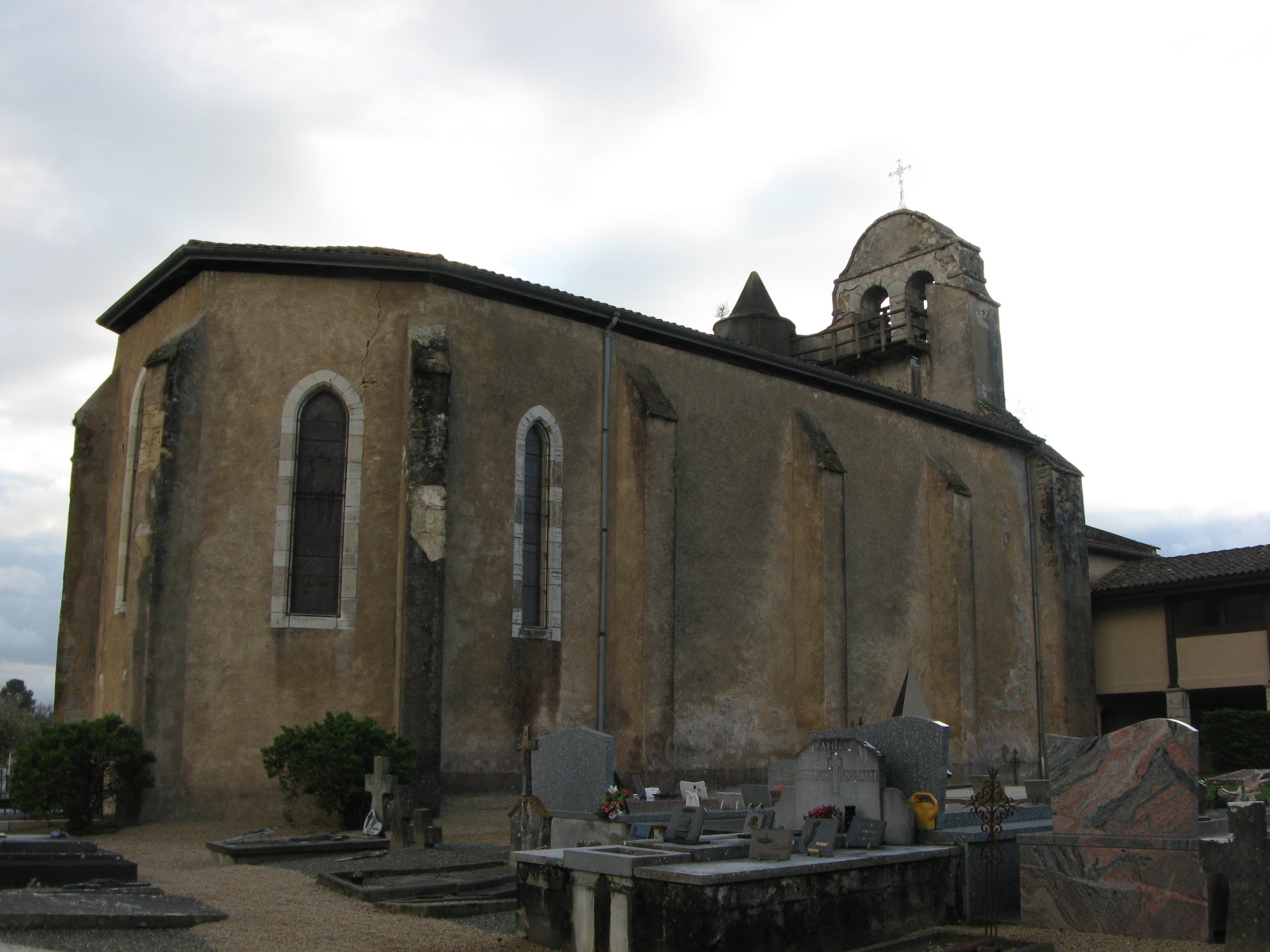
Biserica sfântul Laurențiu din Saint-Laurent-de-Gosse, Landes
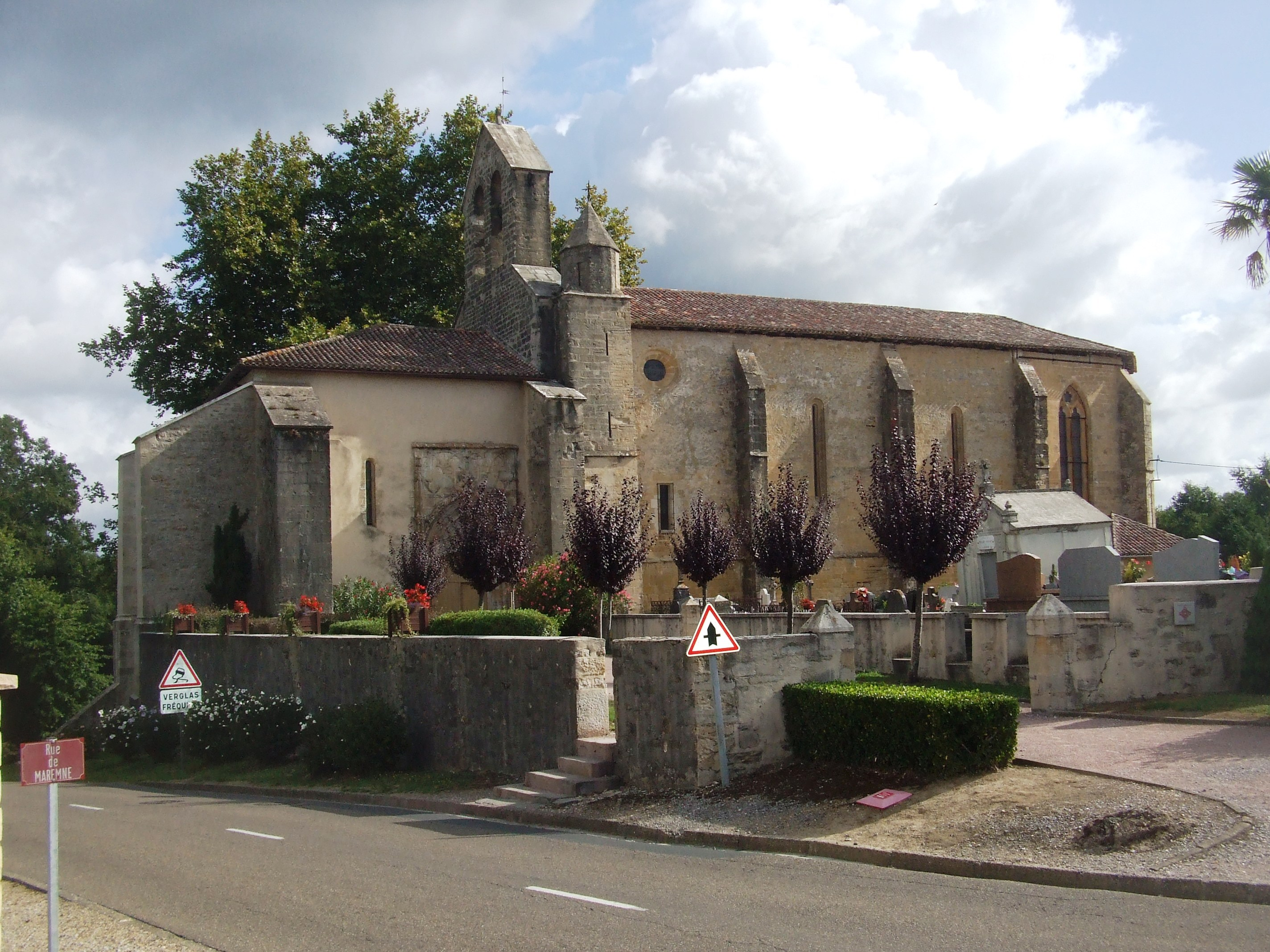
Biserica sfântul Martin din Saint-Martin-de-Hinx, Landes
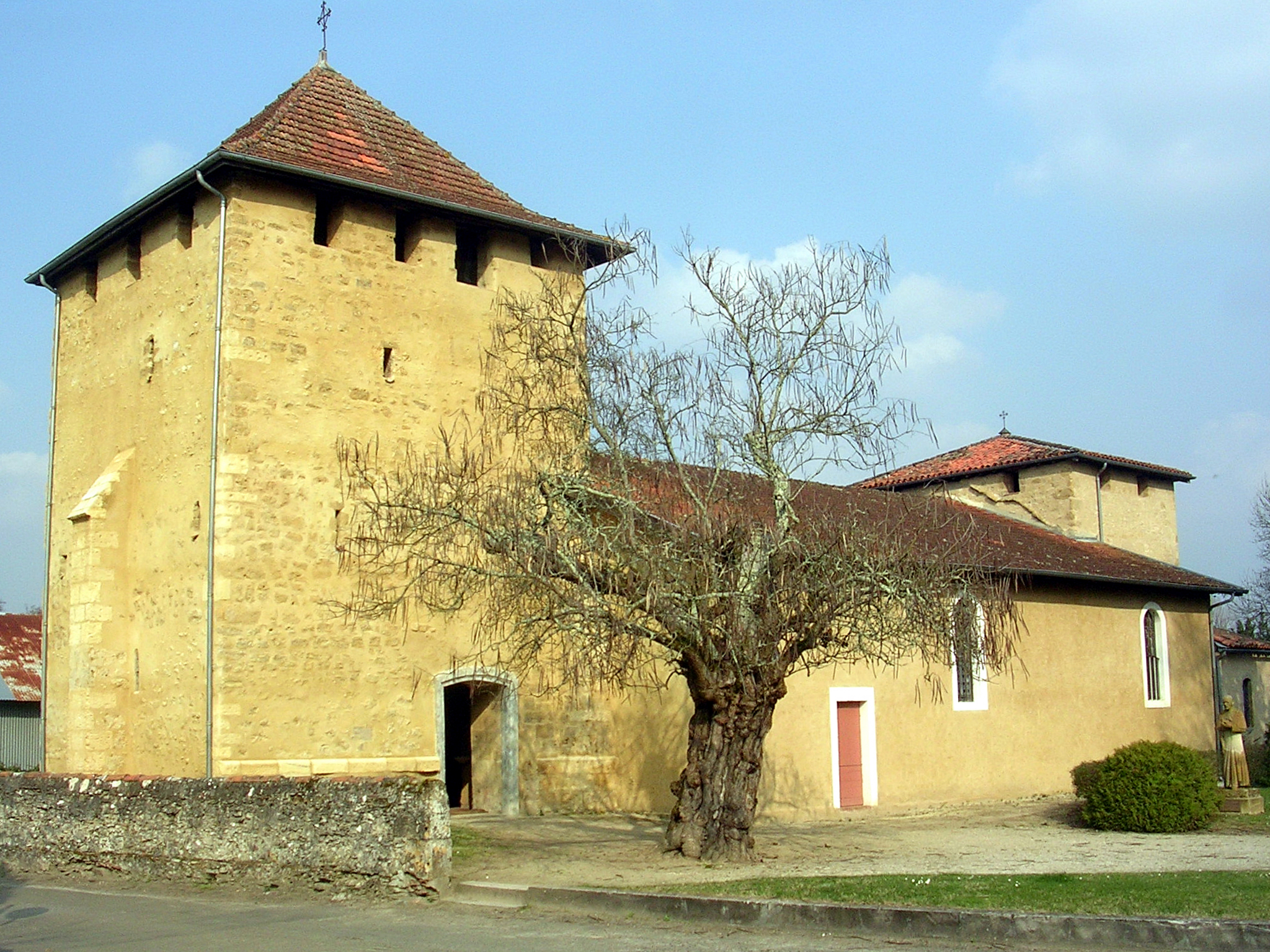
Biserica sfântul Martin din Saint-Martin-d'Oney, Landes
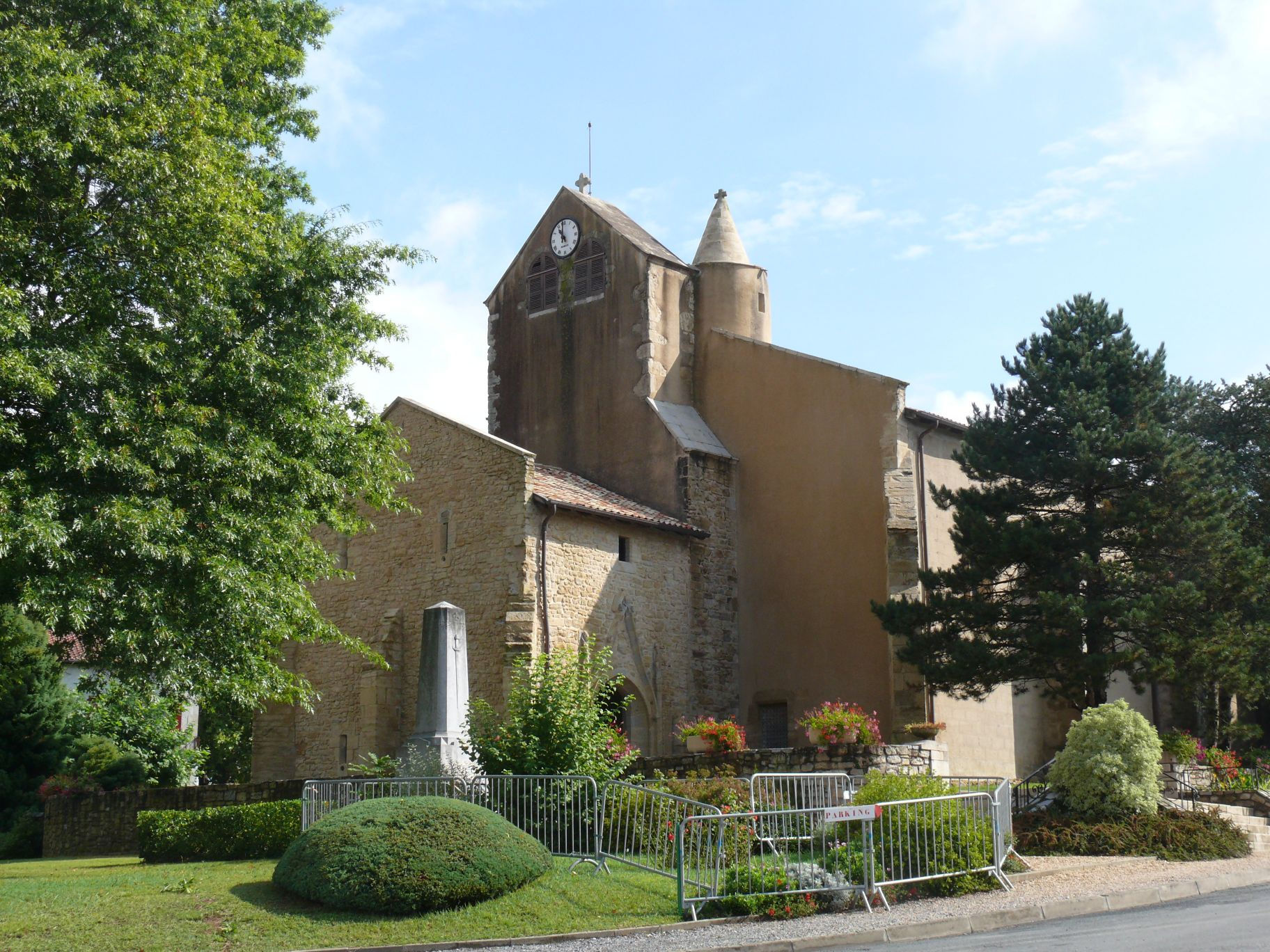
Biserica sfânta Maria din Sainte-Marie-de-Gosse, Landes
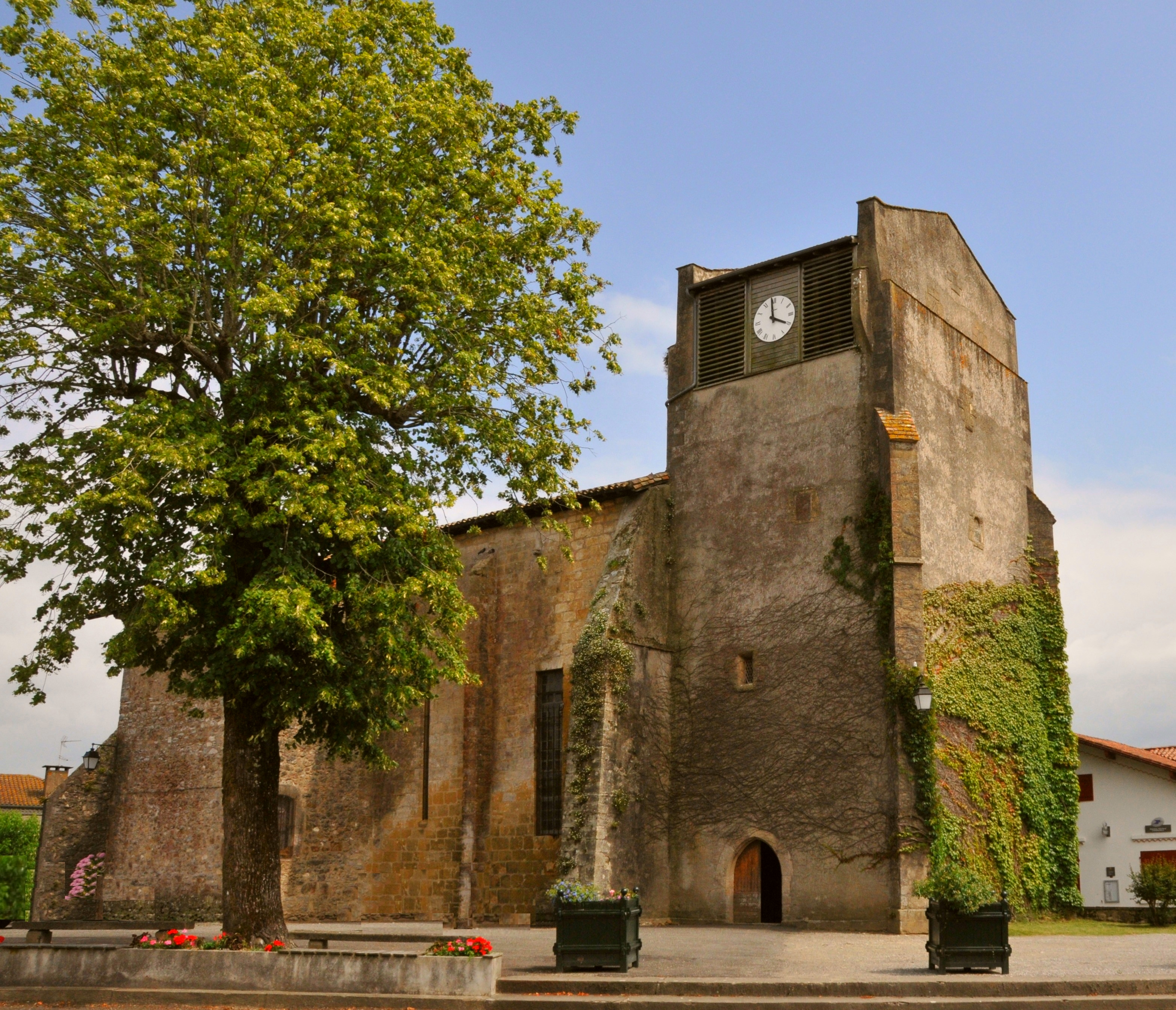
Biserica sfântul Ion Botezător din Saubusse, Landes
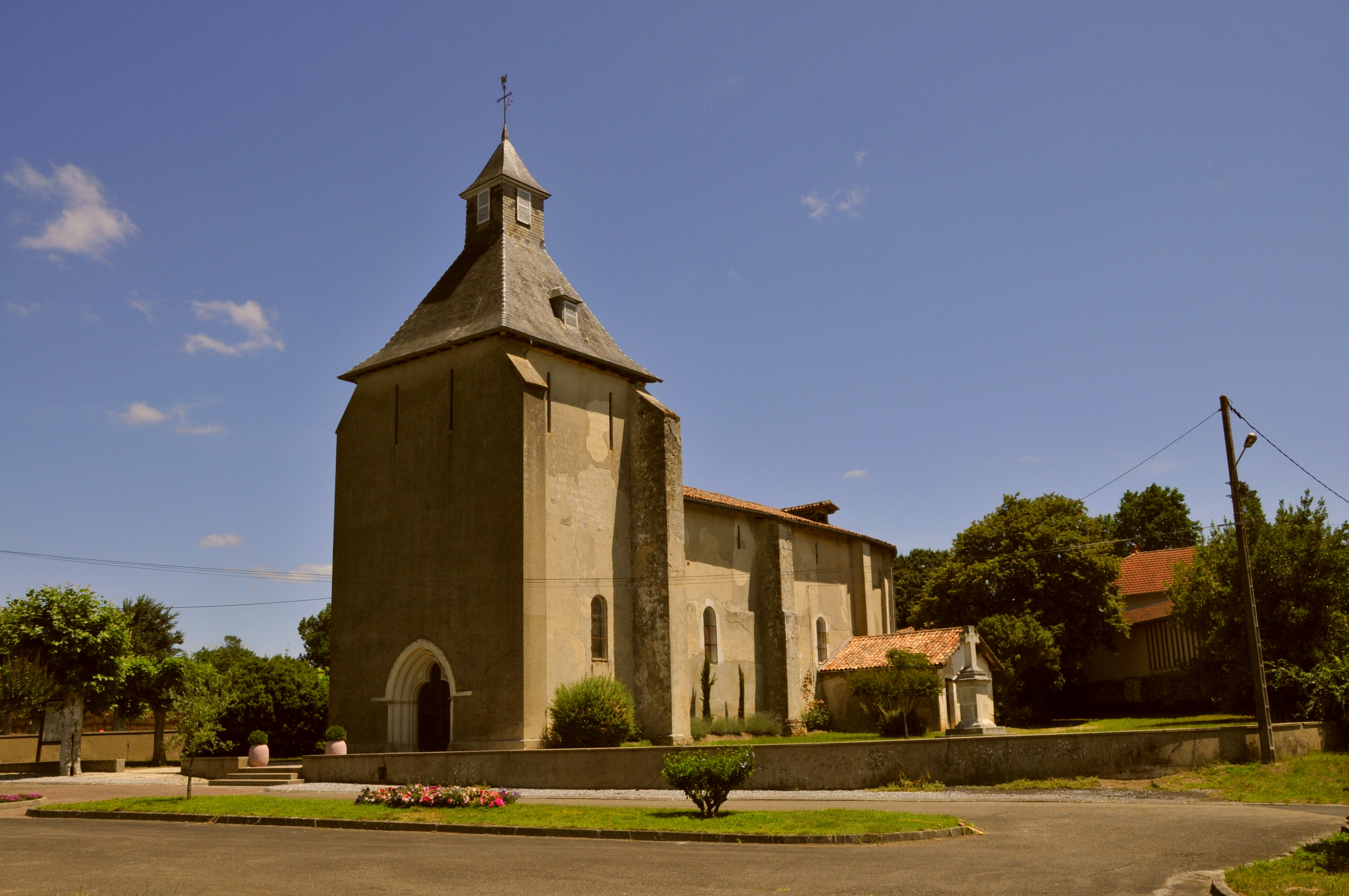
Biserica sfântul Bartolomeu din Taller, Landes
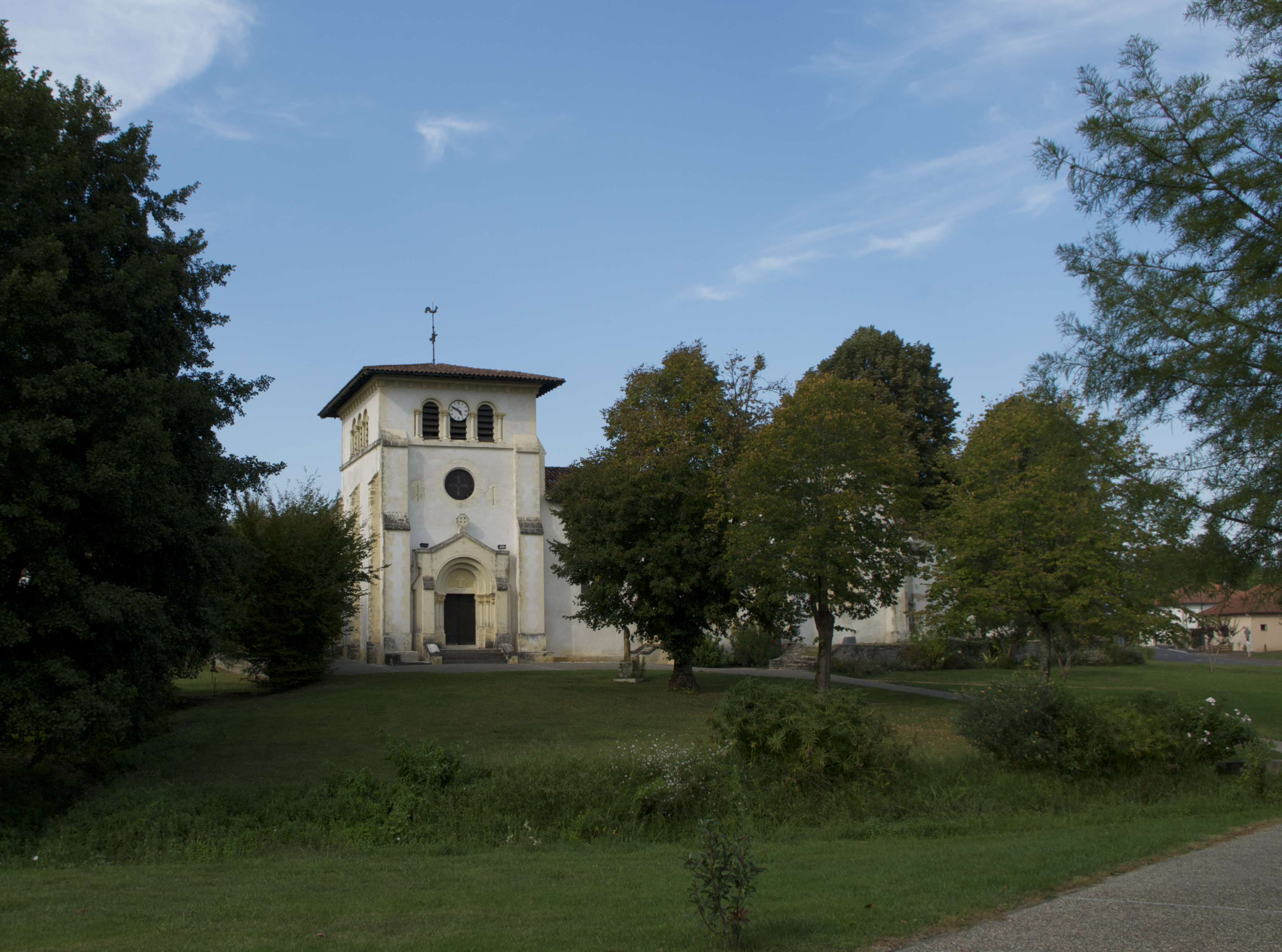
Biserica sfântul Sever din Tosse, Landes
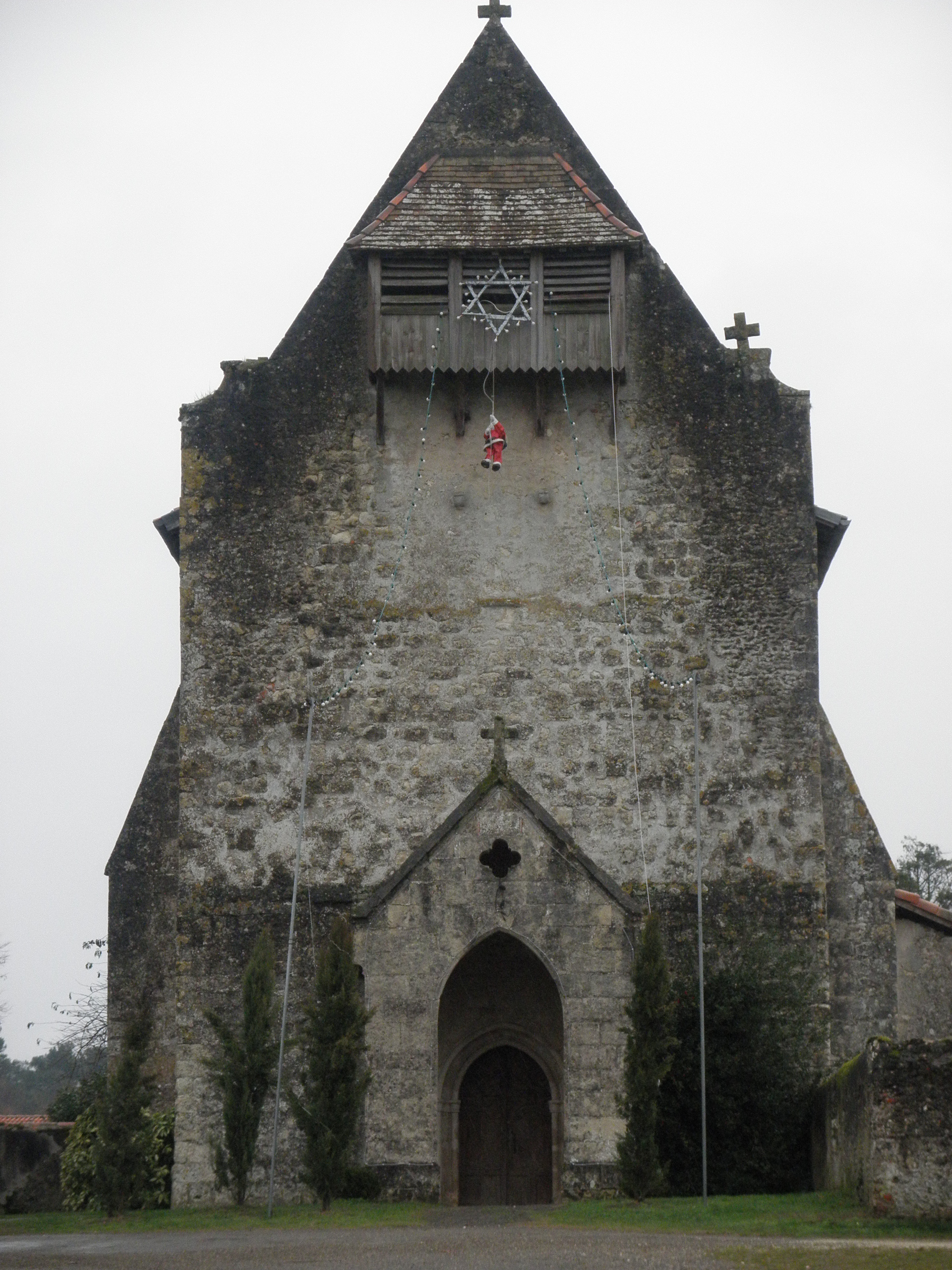
Biserica sfântul Ion Botezător din Vielle-Soubiran, Landes
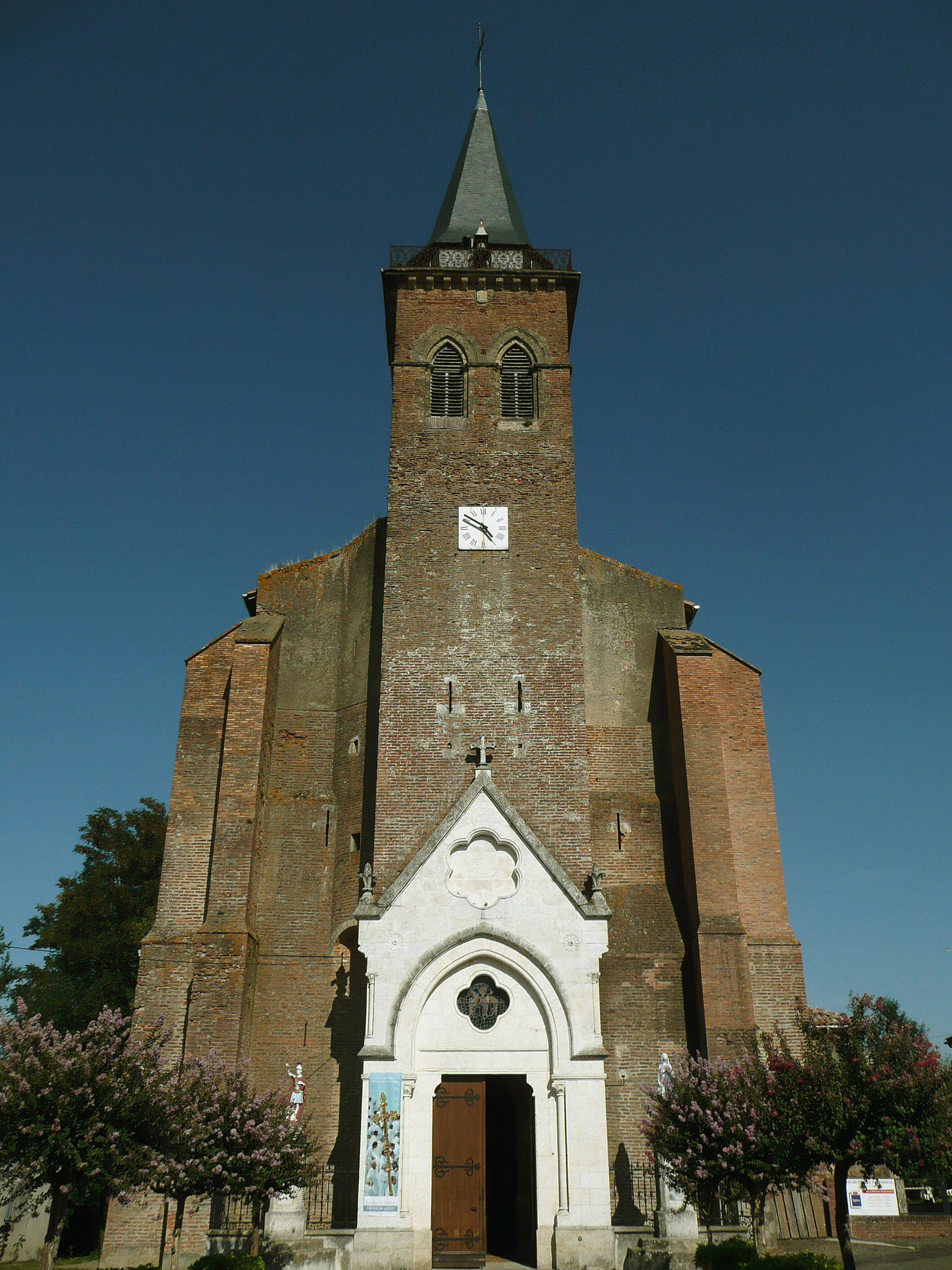
Biserica sfântul Hipolit din Villeneuve-de-Marsan, Landes

Departamentul Pyrénées-Atlantiques
- Andrein
- Caubin (Arthez-de-Béarn), capelă

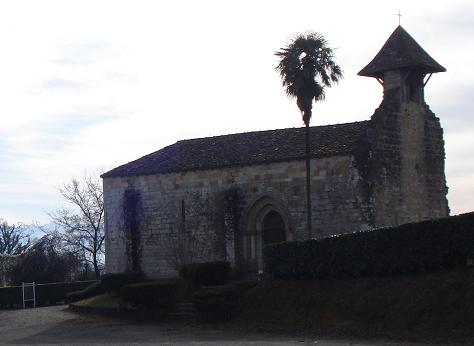
Capela din Caubin, Arthez-de-Béarn, Pyrénées-Atlantiques

### Bretagne

Bretania în Franța

Sînt repertoriate bisericile departamentelor următoare:
- Côtes-d'Armor

Departamentul Côtes-d'Armor
- Saint-Brieuc, Catedrală

Departamentul Côtes-d'Armor în Franța

- Lamballe, biserica colegială sfânta Fecioare

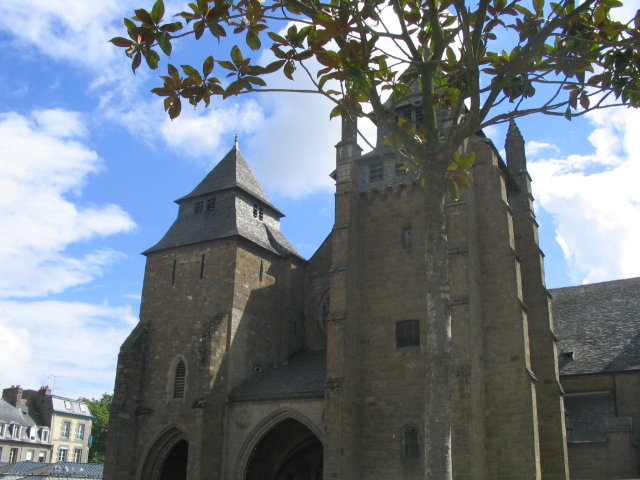
Catedrala sfântul Brieuc din Saint-Brieuc, Côtes-d'Armor
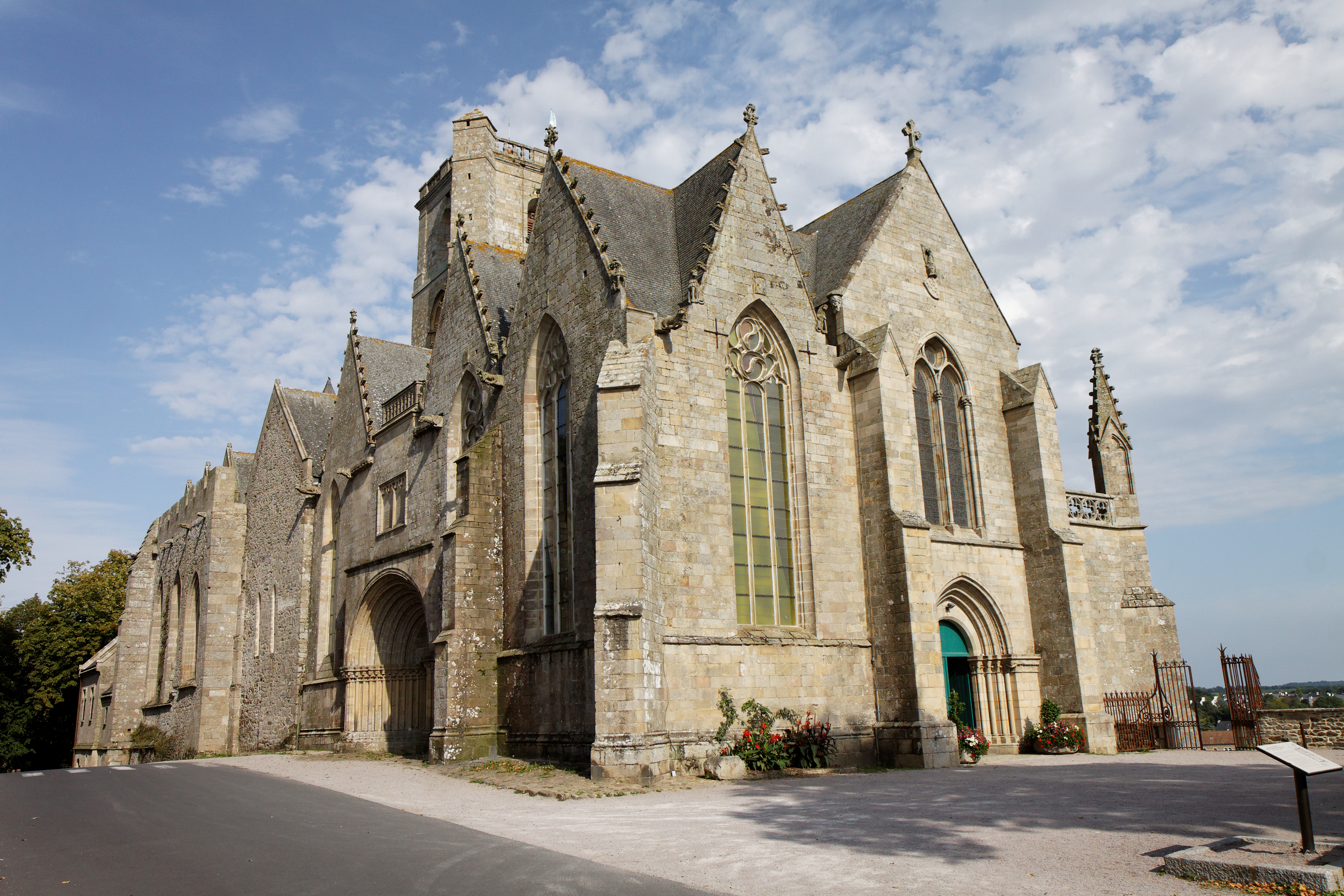
Biserica colegială sfânta Fecioare din Lamballe, Côtes-d'Armor

### Champagne-Ardenne

Champagne-Ardenne în Franța

Sînt repertoriate bisericile departamentelor următoare:
- Ardennes

Departamentul Ardennes

Departamentul Ardennes în Franța

După Wikipedia franceză, pare ca următoarele biserici sînt sau au fost biserici fortificate:
- Autruche
- Brieulles-sur-Bar
- Cheveuges
- Floing
- Saint-Juvin
- Monthermé: biserica sfântul Léger
- Nouvion-sur-Meuse
- Tannay: biserica sfântul Martin
- Vendresse: biserica sfântul Martin
- Verpel: biserica sfântul Laurențiu
- Vivier-au-Court: biserica sfântul Eligiu

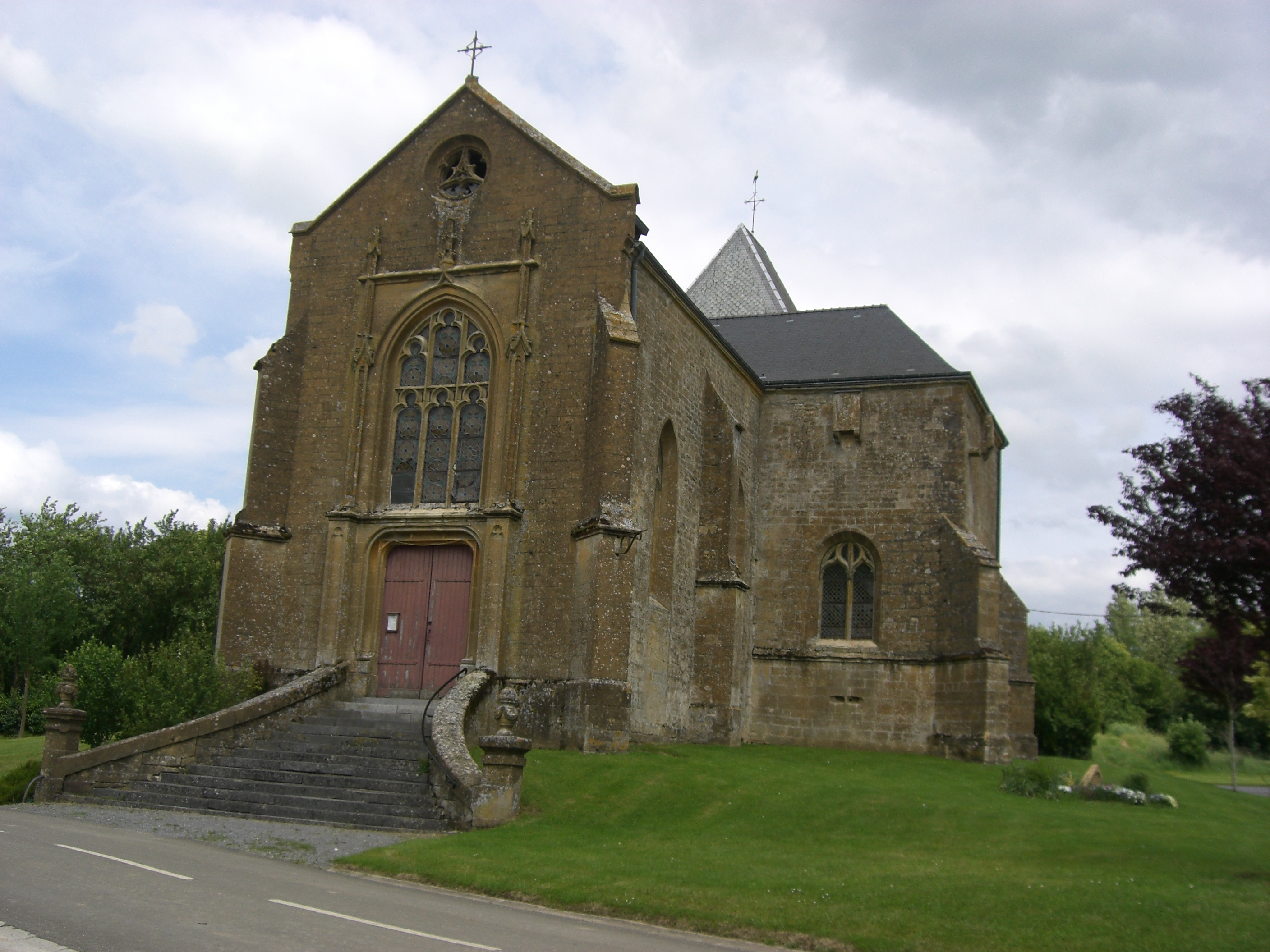
Biserica din Autruche, Ardennes
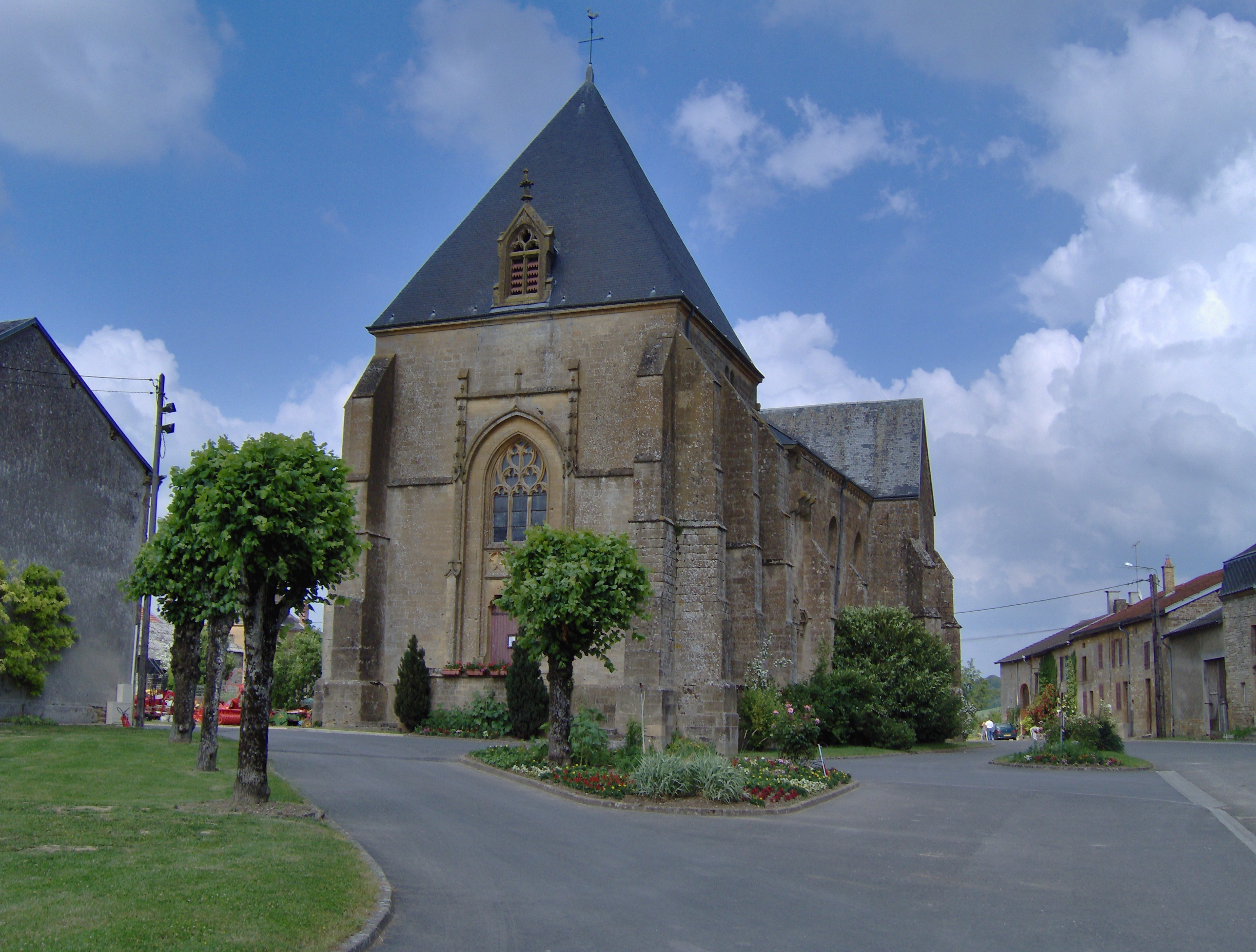
Biserica din Brieulles-sur-Bar, Ardennes
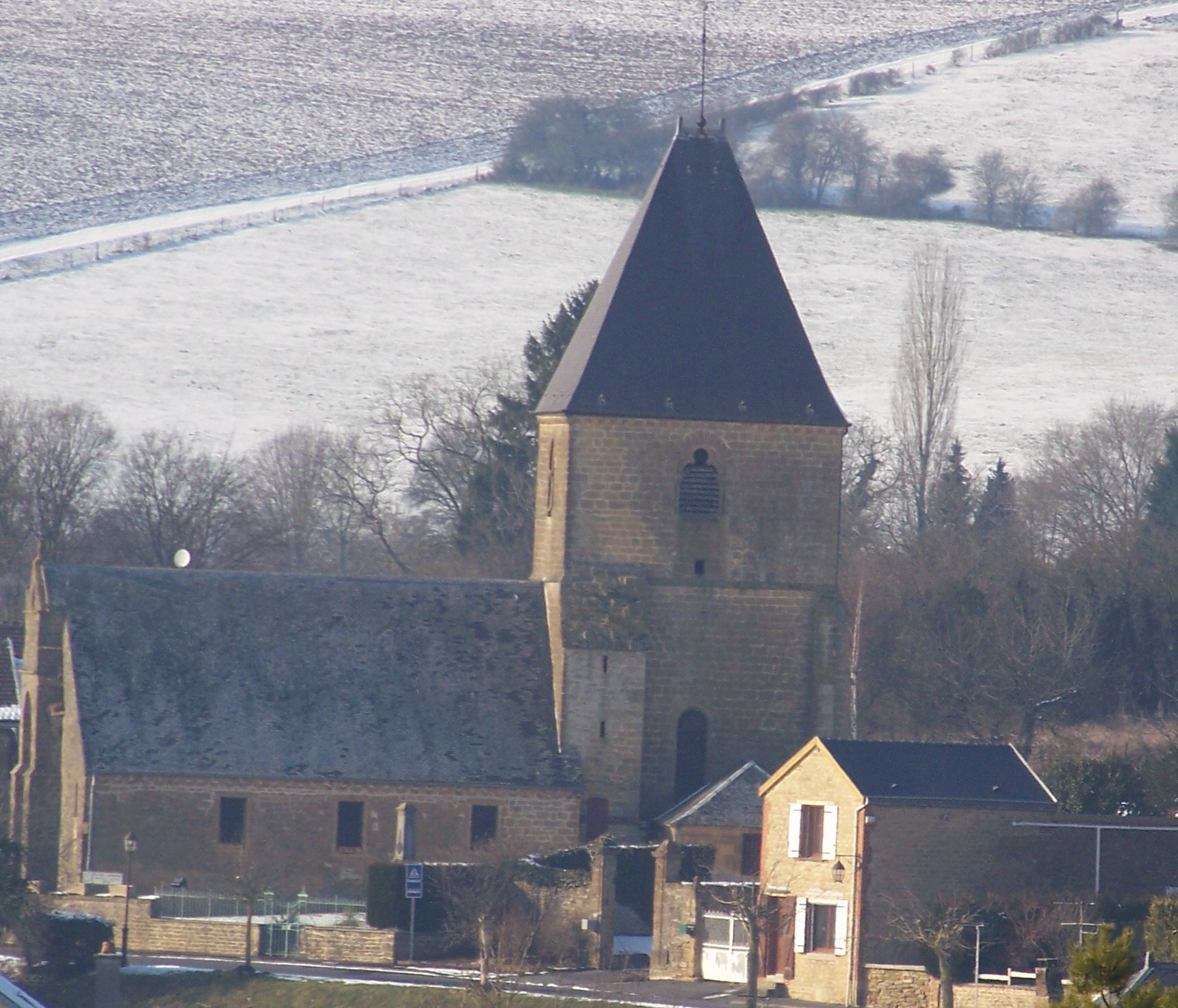
Biserica din Cheveuges, Ardennes
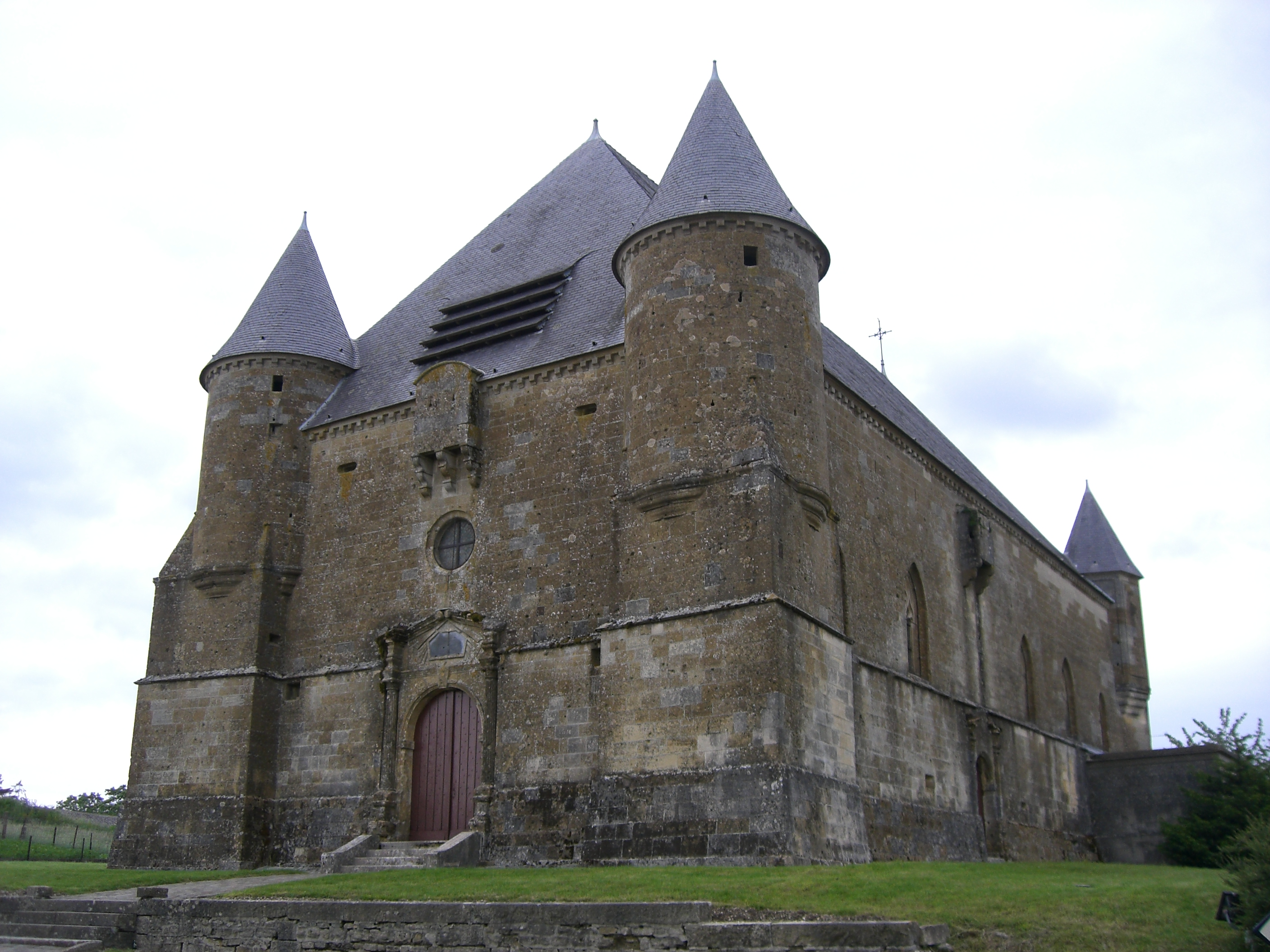
Biserica sfântul Juvin din Saint-Juvin, Ardennes
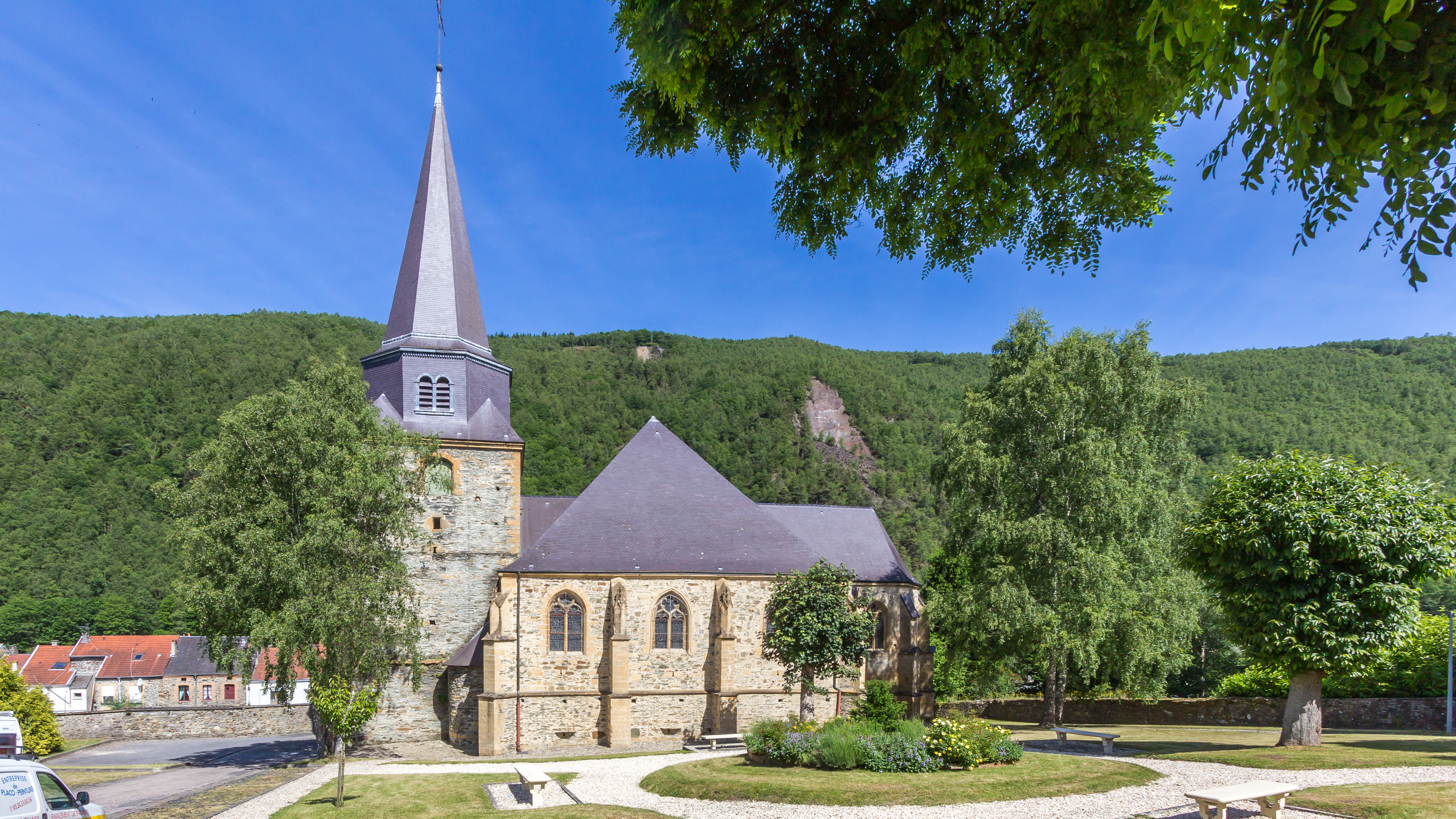
Biserica sfântul Léger din Monthermé, Ardennes
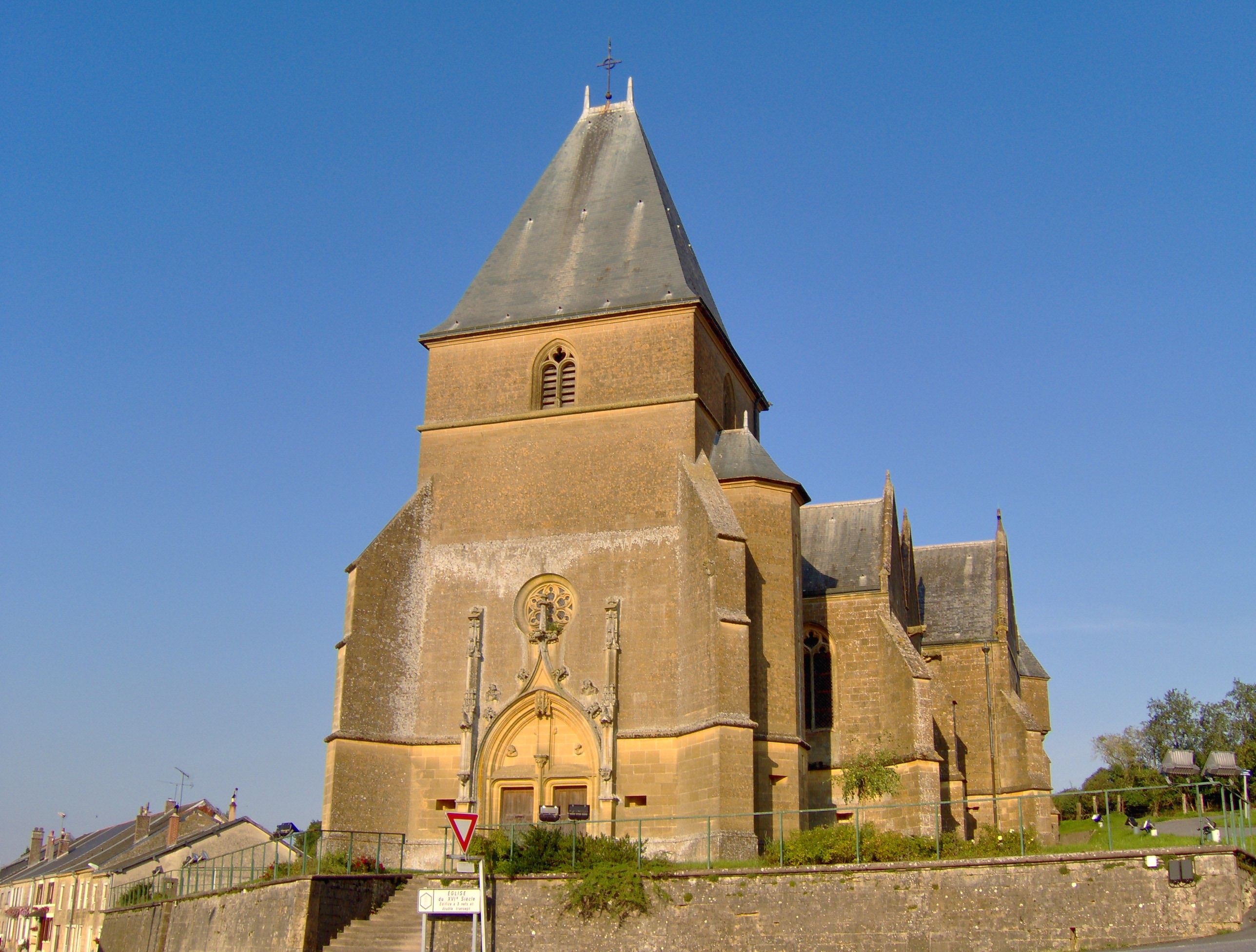
Biserica sfântul Martin din Tannay, Ardennes
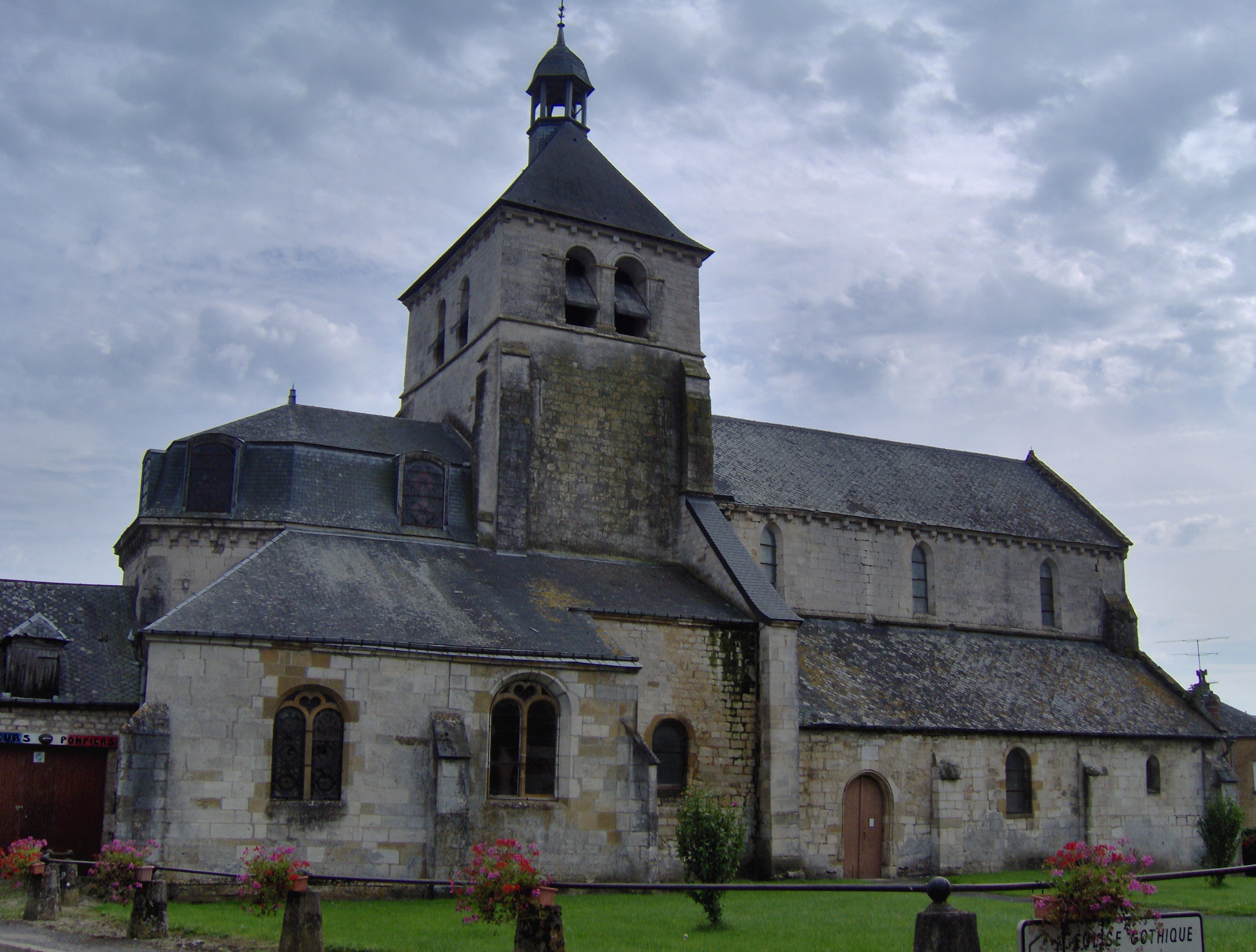
Biserica sfântul Martin din Vendresse, Ardennes
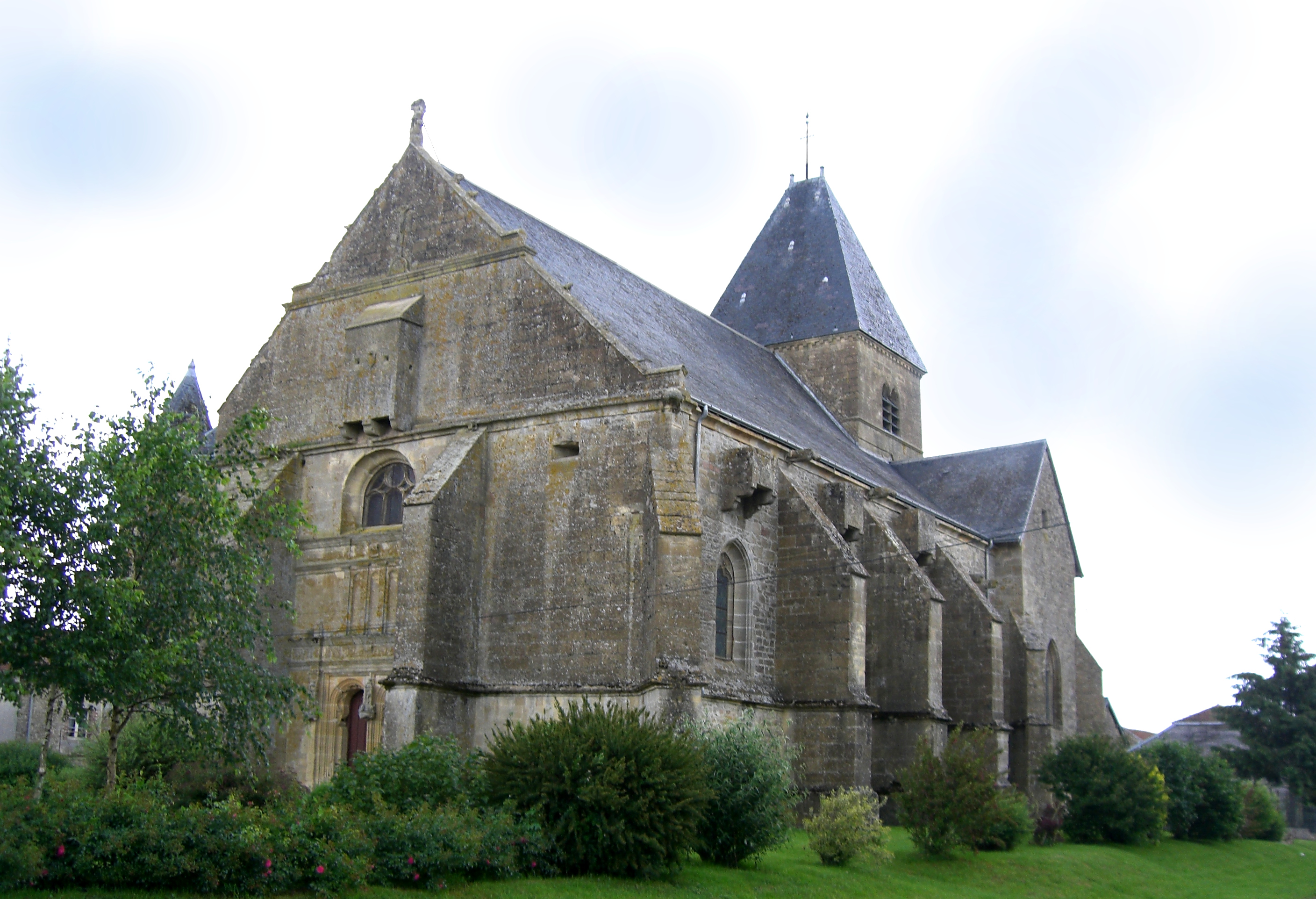
Biserica sfântul Laurențiu din Verpel, Ardennes
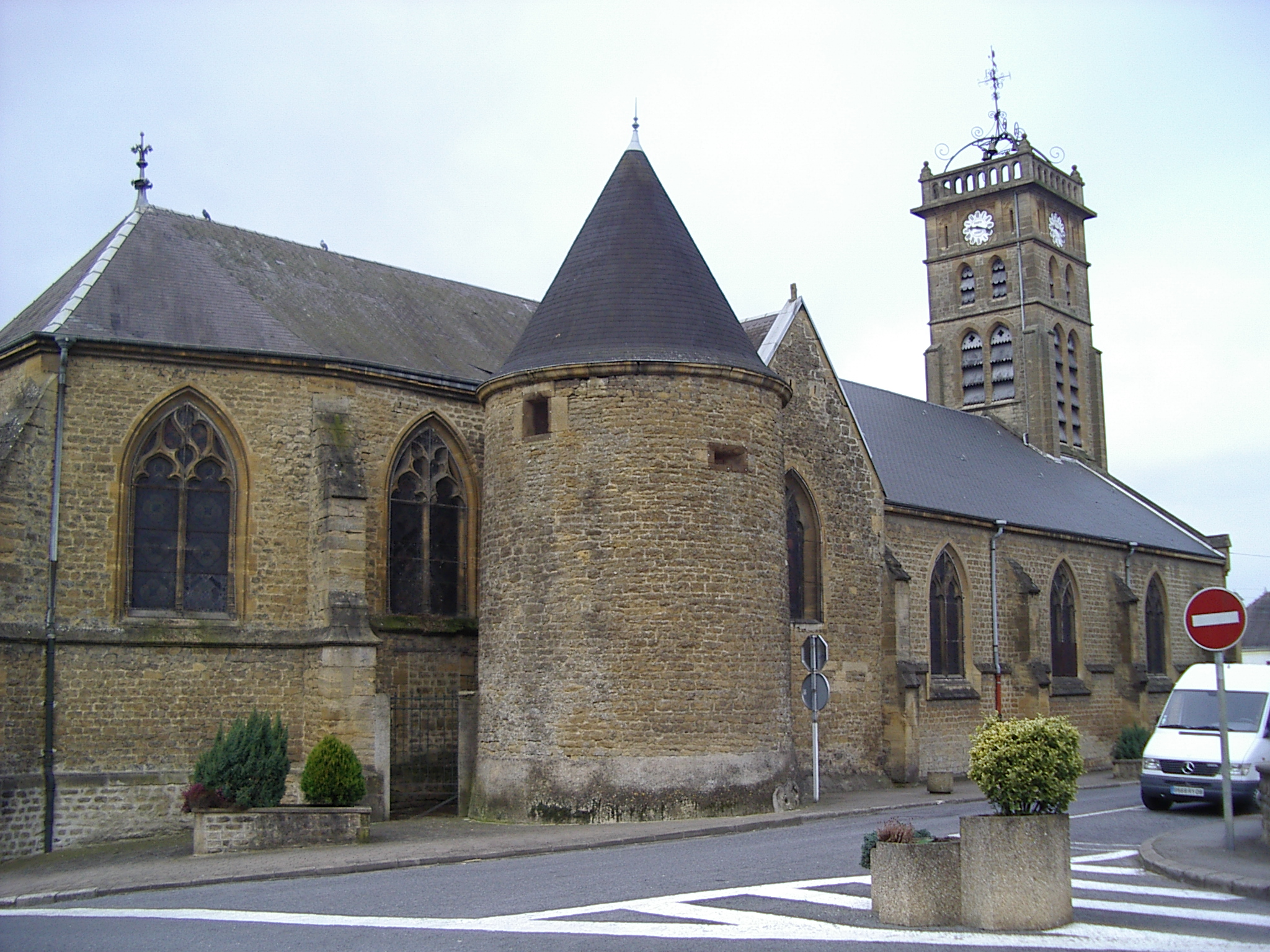
Biserica sfântul Eligiu din Vivier-au-Court, Ardennes

### Centre

Centre în Franța

Sînt repertoriate bisericile departamentelor următoare:
- Indre-et-Loire

Departamentul Indre-et-Loire
- Candes-Saint-Martin, biserica de pelerinaj Sfântul Martin, ridicată după tradiție pe casa unde episcopul Martin din Tours a murit

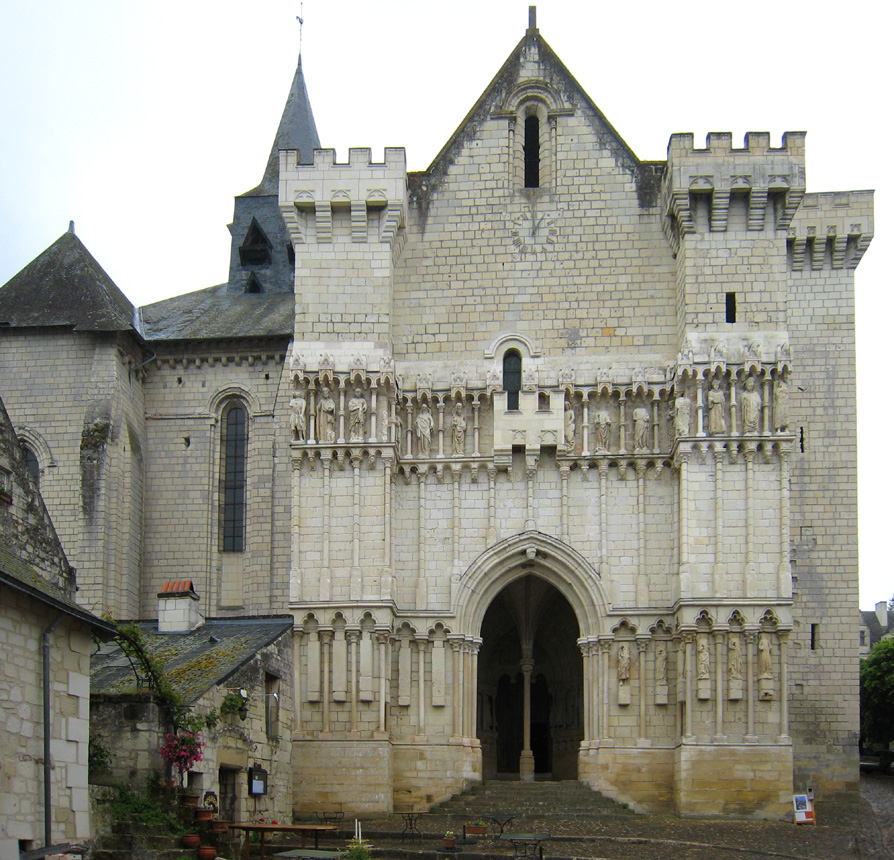
biserica sfântul Martin din Candes-Saint-Martin, departamentul Indre-et-Loire

### Languedoc-Roussillon

Languedoc-Roussillon în Franța

Sînt repertoriate bisericile departamentelor următoare:
- Aude
- Gard
- Hérault
- Lozère
- Pyrénées-Orientales

Aude

Departamentul Aude

- Caunes Minervois, mănăstirea benedictină a sfinții Petru și Pavel
- Coursan, biserica Notre-Dame-de-la-Rominguère
- Fabrezan
- Peyriac-de-Mer, biserica sfântul Pavel

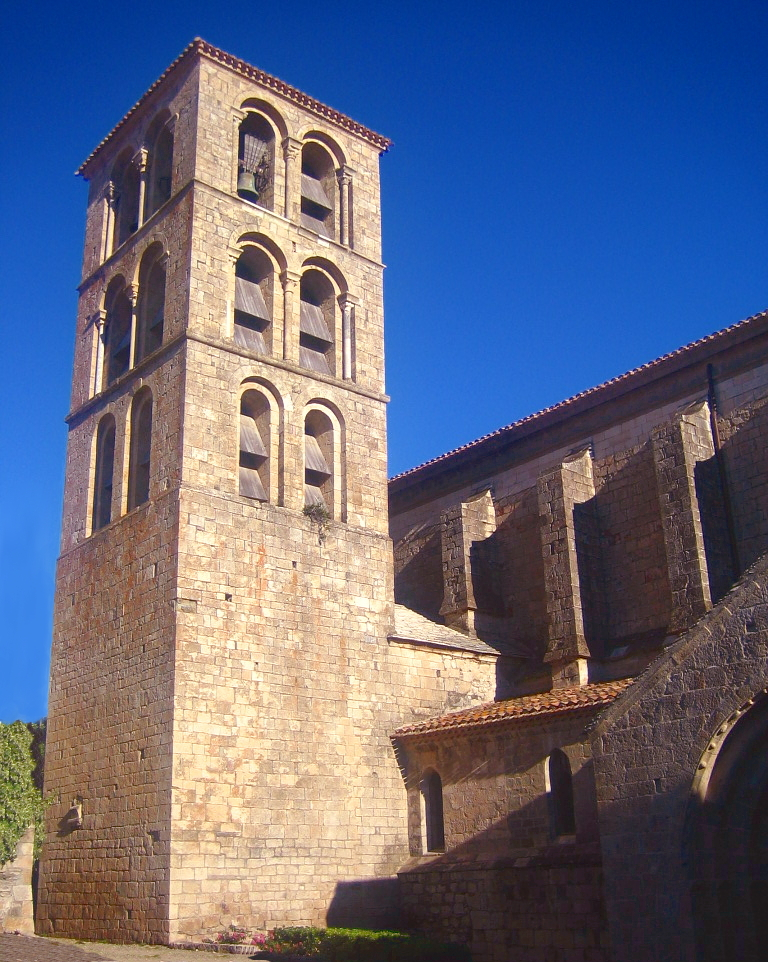
Mănăstirea benedictină a sfinții Petru și Pavel din Caunes Minervois, Aude
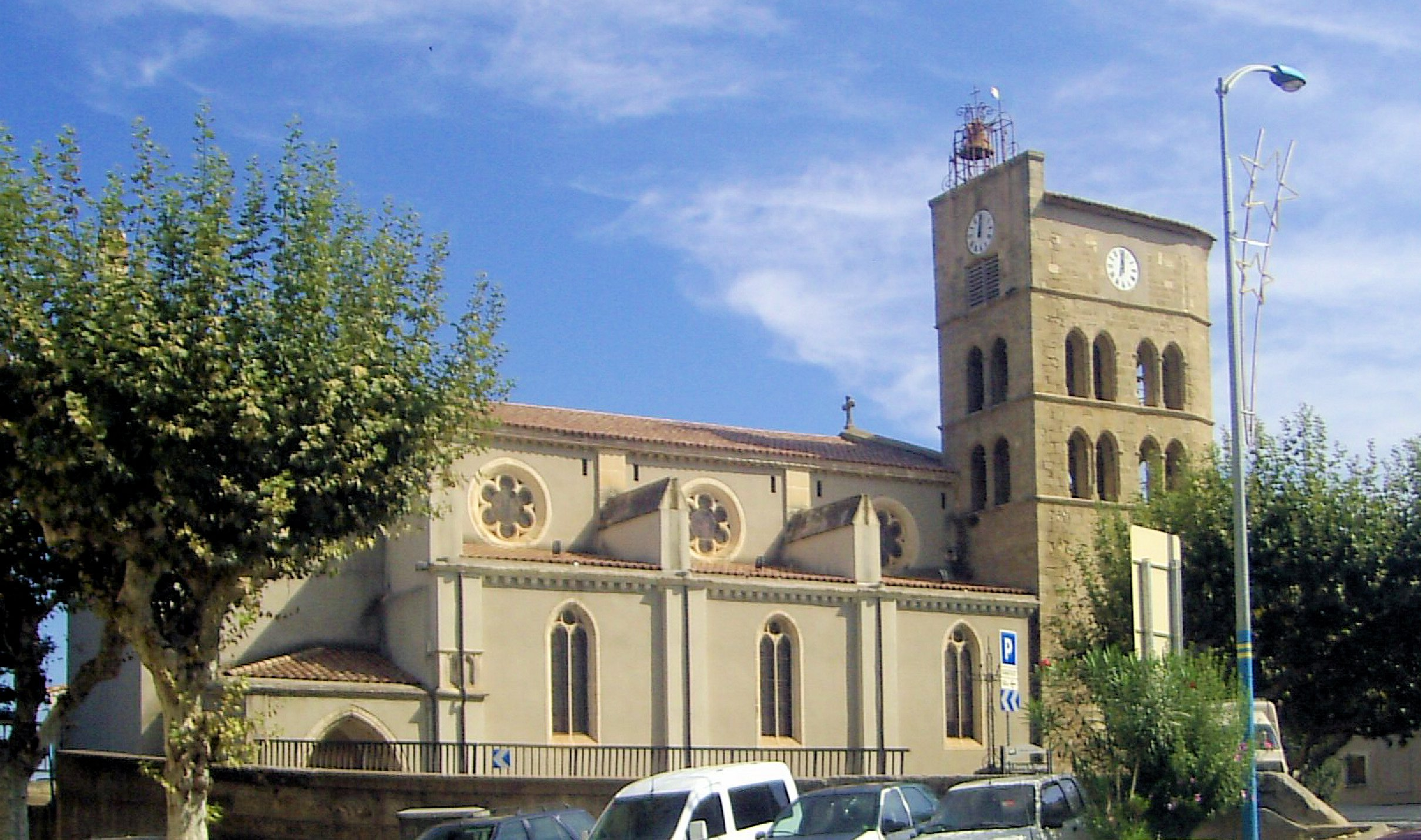
Biserica Notre-Dame-de-la-Rominguère din Coursan, Aude

Departamentul Gard
- Saint-Bonnet-du-Gard
- Saint-Geniès-de-Comolas
- Saint-Laurent-des-Arbres
- Sernhac, biserică Arhivat în 13 noiembrie 2008, la Wayback Machine.

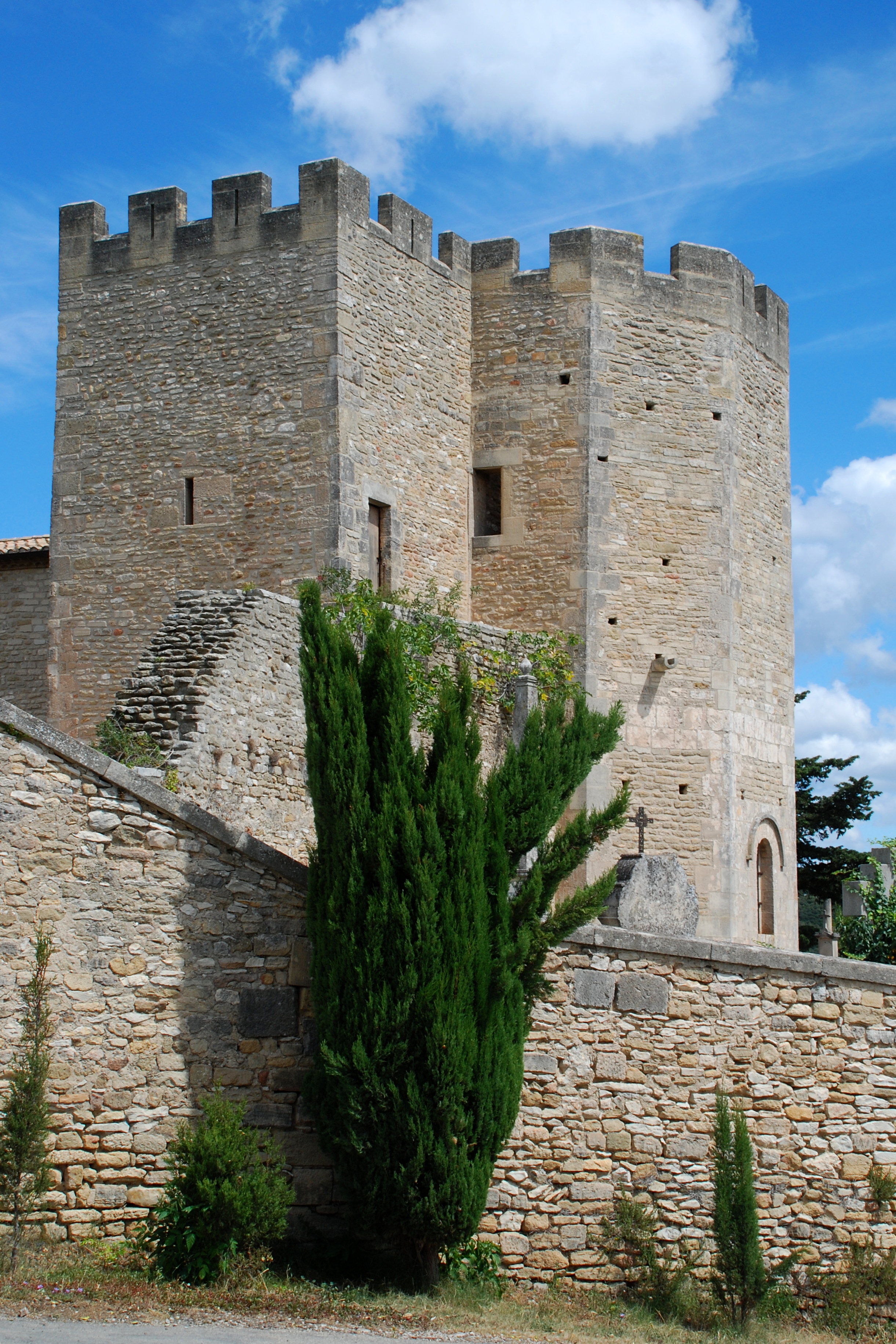
Biserica din Saint-Bonnet-du-Gard, departamentul Gard
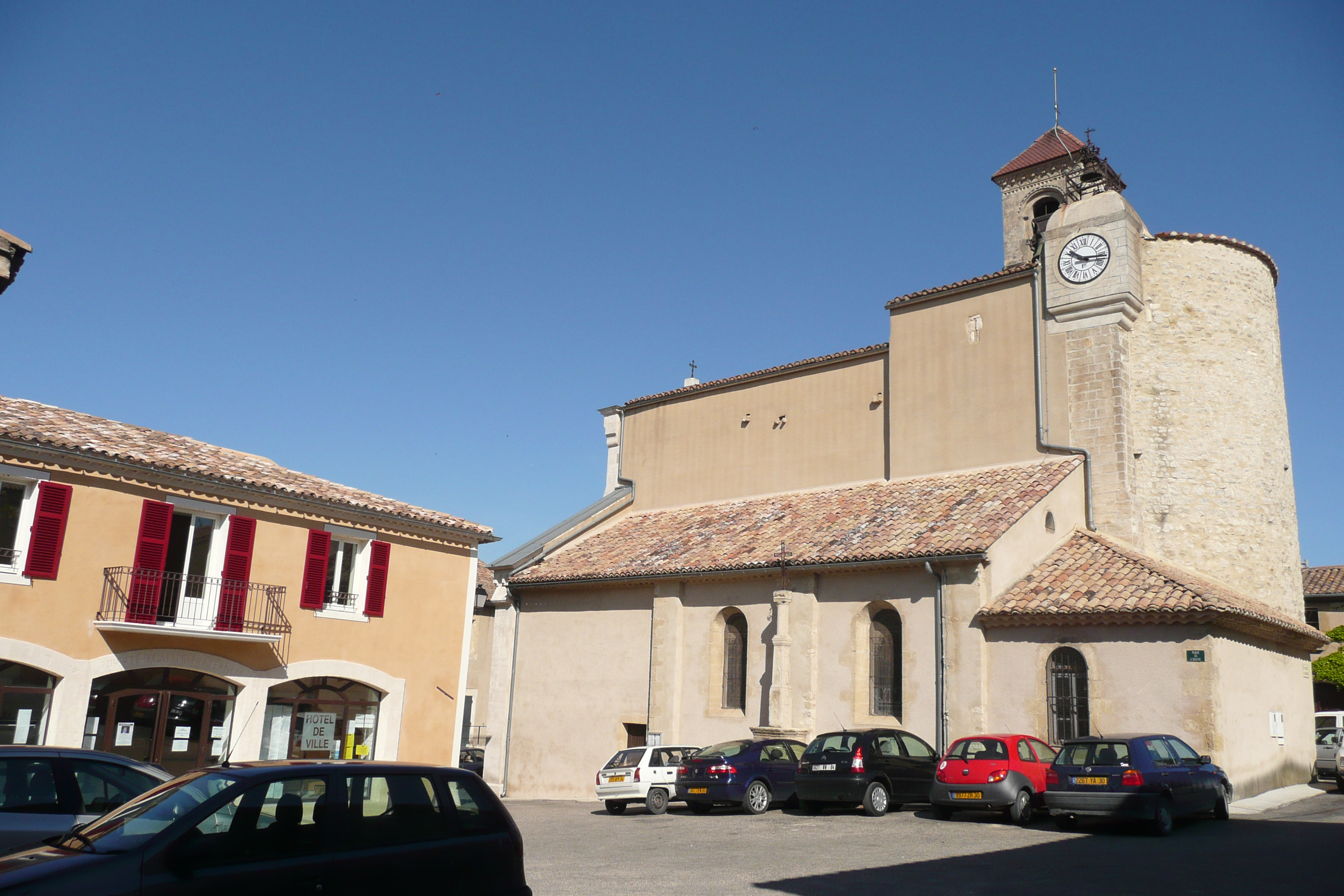
Biserica din Saint-Geniès-de-Comolas, departamentul Gard
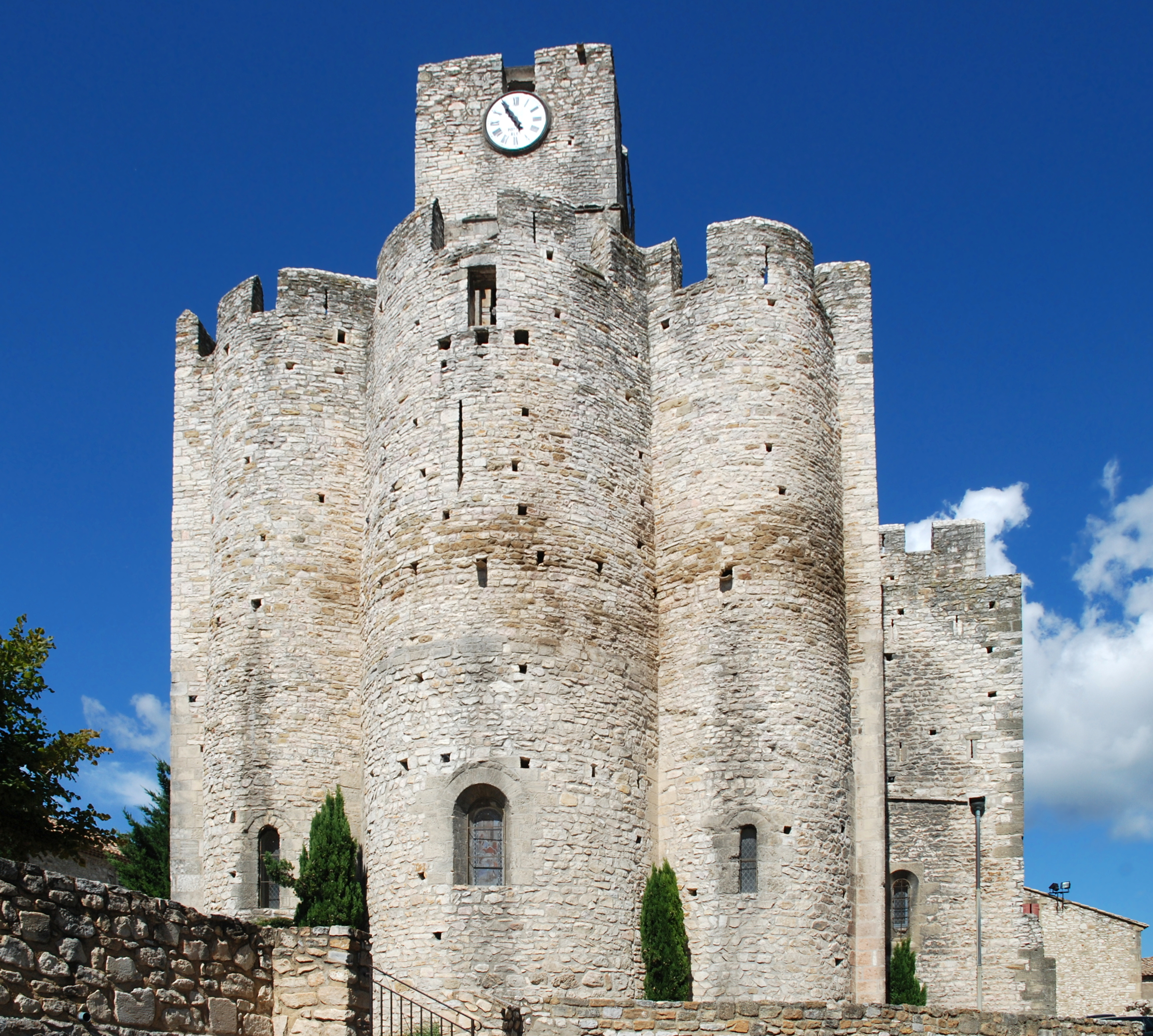
Biserica din Saint-Laurent-des-Arbres, departamentul Gard

Departamentul Hérault
- Agde, catedrala Sfântul Ștefan
- Baillargues, biserica Sfântul Iulian
- Béziers, catedrala Sfântul Nazarie
- Castelnau-le-Lez, biserica sfântului Ion Botezător
- Celleneuve (Montpellier), biserica Sfânta Cruce
- Clermont-l'Hérault, biserica colegială Sfântul Pavel
- Cruzy, Sainte-Eulalie-de-Mérida
- Espondeilhan, biserica sfânta Fecioare a Pinilor
- Frontignan
- Lodève
- Maguelonne
- Montbazin,
- Montblanc,
- Saint-Pons-de-Thomières,
- Vias,
- Vic-la-Gardiole,
- Villemagne-l'Argentière,
- Villeneuve-lès-Béziers.

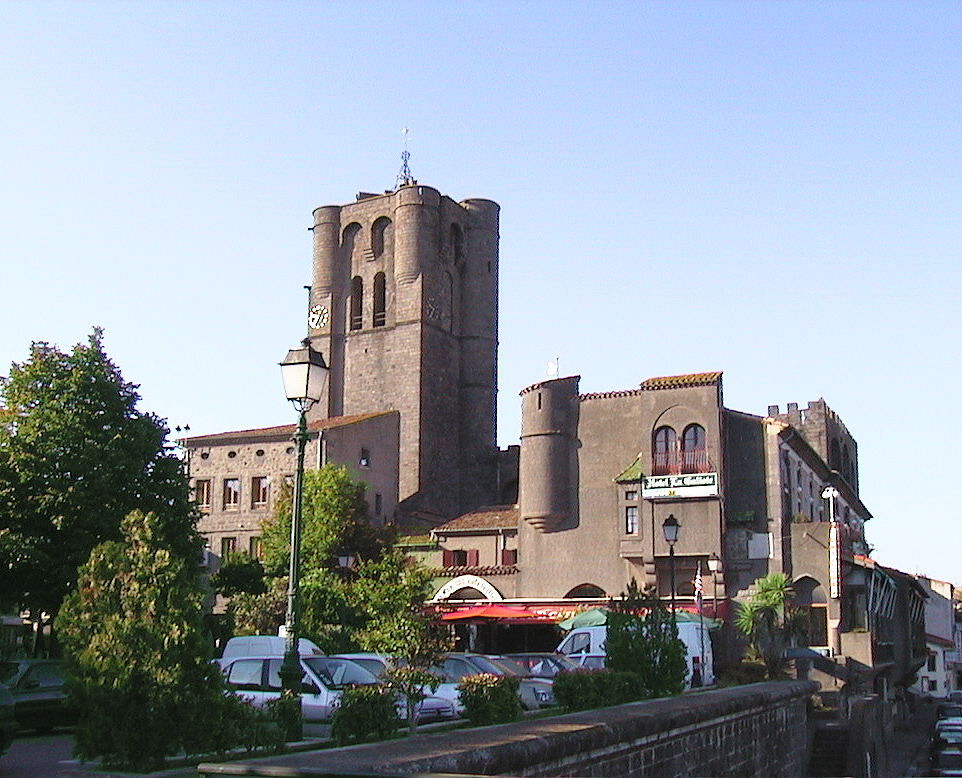
Catedrala Sfântul Ștefan din Agde, Hérault
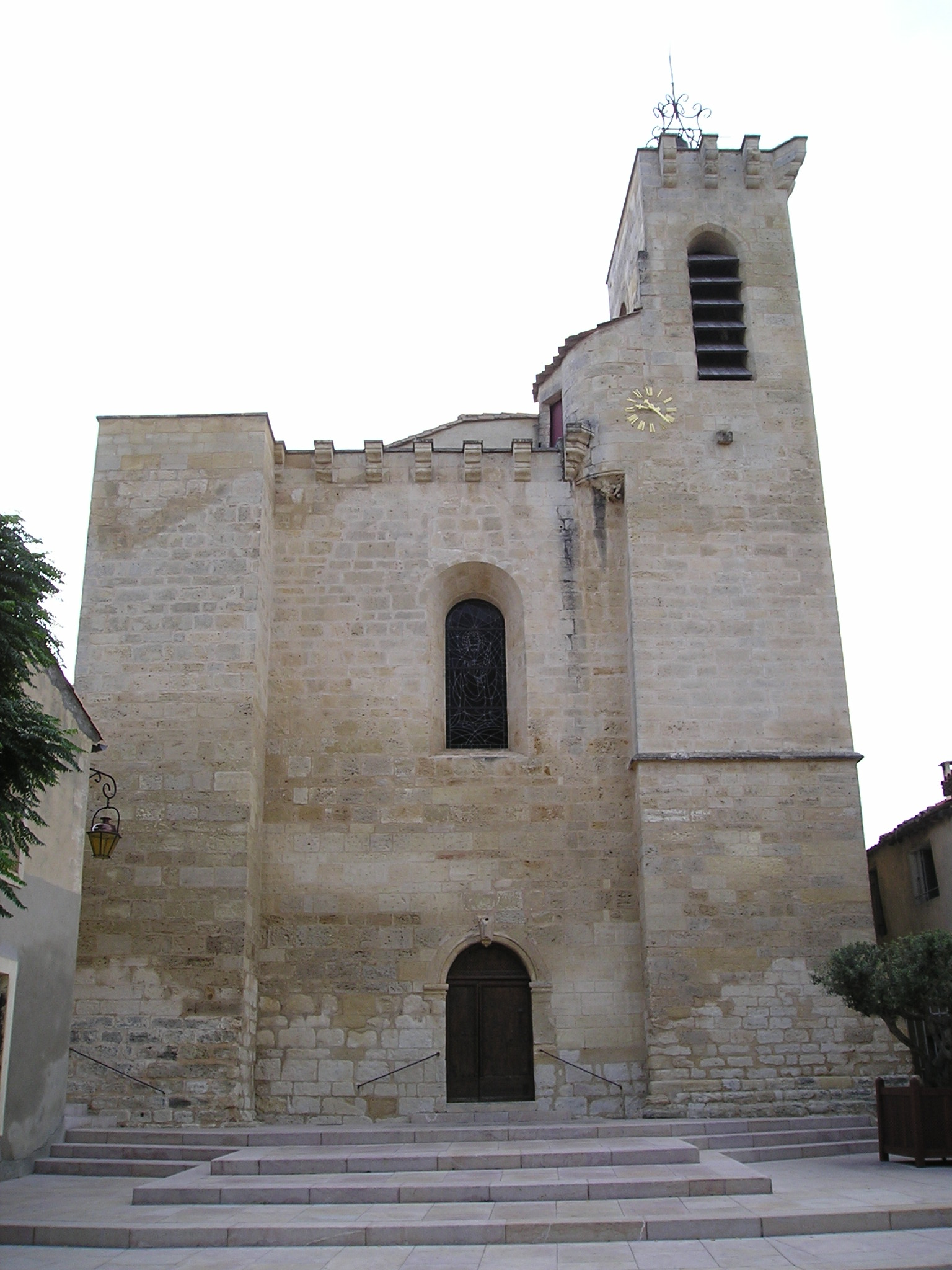
Biserica Sfântul Iulian din Baillargues, Hérault
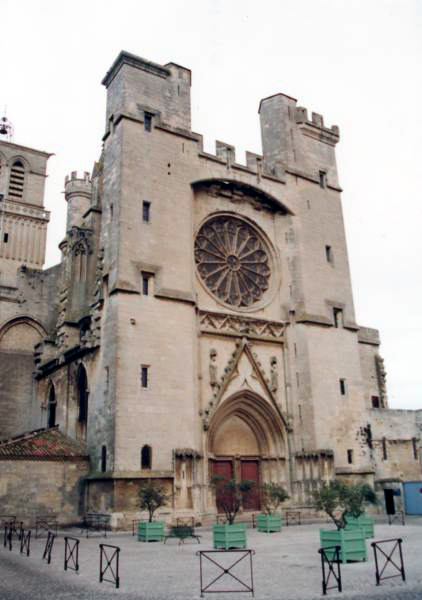
Catedrala Sfântul Nazarie din Béziers, Hérault
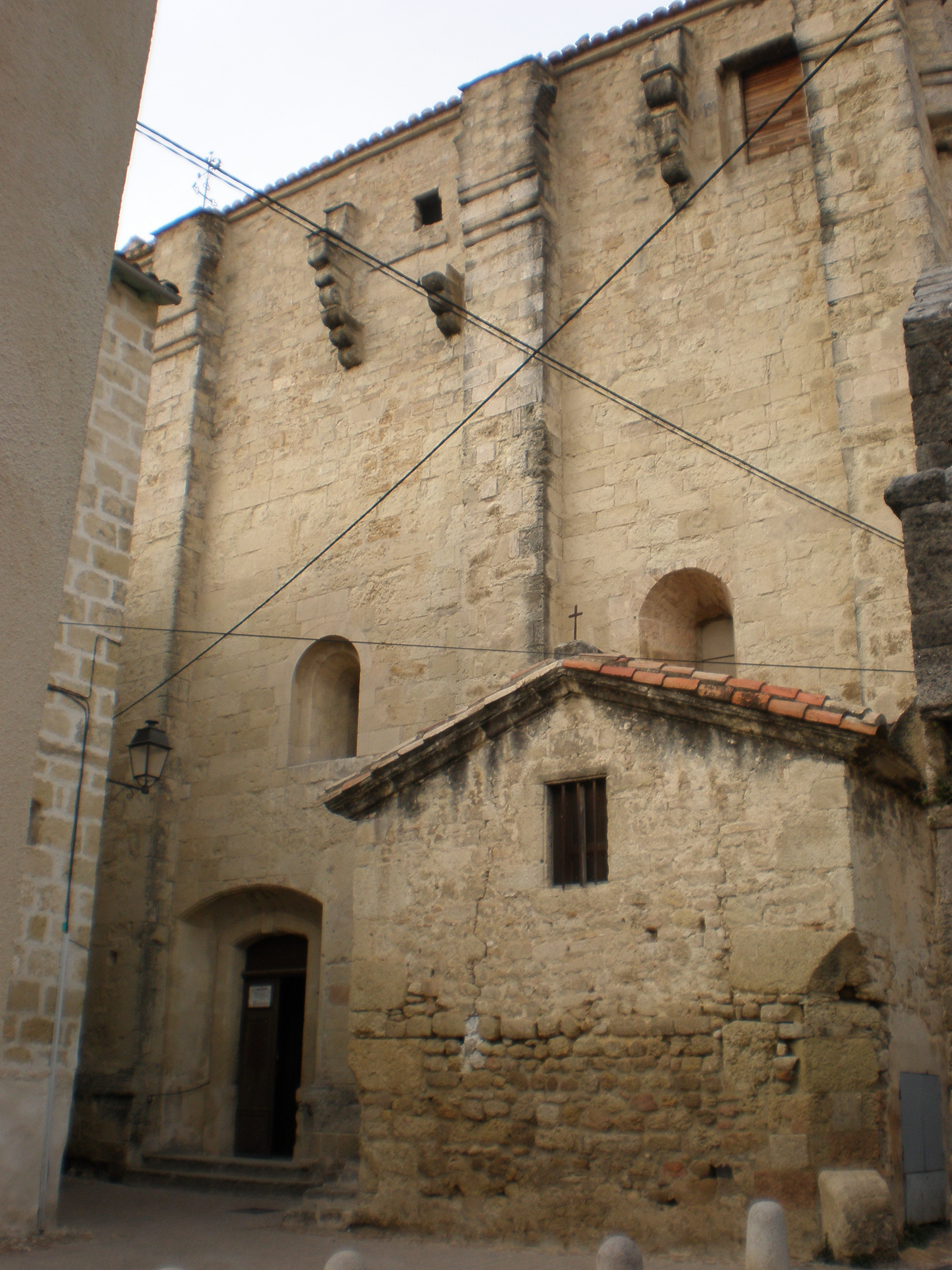
Biserica Sfânta Cruce din Celleneuve, Montpellier, Hérault
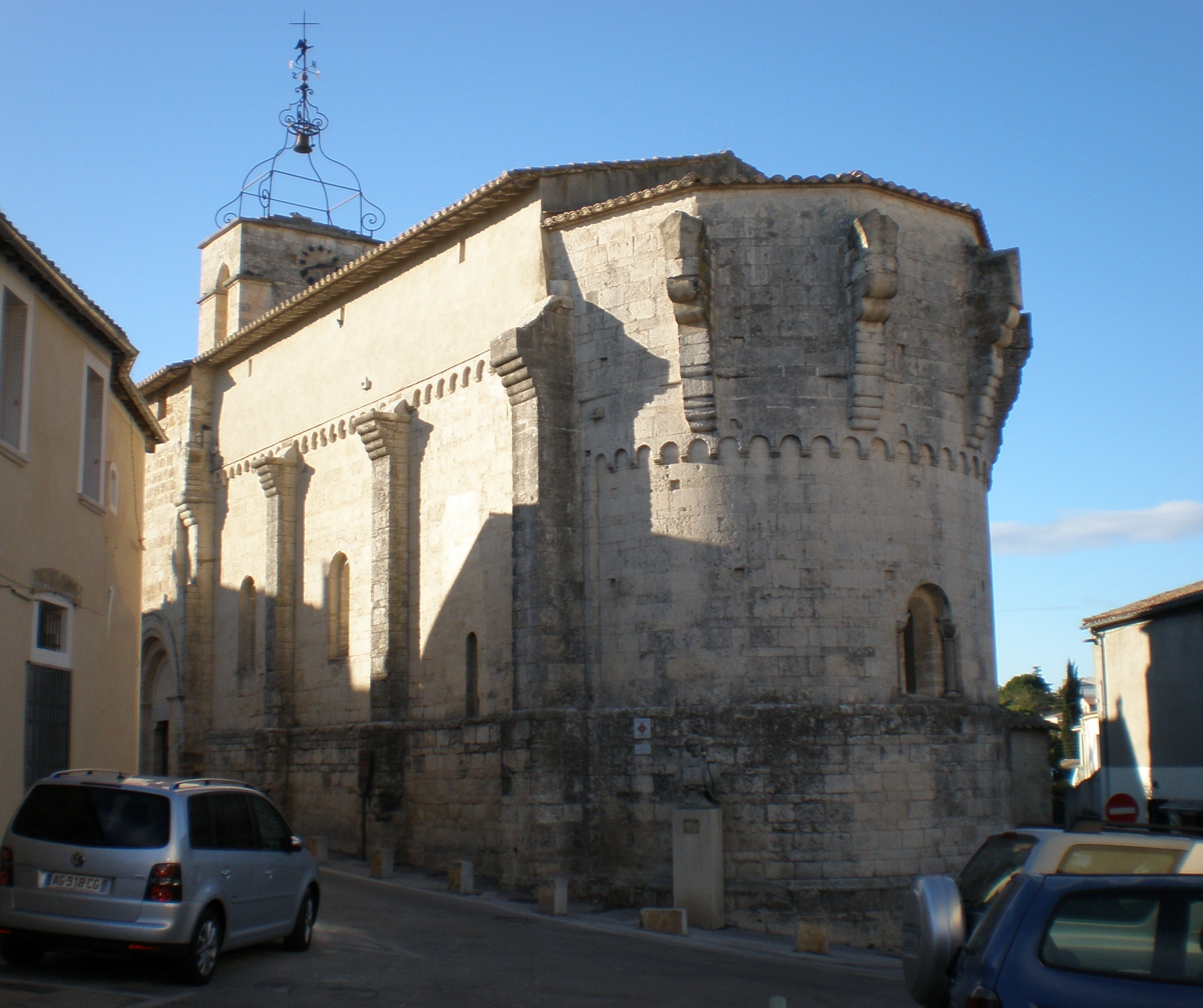
Biserica Sfântul Ion Botezător din Castelnau-le-Lez, Hérault
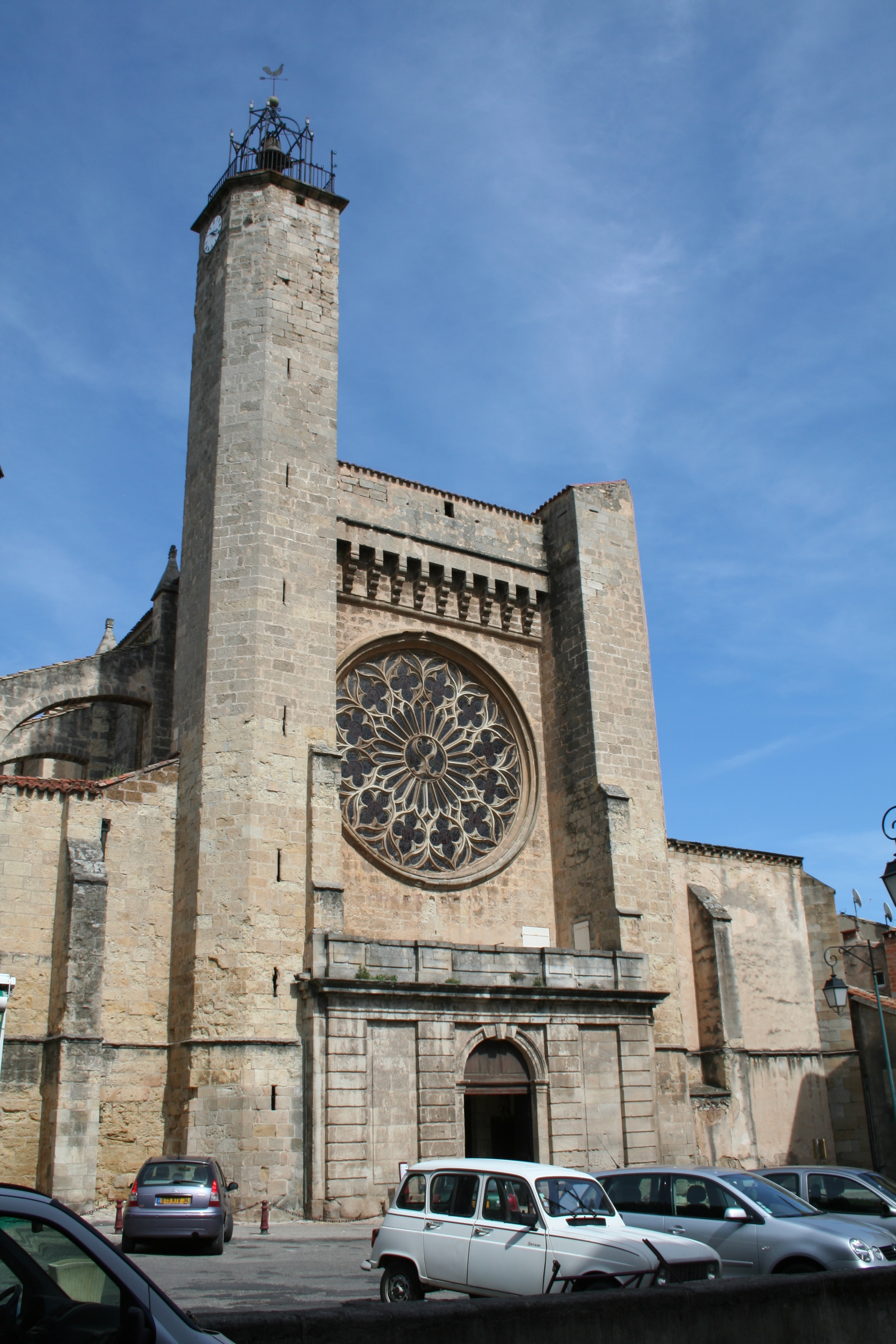
Biserica colegială Sfântul Pavel din Clermont-l'Hérault, Hérault
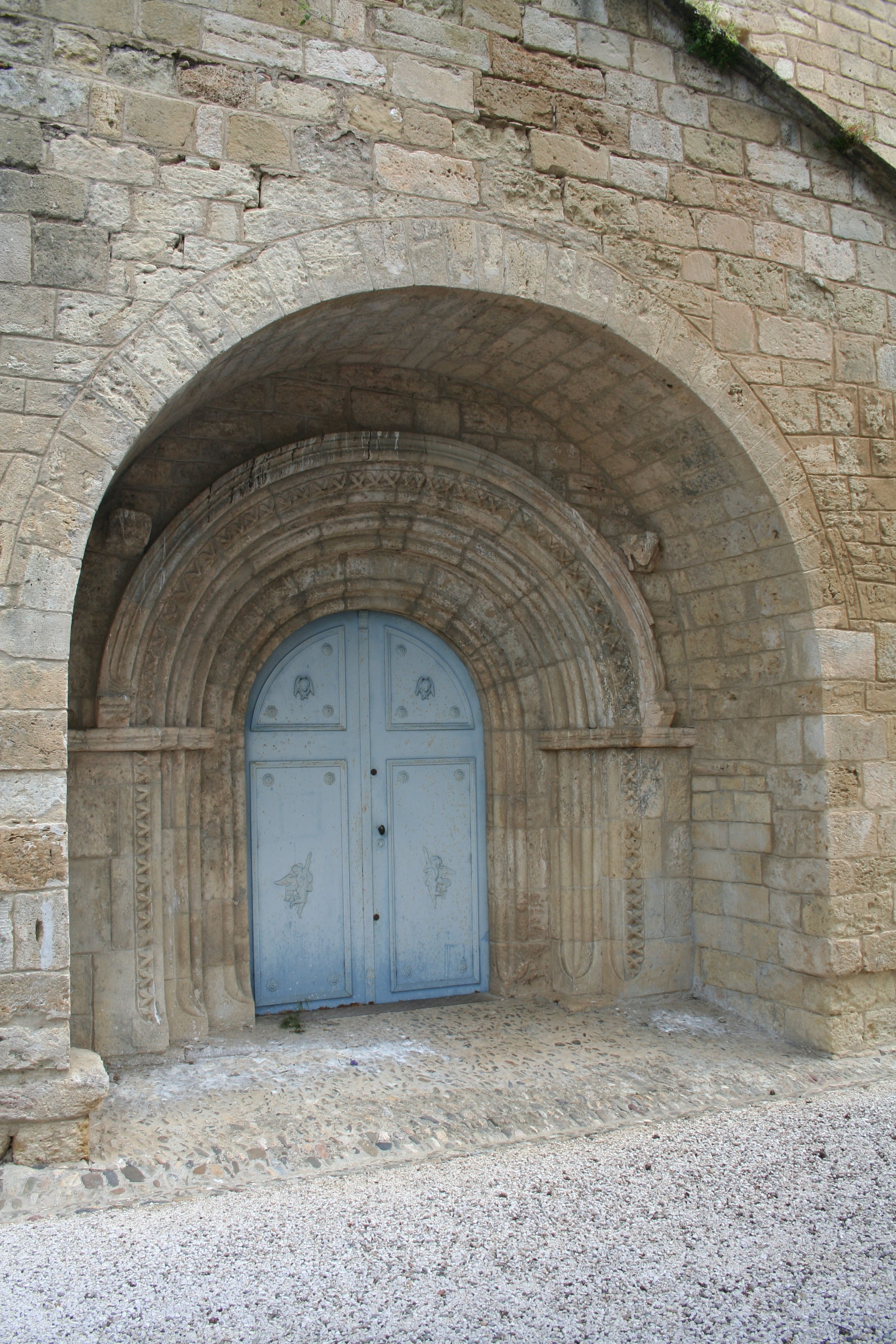
Biserica sfânta Fecioare a Pinilor din Espondeilhan, Hérault (detaliu)

Departamentul Lozère
Departamentul Pyrénées-Orientales
- Marcelvol, biserica și prioratul
- Prunet-et-Belpuig

### Limousin

Limousin în Franța

Sînt repertoriate bisericile departamentelor următoare:
- Creuse
- Corrèze
- Haute-Vienne

Departamentul Creuse
Departamentul Corrèze
Departamentul Haute-Vienne
- Nexon

### Pays de la Loire
Sînt repertoriate bisericile departamentelor următoare:
- Vendée
- Sarthe

Departamentul Vendée
Departamentul Sarthe

### Lorena

Lorena în Franța

Bisericile fortificate din Lorena sînt datorite disputelor între stăpânii zonei: ducii Lorenei, ducii din Bar, conții Luxemburgului, episcopii celor trei episcopii (Toul, Metz, Verdun).
Sînt repertoriate bisericile departamentelor următoare:
- Meurthe-et-Moselle
- Meuse
- Moselle

Departamentul Meurthe-et-Moselle
- Boucq
- Bruley, capelă

Departamentul Meurthe-et-Moselle în Franța

- Domgermain, capela sfântul Maurițiu

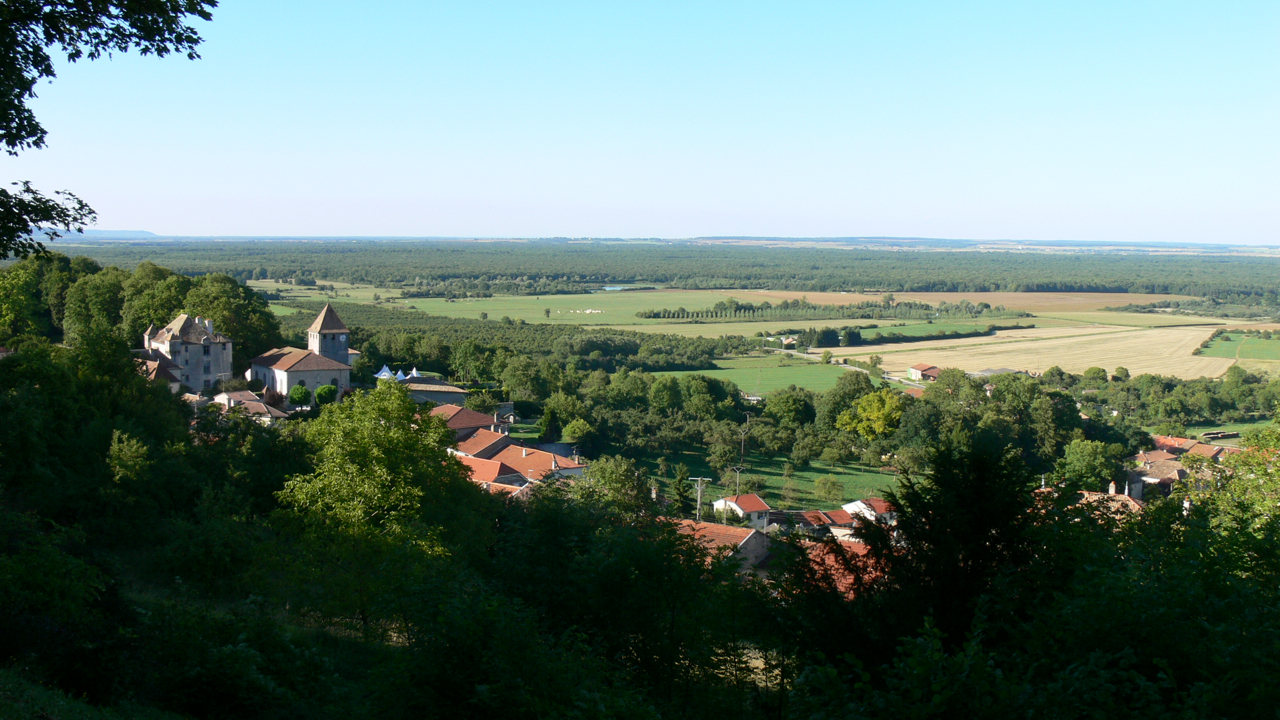
Biserica din Boucq (stângă), Meurthe-et-Moselle

Departamentul Meuse

Departamentul Meuse în Franța

Lista bisericilor ale departamentului Meuse a fost elaborată de câtre services départementaux de l'architecture et du patrimoine
, însă nu este accesibilă pe web. Wikipedia francez repertoriază bisericile din urma:
- Aulnois-sous-Vertuzey, biserica sfântul Gorgon
- Belrain, biserica Nașterii sfânta Fecioare
- Bonnet, biserica sfântul Florentin
- Chauvency-Saint-Hubert
- Creuë (Vigneulles-lès-Hattonchâtel)
- Burey-la-Côte, biserica sfântul Léger
- Champougny, biserica sfântul Brice
- Dugny-sur-Meuse, biserica Nașterii sfânta Fecioarei
- Dun-sur-Meuse
- Érize-Saint-Dizier, biserica sfântul Didier
- Jouy-sous-les-Côtes (Geville), biserica sfântul Ștefan
- Hattonchâtel, biserica colegială a sfântul Maur, care păstrează un altar sculptat de faimosul artist loren al Renașterii Ligier Richier.
- Lérouville
- Malaumont, biserica sfântul Martin
- Pagny-la-Blanche-Côte, biserica sfântul Grigore cel Mare
- Pareid, biserica sfântul Rémi
- Saint-Pierrevillers, biserica sfântul Rémi
- Resson, biserica sfântul Rémi
- Ribeaucourt
- Saulx-en-Barrois, biserica sfântul Cristofor
- Sepvigny, biserica sfântul Epvre
- Tronville-en Barrois, biserica Imaculatei Concepții
- Troussey, biserica sfântul Laurențiu
- Vertuzey
- Woël

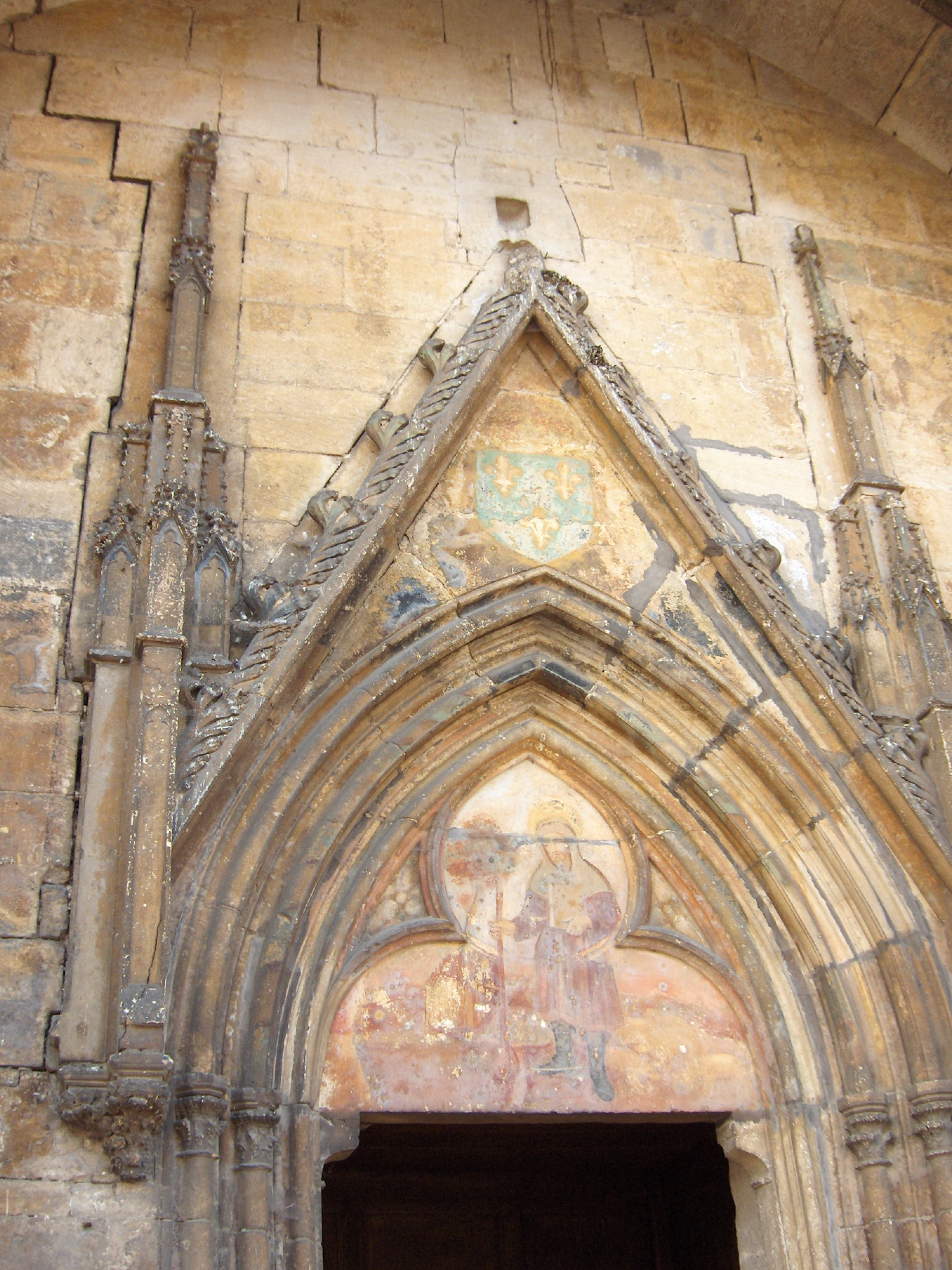
Biserica sfântul Florentin din Bonnet (detaliu), Meuse
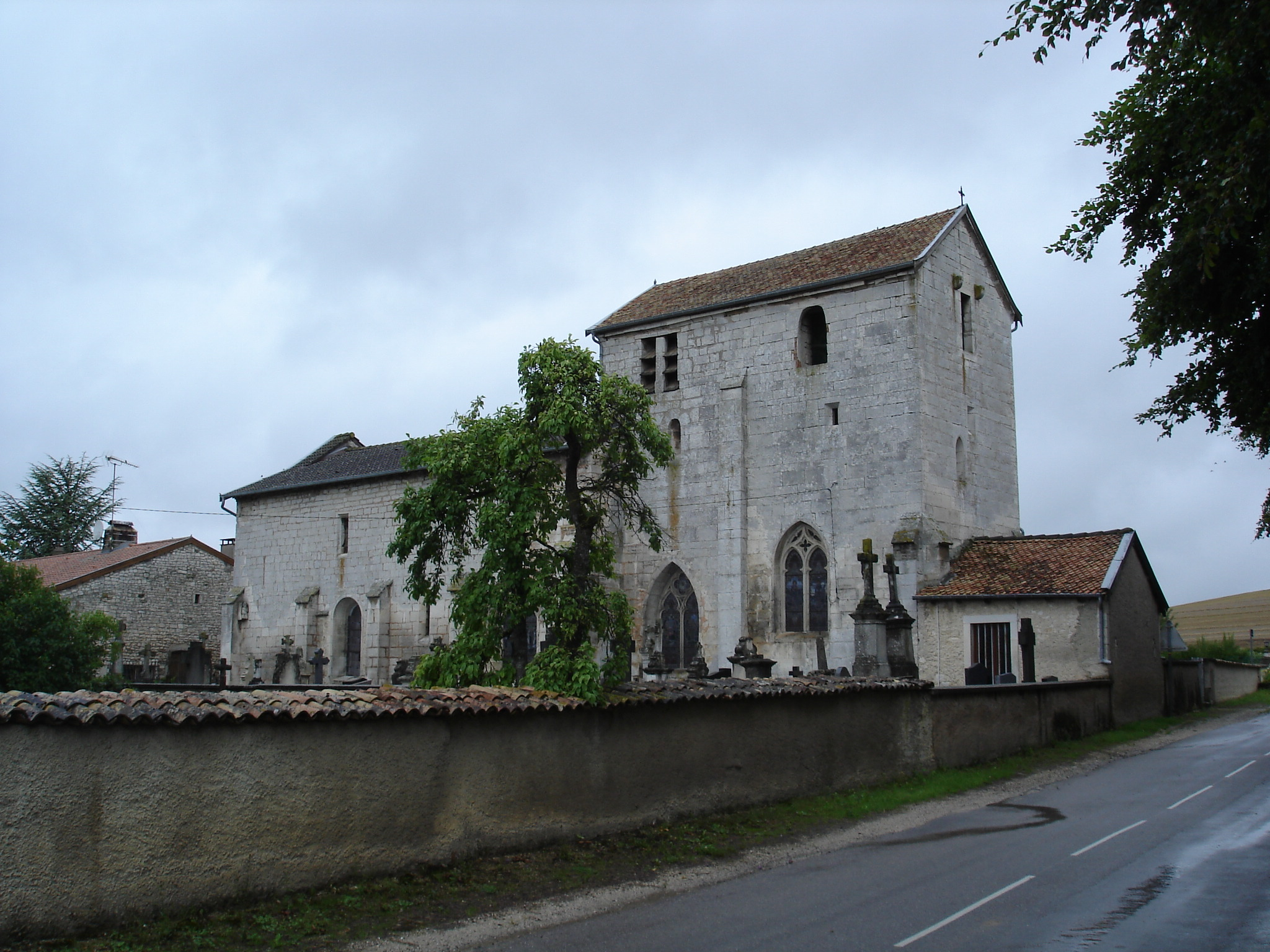
Biserica sfântul Brice din Champougny, Meuse
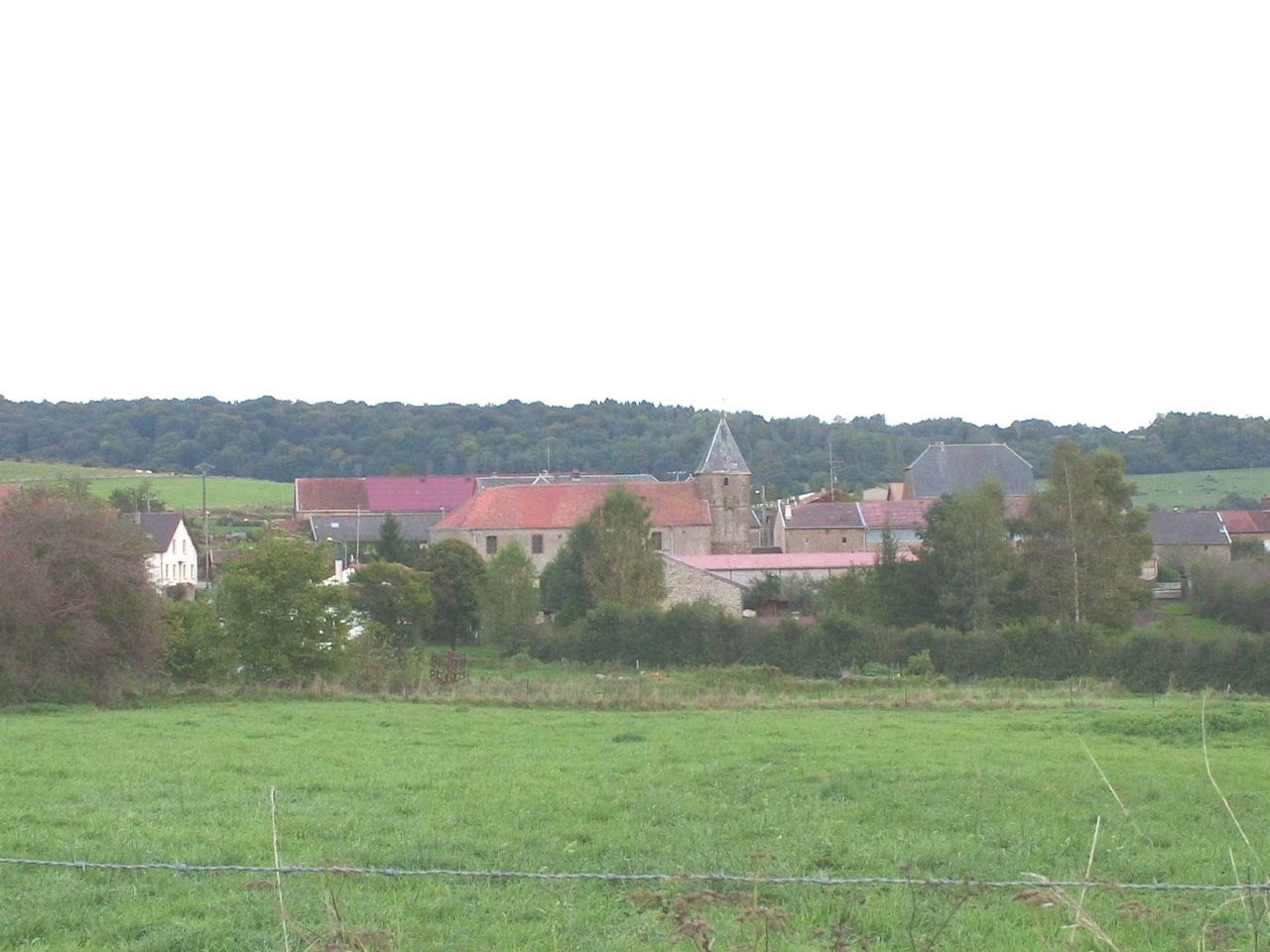
Biserica din Chauvency-St-Hubert, Meuse
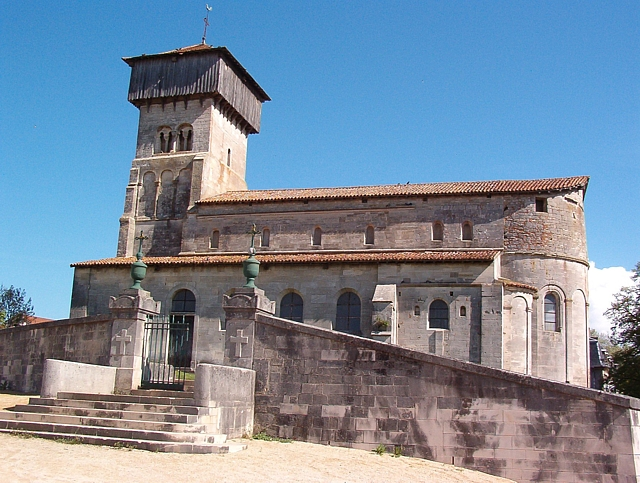
Biserica Nașterii sfânta Fecioare din Dugny-sur-Meuse, Meuse
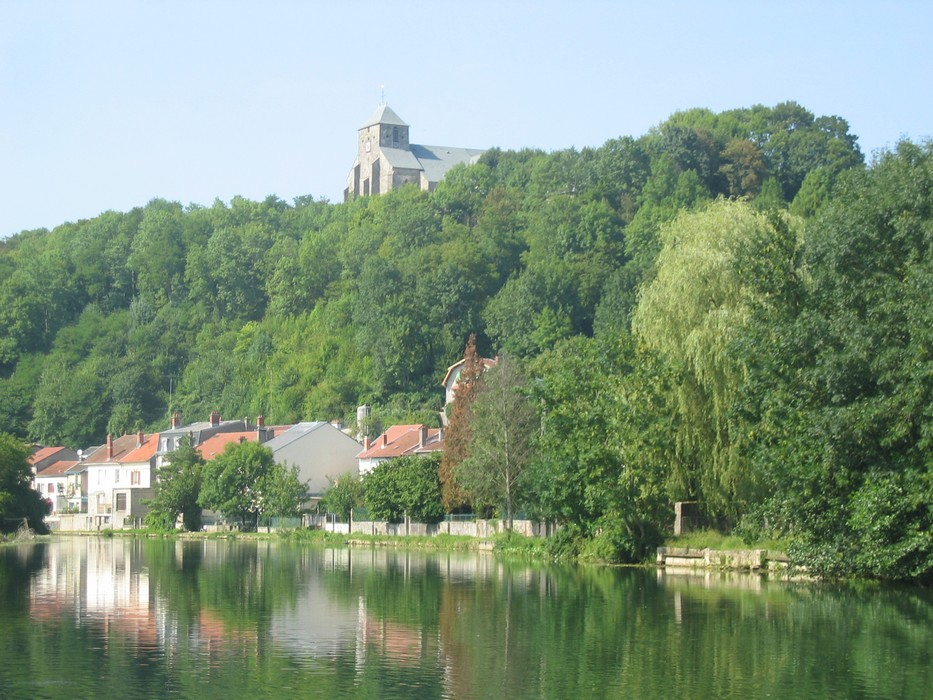
Biserica din Dun-sur-Meuse, Meuse
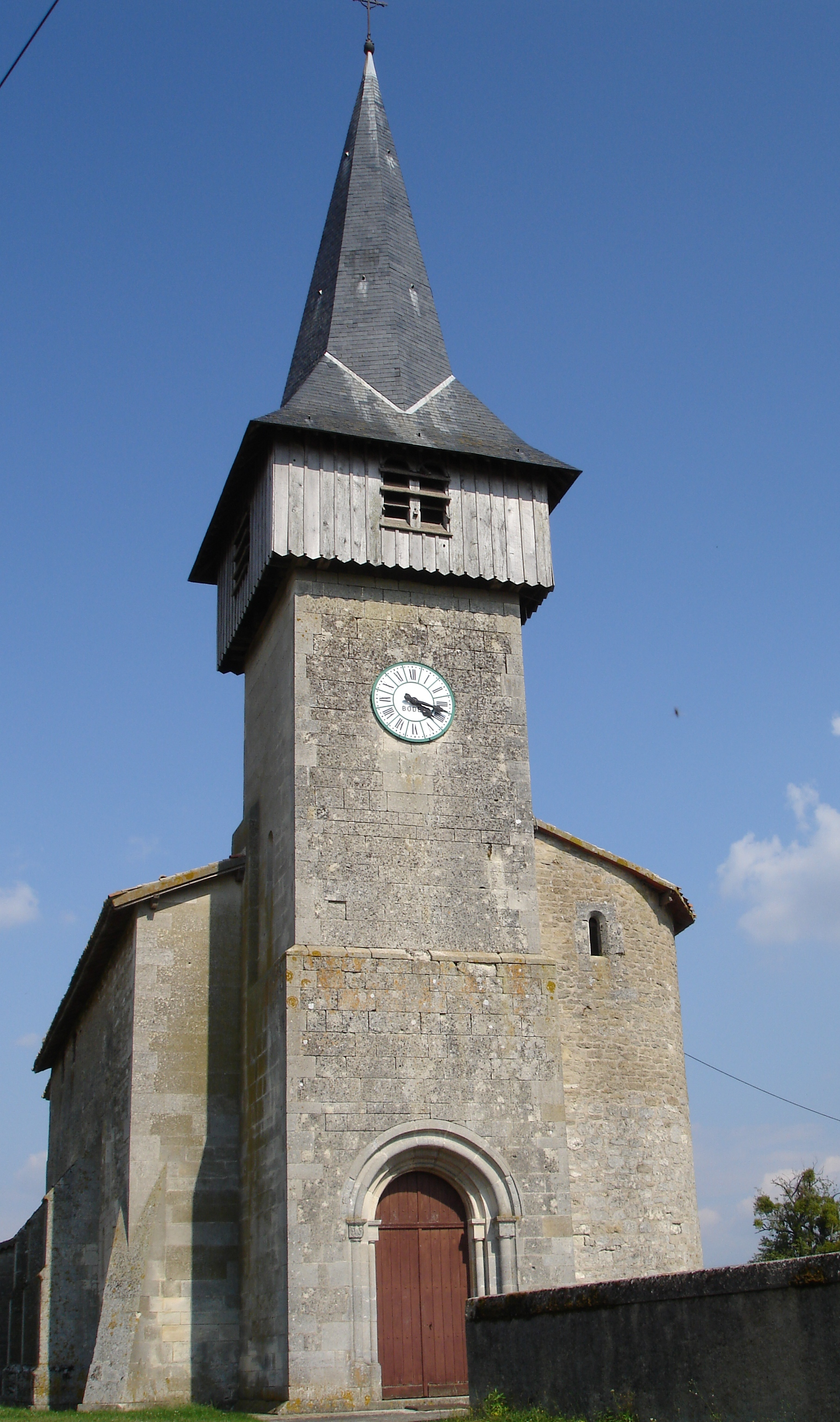
Biserica sfântul Rémi din Pareid, Meuse
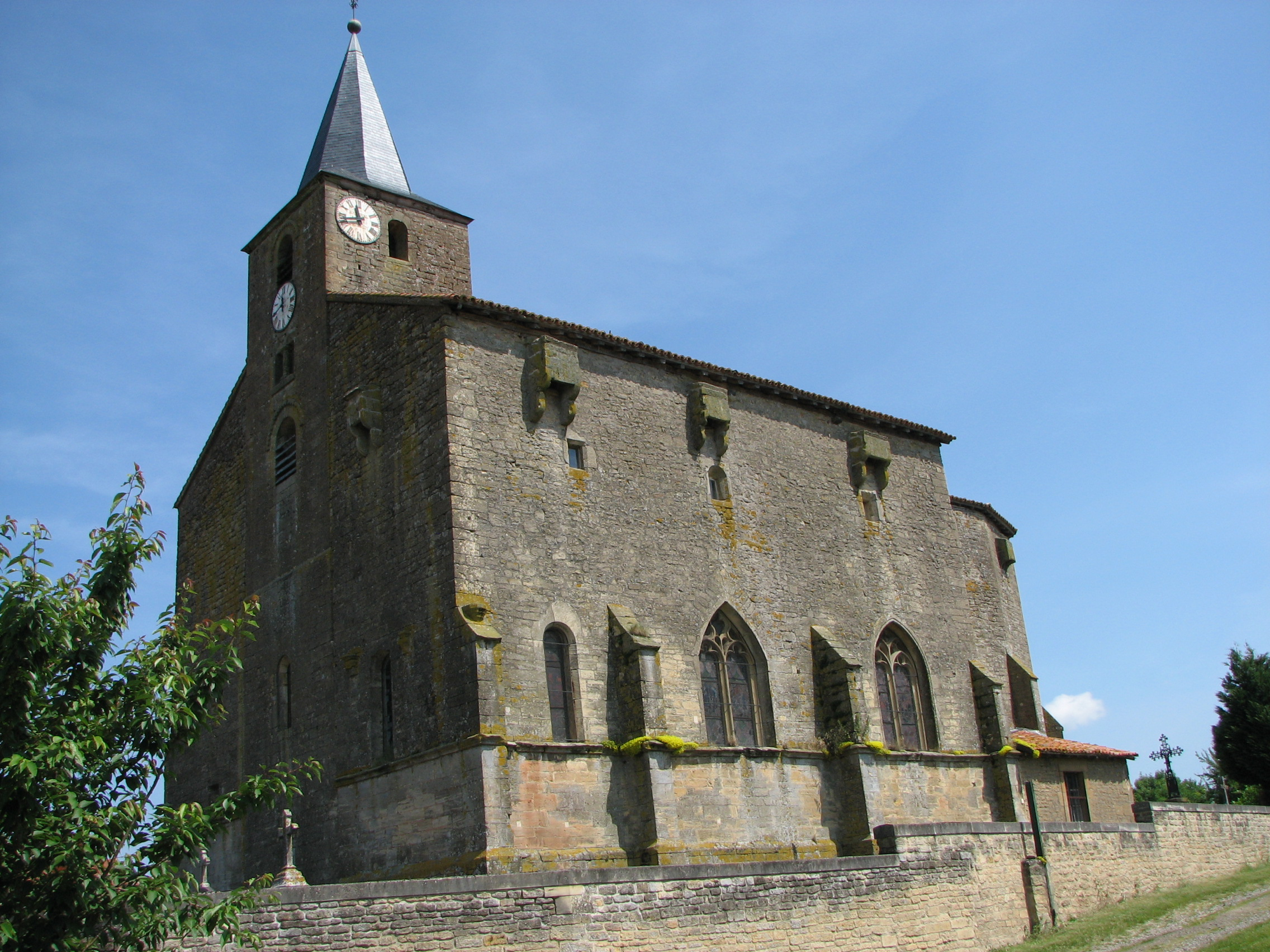
Biserica sfântul Rémi din Saint-Pierrevillers, Meuse
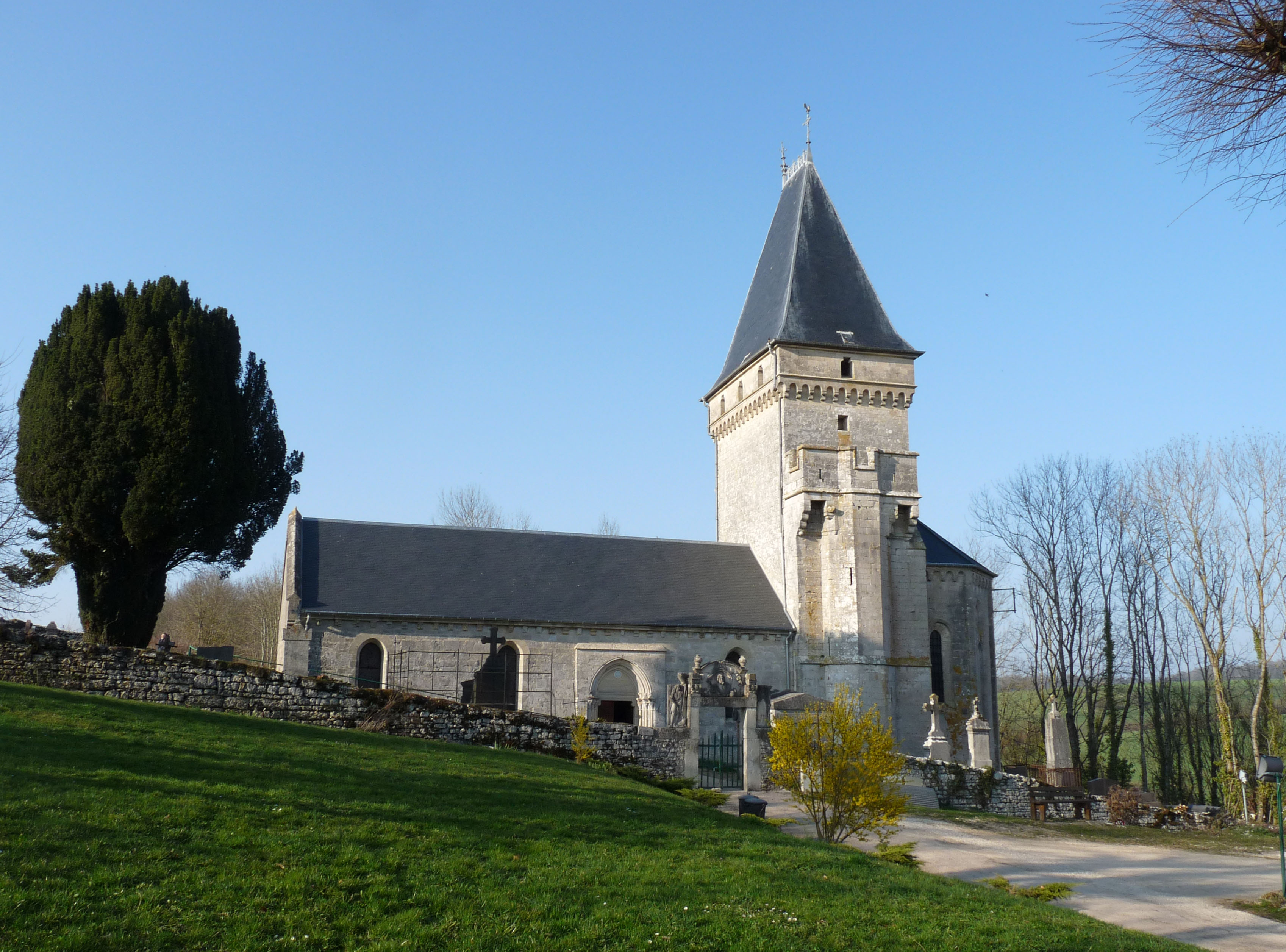
Biserica din Ribeaucourt, Meuse
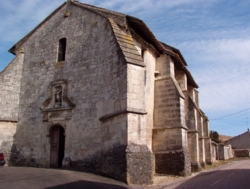
Biserica din Sepvigny, Meuse
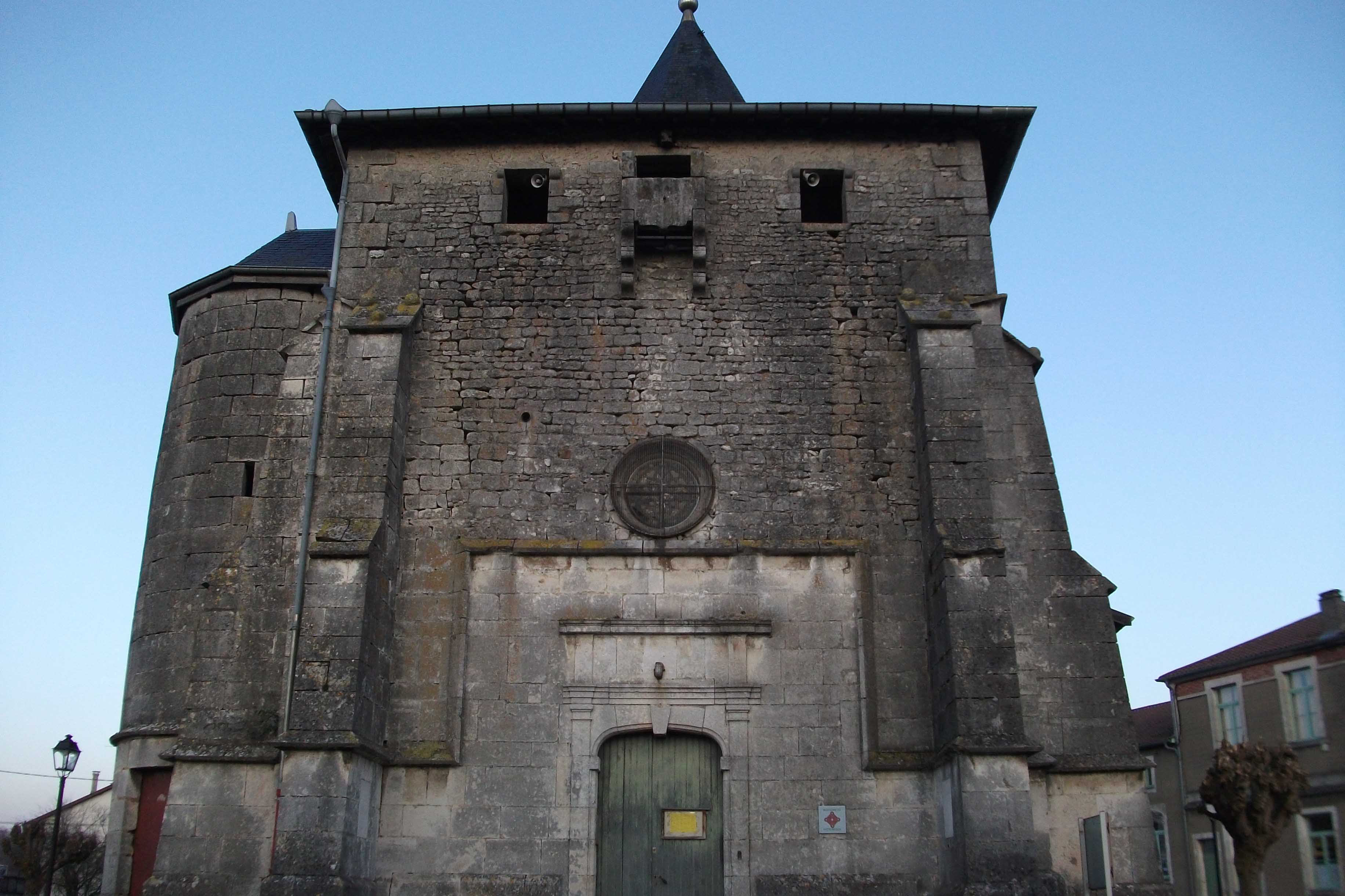
Biserica Imaculatei Concepții din Tronville-en-Barrois, Meuse
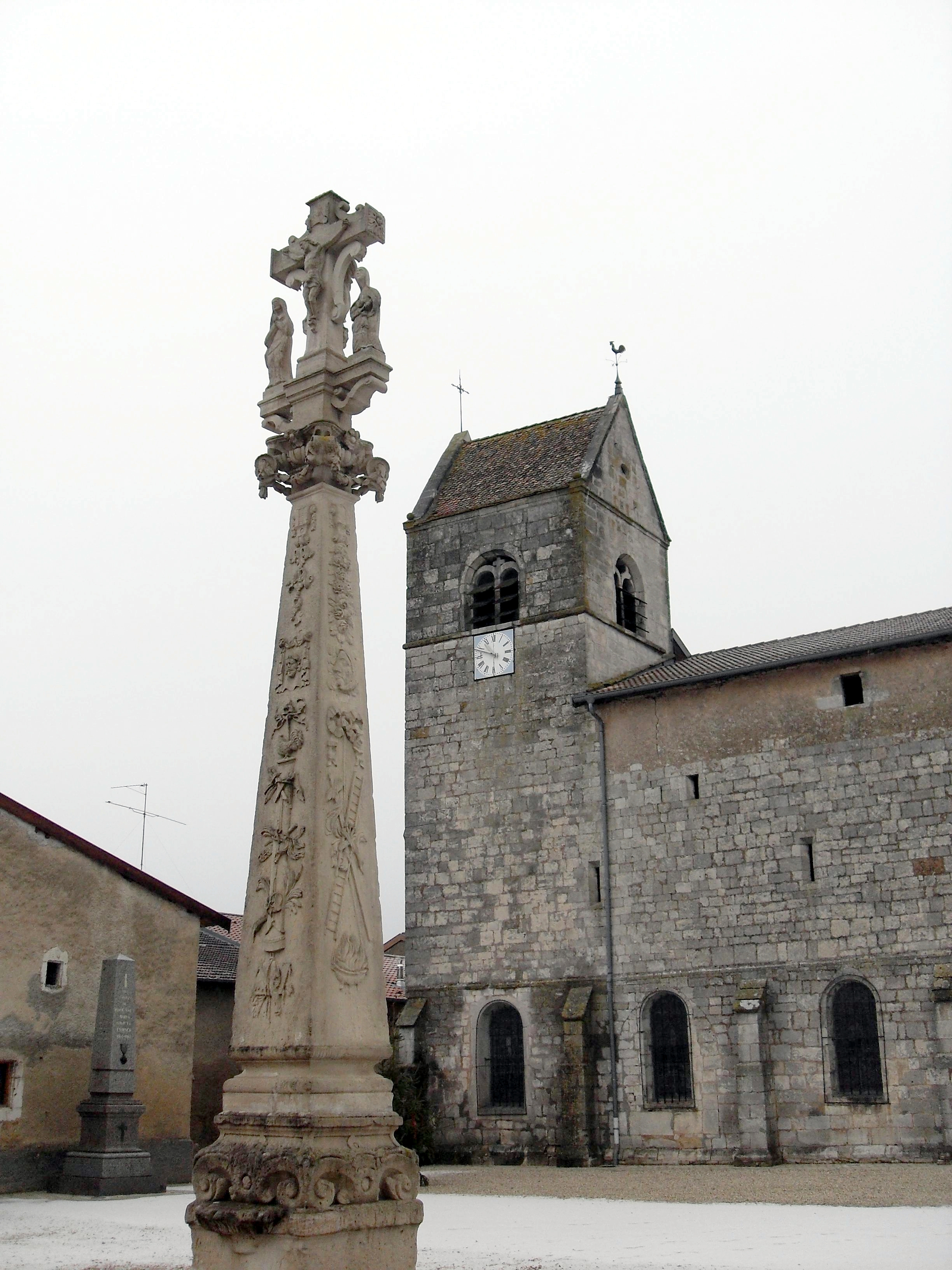
Biserica sfântul Laurențiu din Troussey, Meuse
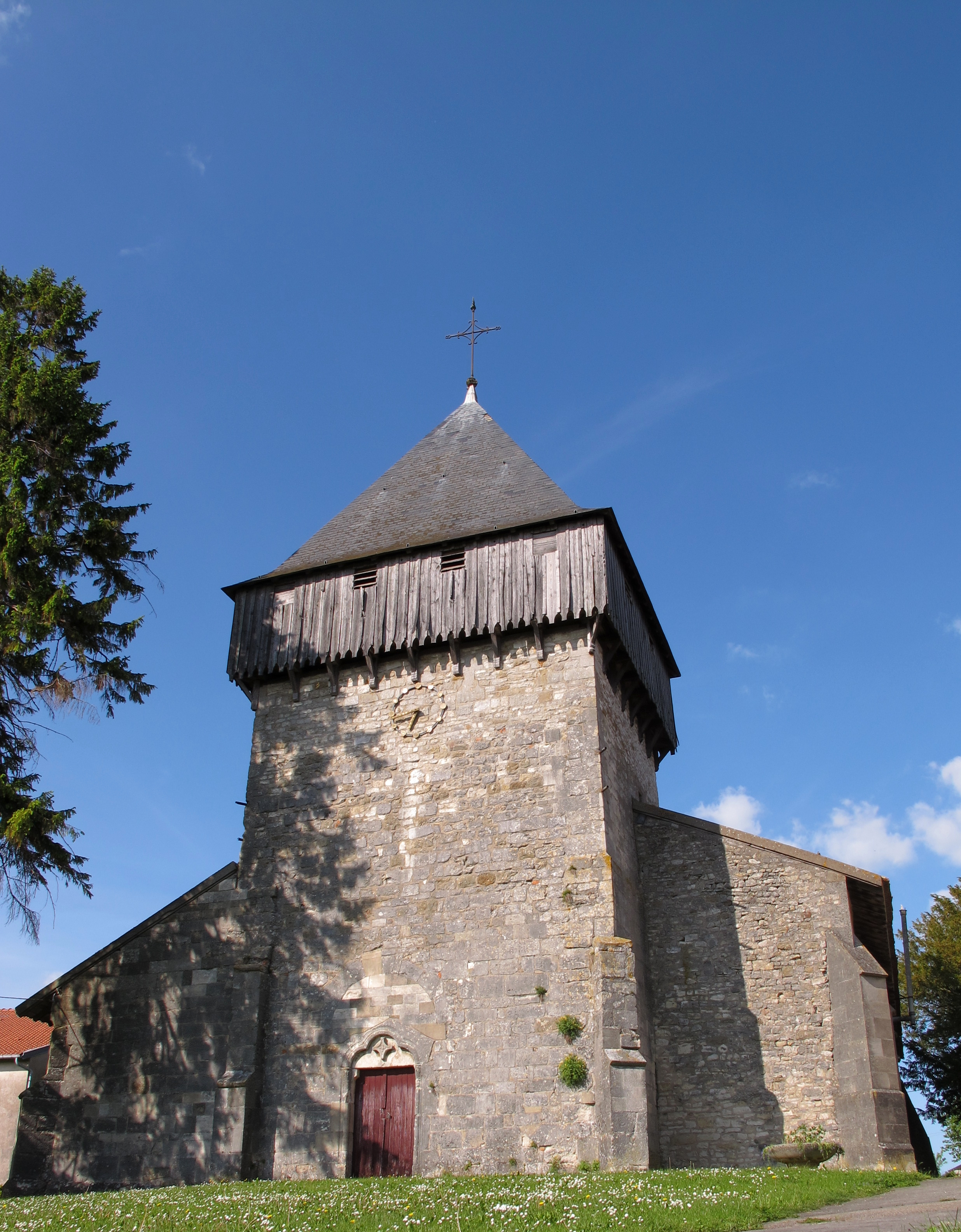
Biserica din Woël, Meuse

Departamentul Moselle
În departamentul Moselle, Pays messin care înconjură orașul și episcopia Metz păstrează singur 31 biserici fortificate sau fortificate în trecut:
- Ancy-sur-Moselle
- Ars-sur-Moselle (arsă)
- Arry, biserica sfântul Arnould
- Ay-sur-Moselle (distrusă)
- Sainte-Barbe
- Cheminot, biserica sfântul Maurițiu
- Cuvry
- Failly, biserica sfântul Trudon
- Saint-Julien-lès-Metz (distrusă?)
- Jussy
- Pierrevillers, biserica sfântul Martin, fostă biserică a Templierilor
- Magny (Metz)
- Maizières-lès-Metz (distrusă în timpul celui al doilea război mondial)
- Malroy
- Marange-Silvange, biserica sfântul Clément
- Marieulles, biserica sfântul Martin
- Mondelange, biserica sfântul Maximin
- Lessy, biserica sfântul Gorgon
- Lorry-lès-Metz, biserica sfântul Clément
- Lorry-Mardigny, biserica sfânta Cruce Arhivat în 1 mai 2013, la Wayback Machine.
- Norroy-le-Veneur, biserica sfântul Petru
- Novéant-sur-Moselle (distrusă)
- Plappeville, biserica sfânta Brigide
- Rezonville, biserica sfântul Auteur
- Rombas, biserica sfântul Rémi
- Saulny: biserica sfântul Brice
- Scy-Chazelles : biserica sfântul Quentin în care odihnește tatăl Europei, Robert Schuman
- Semécourt
- Sillegny : biserica sfântul Martin, numită "Mica Sixtină din Lorena" din cauza frescelor sale
- Vallières-lès-Metz, biserica sfânta Lucia
- Vaux, biserica sfântul Rémy

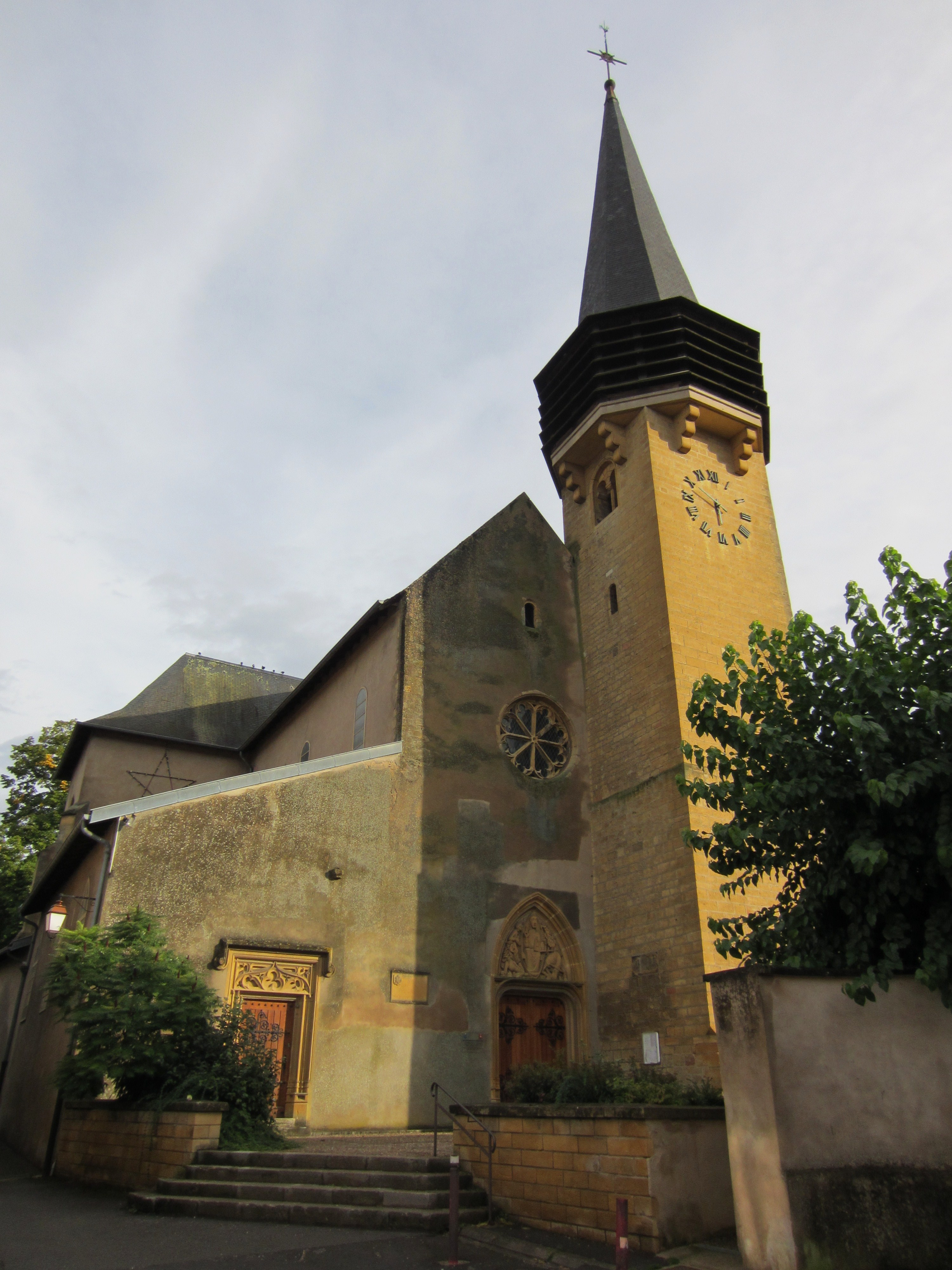
Biserica din Ancy-sur-Moselle
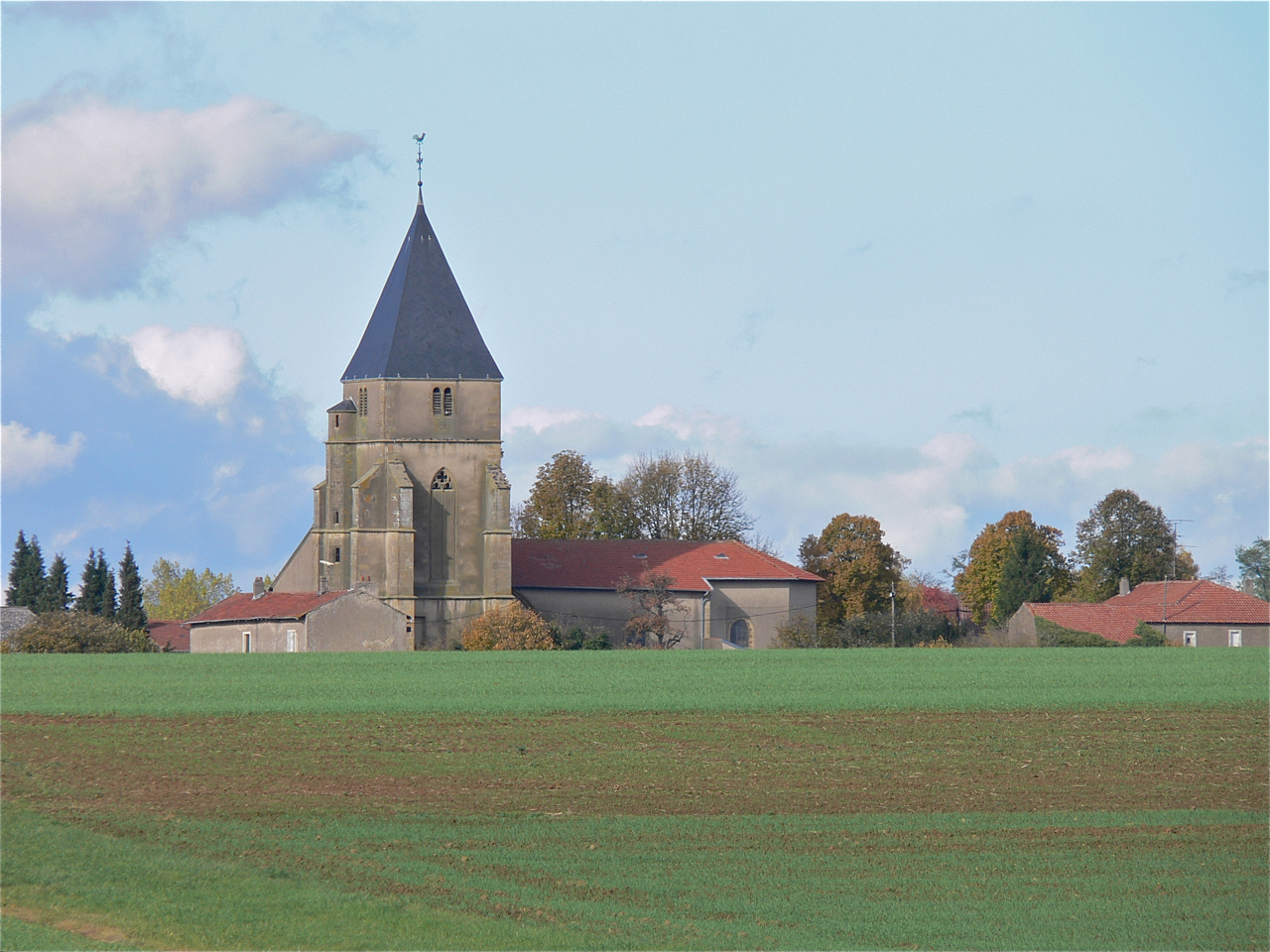
Biserica din Sainte-Barbe
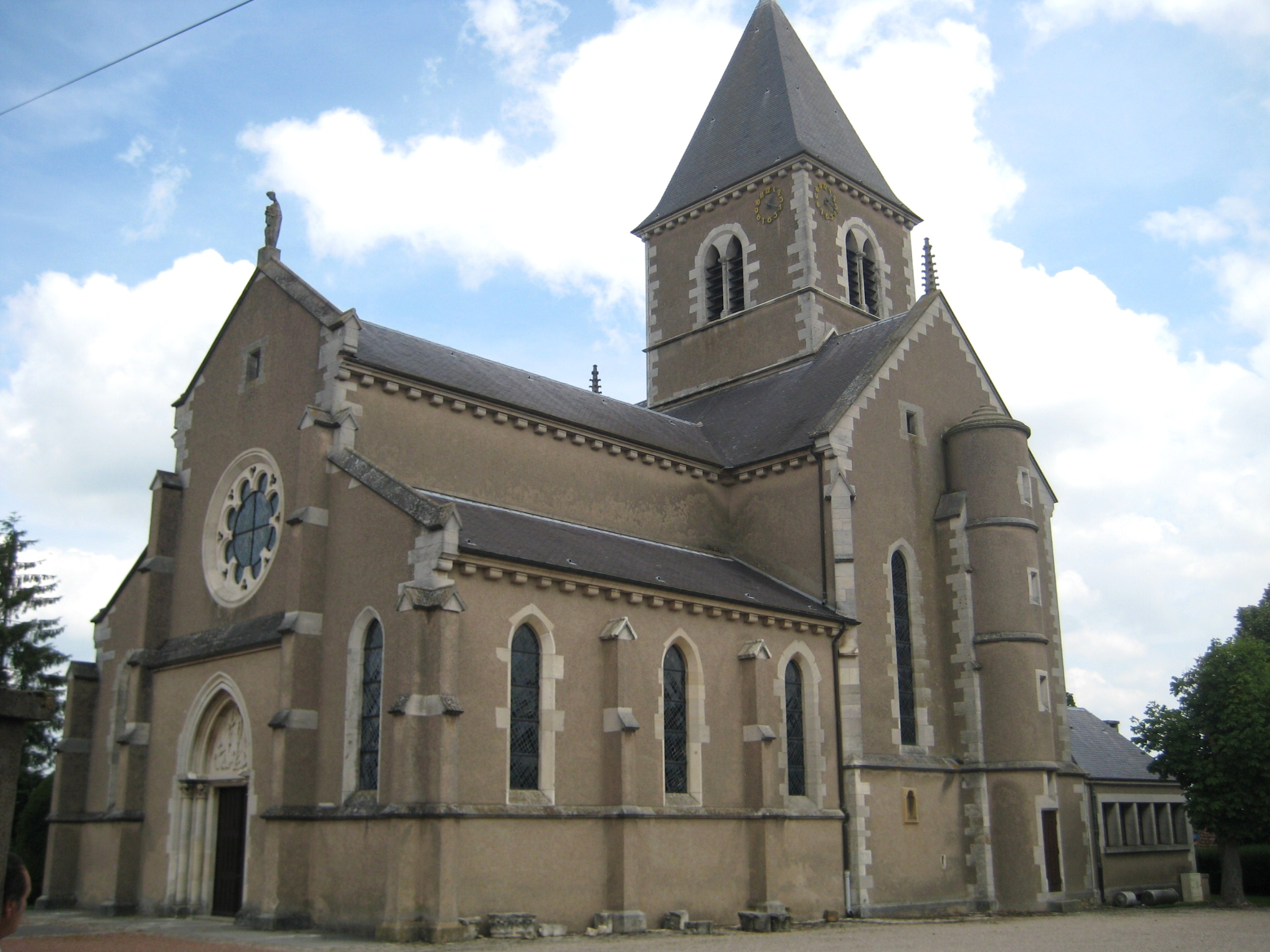
Biserica sfântul Maurițiu din Cheminot
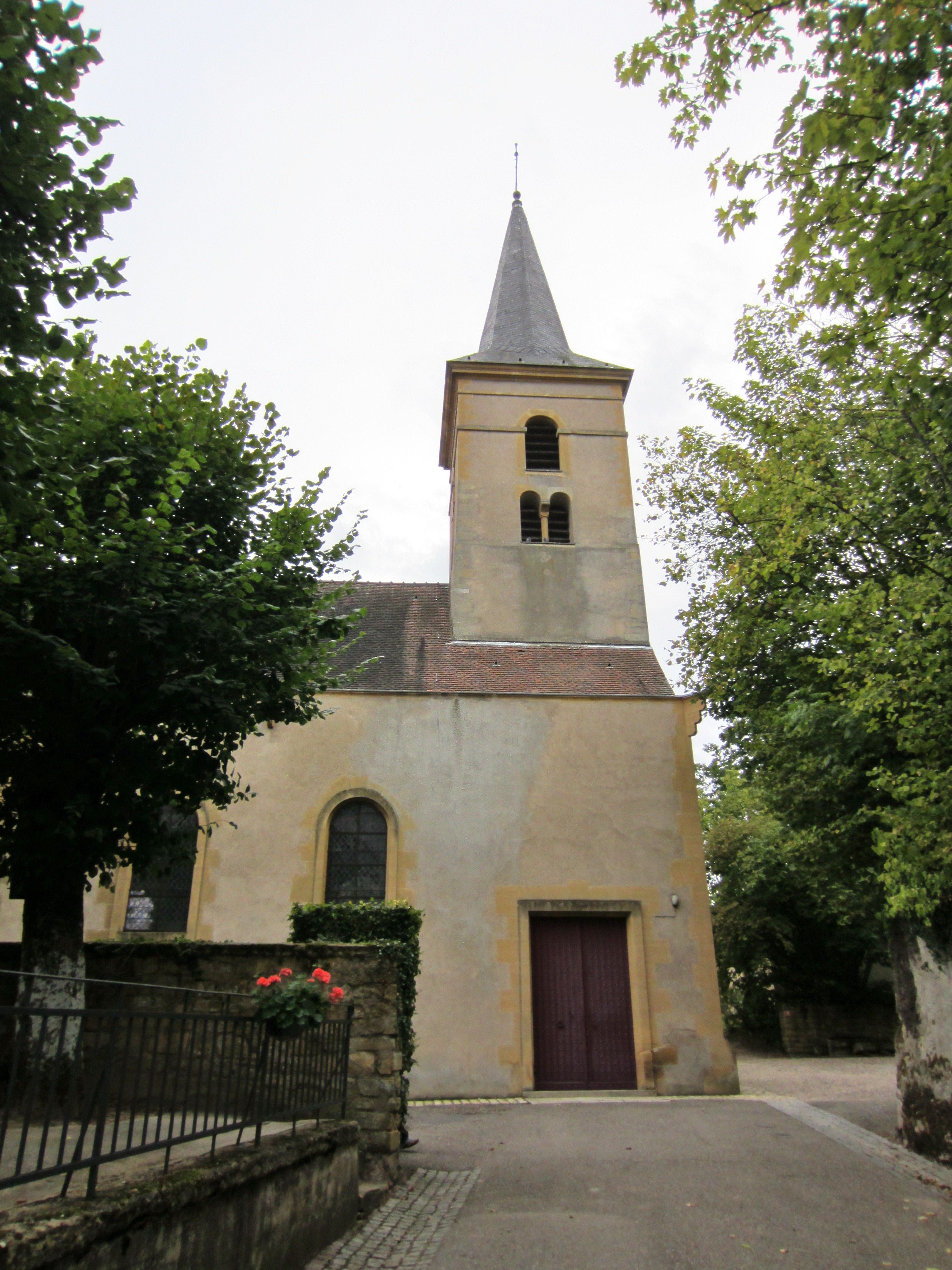
Biserica din Jussy
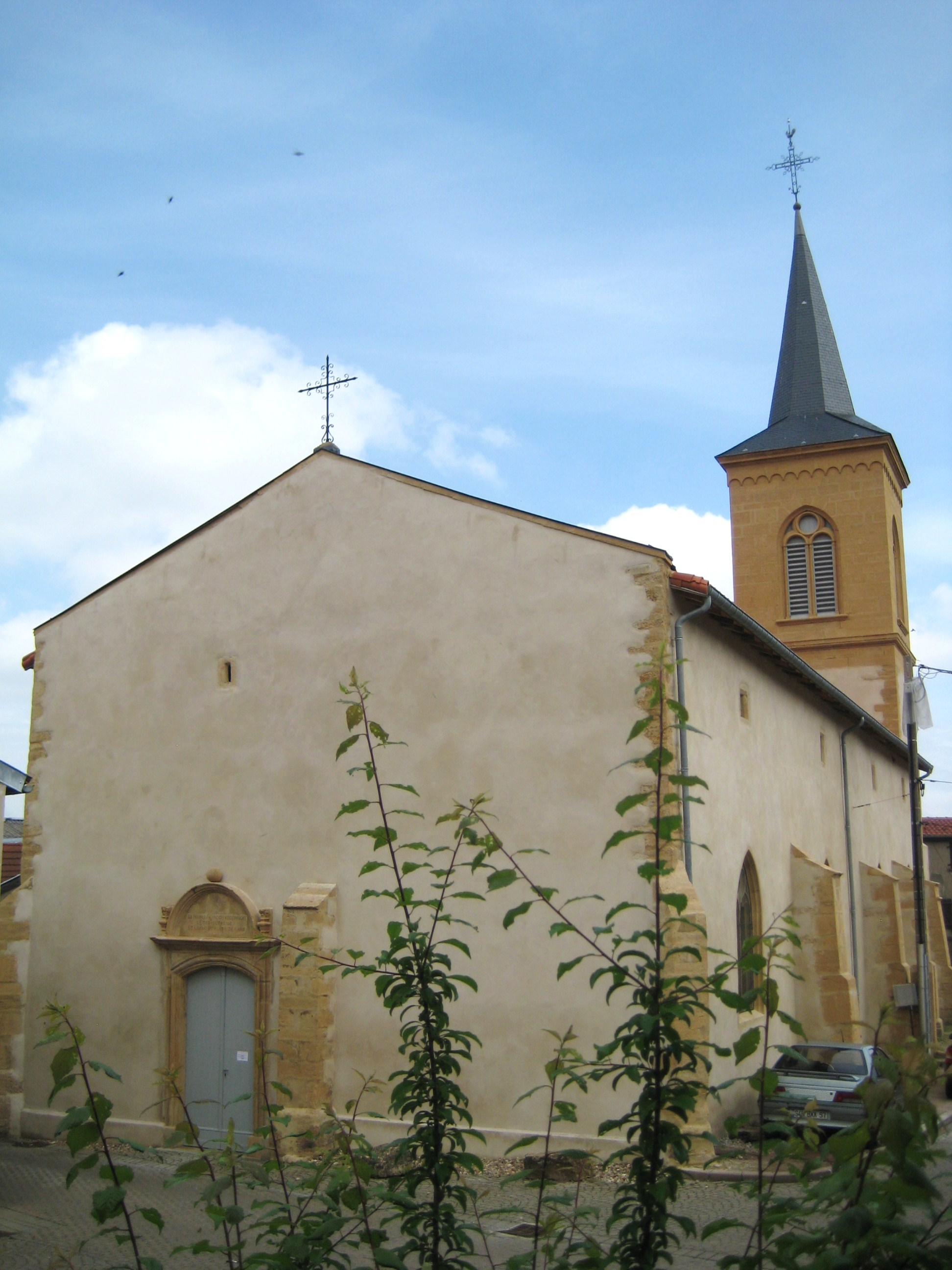
Biserica sfântul Martin din Pierrevilliers
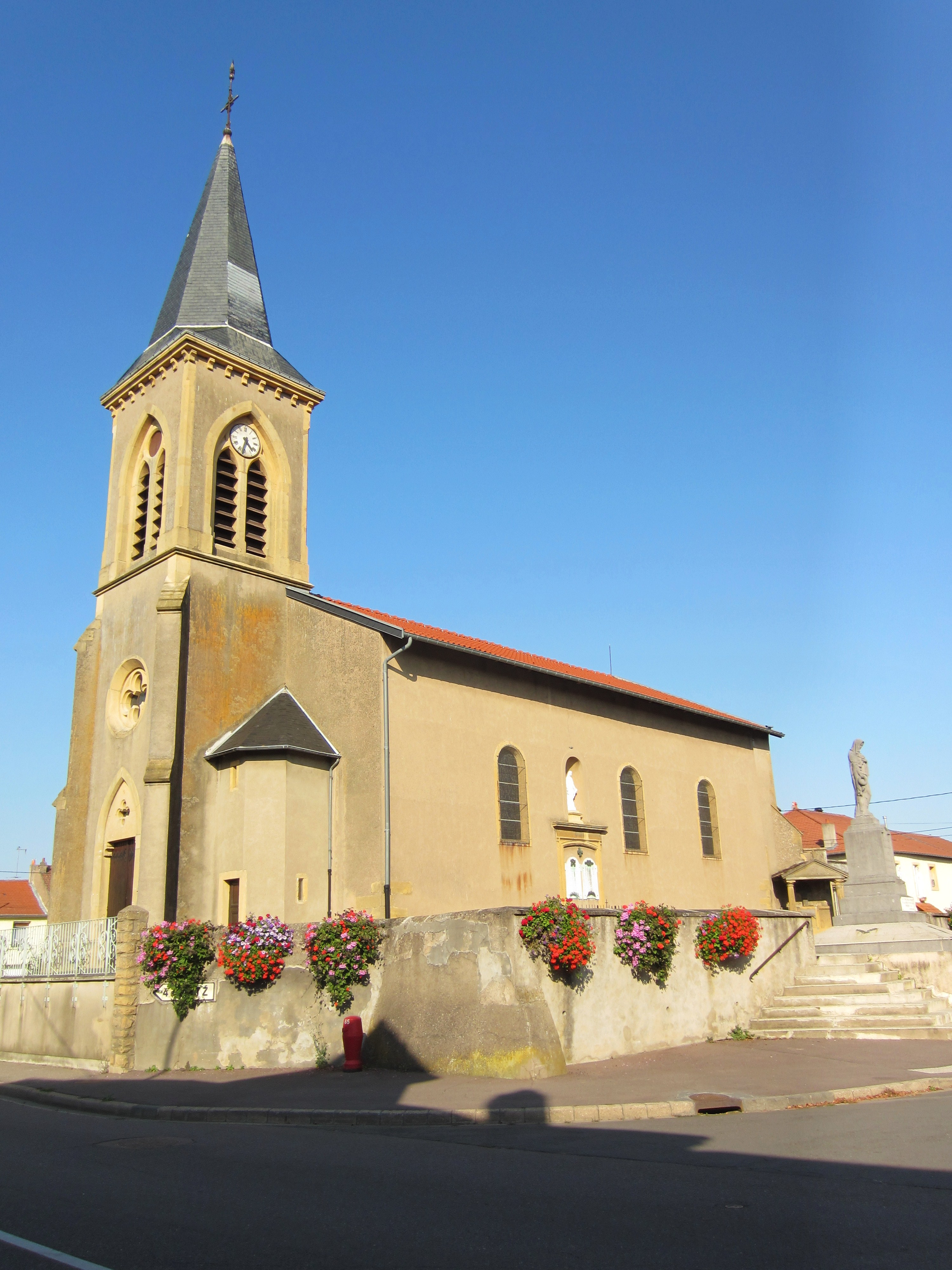
Biserica din Magny (Metz)
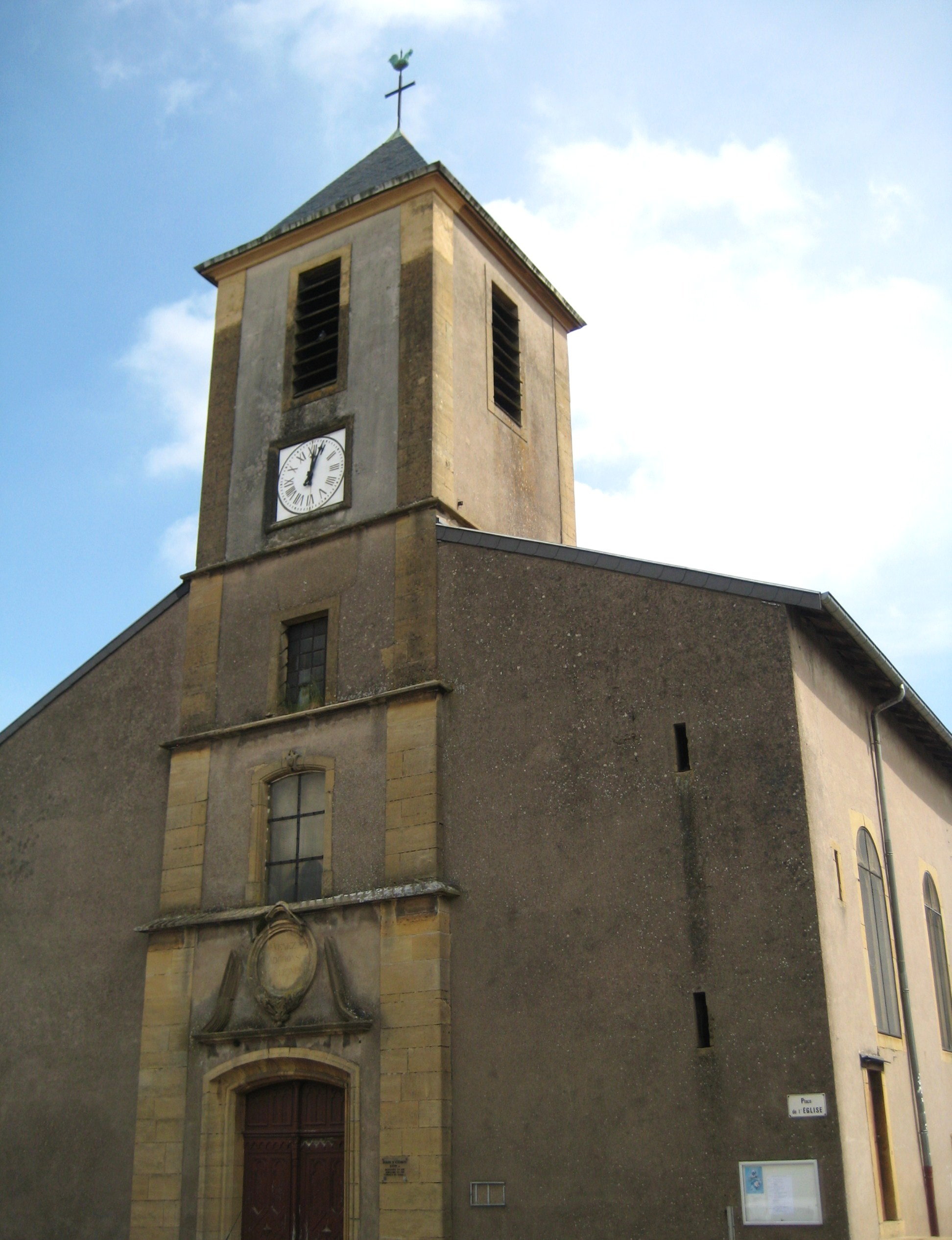
Biserica sfântul Clément din Marange-Silvange
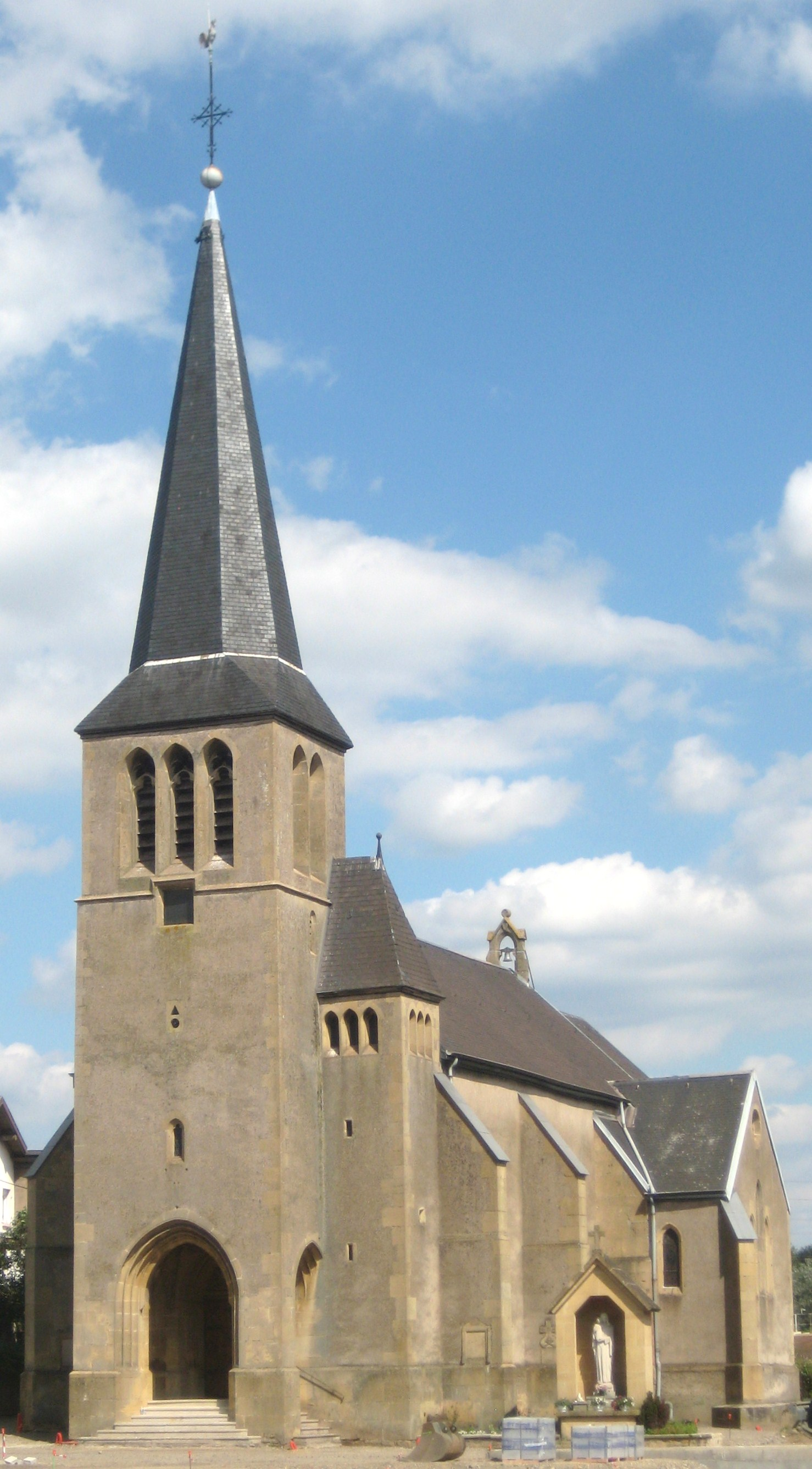
Biserica sfântul Maximin din Mondelange
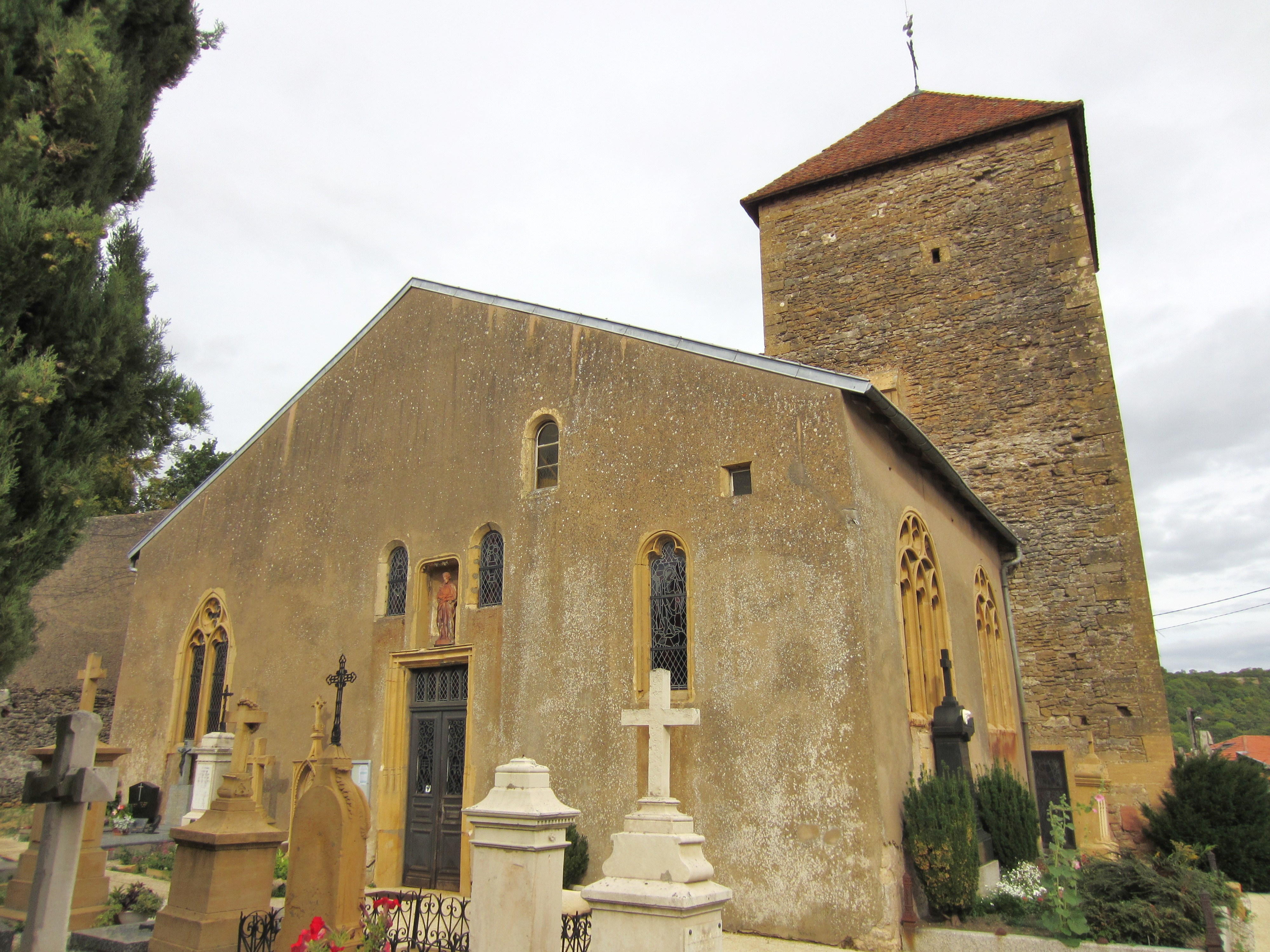
Biserica sfântul Gorgon din Lessy
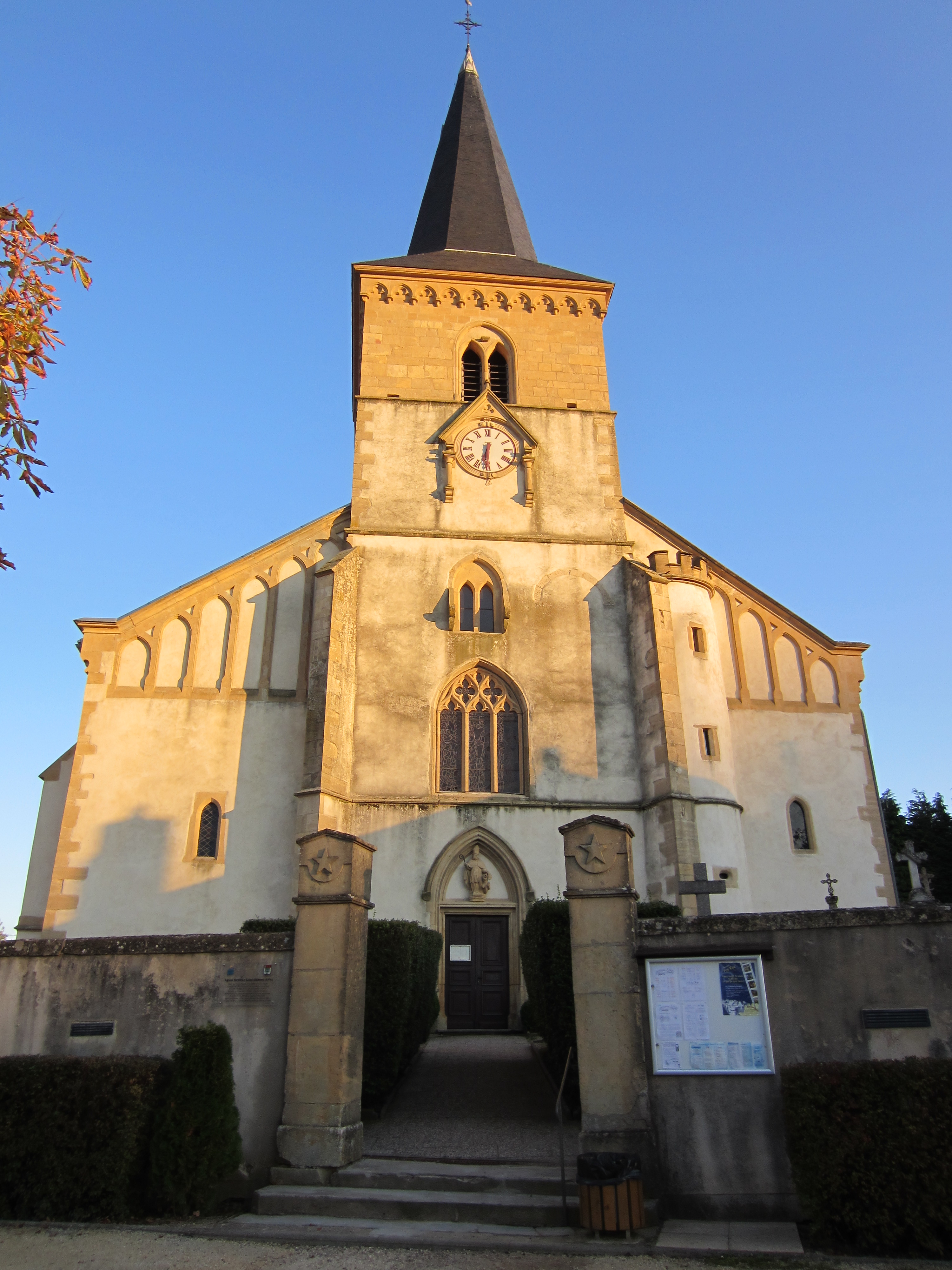
Biserica sfântul Clément din Lorry-lès-Metz
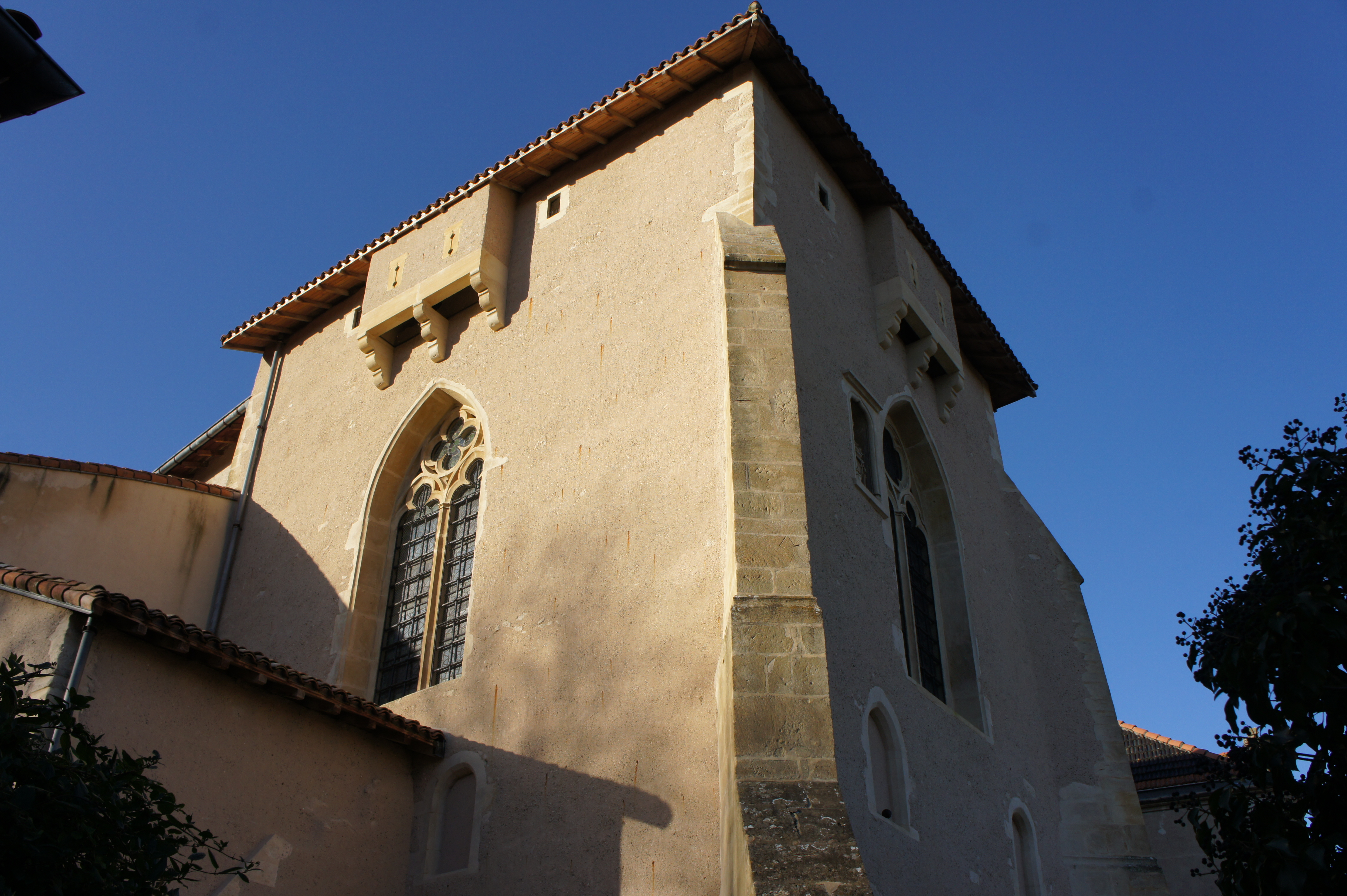
Biserica sfântul Petru din Norroy-le-Veneur
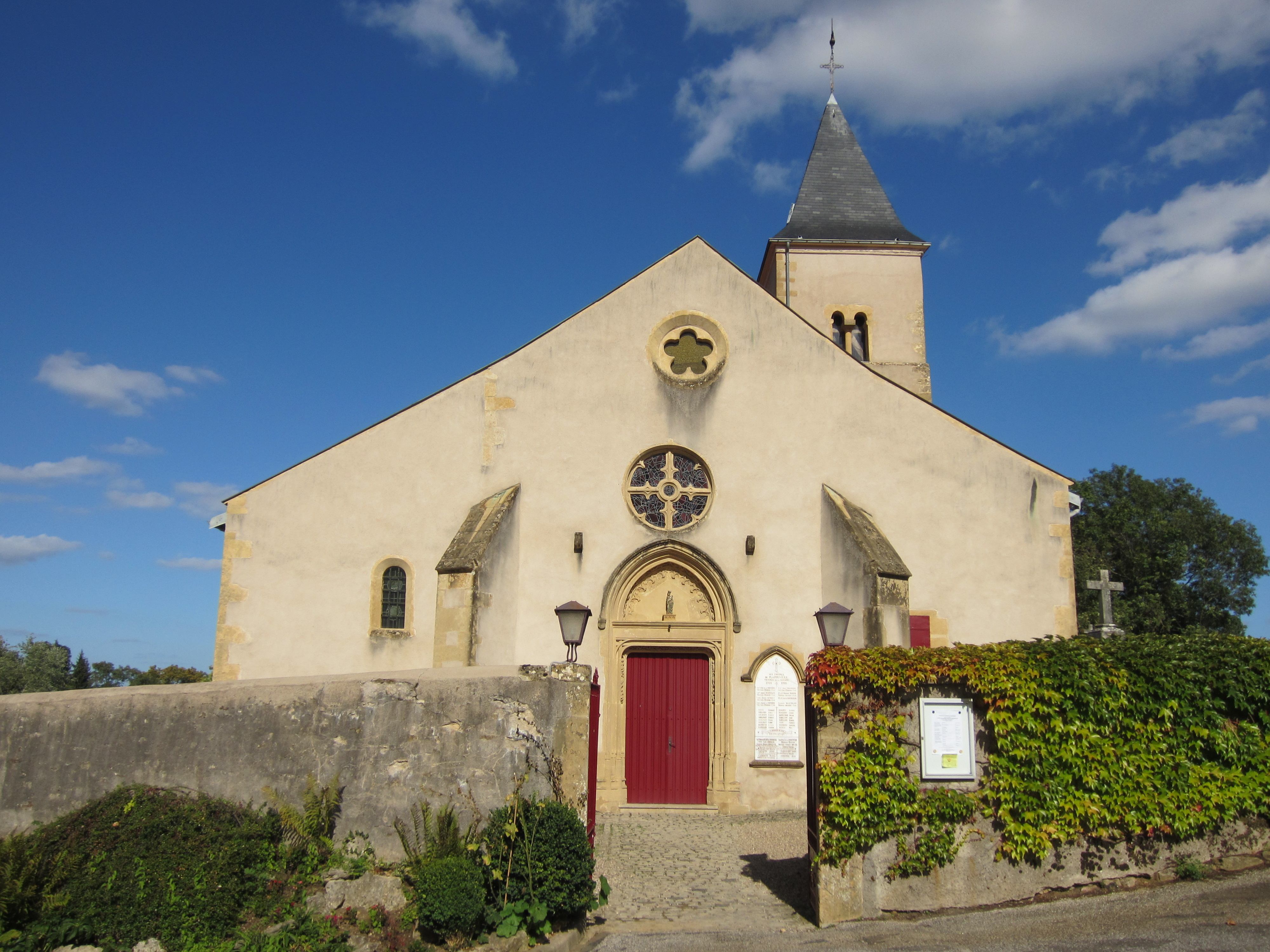
Biserica sfânta Brigide din Plappeville
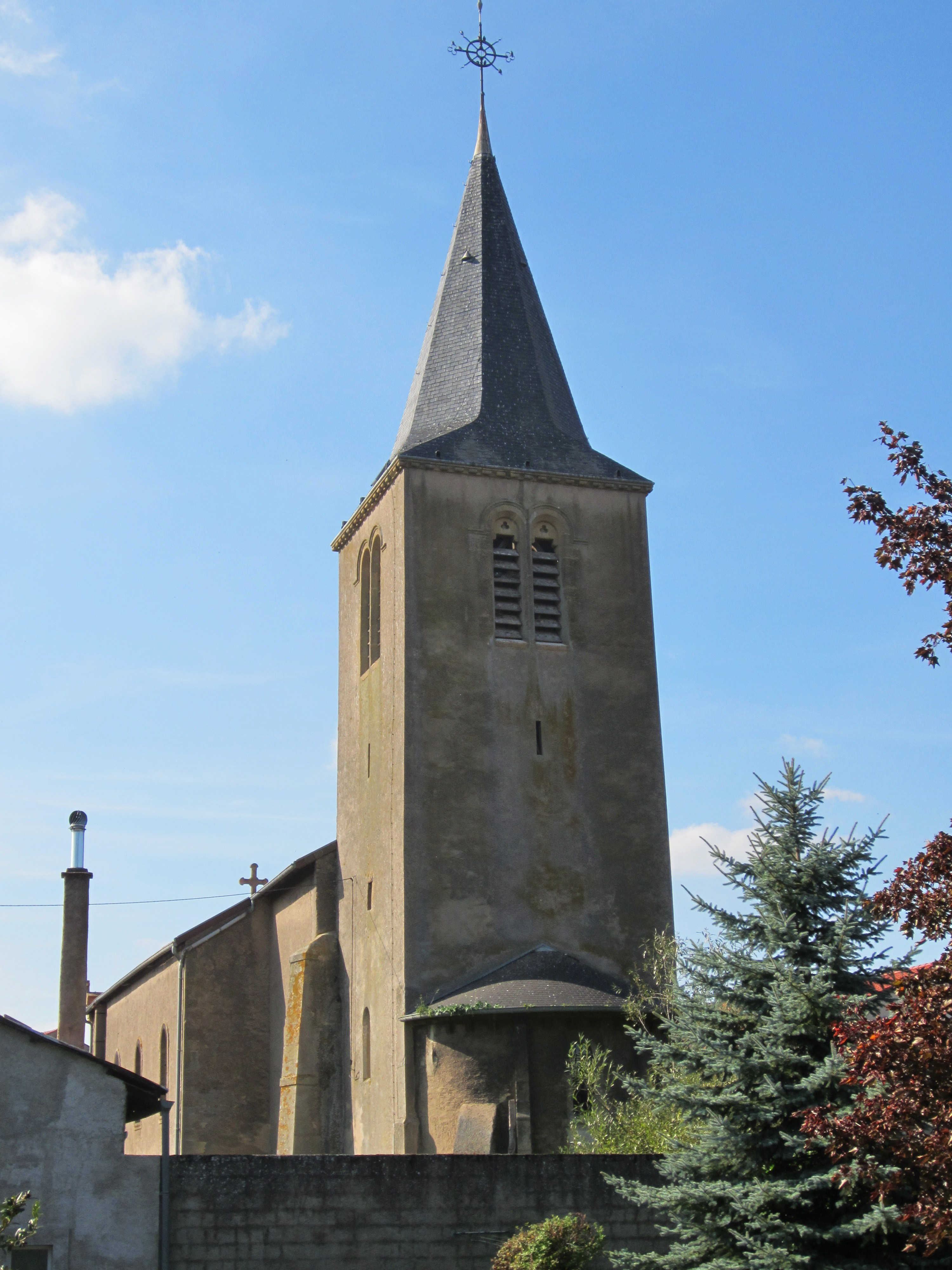
Biserica sfântul Auteur din Rezonville
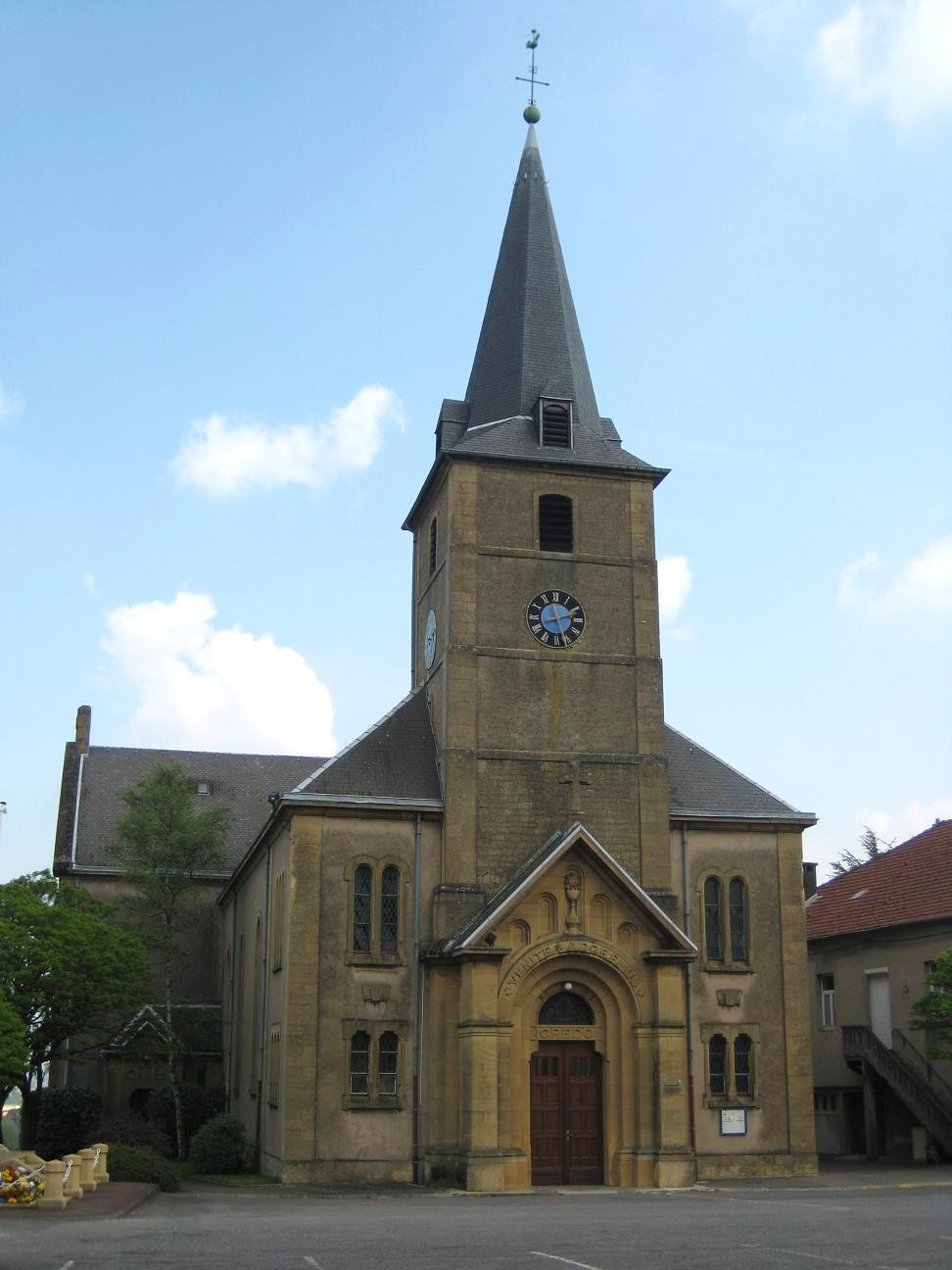
Biserica sfântul Rémi din Rombas
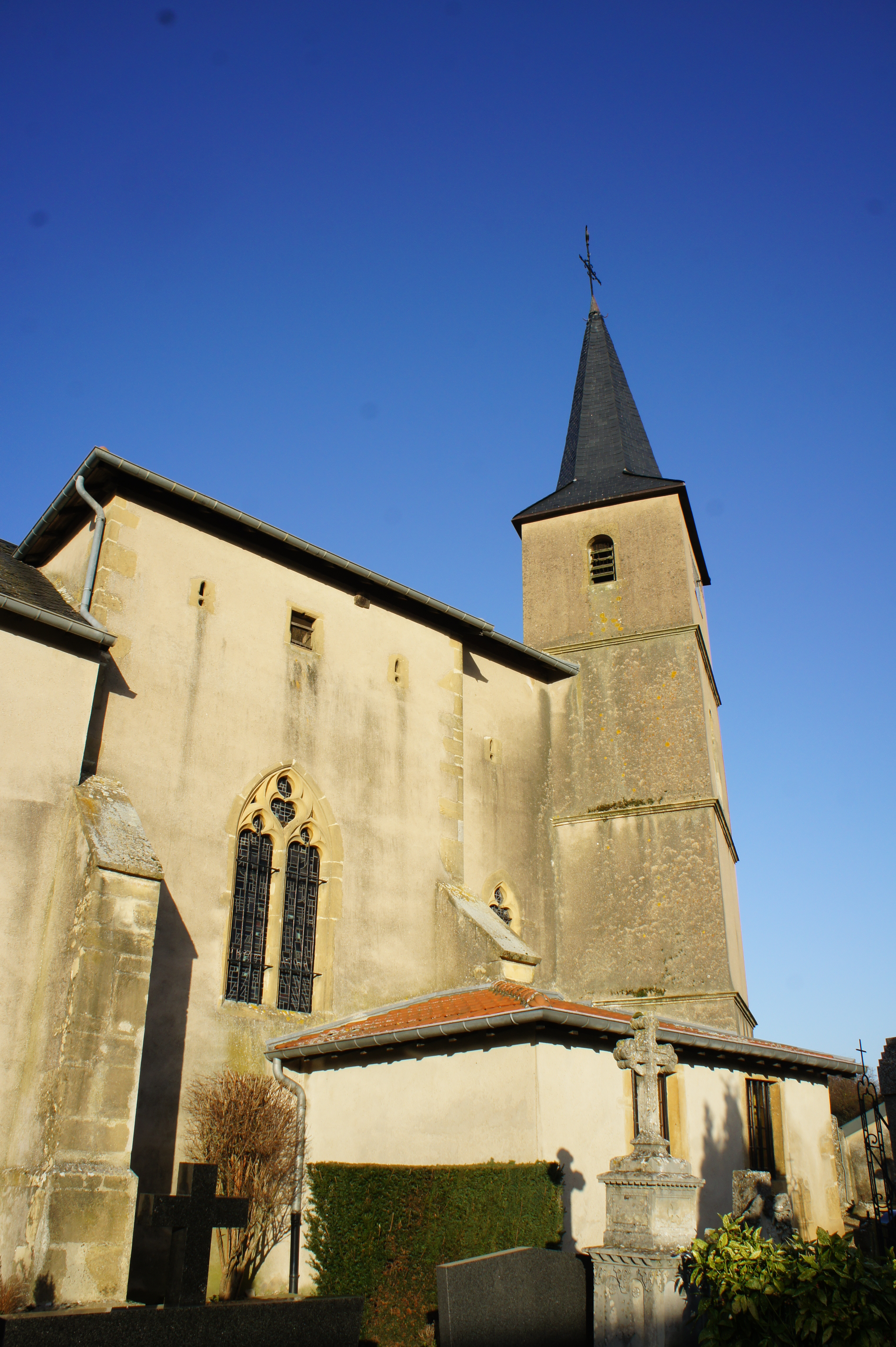
Biserica sfântul Brice din Saulny
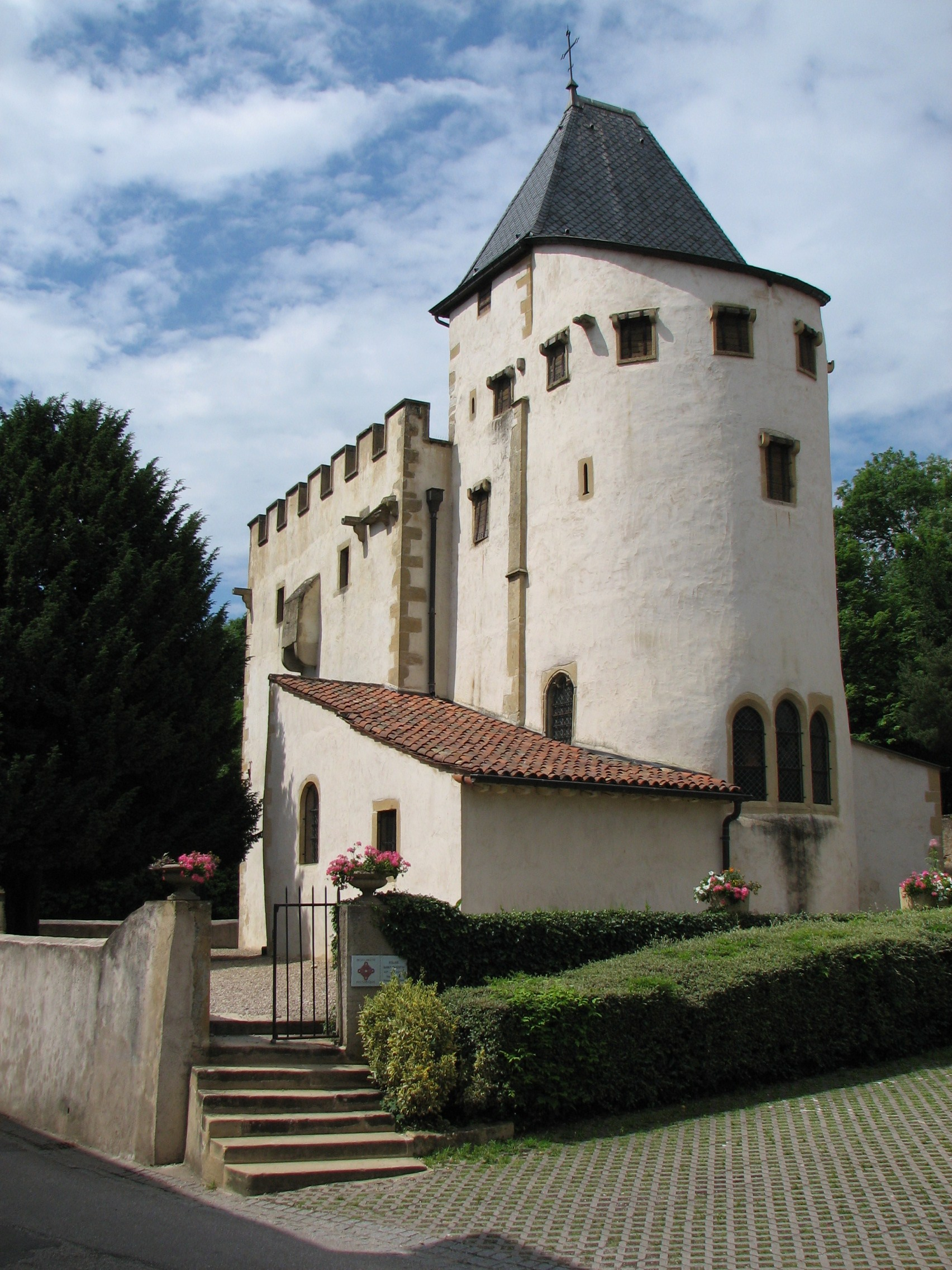
Biserica sfântul Quentin din Scy-Chazelles
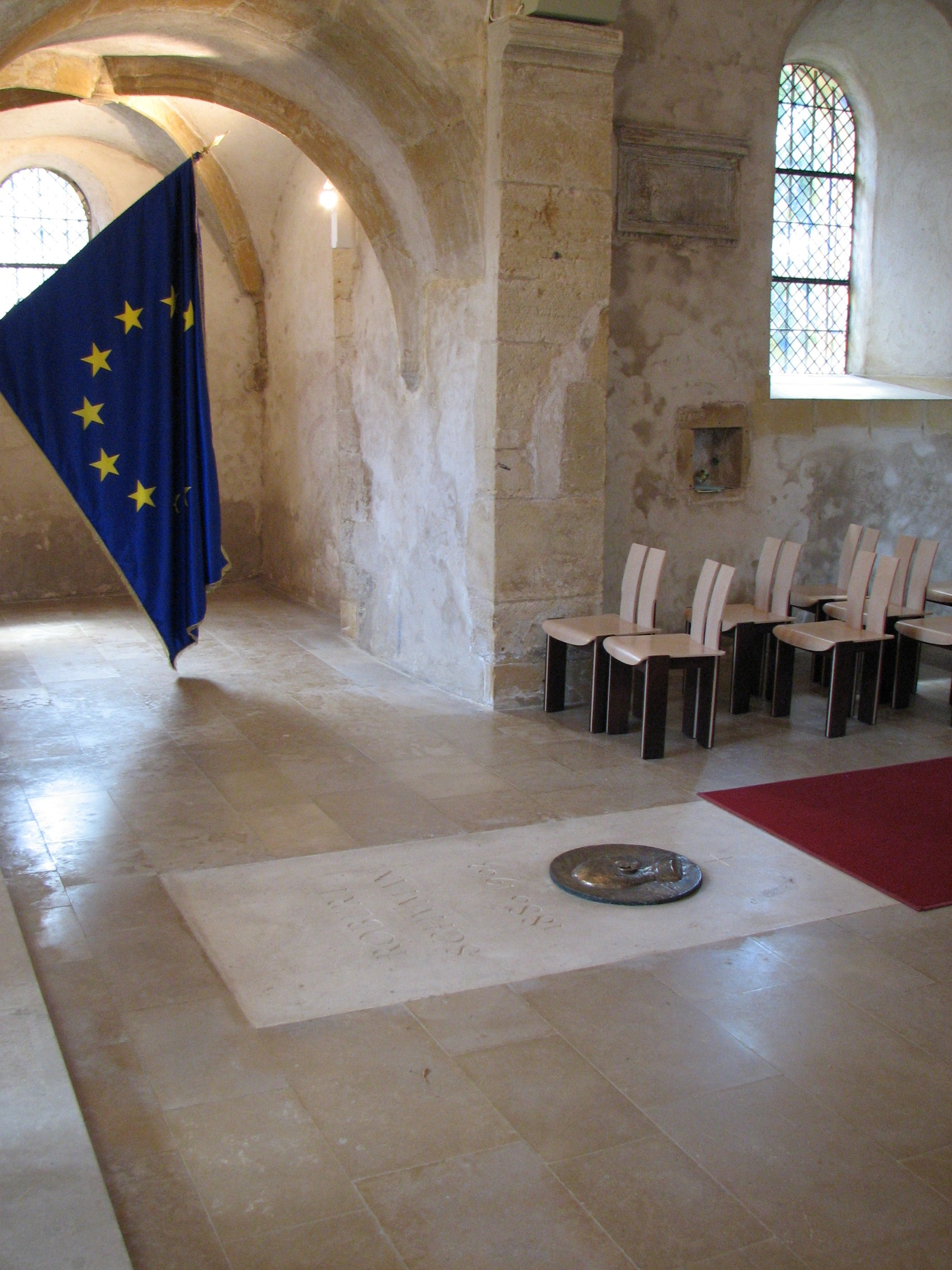
Mormântul lui Robert Schuman în biserica sfântul Quentin din Scy-Chazelles
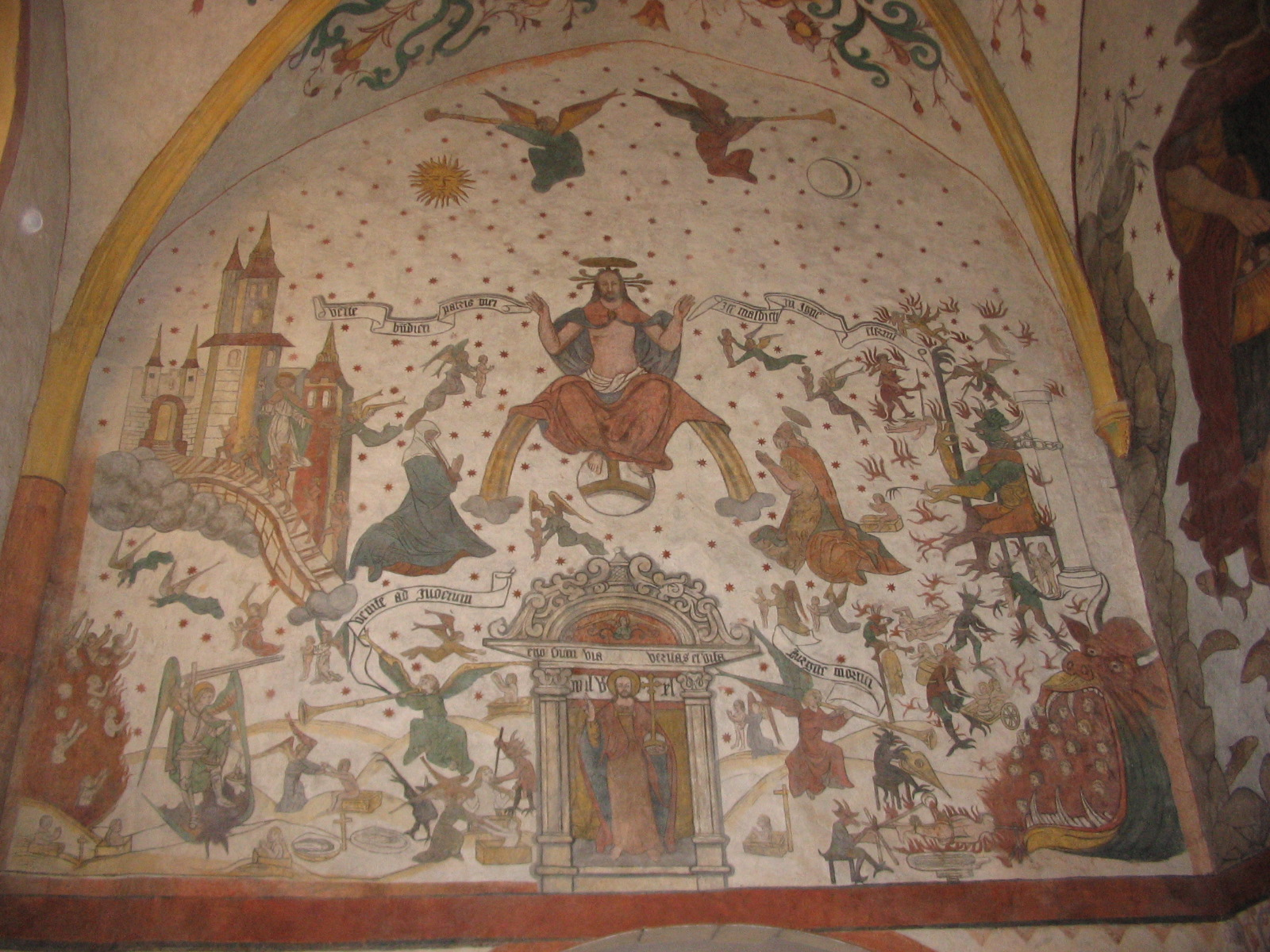
Interiorul bisericii sfântul Martin din Sillegny
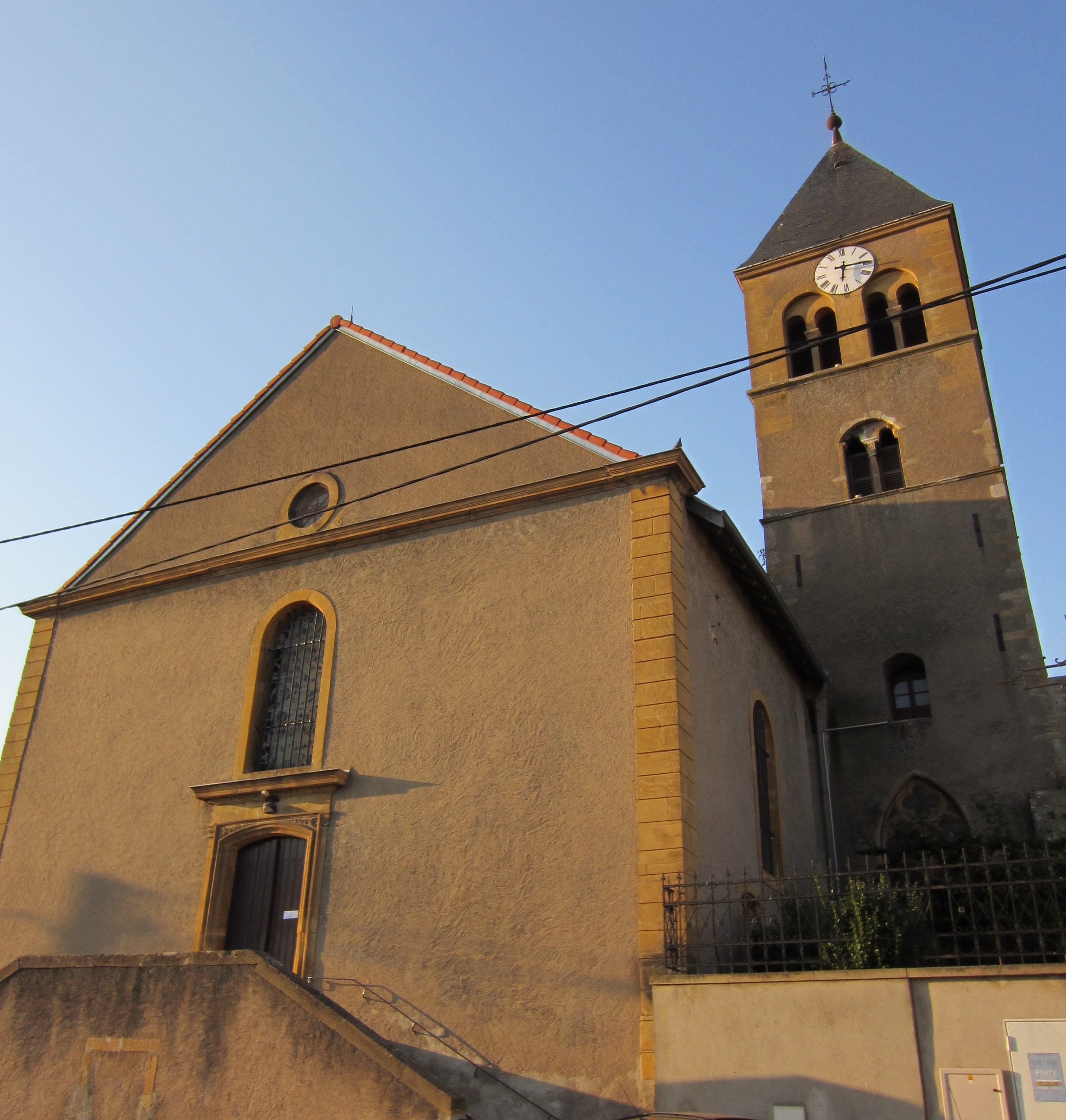
Biserica sfânta Lucia din Vallières-lès-Metz
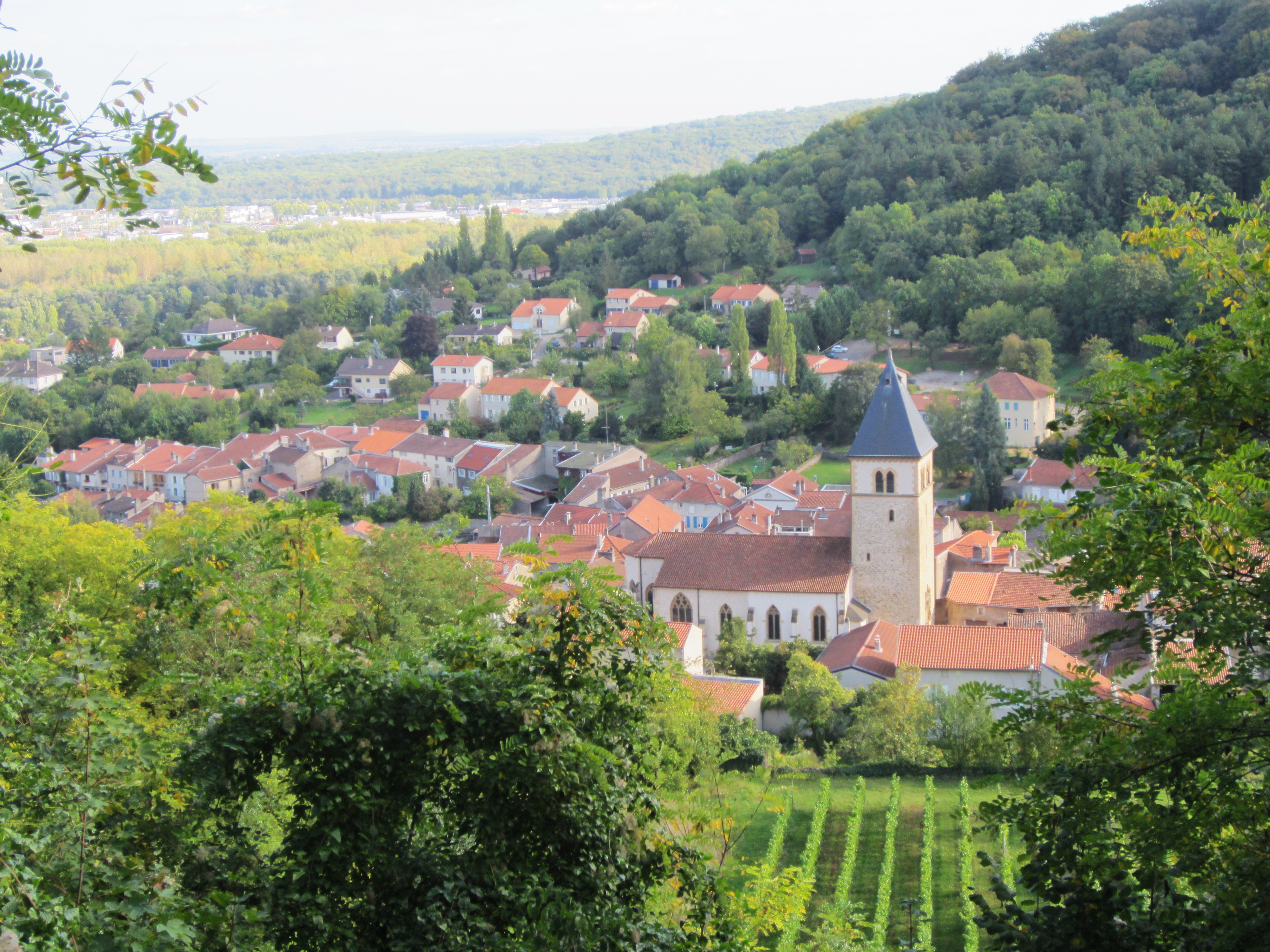
Biserica sfântul Rémy din Vaux

### Midi-Pyrénées

Midi-Pyrénées

Sînt repertoriate bisericile departamentelor următoare:
- Aveyron
- Gers
- Lot

Departamentul Aveyron
- Inières (Saint-Radegonde), biserică Arhivat în 1 iulie 2012, la Wayback Machine.
- Sainte-Radegonde, biserică Arhivat în 1 iulie 2012, la Wayback Machine.

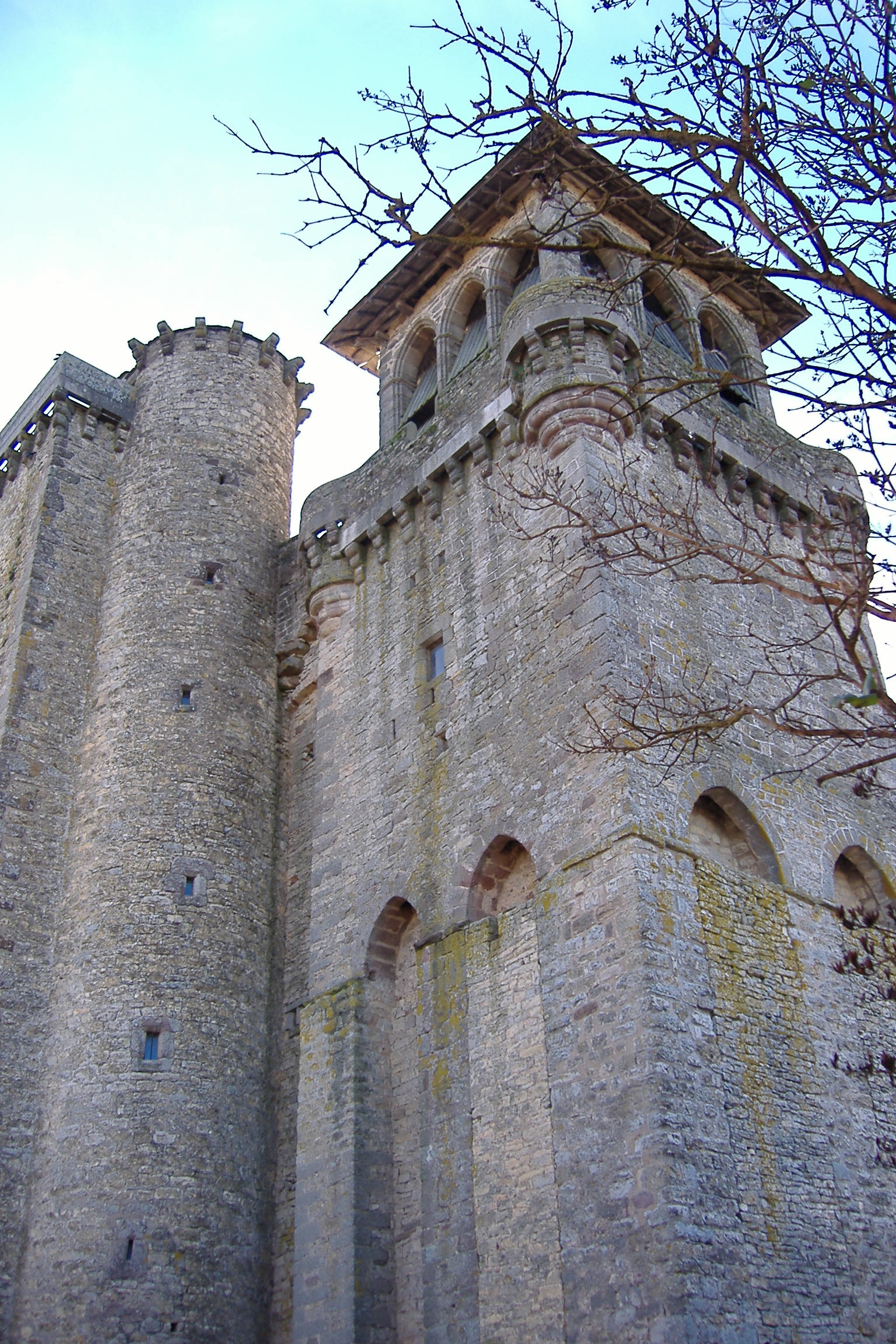
Biserica din Sainte-Radegonde, Aveyron

Departamentul Gers

Departamenul Gers
- Larressingle
- Saramon (reamenajată)
- Simorre

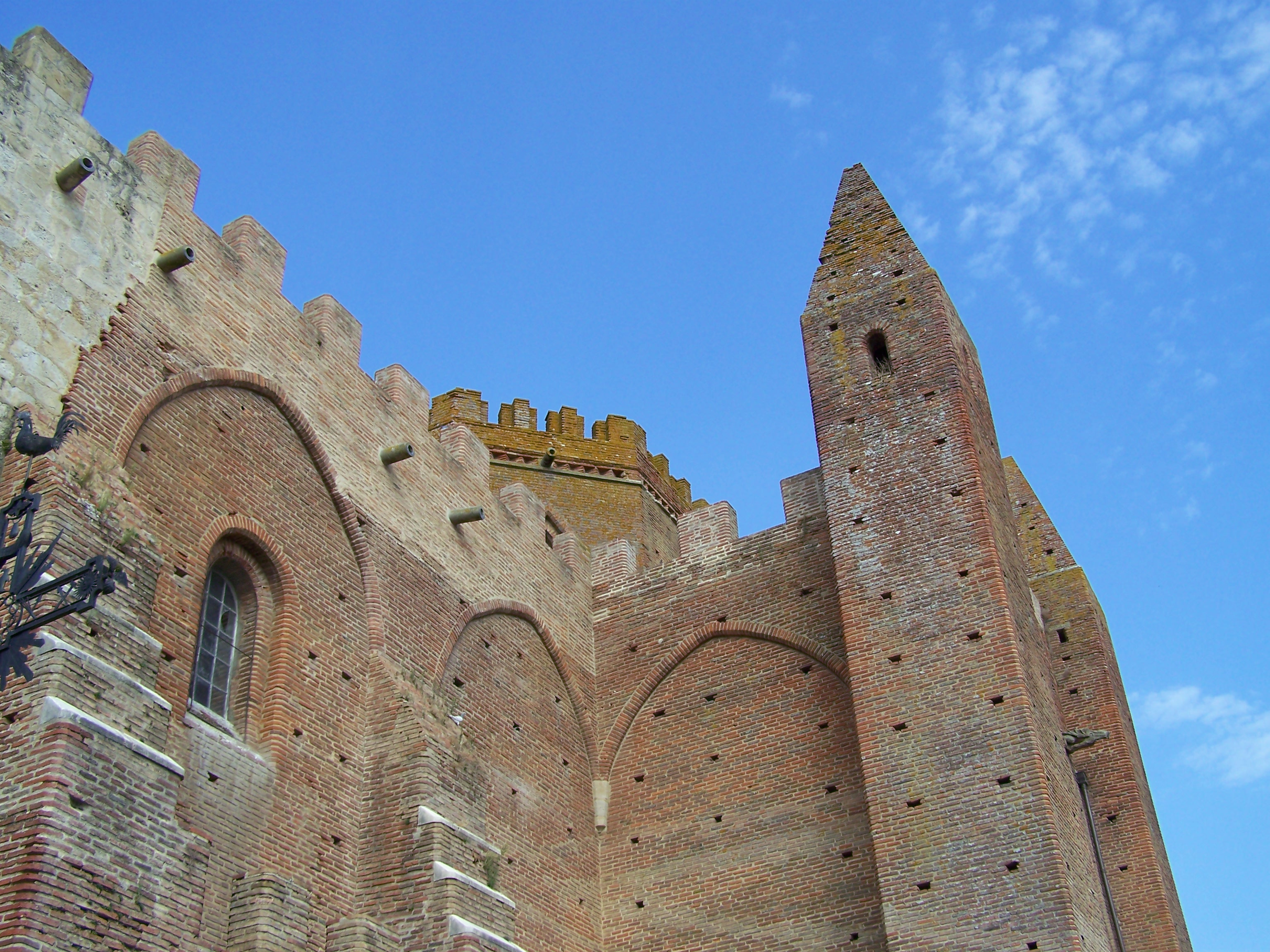
Biserica din Simorre, Gers

Departamentul Lot
- Lamothe-Fénelon
- Martel
- Rudelle
- Saint-Pierre-Toirac, biserica sfântul Petru, popas pe drumul lui Iacob
- Vayrac

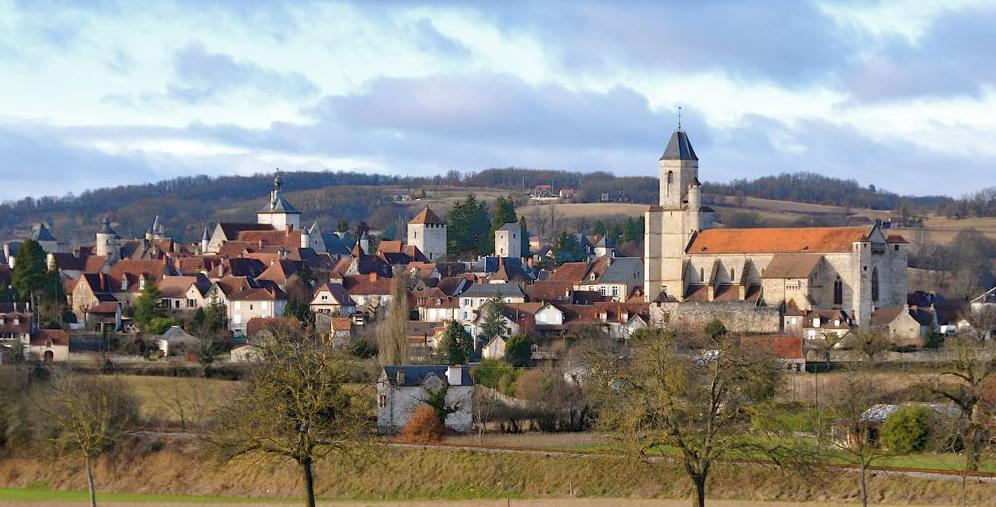
Biserica sfântul Maur (dreaptă) din Martel, Lot
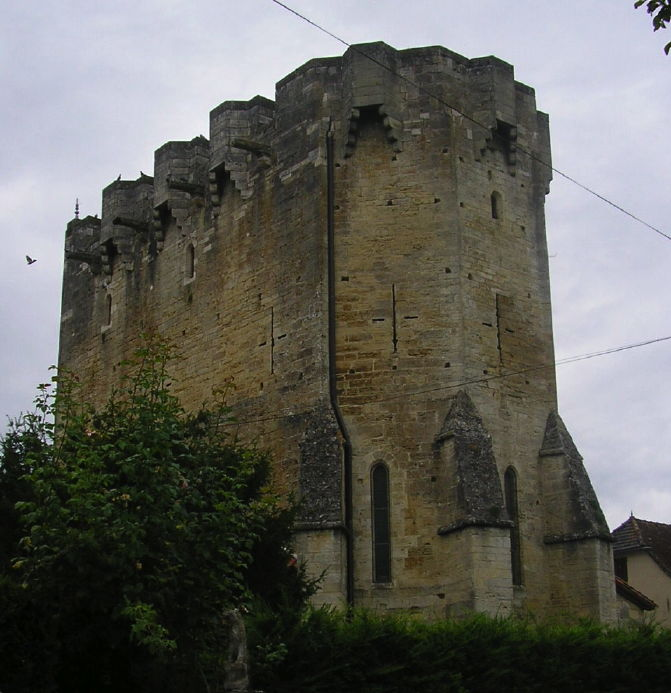
Biserica din Rudelle, Lot
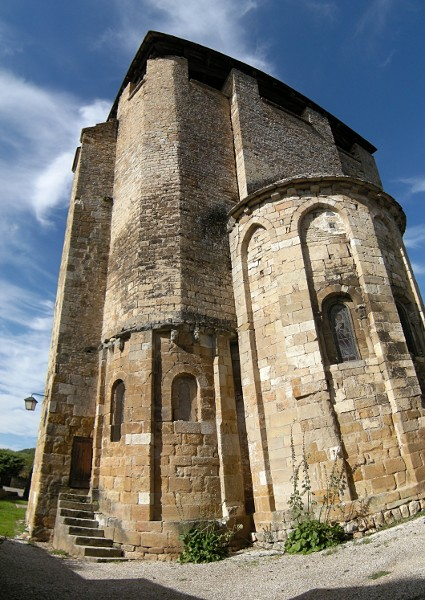
Biserica sfântul Petru din Saint-Pierre-Toirac, Lot

### Normandia de Jos

Normandia de jos în Franța

Sînt repertoriate bisericile departamentelor următoare:

Departamentul Calvados în Franța

- Calvados

Calvados
- Bonneville la Louvet

### Poitou-Charentes

Poitou-Charentes în Franța

Sînt repertoriate bisericile departamentelor următoare:
- Charente
- Charente-Maritime
- Deux-Sèvres

Departamentul Charente
Departamentul Charente-Maritime
- Chillac, biserica sfântul Sulpice

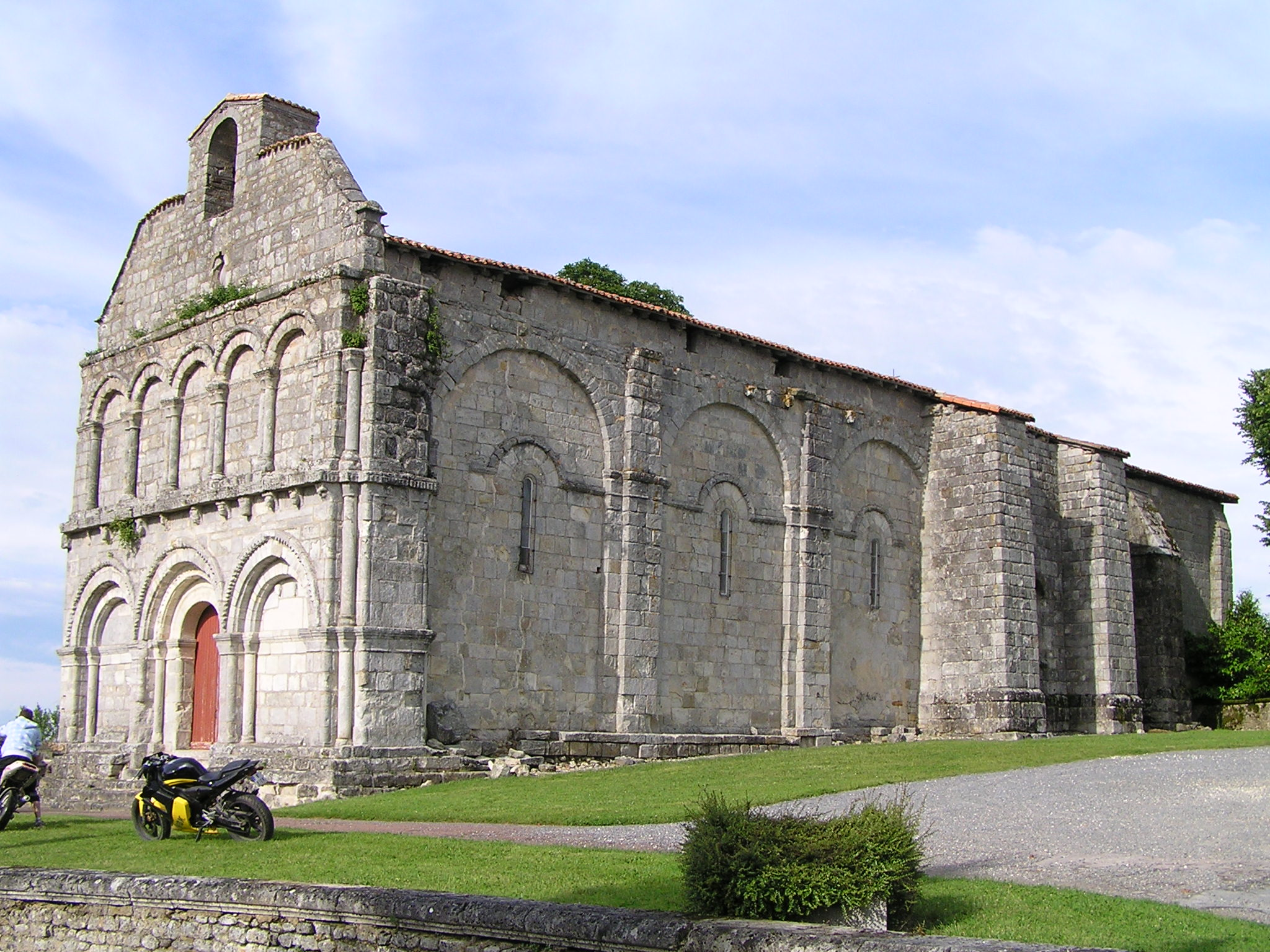
Biserica sfântul Sulpice, Chillac, Charente-Maritime

Departamentul Deux-Sèvres

### Provence-Alpes-Côte d’Azur
Departamentul Alpes-de-Haute-Provence
Departamentul Bouches-du-Rhône
Departamentul Vaucluse

### Rhône-Alpes
Departamentul Ardèche

## Germania
Cele mai multe biserici fortificate ale Germaniei se află în Baden-Württemberg, Bavaria și în Hessa. La nord, se situează mai ales în jurul munților Erzgebirge.

### Baden-Württemberg

Baden-Württemberg în Germania

Sînt repertoriate bisericile următoarelor districte și orașe:

Districtul Alb-Donau în Germania

- Alb-Donau
- Böblingen

Districtul Alb-Donau
- Laichingen, biserica sfântul Alban

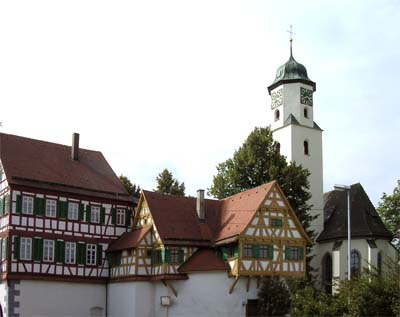
Biserica sfântul Alban din Laichingen, districtul Alb-Donau

Districtul Böblingen

Districtul Böblingen în Germania

- Merklingen (Weil der Stadt), biserica sfântul Remigius

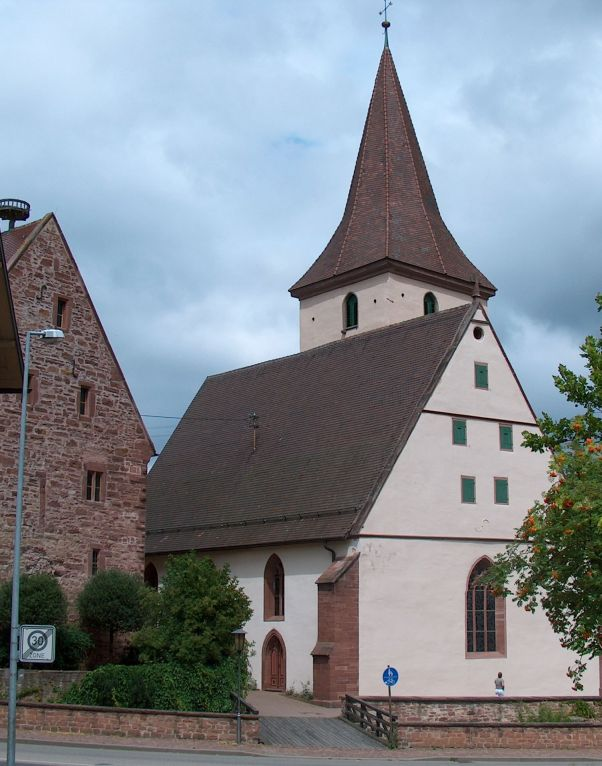
Biserica sfântul Remigius din Merklingen, Weil der Stadt, districtul Böblingen

### Bavaria

Bavaria

Sînt repertoriate bisericile următoarelor districte și orașe:
- Bad Kissingen (district)
- Bamberg (district)
- Cham (district)
- Eichstätt (district)
- Erlangen (oraș)
- Erlangen-Höchstadt (district)
- Forchheim (district)
- Fürth (oraș)
- Fürth (district)
- Haßberge (district)
- Hof (district)
- Kitzingen (district)
- Kronach (district)
- Main-Spessart (district)
- Miltenberg (district)
- Neustadt an der Aisch-Bad Windsheim (district)
- Nürnberg (oraș)
- Passau (district)
- Rhön-Grabfeld (district)
- Schweinfurt (district)
- Würzburg (district)

Districtul Bad Kissingen
Districtul Bad Kissingen face parte a regiunii Franconia
- Diebach (Hammelburg)
- Fuchsstadt

Districtul Bamberg
Districtul Bamberg face parte a regiunii Franconia
- Hohenpölz (Heiligenstadt in Oberfranken), biserica sfinții Laurențiu și Henric

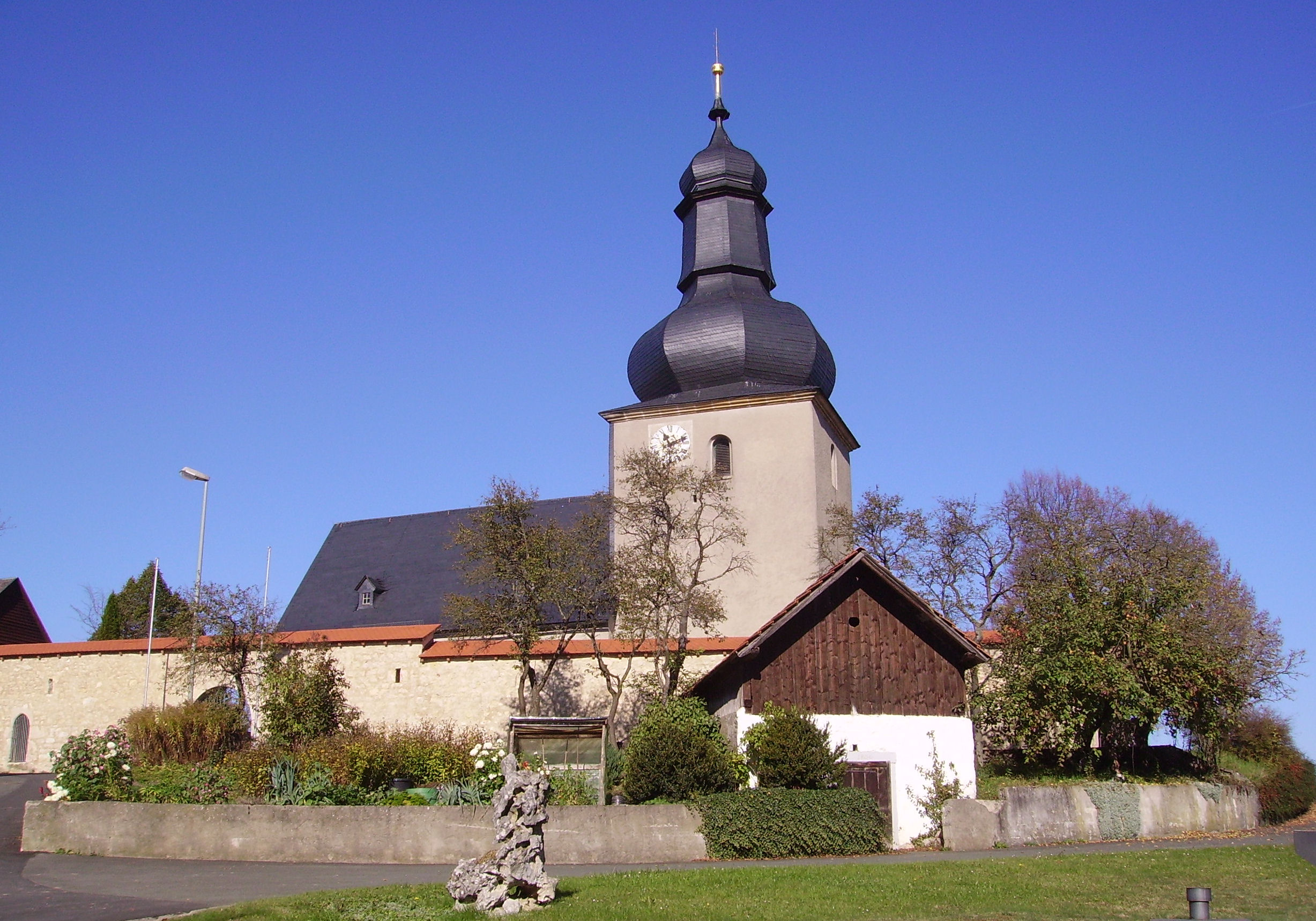
Biserica sfinții Laurențiu și Henric din Hohenpölz, Heiligenstadt in Oberfranken, Districtul Bamberg, Bavaria

Districtul Cham
- Bad Kötzting, biserica parohială și capela sfânta Ana

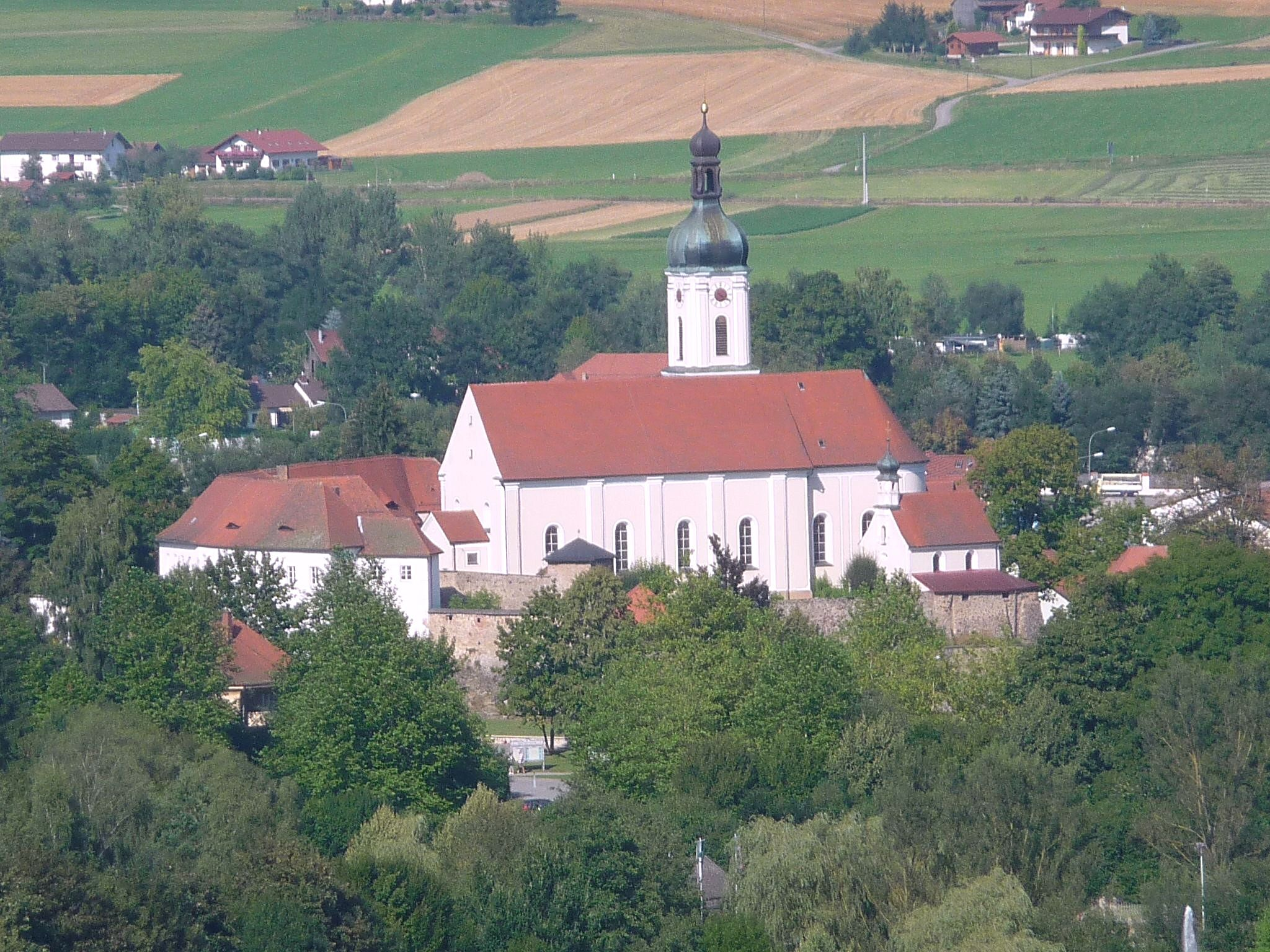
Biserica parohială și capela sfânta Ana din Bad Kötzing, districtul Cham, Bavaria

Districtul Eichstätt
- Kinding

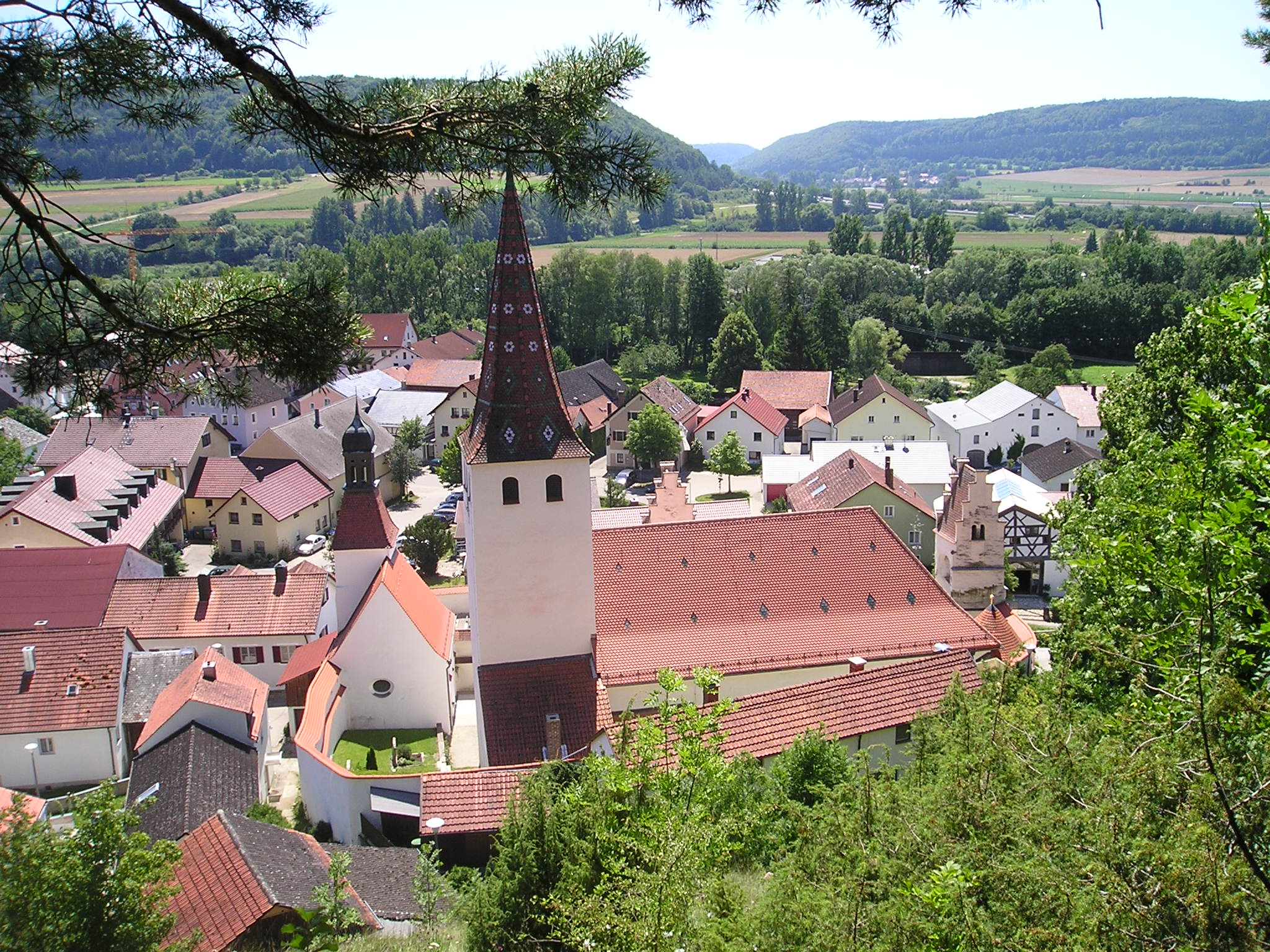
Biserica din Kinding, districtul Eichstätt, Bavaria

Erlangen
Orașul Erlangen face parte a regiunii Franconia
- Büchenbach (Erlangen), biserica sfântul Sixt
- Kriegenbrunn (Erlangen), biserica sfântul Ion

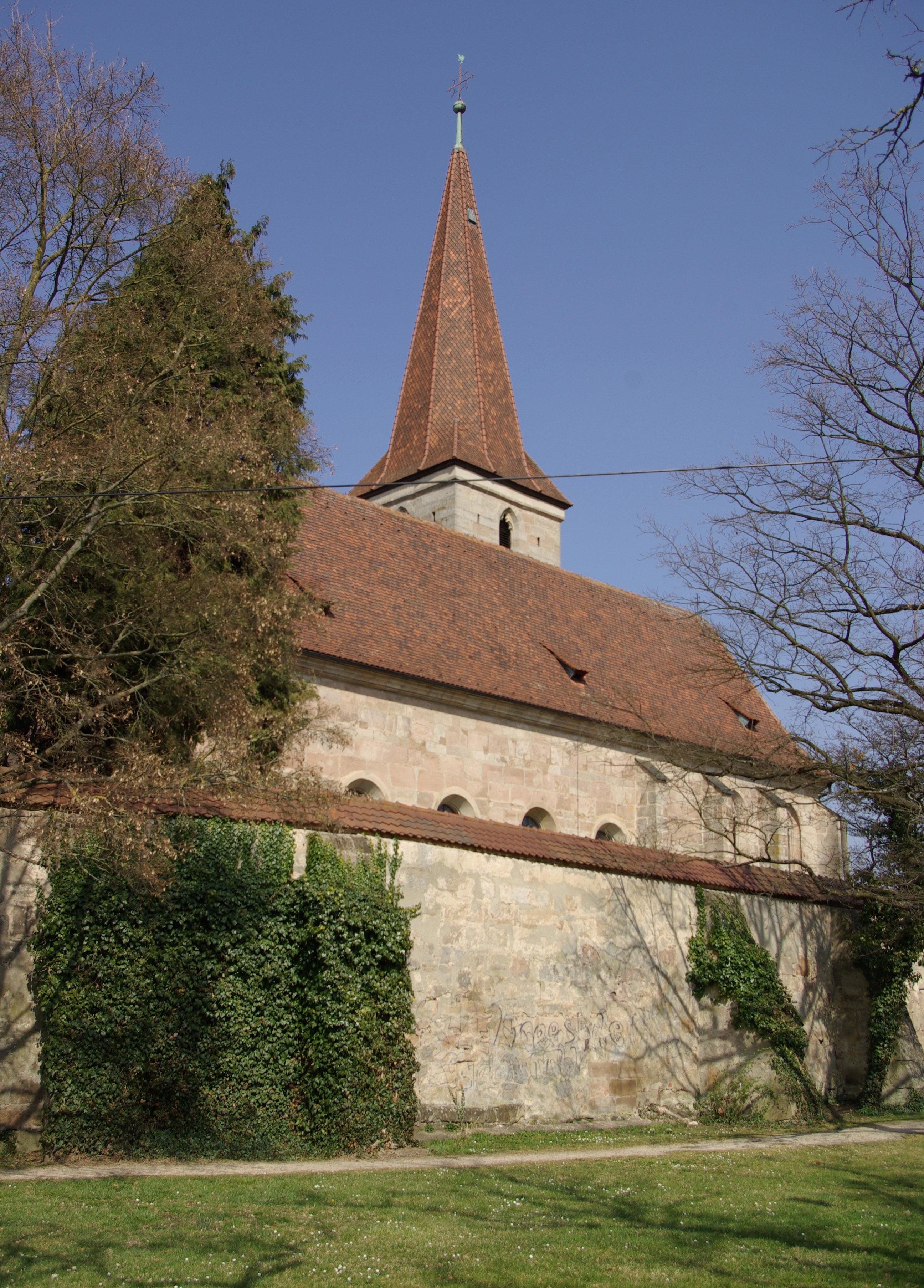
Biserica sfântul Sixt din Büchenbach, Erlangen, Bavaria
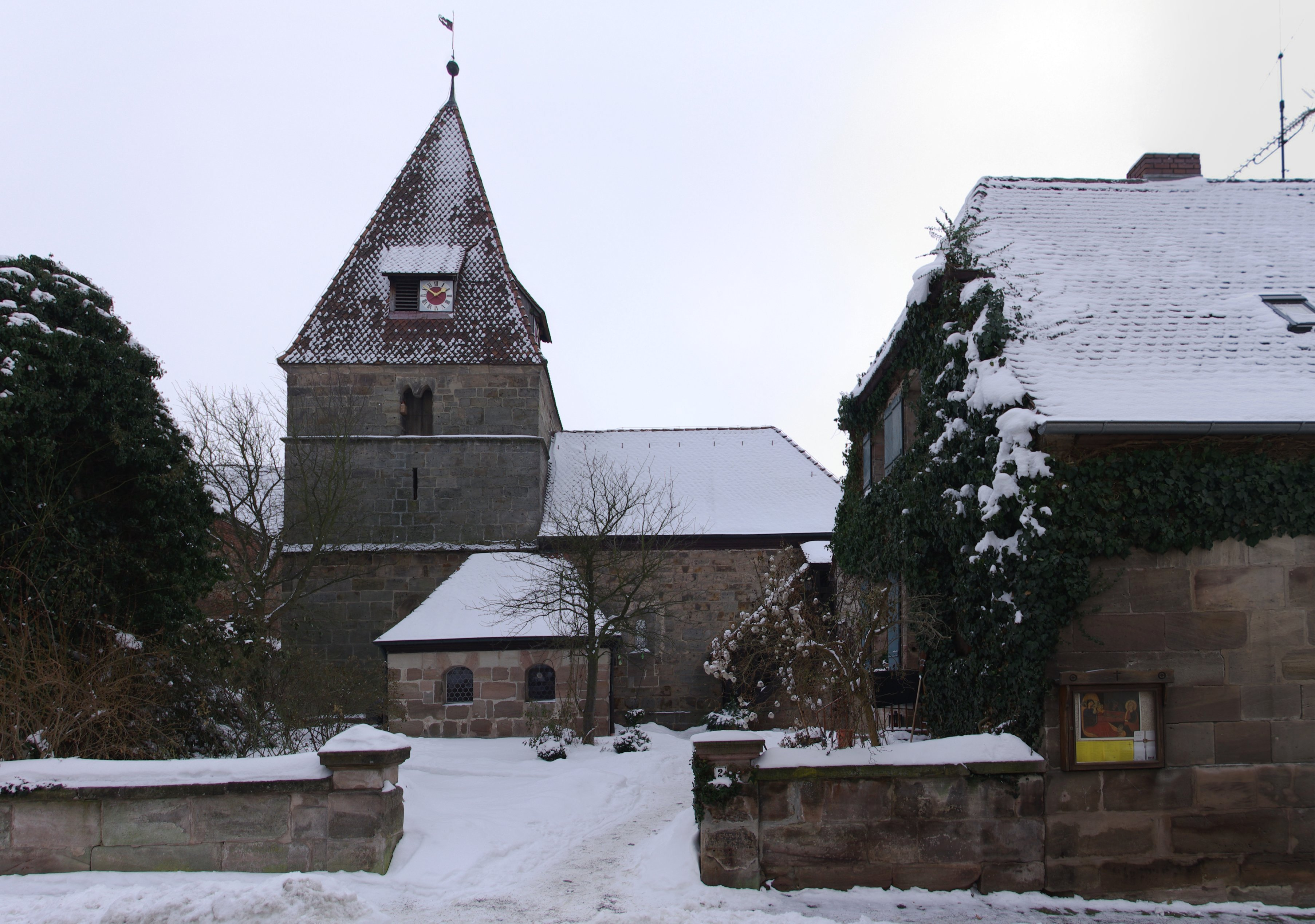
Biserica sfântul Ion din Kriegenbrunn, Erlangen, Bavaria

Districtul Erlangen-Höchstadt
Districtul Erlangen-Höchstadt face parte a regiunii Franconia
- Hannberg (Heßdorf)

Districtul Forchheim
Districtul Forchheim face parte a regiunii Franconia
- Effeltrich, biserica sfântul Gheorghe
- Hetzles, biserica sfântul Martin

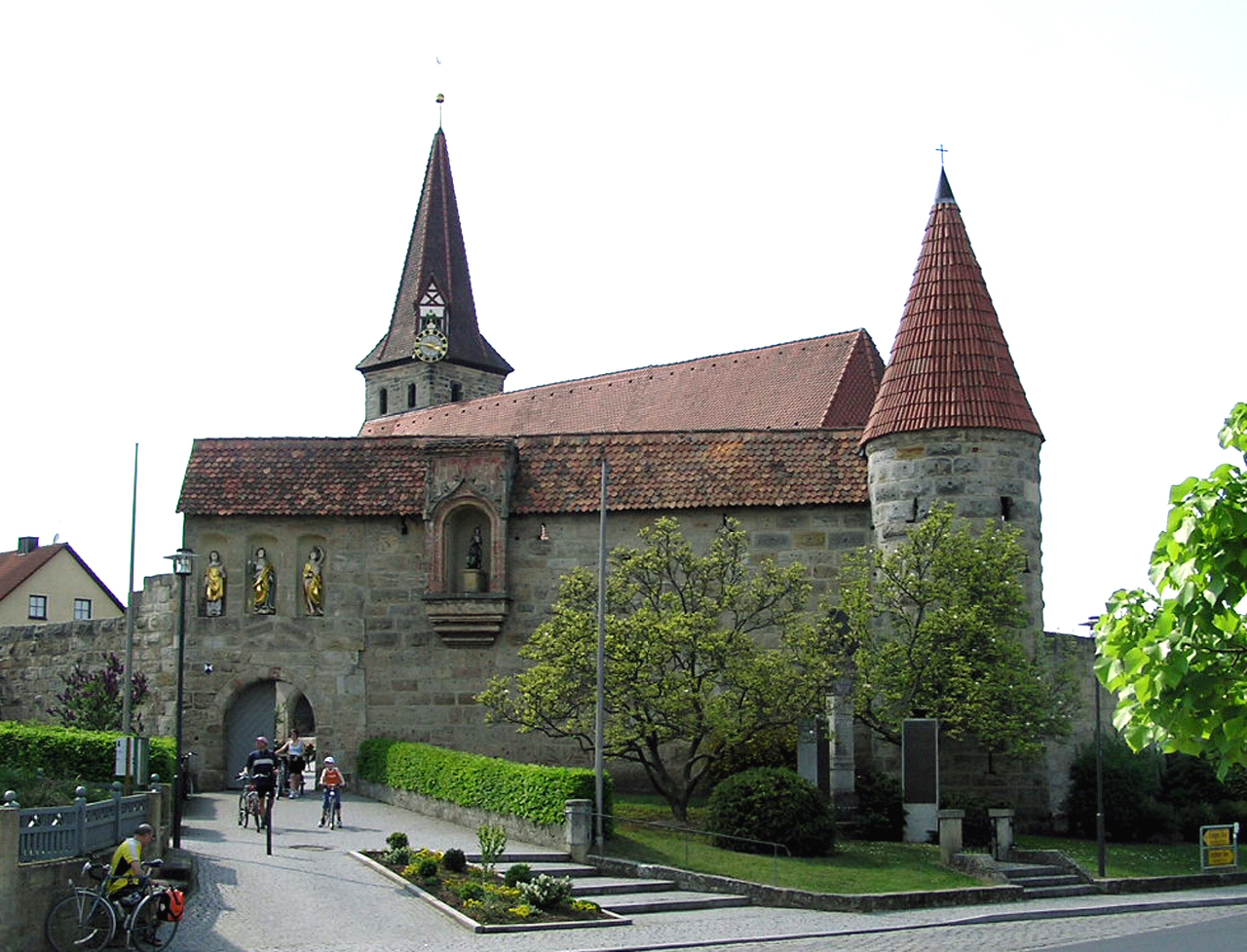
Biserica sfântul Gheorghe din Effeltrich, districtul Forchheim, Bavaria

Districtul Passau

Fürth
Orașul Fürth face parte a regiunii Franconia
- Vach (Fürth), biserica sfântul Matei

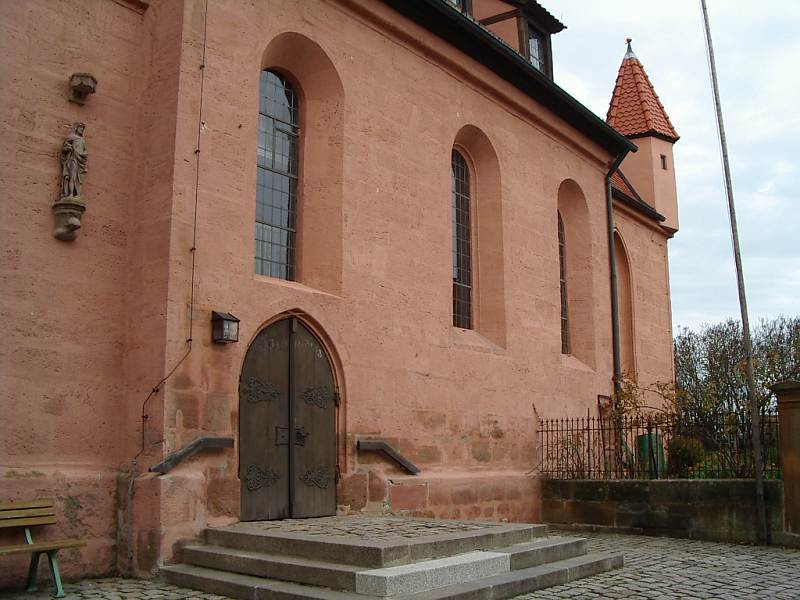
Biserica sfântul Matei, Vach, Fürth, Bavaria

Districtul Fürth
Districtul Fürth face parte a regiunii Franconia
- Veitsbronn, biserică și cimitir fortificați

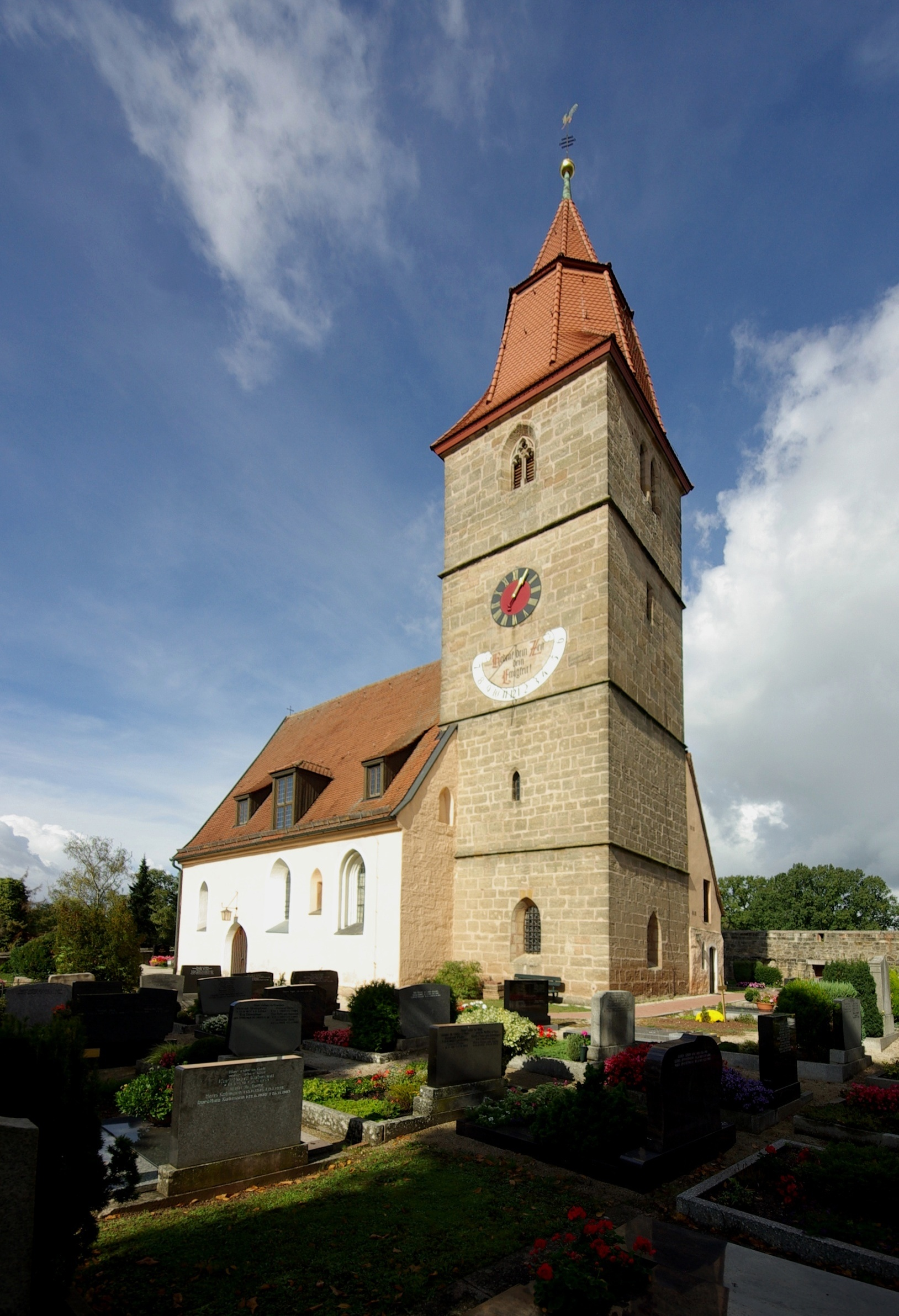
Biserica din Veitsbronn, districtul Fürth, Bavaria

Districtul Haßberge
Districtul Haßberge face parte a regiunii Franconia
- Aidhausen, biserica sfinții Petru și Pavel

Districtul Hof
Districtul Hof face parte a regiunii Franconia
- Bad Steben

Districtul Kitzingen
Districtul Kitzingen face parte a regiunii Franconia
- Abtswind
- Eichfeld, biserica sfântul Ștefan
- Hüttenheim (Willanzheim)
- Iffigheim
- Kleinlangheim
- Krautheim (Volkach)
- Markt Einersheim
- Markt Herrnsheim (Willanzheim)
- Marktsteft, biserica sfântul Ștefan
- Mönchsondheim (Iphofen)(biserica este astăzi un muzeu), biserică Arhivat în 30 noiembrie 2014, la Wayback Machine.
- Nenzenheim (Iphofen), biserică Arhivat în 30 noiembrie 2014, la Wayback Machine.
- Segnitz , biserica sfântul Martin
- Stadelschwarzach (Prichsenstadt)
- Tiefenstockheim (Seinsheim)
- Wiesenbronn, biserica sfânta Cruce
- Willanzheim

Vezi: Kirchenburgen (Alphabetisch nach Ortschaften sortiert.) Arhivat în 6 august 2012, la Wayback Machine.

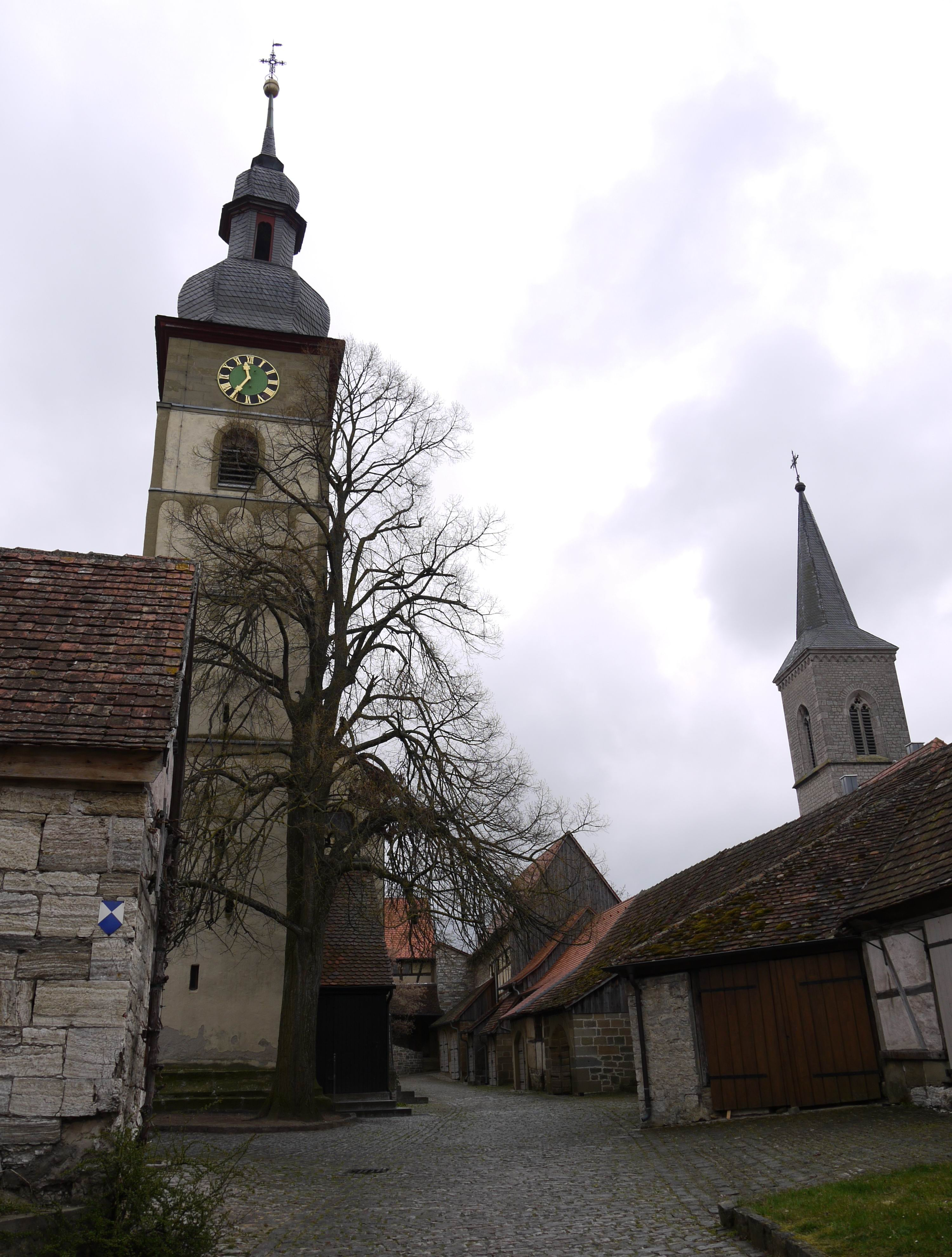
Biserica din Hüttenheim, Willanzheim, districtul Kitzingen, Bavaria
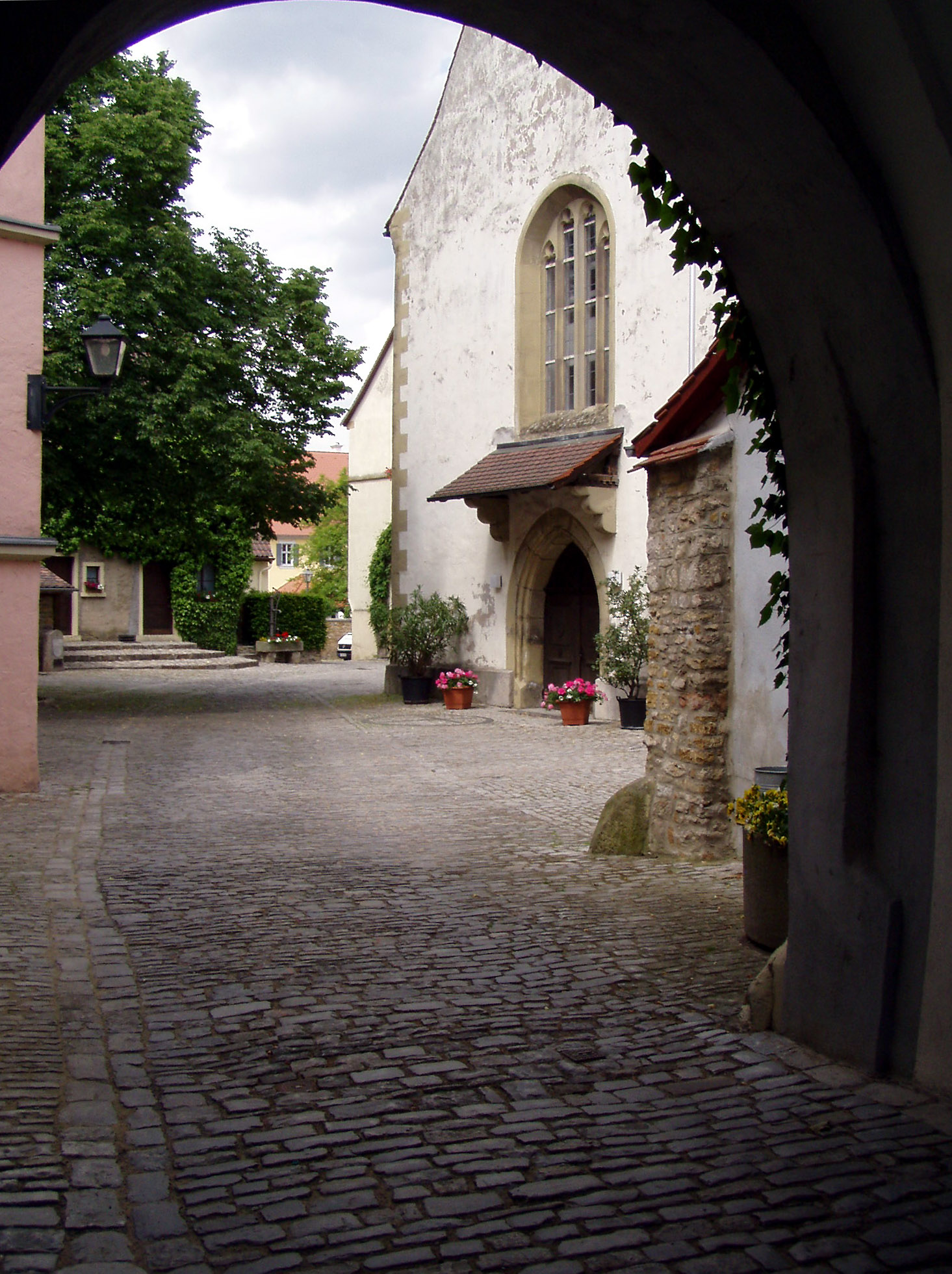
Biserica din Kleinlangheim, districtul Kitzingen, Bavaria
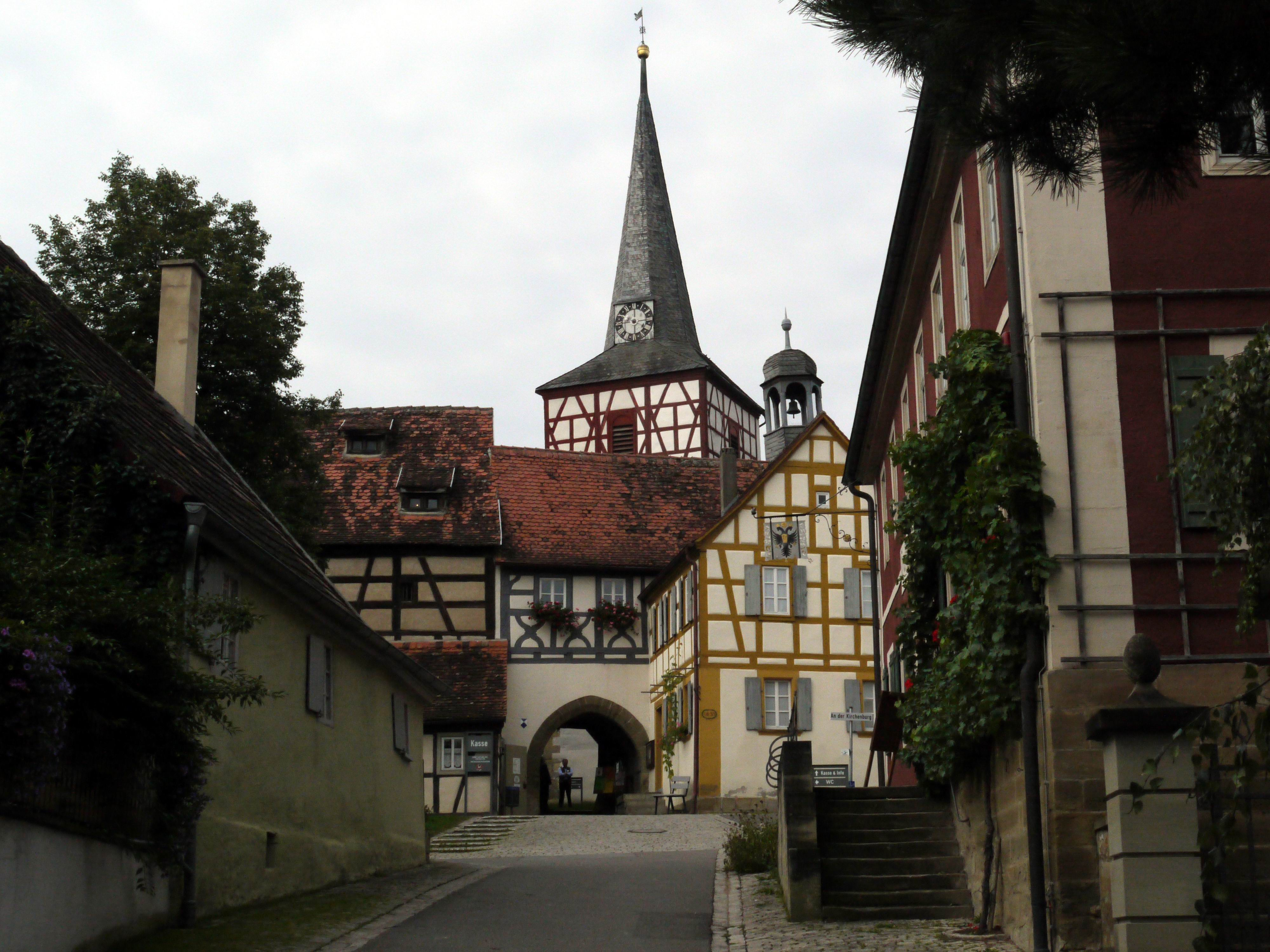
Biserica din Mönchsondheim, Iphofen, districtul Kitzingen, Bavaria
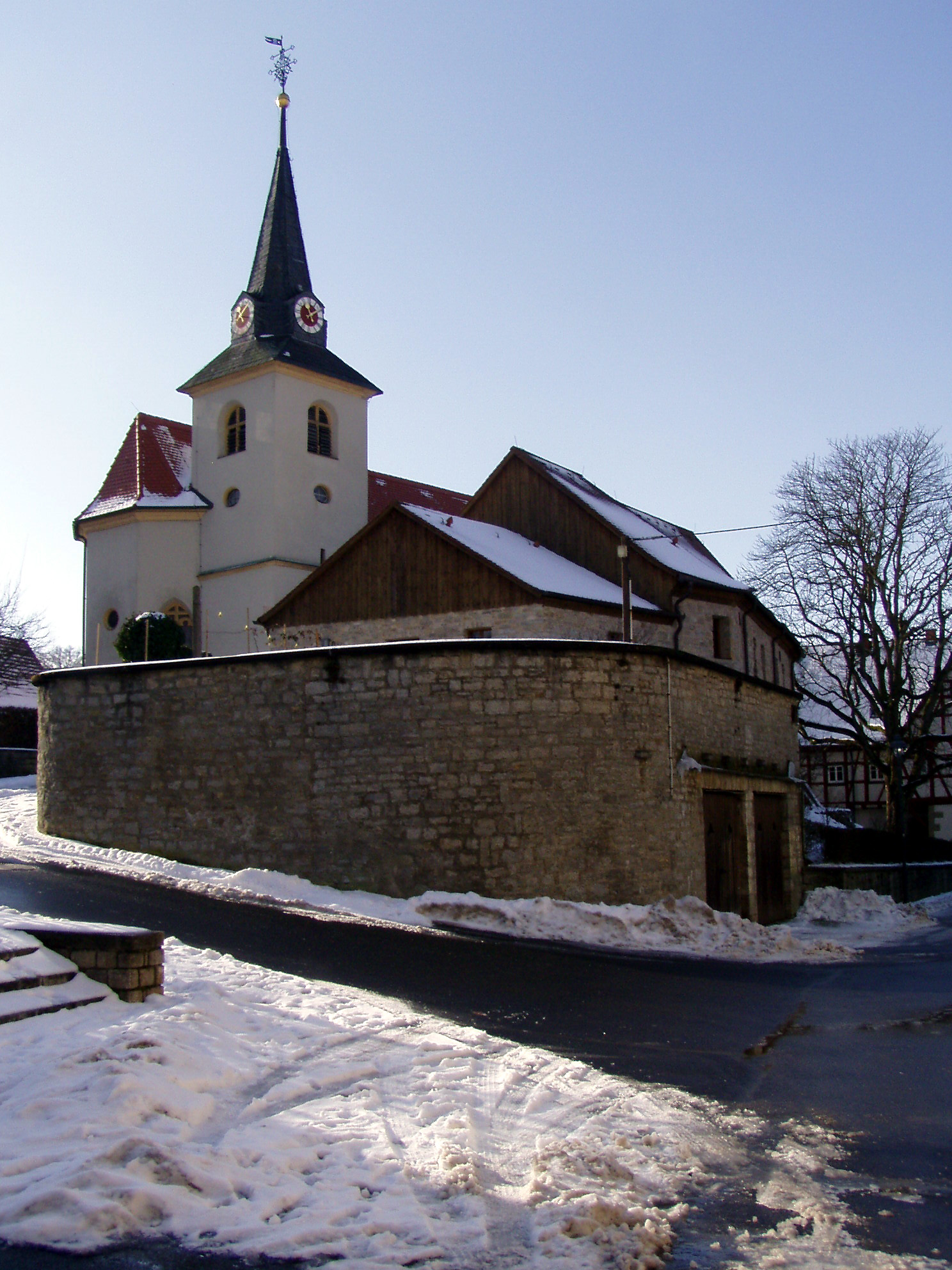
Biserica din Tiefenstockheim, Seinsheim, districtul Kitzingen, Bavaria
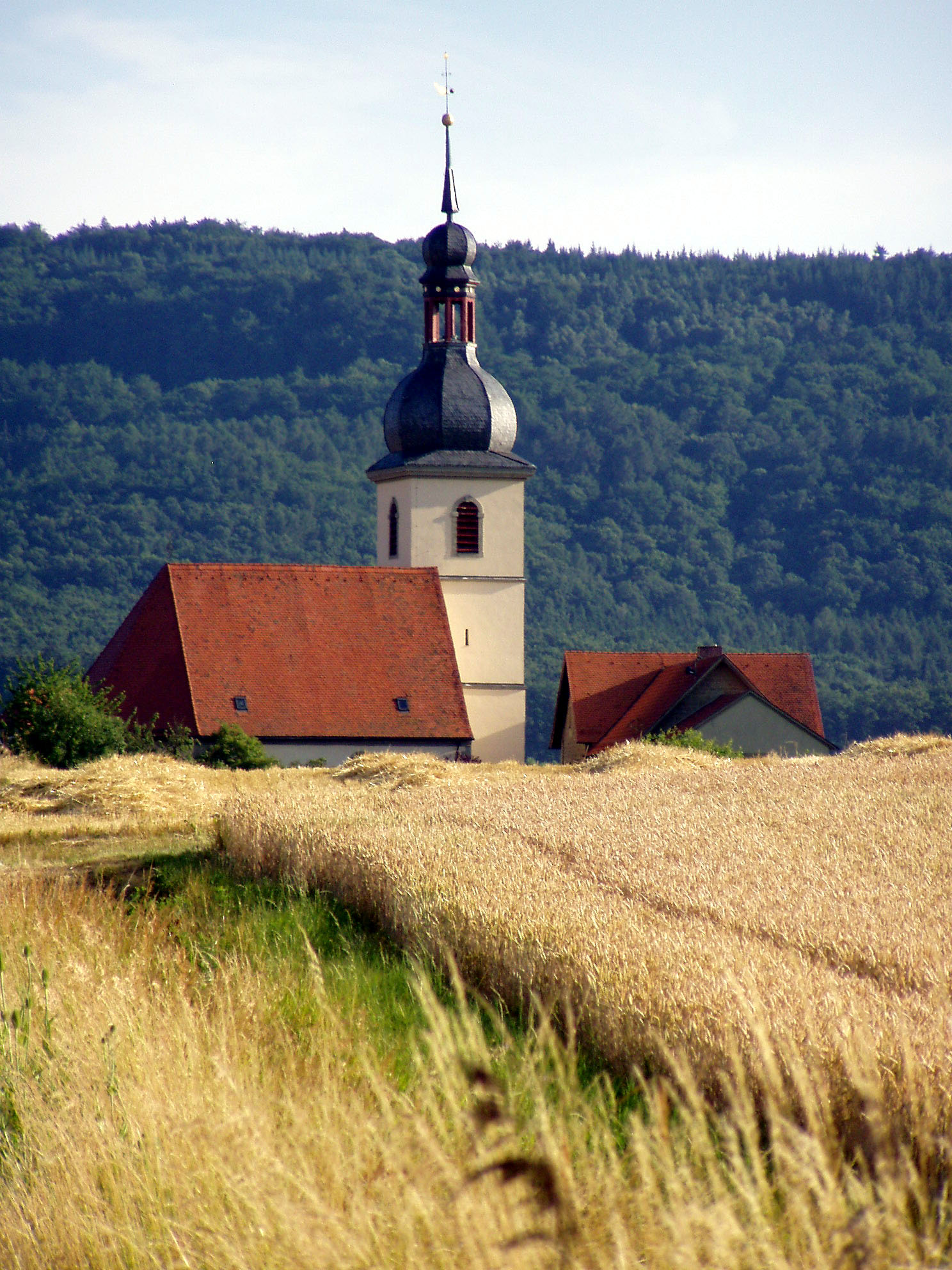
Biserica sfânta Cruce din Wiesenbronn, districtul Kitzingen, Bavaria

Districtul Kronach
Districtul Kronach face parte a regiunii Franconia
- Steinbach am Wald, biserica sfântul Ion

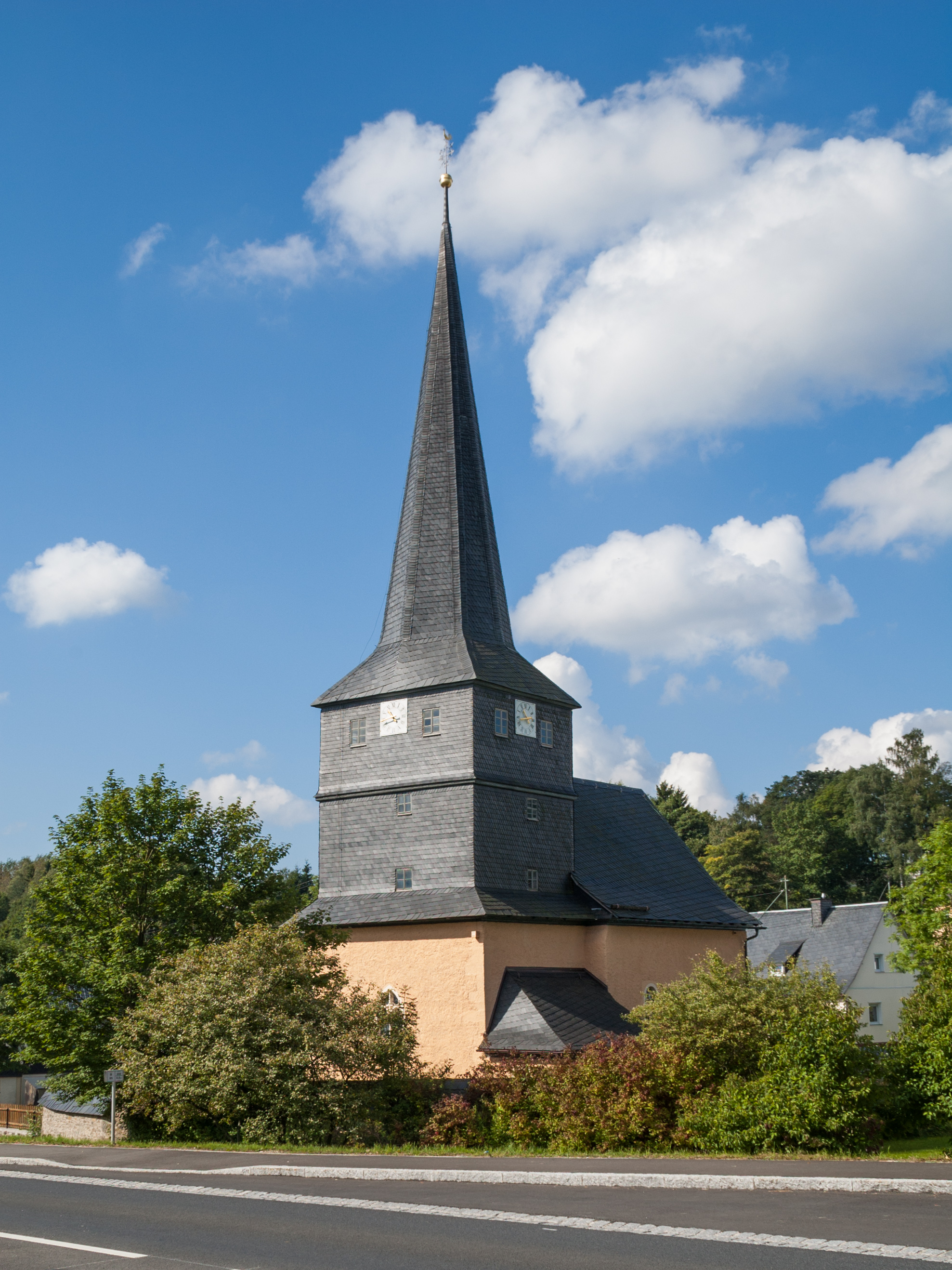
Biserica sfântul Ion din Steinbach am Wald, Bavaria

Districtul Main-Spessart
Districtul Main-Spessart face parte a regiunii Franconia
- Aschfeld (Eußenheim), biserica sfântul Bonifațiu
- Stetten (Karlstadt), biserica sfântul Alban

Districtul Miltenberg
Districtul Miltenberg face parte a regiunii Franconia
- Kleinheubach, biserica sfântul Martin Arhivat în 3 octombrie 2010, la Wayback Machine.

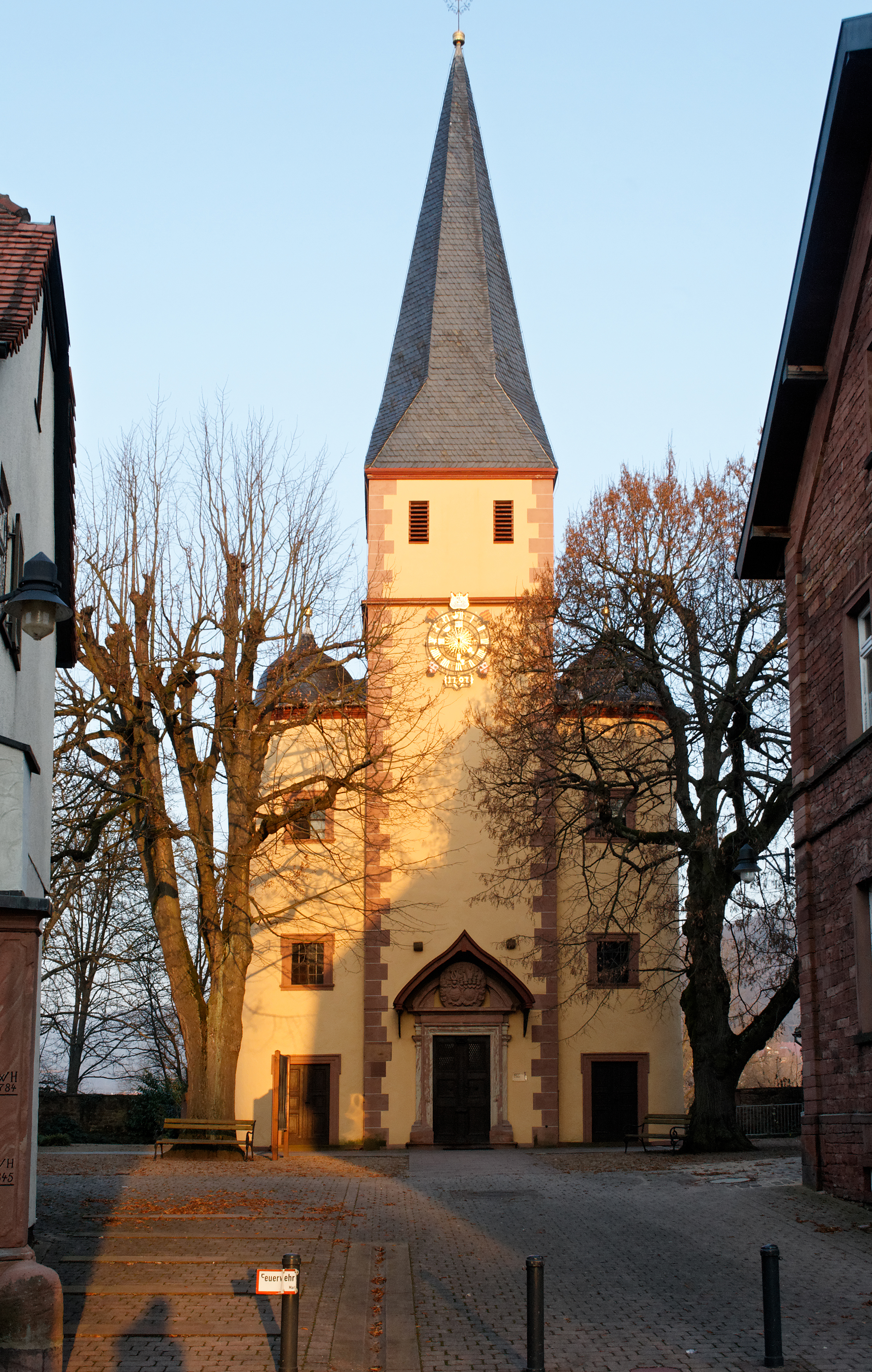
Biserica sfântul Martin din Kleinheubach, districtul Miltenberg, Bavaria

Districtul Neustadt an der Aisch-Bad Windsheim
Districtul Neustadt an der Aisch-Bad Windsheim face parte a regiunii Franconia
- Burgbernheim, biserica sfântul Ion

Nürnberg
Orașul Nürnberg face parte a regiunii Franconia
- Großgründlach (Nürnberg), biserica sfântul Laurențiu
- Kraftshof (Nürnberg), biserica sfântul Gheorghe

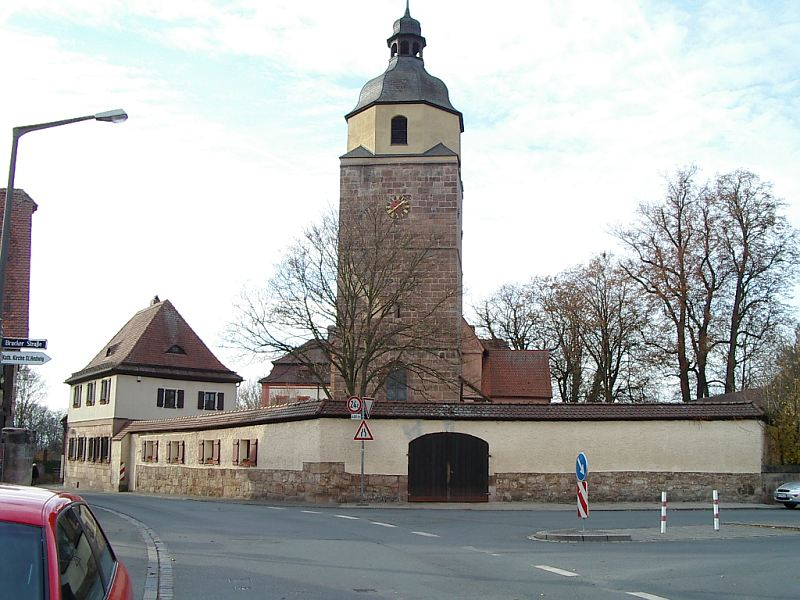
Biserica sfântul Gheorghe din Großgründlach, Nürnberg, Bavaria
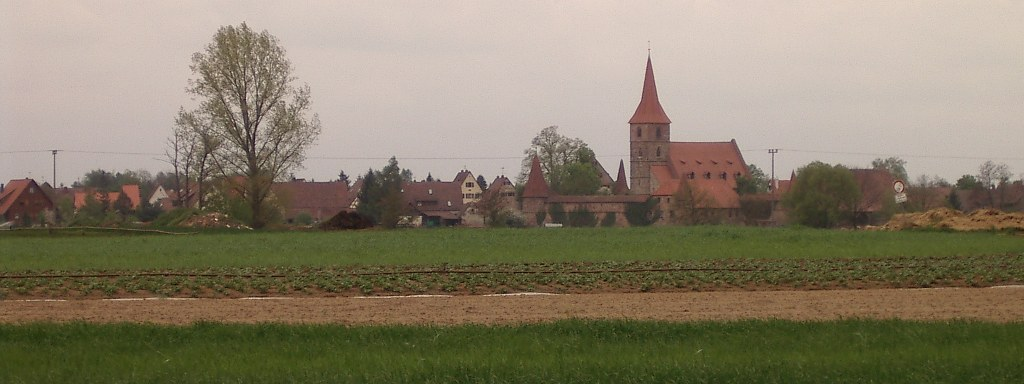
Biserica sfântul Gheorghe din Kraftshof, Nürnberg, Bavaria

Districtul Passau
- Kößlarn, biserică de pelerinaj

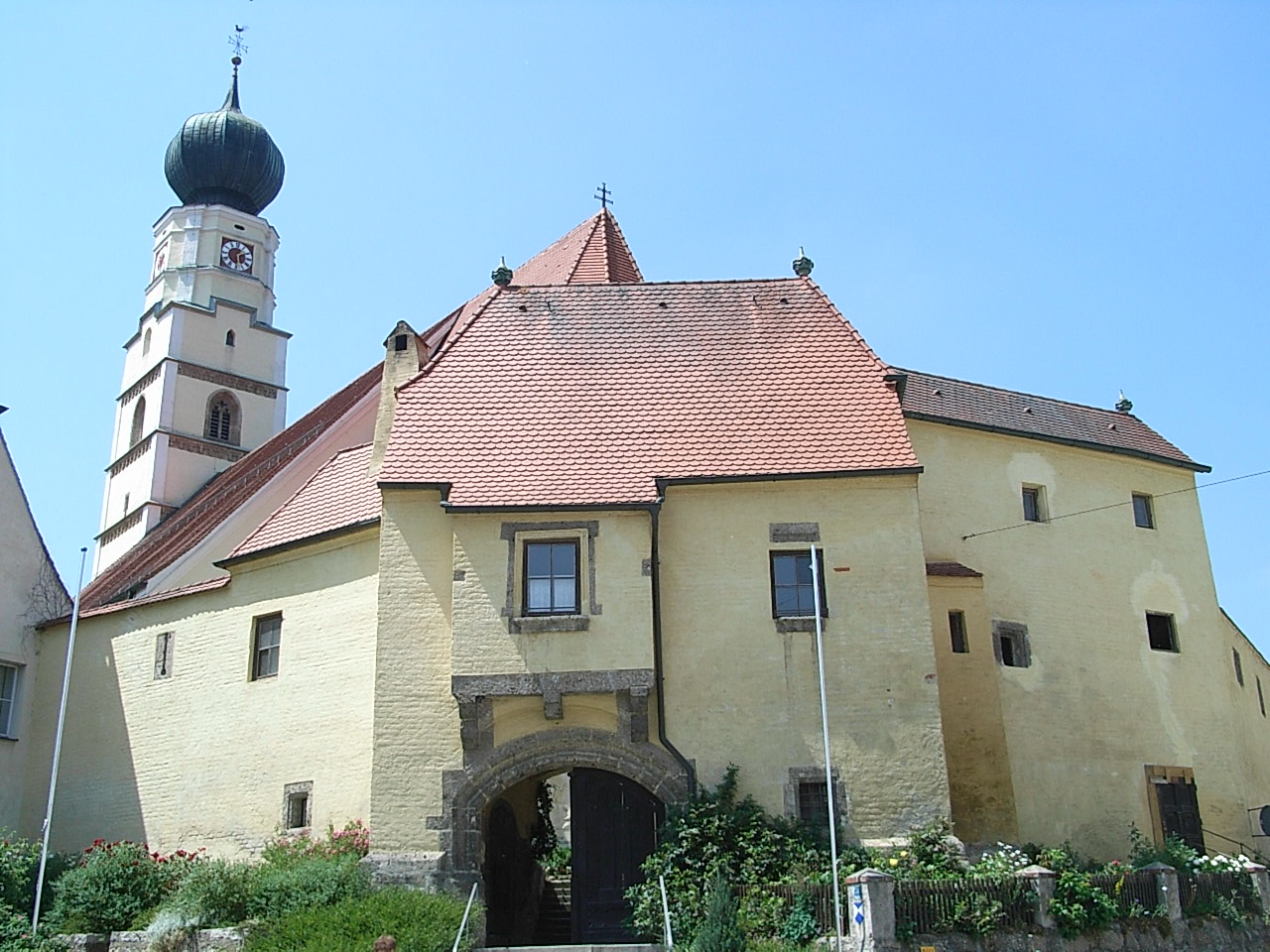
Biserica de pelerinaj din Kößlarn, districtul Passau, Bavaria

Districtul Rhön-Grabfeld
Districtul Rhön-Grabfeld face parte a regiunii Franconia
- Althausen (Bad Königshofen im Grabfeld)
- Heustreu, biserica sfântul Mihai
- Hollstadt
- Michaelsberg (Heustreu)
- Mittelstreu
- Nordheim vor der Rhön
- Ostheim vor der Rhön
- Oberstreu
- Serrfeld
- Stockheim
- Unsleben
- Wülfershausen an der Saale

Vezi:Reinhold Albert, Althausen im Grabfeld, Verein für Heimatgeschichte im Grabfeld, 2011
Ursula Pfistermeister, Wehrhaftes Franken, Bd. 2, Nürnberg 2001
Karl Kolb, Wehrkirchen und Kirchenburgen in Franken, Würzburg 1977

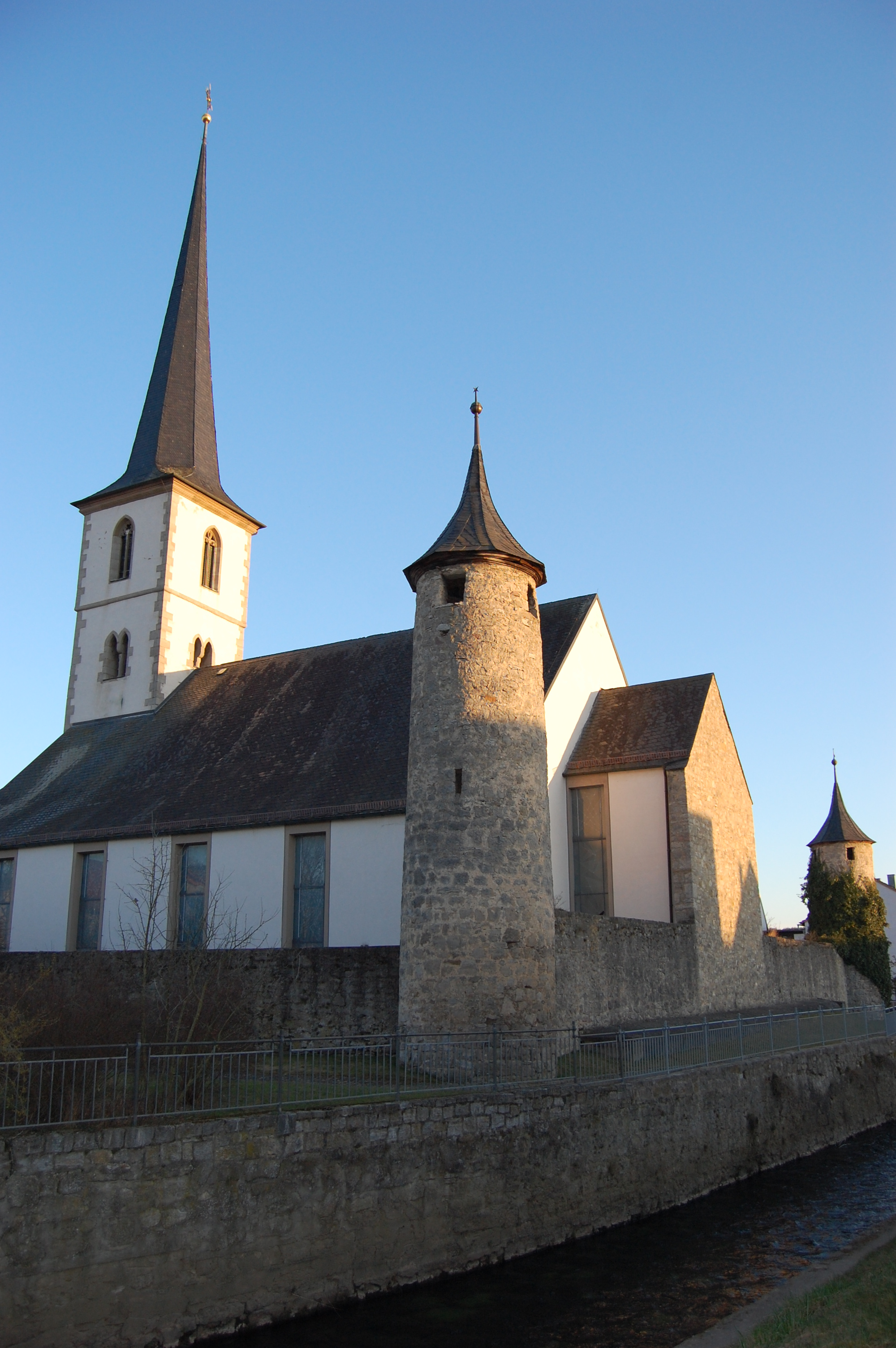
Biserica sfântul Mihai din Heustreu, districtul Rhön-Grabfeld, Bavaria
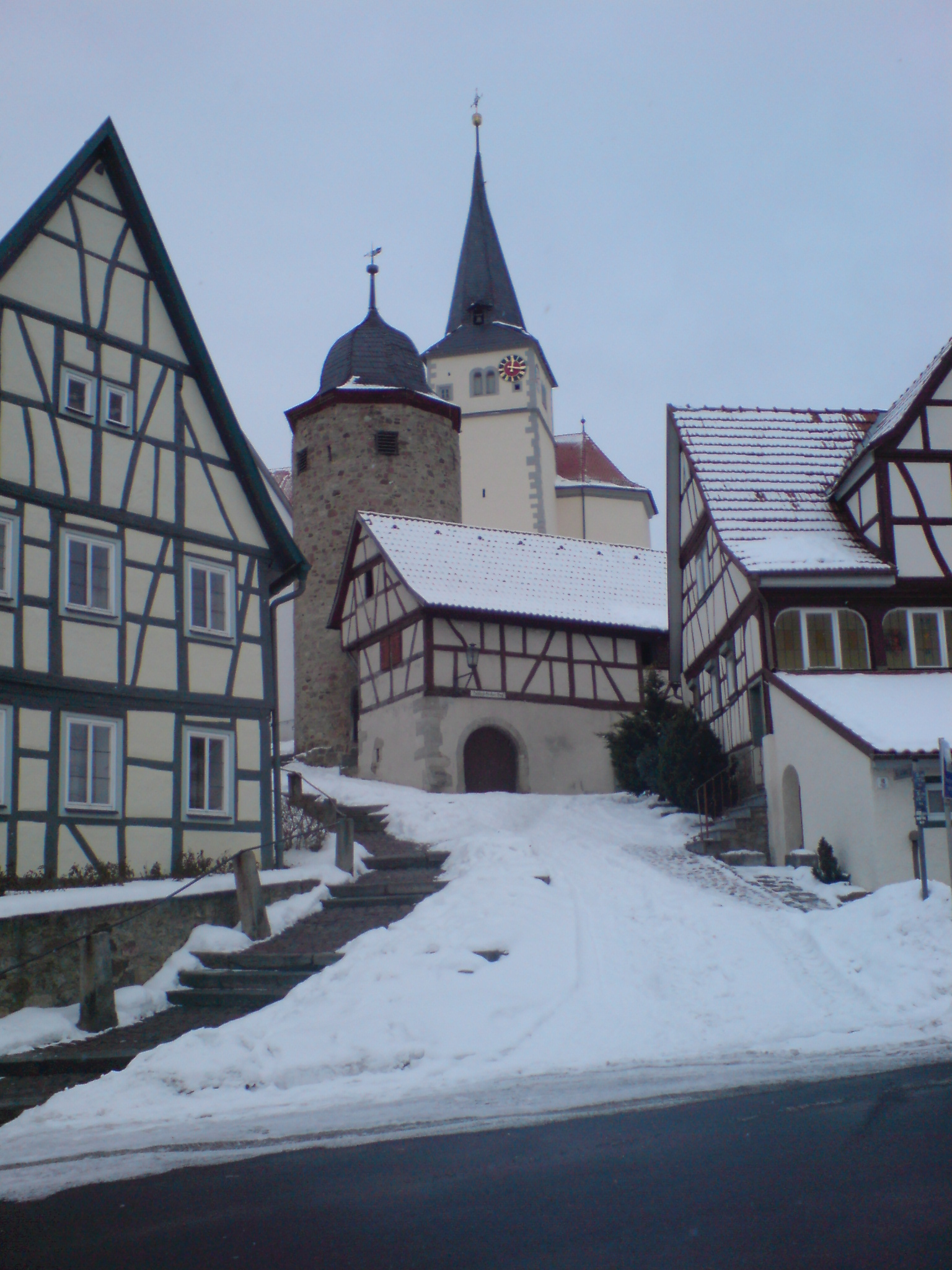
Biserica din Nordheim vor der Rhön, districtul Rhön-Grabfeld, Bavaria
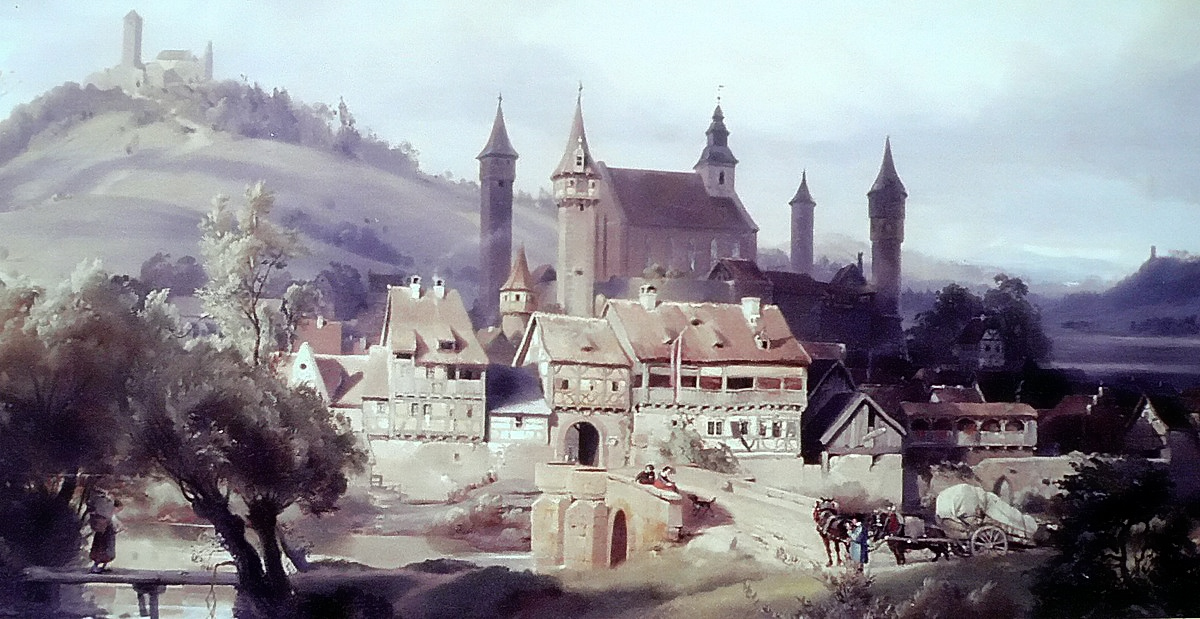
Biserica din Ostheim vor der Rhön

Districtul Schweinfurt
Districtul Schweinfurt face parte a regiunii Franconia
- Donnersdorf, biserica sfântul Ion Botezător
- Euerbach, biserica sfinții Cosma și Damian
- Geldersheim, biserica sfântul Nicolae
- Gochsheim, biserica sfântul Mihai
- Schleerieth (Werneck)
- Schnackenwerth (Werneck)
- Schwanfeld
- Zeilitzheim (Kolitzheim)

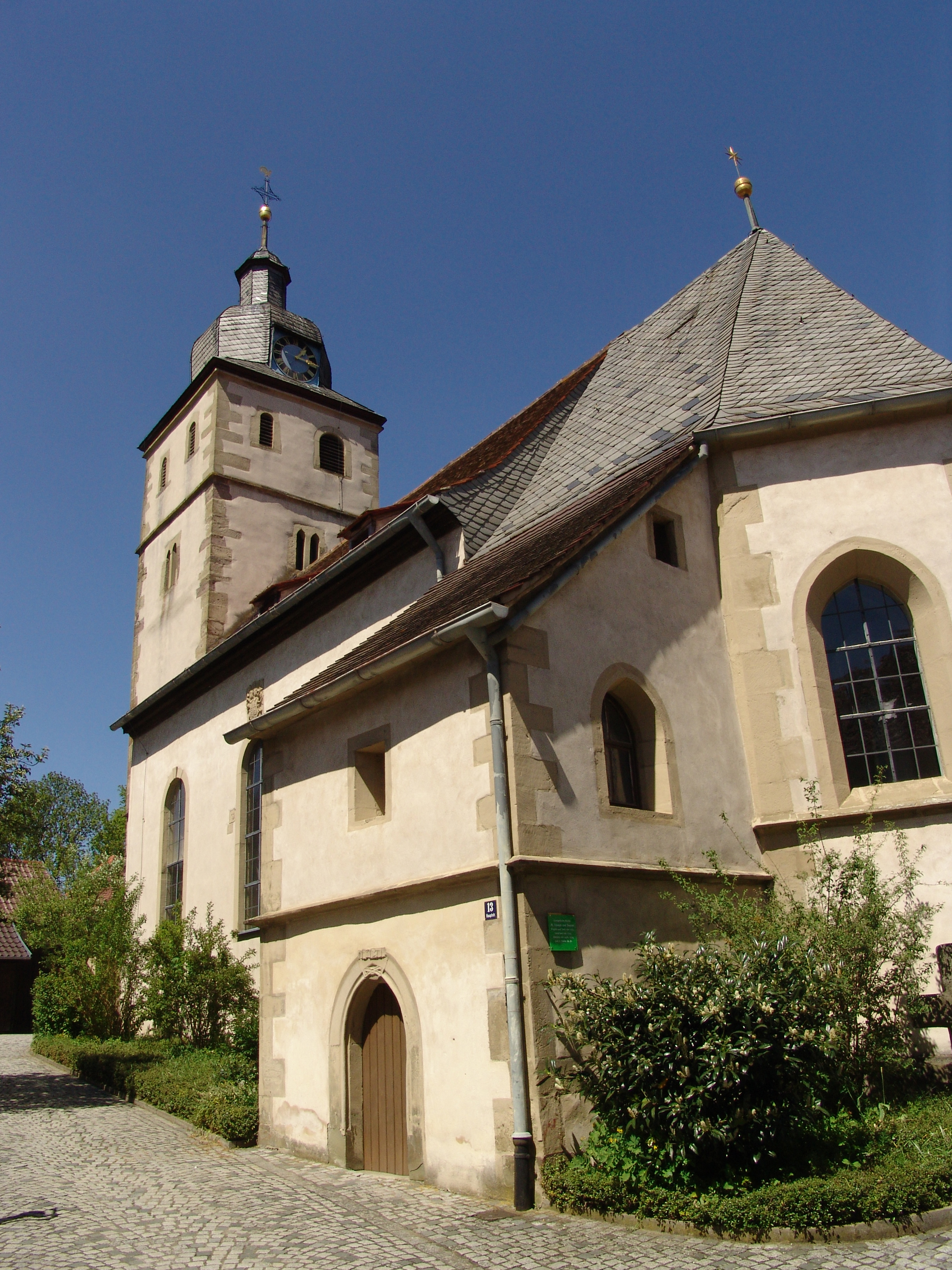
Biserica sfinții Cosma și Damian din Euerbach, districtul Schweinfurt, Bavaria
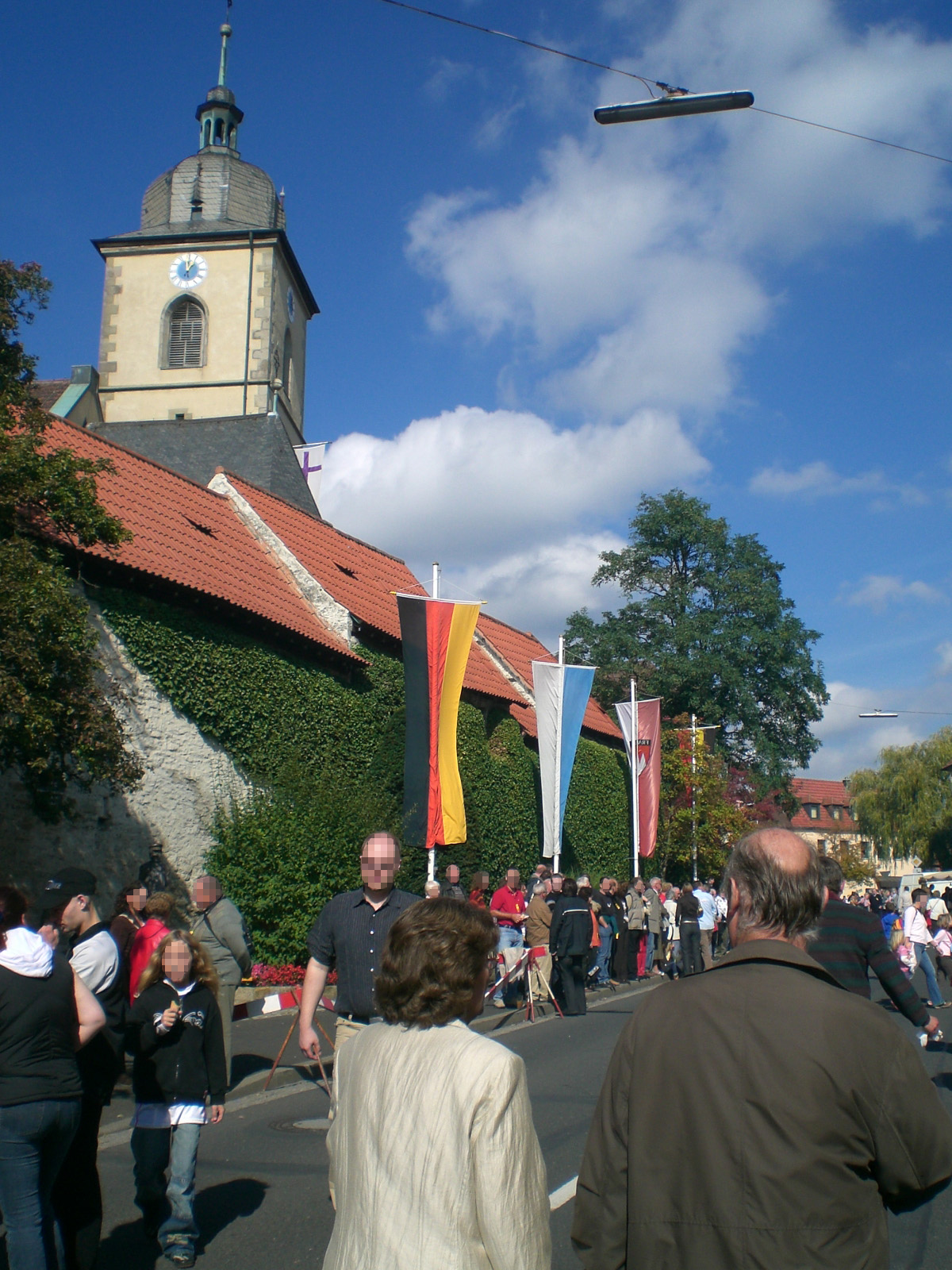
Biserica sfântul Mihai din Gochsheim, districtul Schweinfurt, Bavaria

Districtul Würzburg
Districtul Würzburg face parte a regiunii Franconia
- Goßmannsdorf (Hofheim in Unterfranken)
- Thüngersheim, biserica sfântul Mihai

### Hessa

Hessa în Germania

- Oestrich-Winkel, biserica sfântul Martin
- Mensfelden (Hünfelden)
- Schupbach (Beselich)
- Weilmünster
- Wenkbach (Weimar (Lahn))

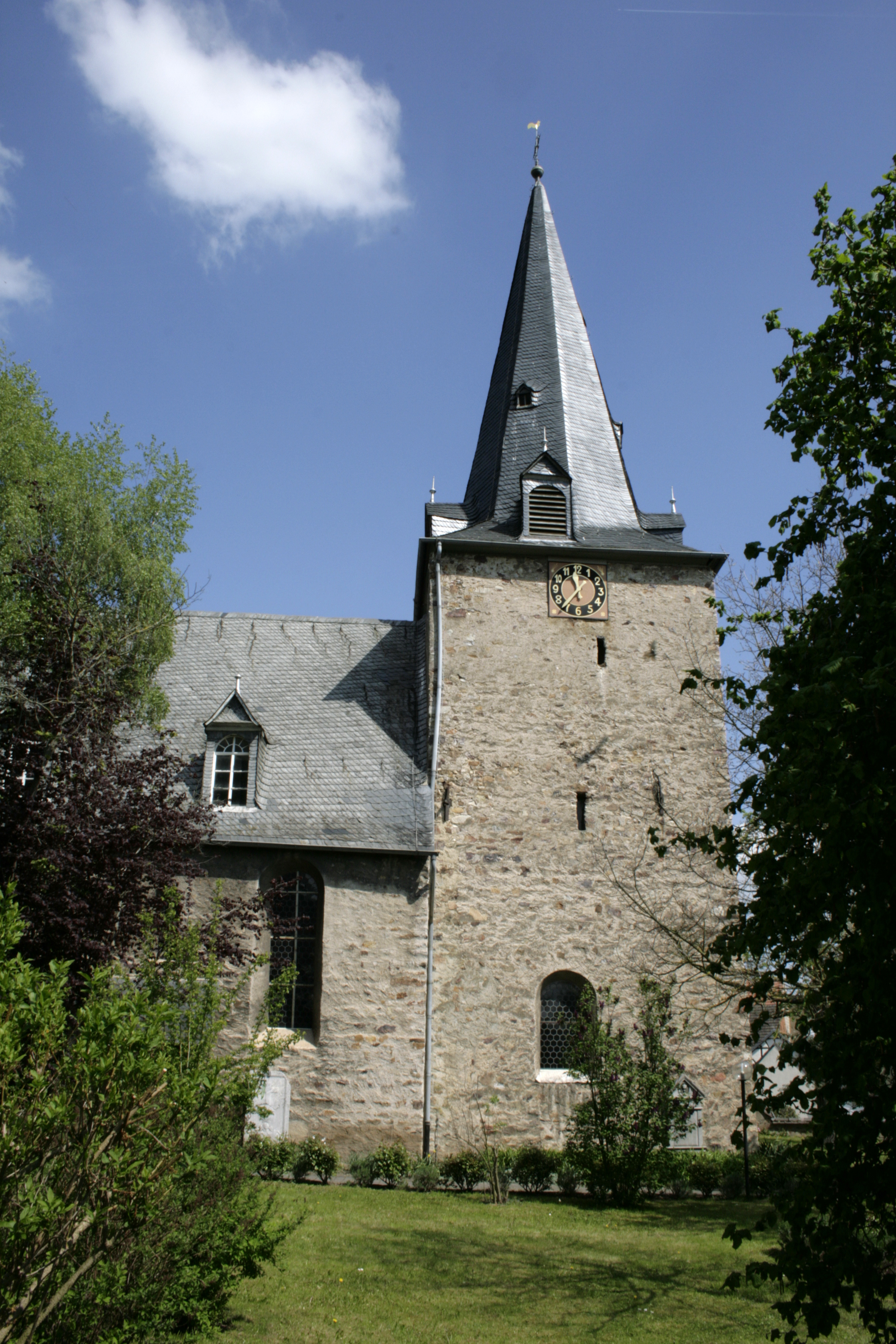
Biserica din Mensfelden, Hünfelden, Hessa
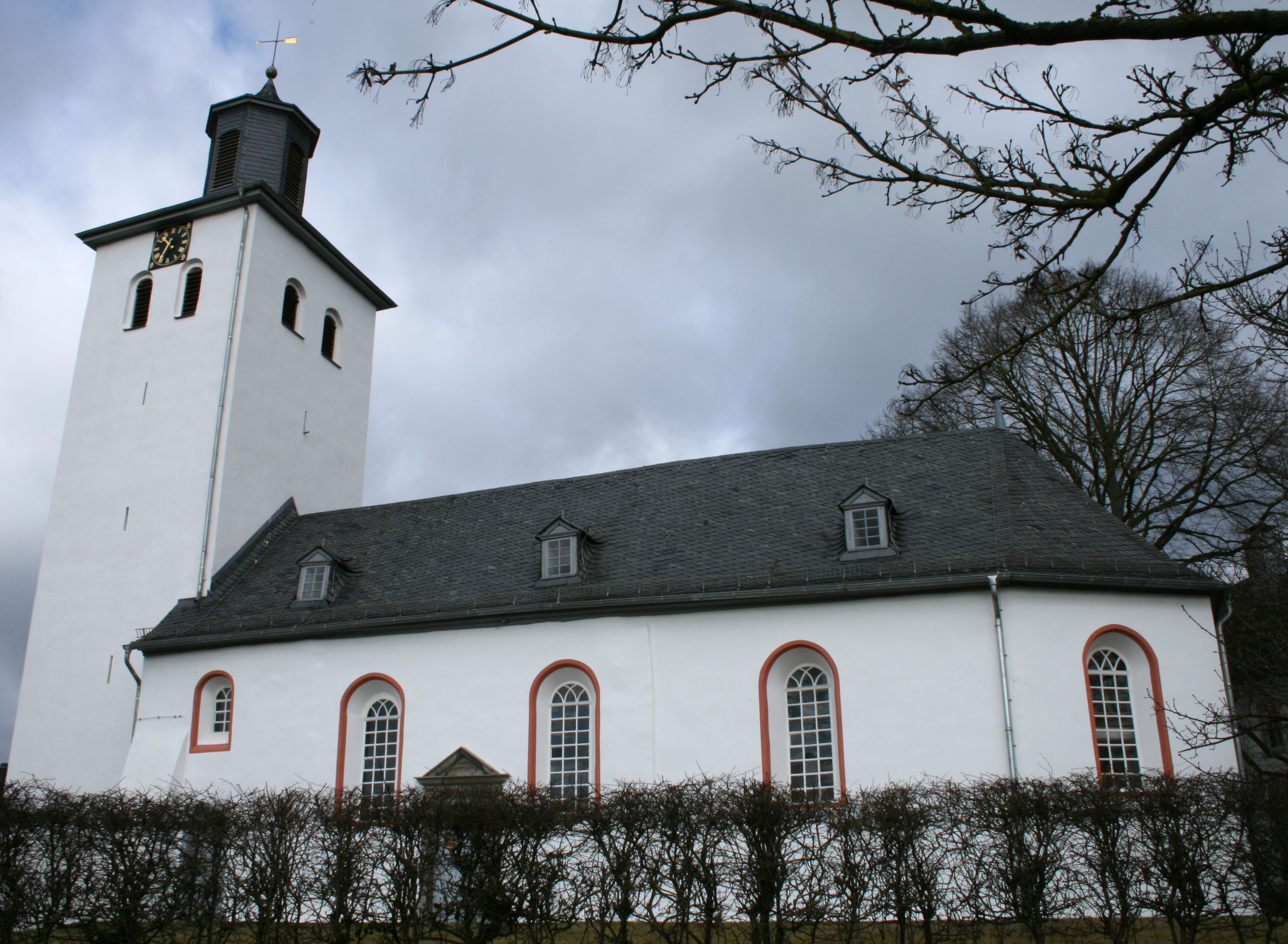
Biserica din Schupbach, Beselich, Hessa
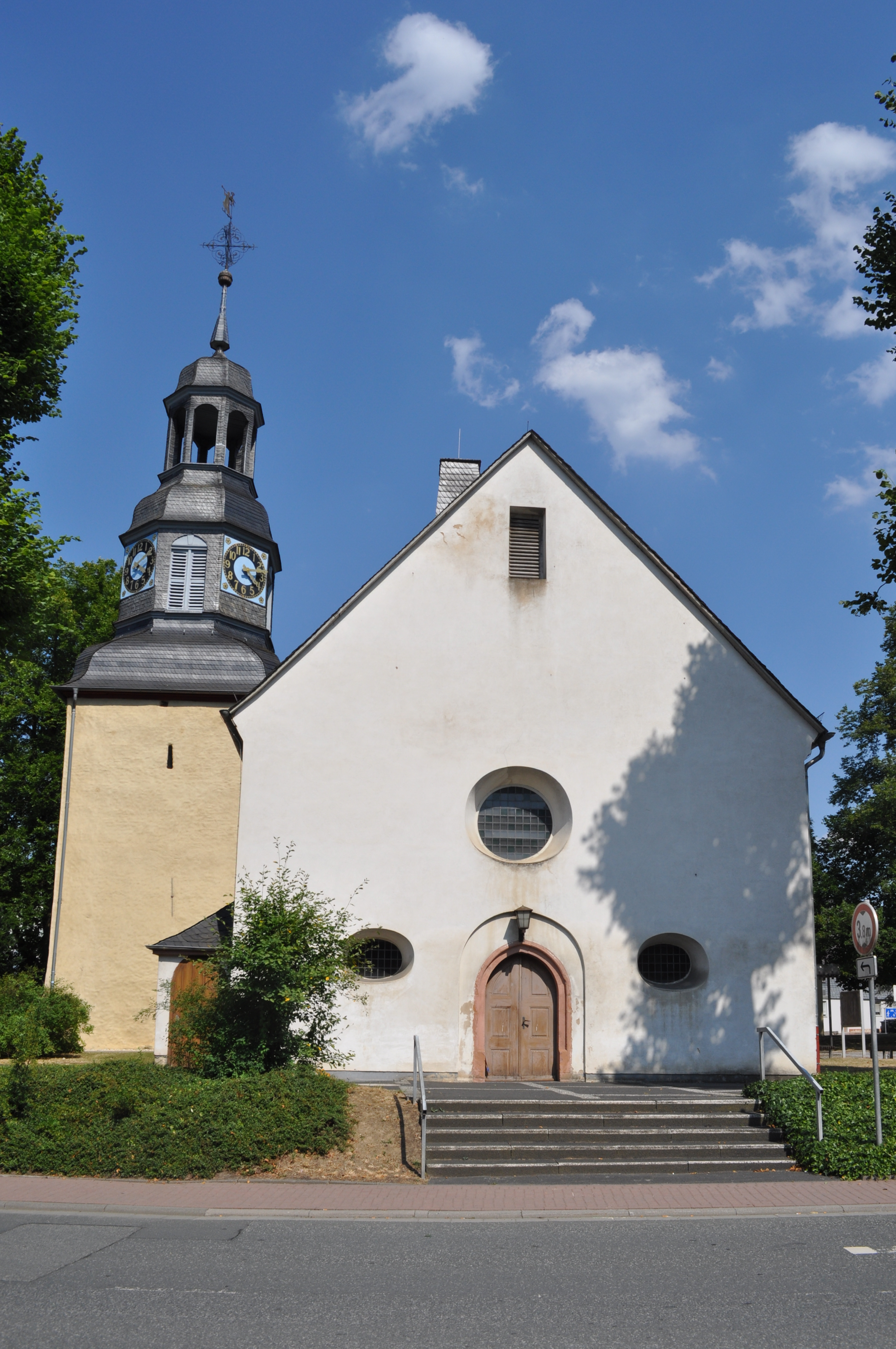
Biserica din Weilmünster, Hessa
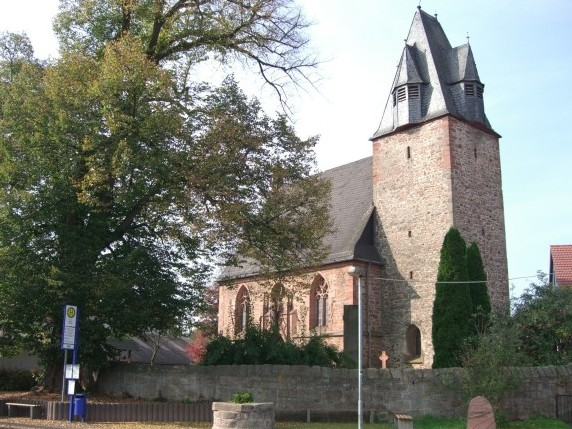
Biserica din Wenkbach, Weimar (Lahn), Hessa

### Renania de Nord-Westfalia
- Puderbach (Bad Laasphe)
- Solingen

Renania-Nord-Westfalia în Germania

- Syburg (Dortmund), biserica sfântul Petru

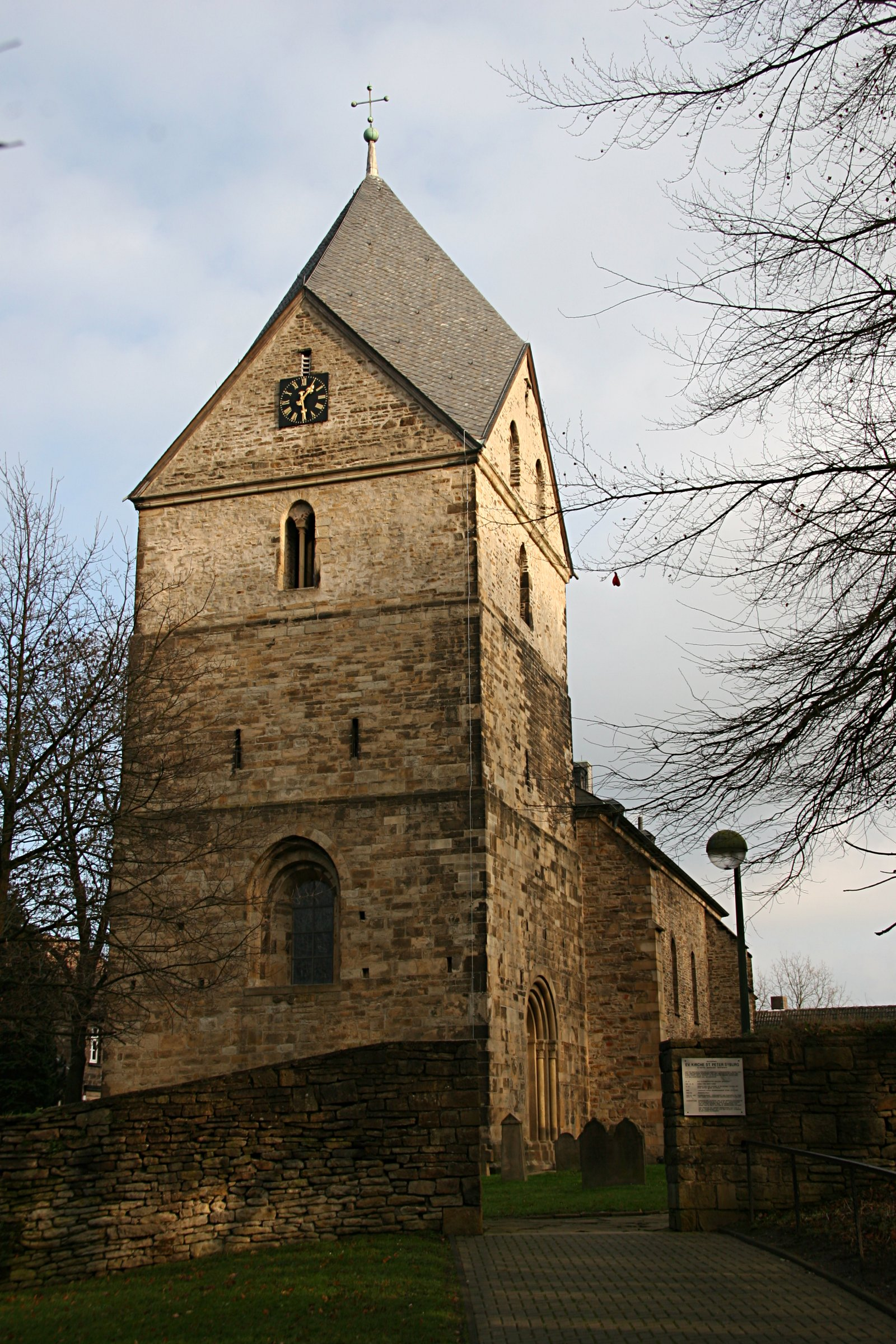
Biserica sfântul Petru din Syburg, Dortmund, Renania de Nord-Westfalia

### Renania-Palatinat
- Berndorf

Renania-Palatinat în Germania

- Dörrenbach, biserica sfântul Martin
- Finkenbach (Finkenbach-Gersweiler)
- Ebernburg (Bad Münster am Stein-Ebernburg)
- Ingelheim, biserica sfântul Wigbert

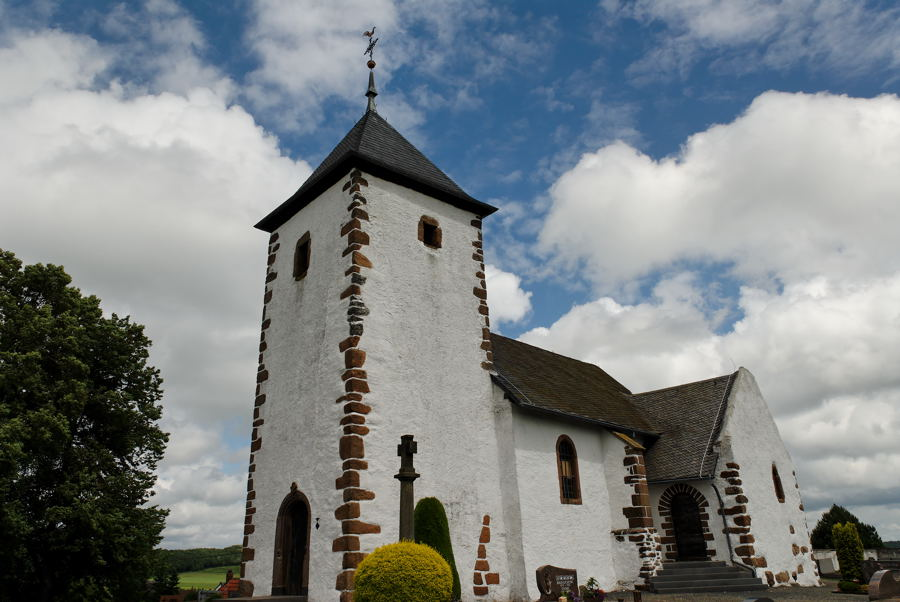
Biserica din Berndorf, Renania-Palatinat
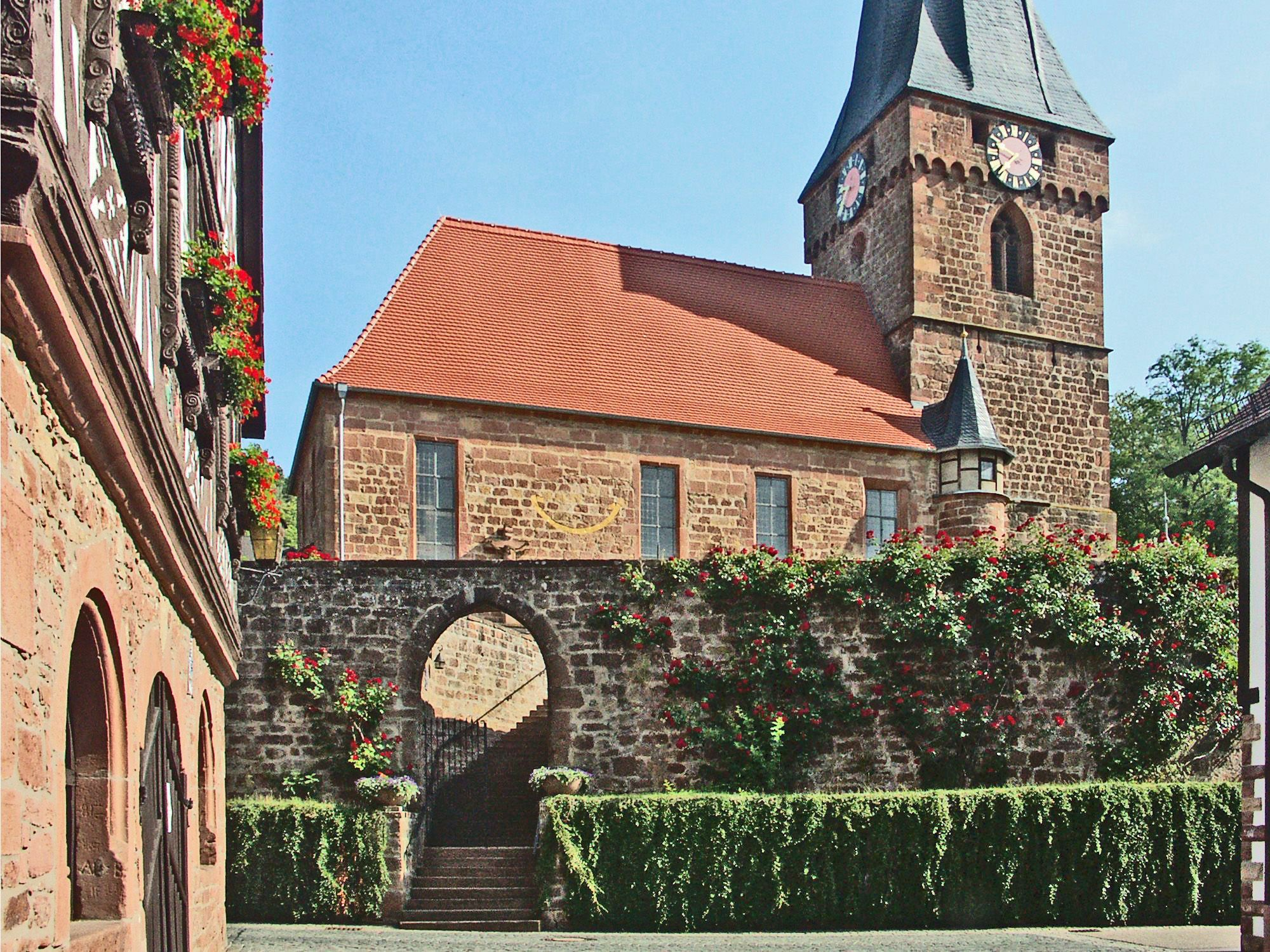
Biserica sfântul Martin din Dörrenbach, Renania-Palatinat
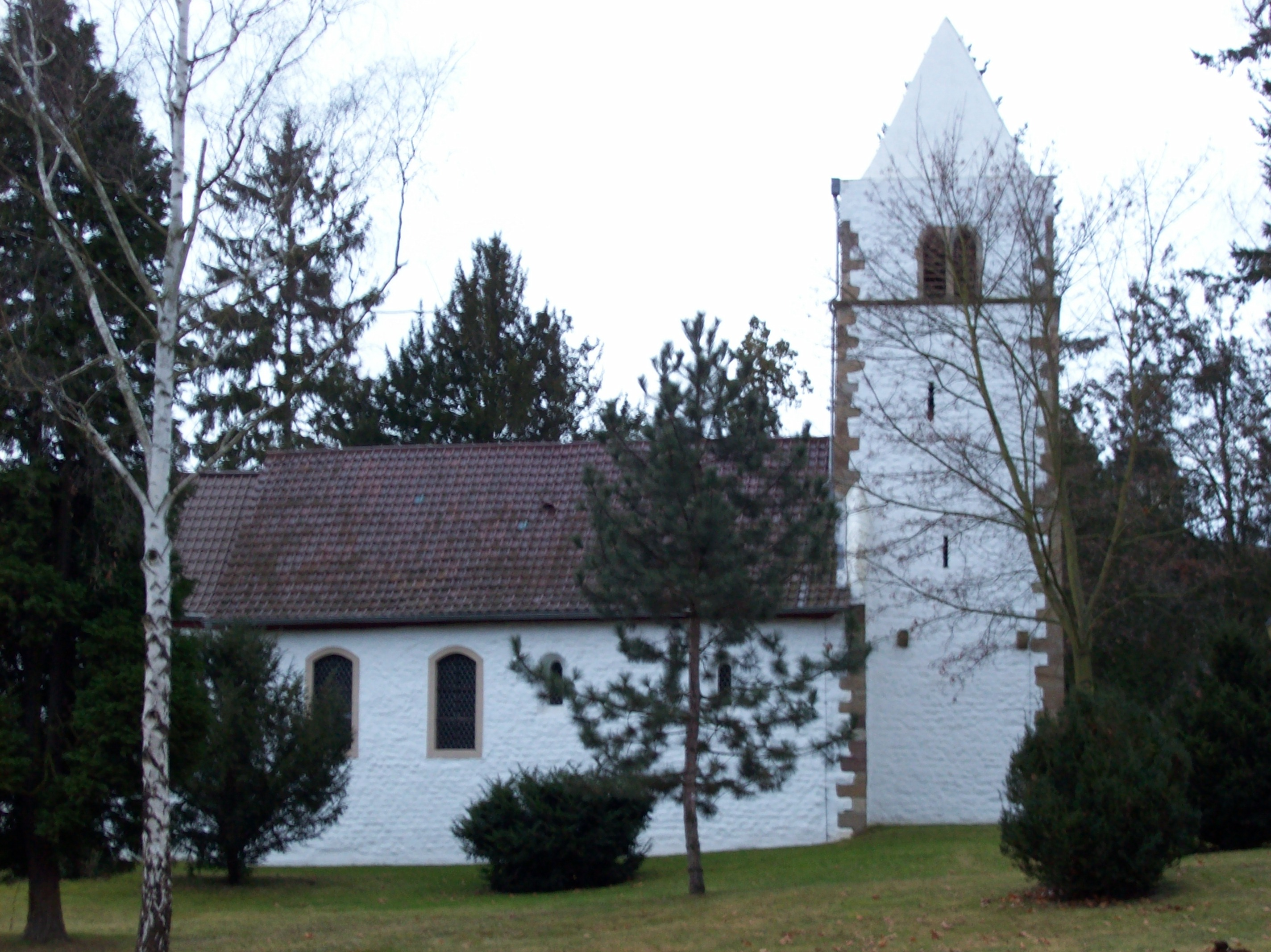
Biserica din Ebernburg, Bad Münster am Stein-Ebernburg, Renania-Palatinat
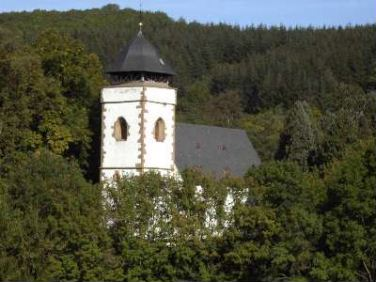
Biserica din Finkenbach, Finkenbach-Gersweiler, Renania-Palatinat
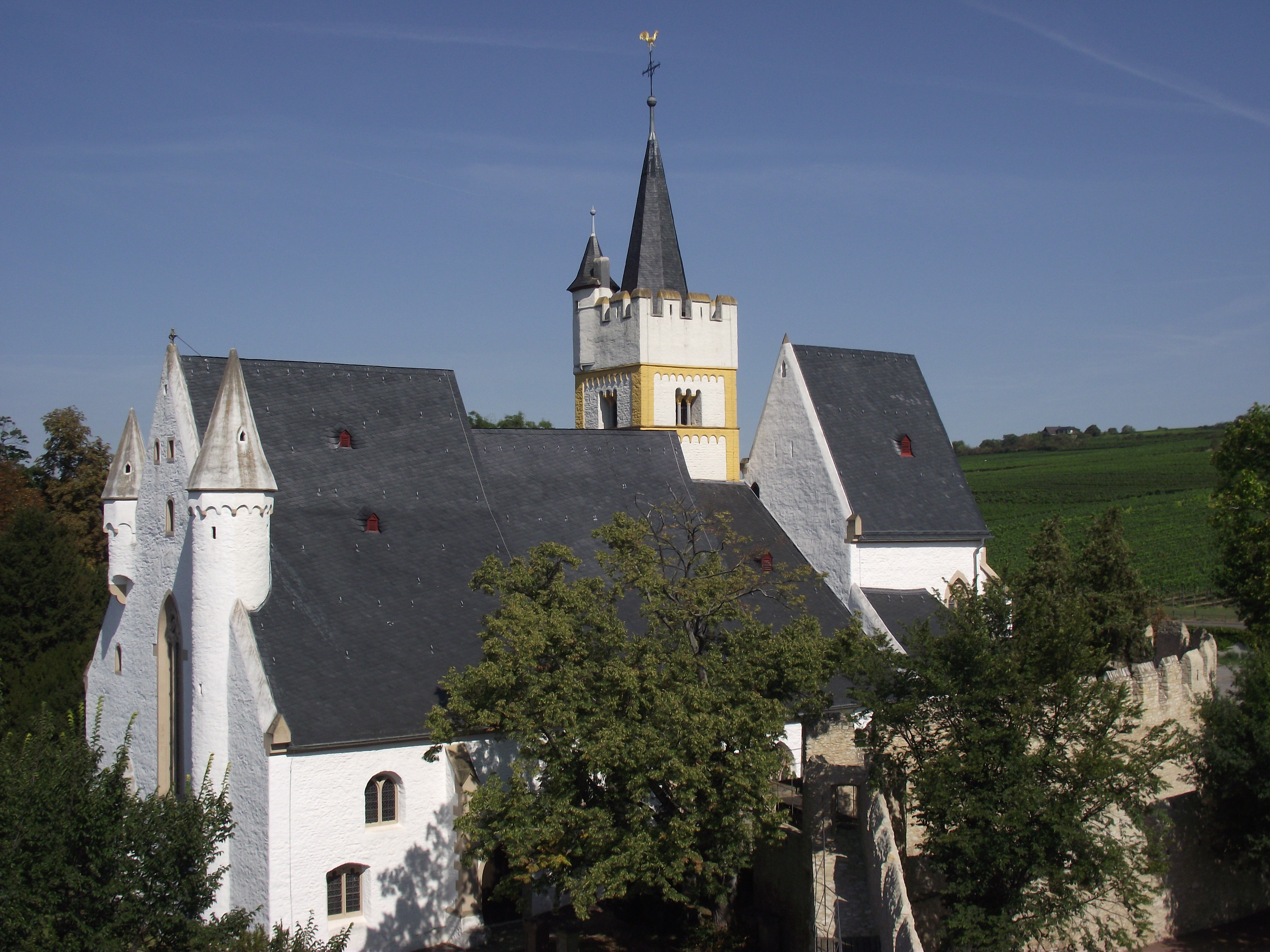
Biserica sfântul Wigbert din Ingelheim, Renania-Palatinat

### Saxonia

Saxonia în Germania

- Dörnthal (Pfaffroda)
- Großrückerswalde
- Lauterbach (Marienberg)
- Mittelsaida (Großhartmannsdorf)

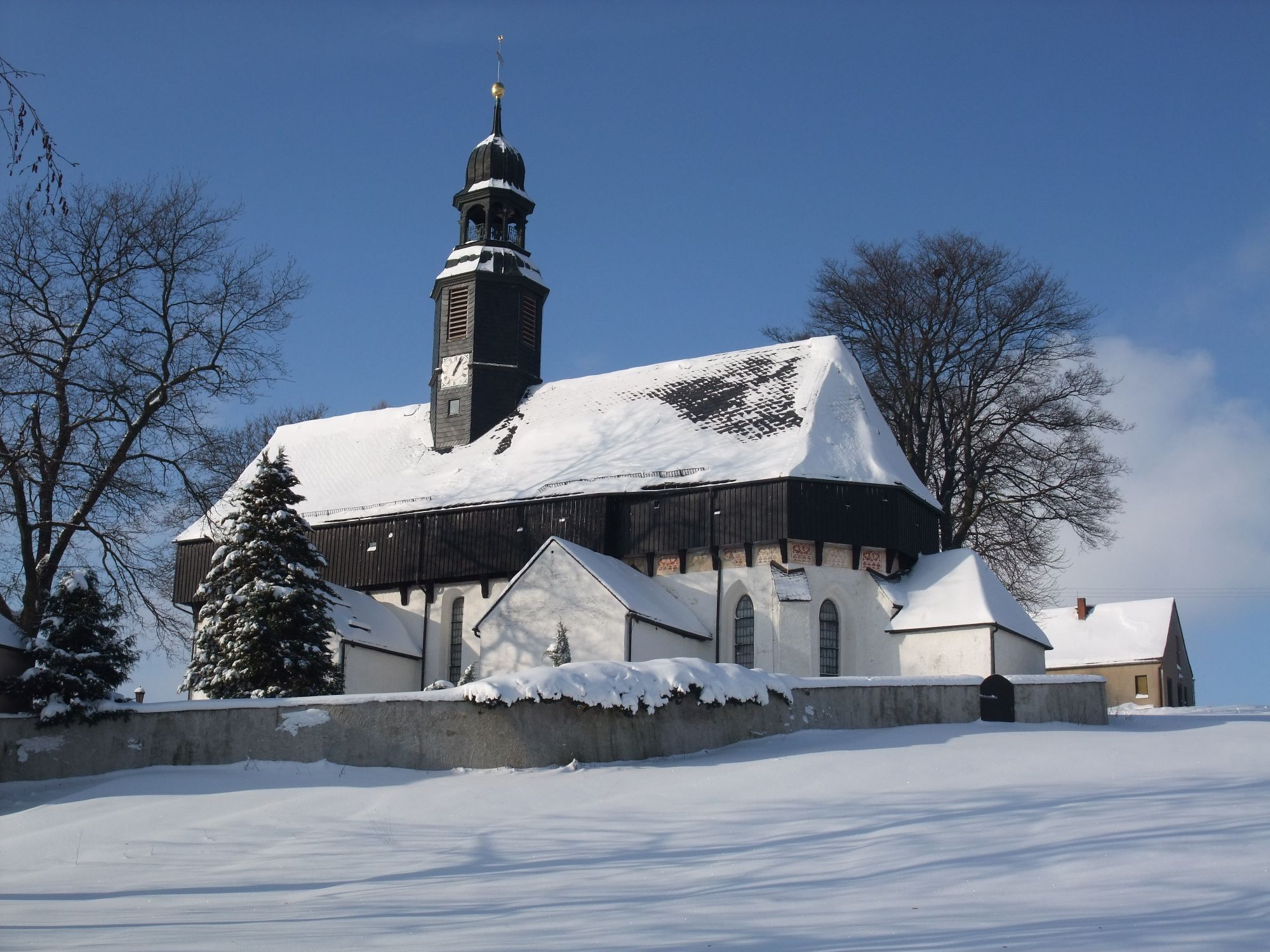
Biserica din Dörnthal, Pfaffroda, Saxonia
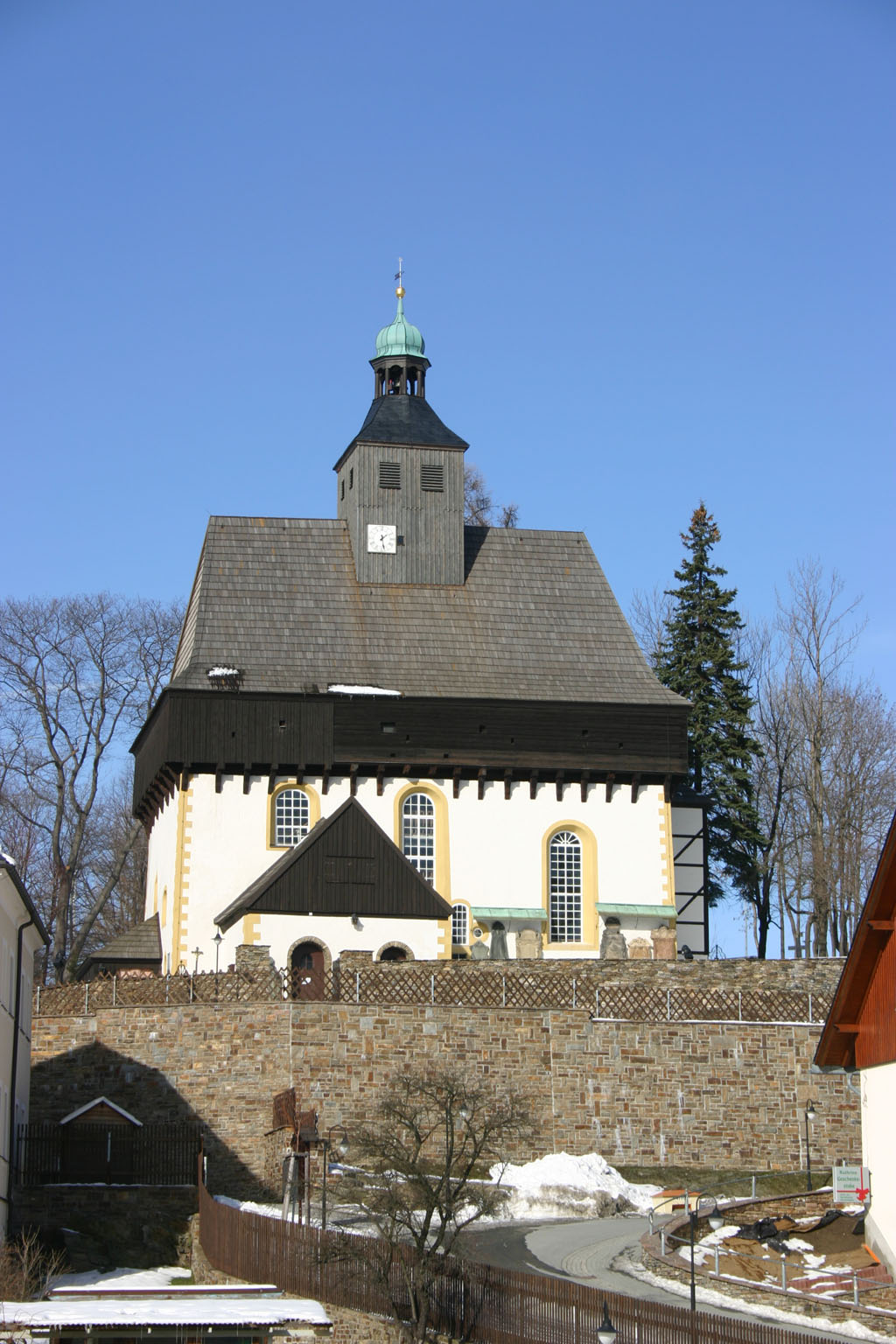
Biserica din Großrückerswalde, Saxonia
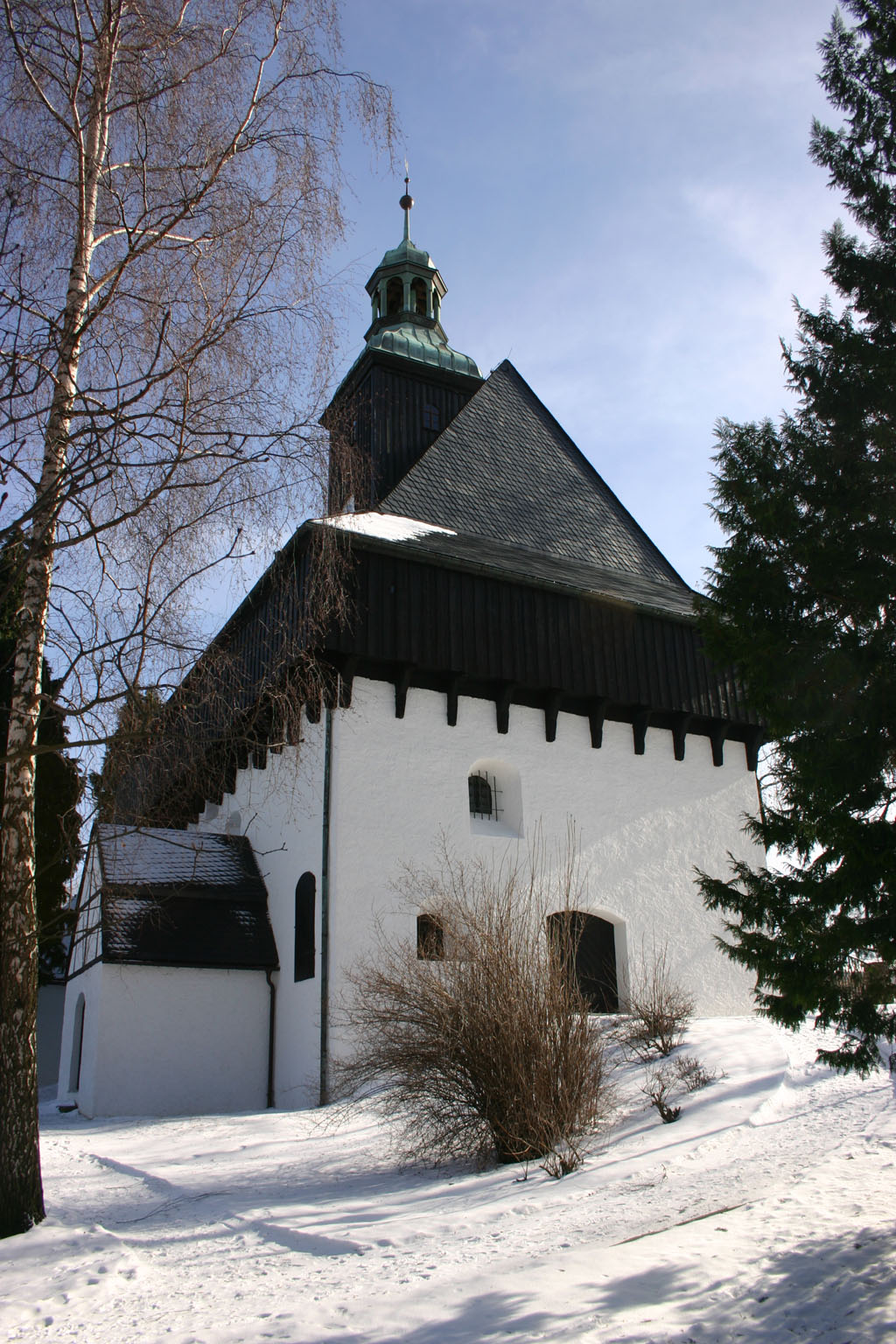
Biserica din Lauterbach, Marienberg, Saxonia
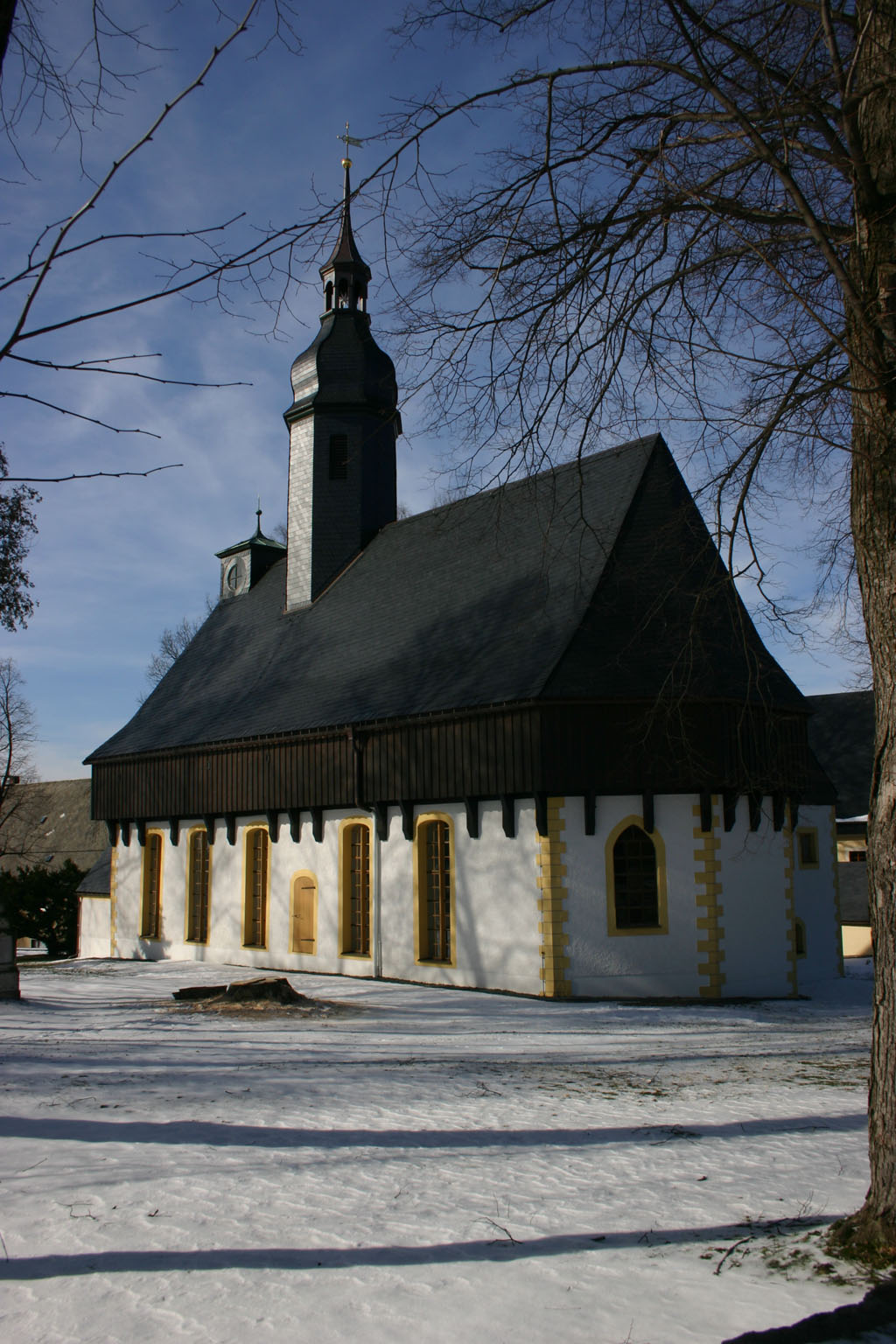
Biserica din Mittelsaida, Großhartmannsdorf, Saxonia

### Saxonia-Anhalt

Saxonia-Anhalt în Germania

- Bonese (Dähre)

### Turingia

Turingia în Germania

- Kleinbreitenbach (Plaue)
- Leutra (Jena)

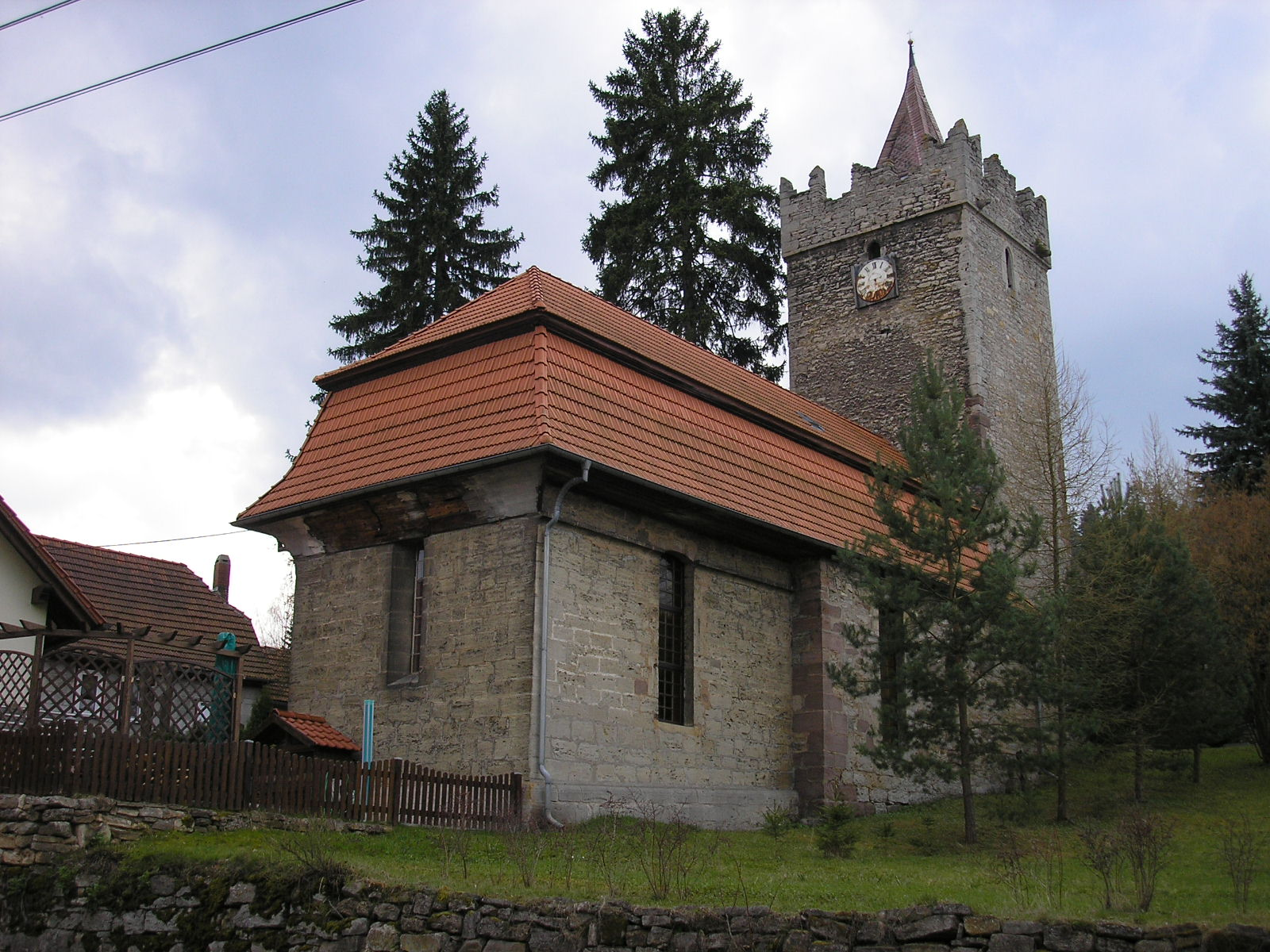
Biserica din Kleinbreitenbach, Plaue, Turingia

## Grecia
In Grecia, pe ostravul Creta, există mai multe mănăstiri fortificate.

## Italia

### Piemont

Piemont în Italia

- Sacra di San Michele: este un exemplu foarte impozant a unei biserici fortificate italiane și este considerată monumentul simbolic al Piemont.

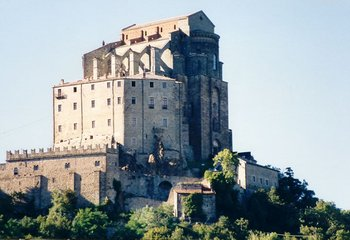
Sacra San Michele, Val di Susa, Provincia Torino, Piemont

### Sicilia

Sicilia în Italia

- Casalvecchio Siculo, biserica sfinții Petru și Pavel d'Agrò
- Monreale, catedrală
- San Vito Lo Capo

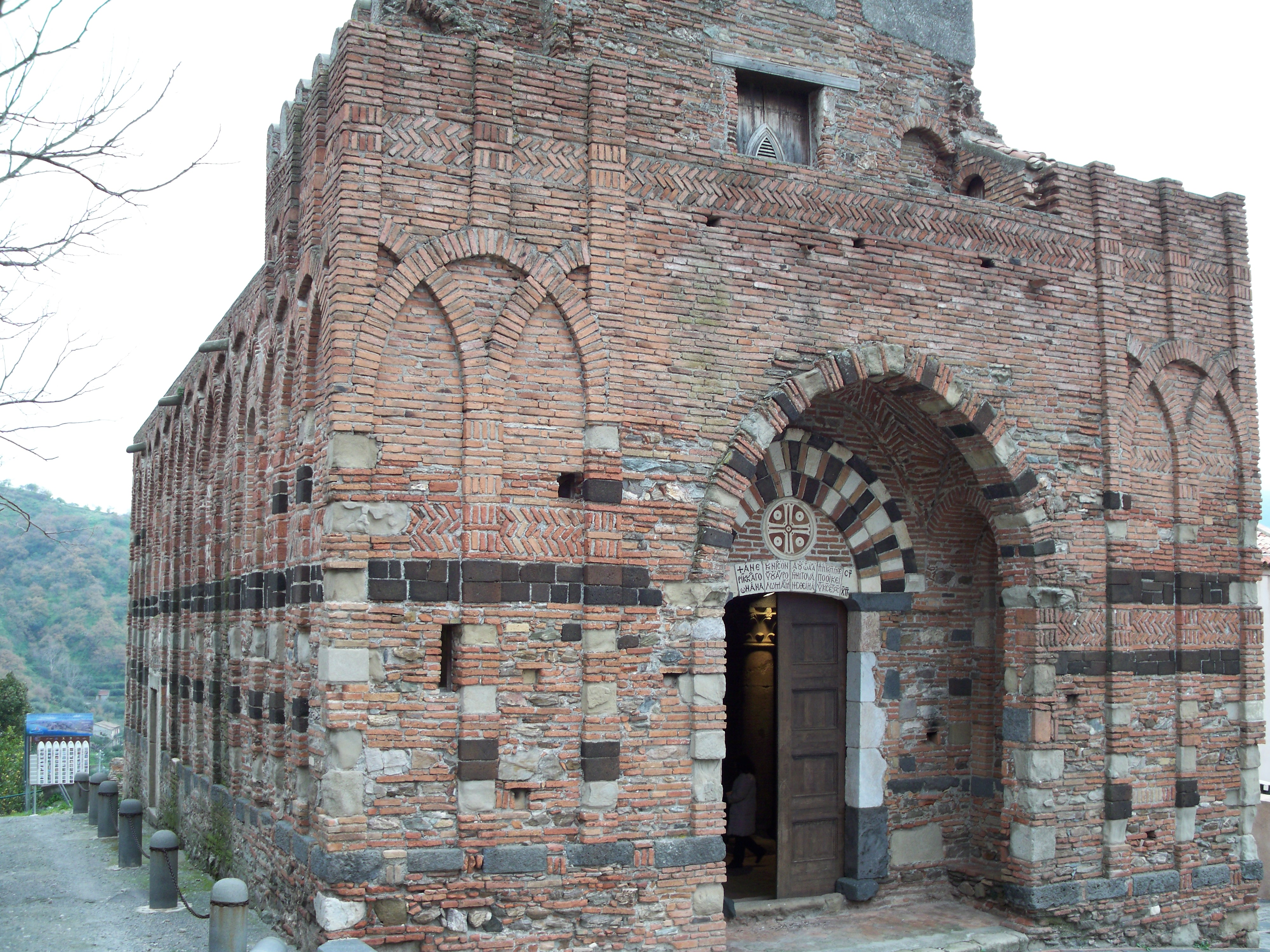
Biserica sfinții Petru și Pavel d'Agrò din Casalvecchio Siculo, Provincia Messina, Sicilia
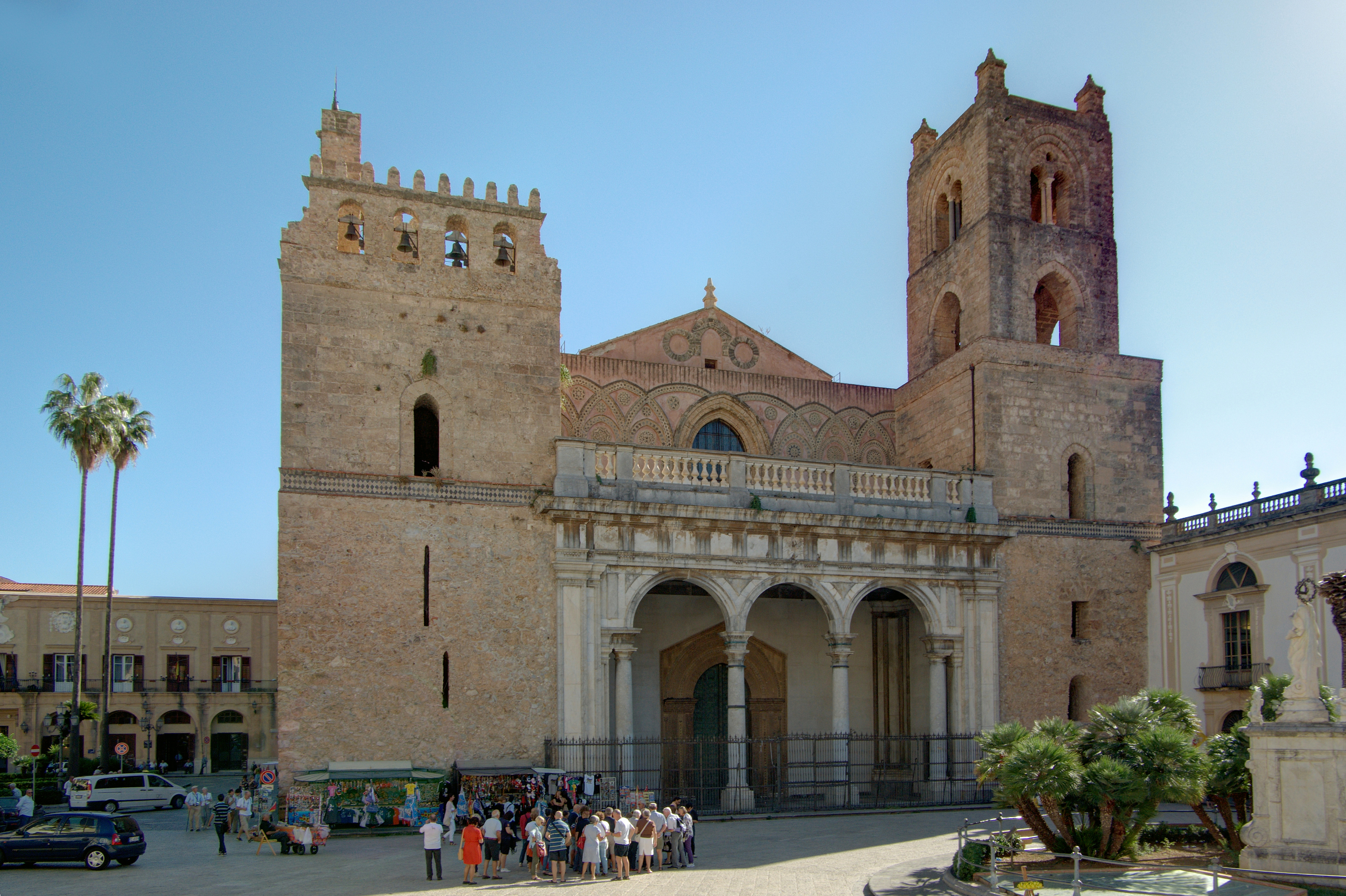
Catedrală fortificată din Monreale, Provincia Palermo, Sicilia

### Tirolul de Sud

Tirolul de Sud în Italia

- Schenna: biserica sfântul Gheorghe este în același timp o biserica fortificată și o biserică rotundă

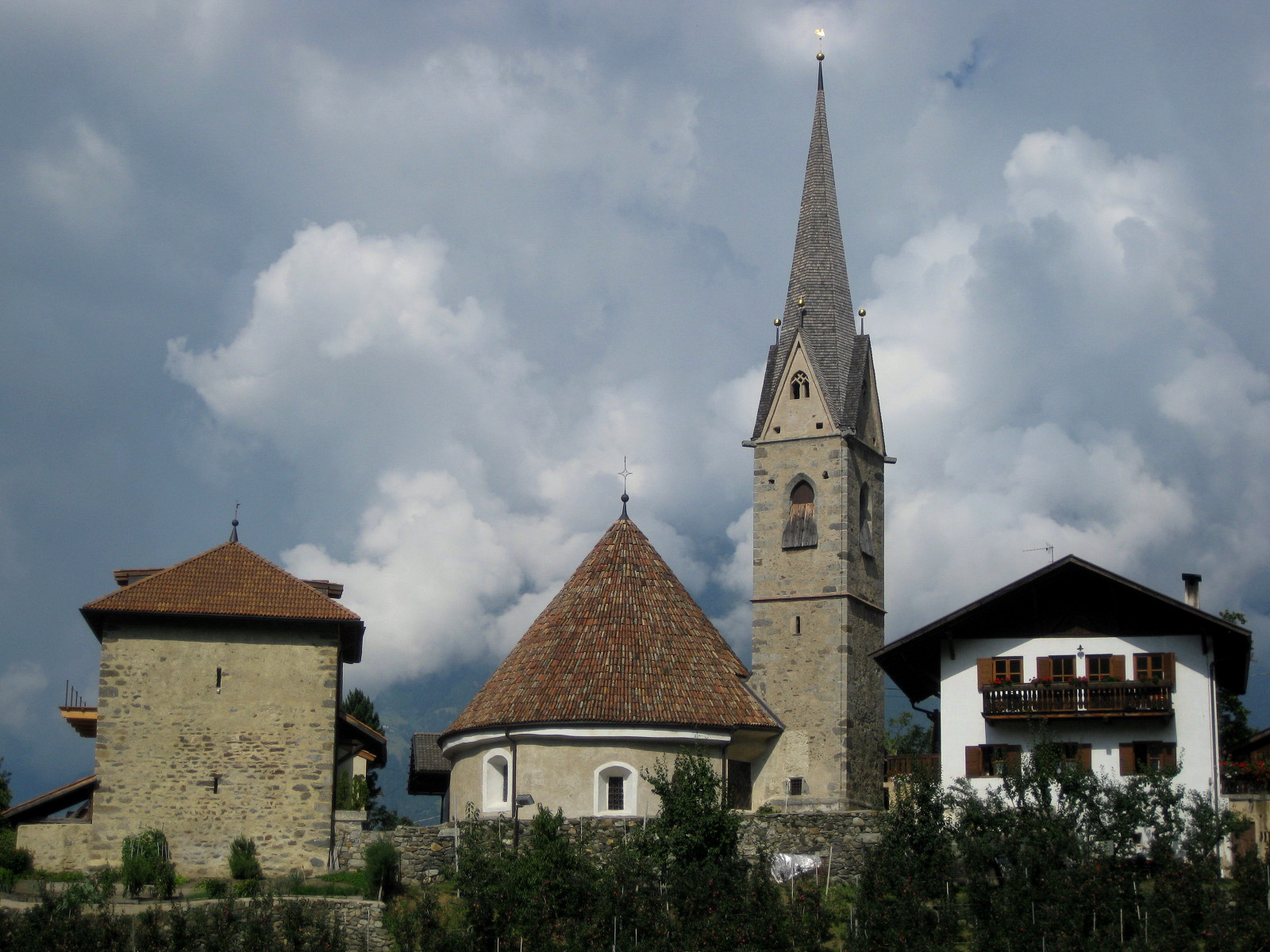
Biserica sfântul Gheorghe din Schenna, Provincia Bolzano, Tirolul de Sud

## Luxemburg

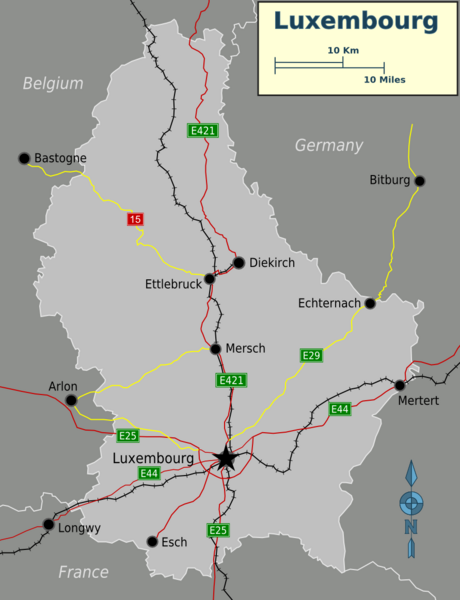
Marele Ducat de Luxemburg

- Echternach: fostă biserica parohială sfinții Petru și Pavel (a fost ridicată în sânul anticelor fortificații ale Romanilor, care au protejat-o până începutul secolului al XVIII-lea)
- Luxemburg-oraș: turnul mănăstirii fortificate Altmünster.[5]

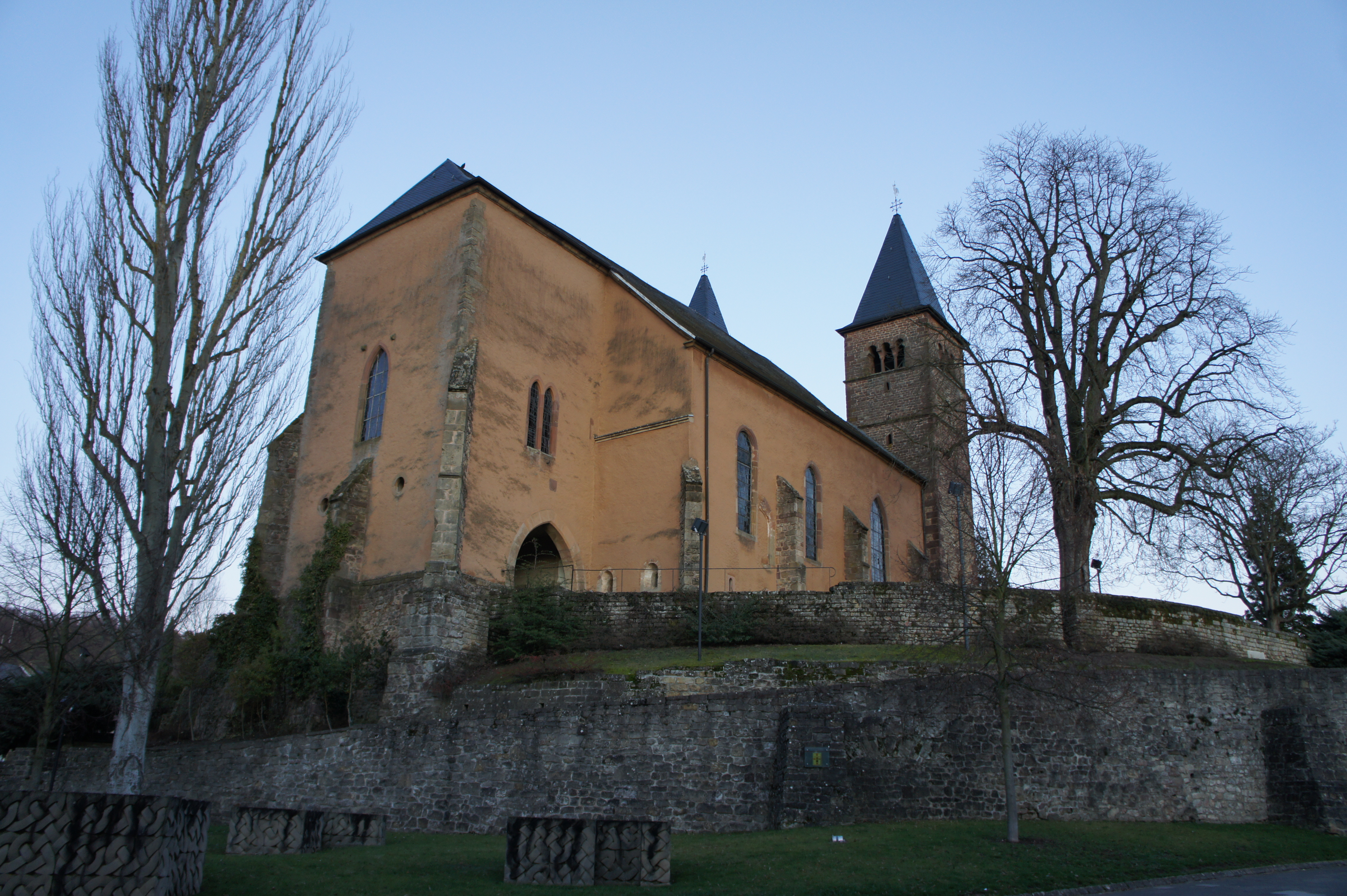
Fostă biserica parohială sfinții Petru și Pavel, Echternach
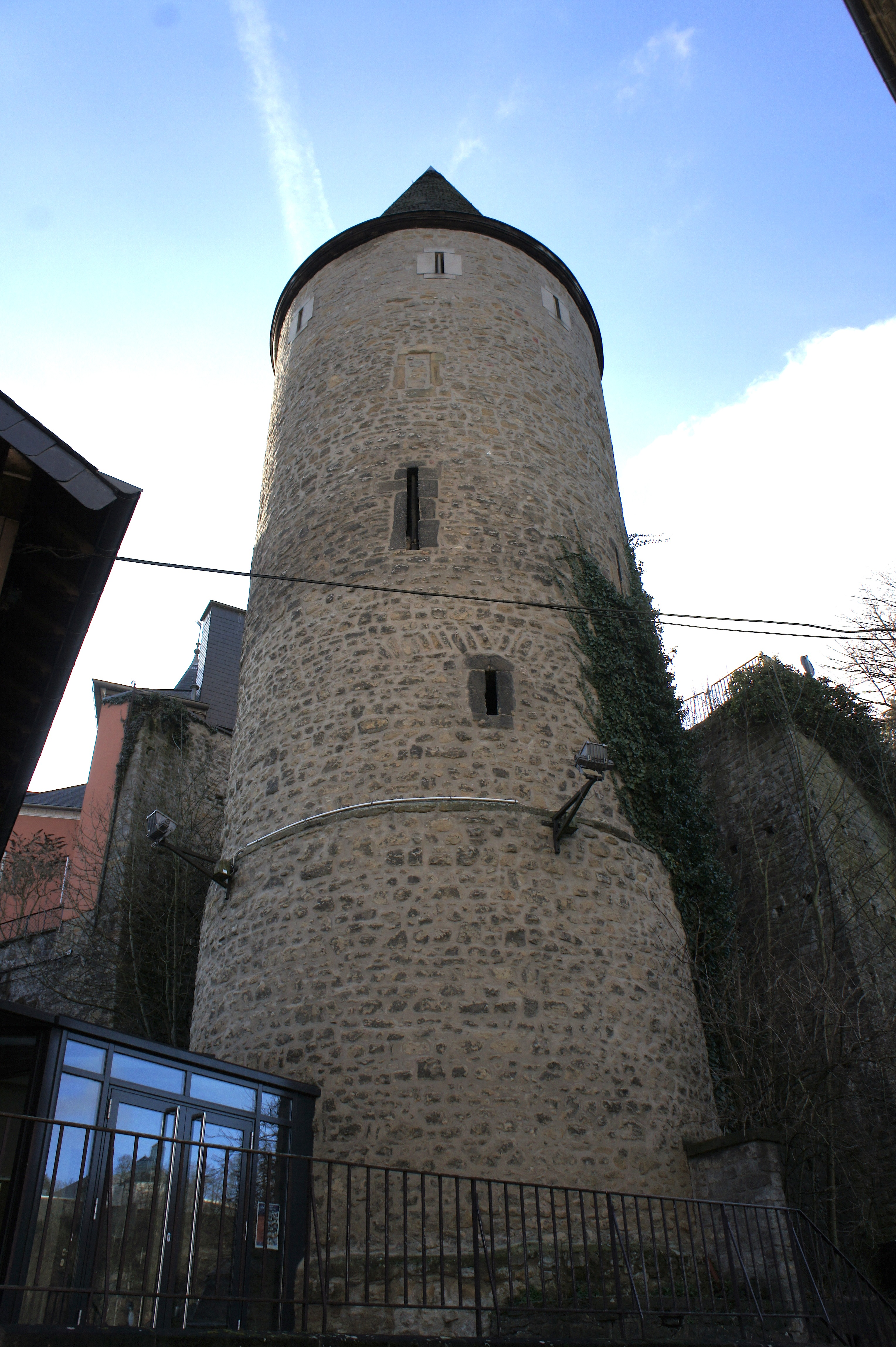
Turnul fostei mănăstirii Altmünster, Luxemburg

## Polonia

### Polonia Mică

Polonia Mică

- Cracovia, biserica sfântul Andrei

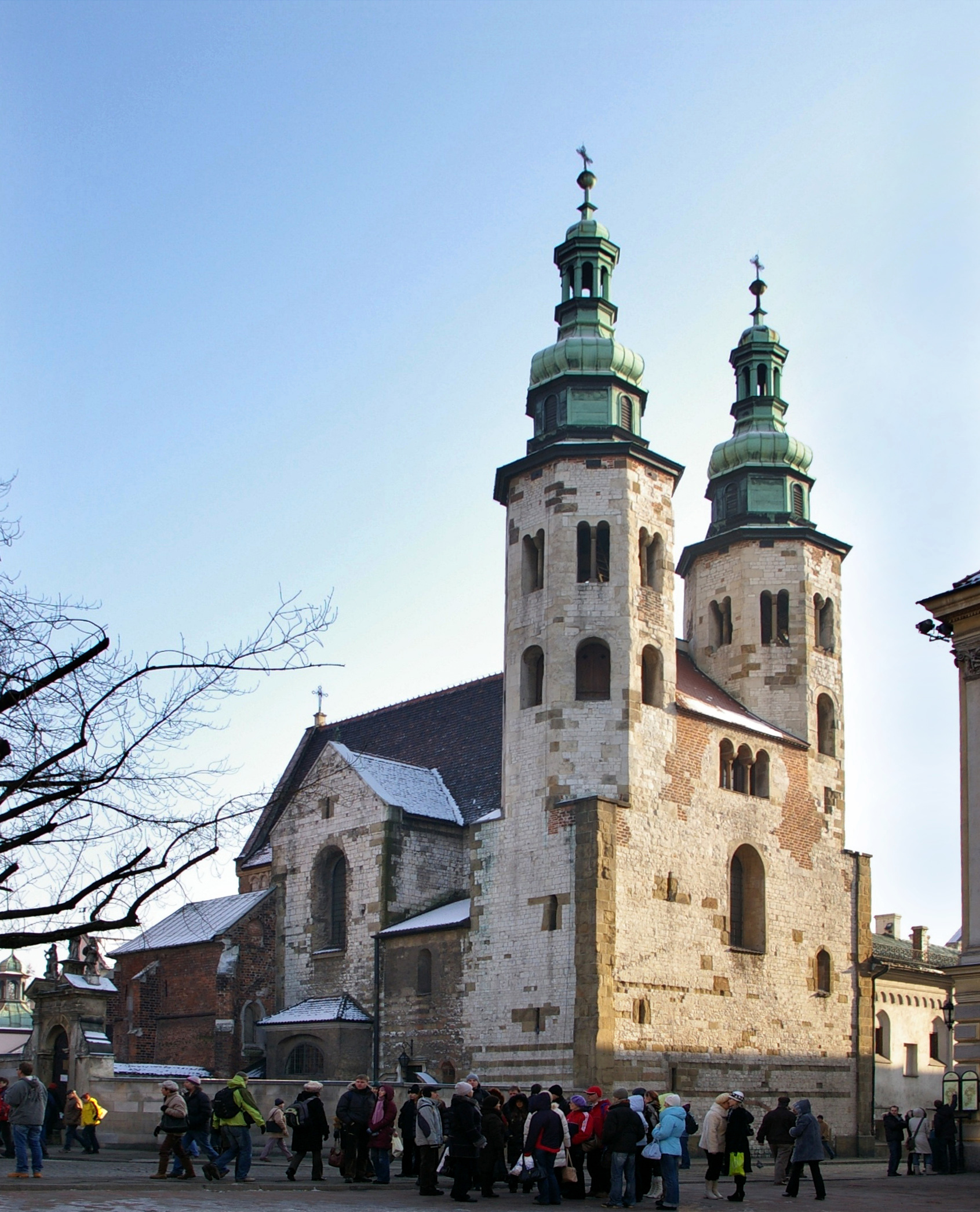
Biserica sfântul Andrei din Cracovia, Polonia Mică

### Silezia

Silezia

- Gliwice, biserica sfântul Bartolomeu
- Wancerzów, mănăstirea canonicilor regulari

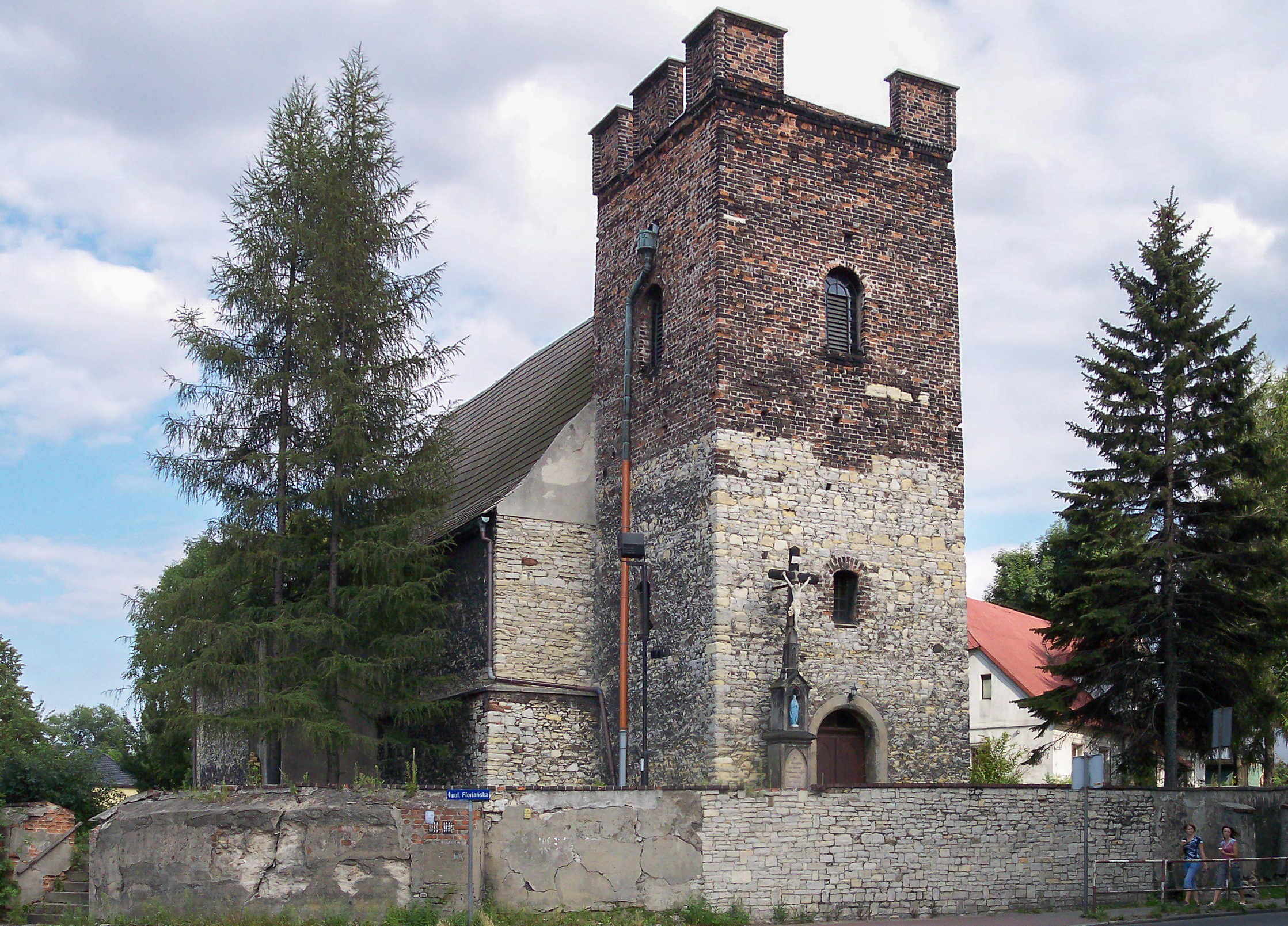
Biserica sfântul Bartolomeu din Gliwice, Silezia
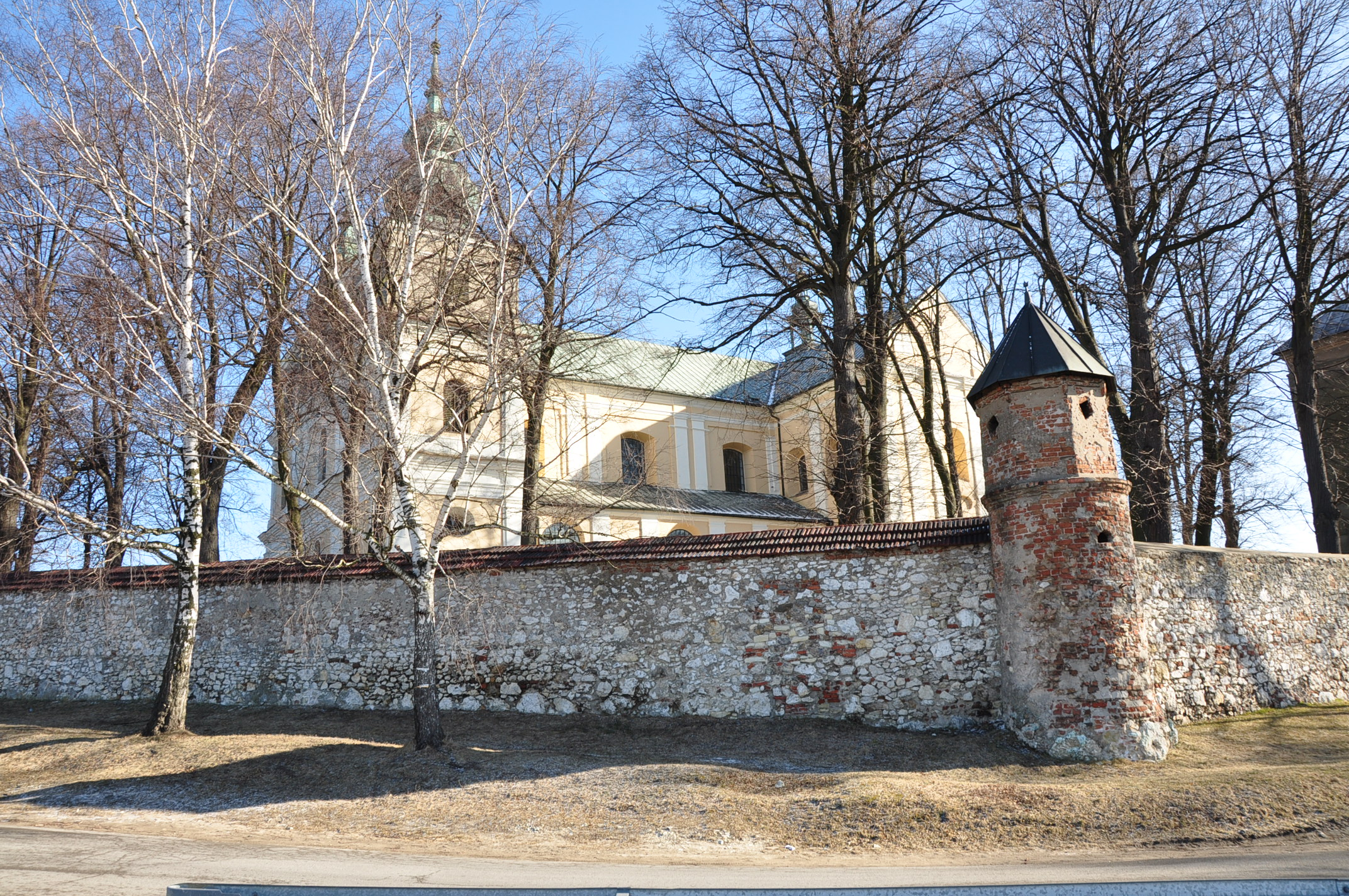
Mănăstirea canonicilor regulari din Wancerzów, Silezia

### Subcarpatia

Subcarpatia

- Leżajsk, mănăstirea ordinului bernardin.

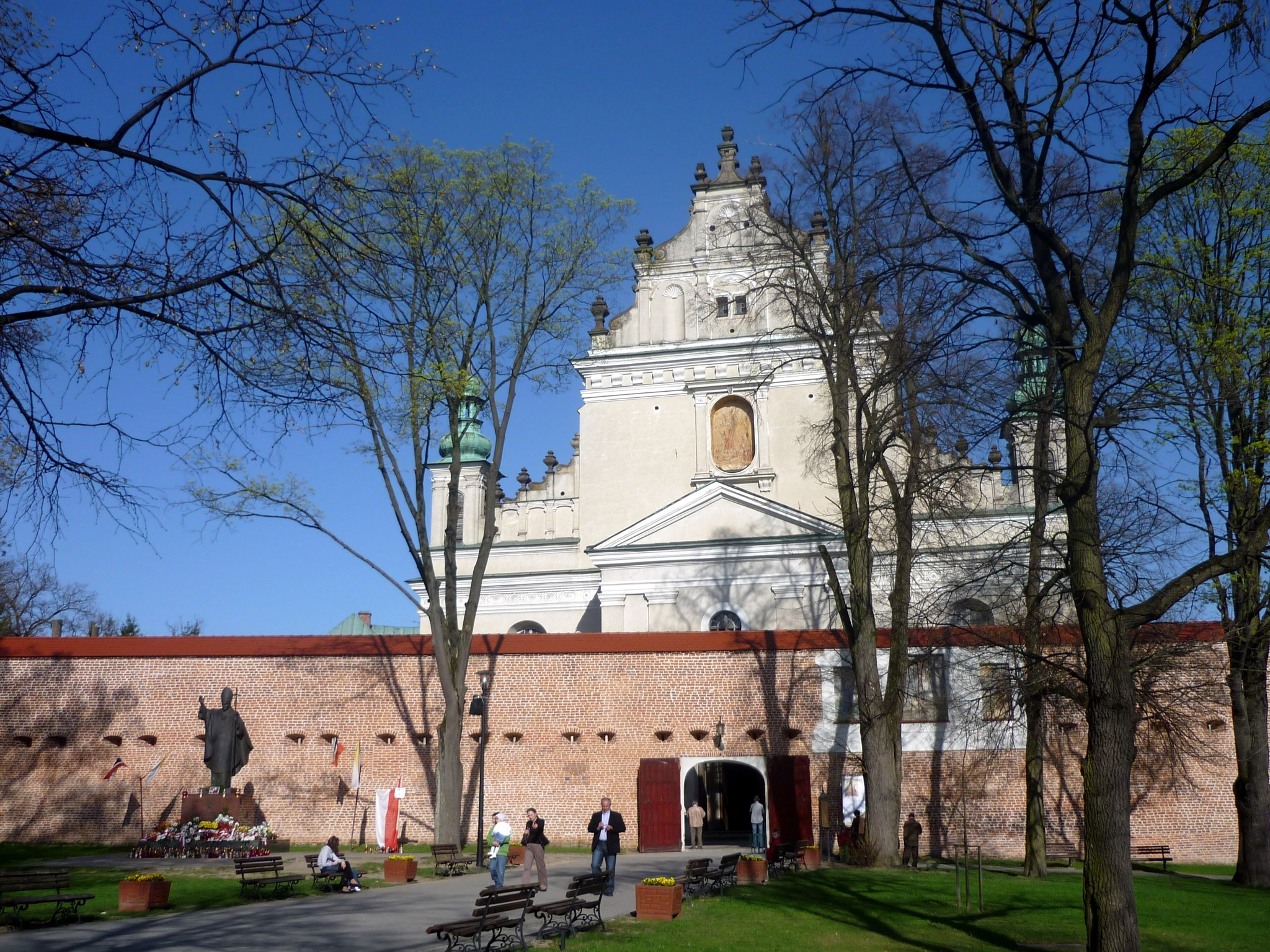
Mănăstirea fortificată a ordinului bernardin din Leżajsk, Subcarpatia

## România

România

În România există biserici fortificate săsești și ungurești. În plus, anumite mănăstiri ale românilor sunt fortificate, ca faimoasa Mănăstirea Putna. În orașul Iași există căteva mănăstiri și biserici fortificate care datează din secolele XV-XVIII: Mănăstirea Cetățuia, Mănăstirea Golia, Mănăstirea Galata, Mănăstirea Frumoasa, Biserica Sfântul Nicolae Domnesc, și Biserica Sfântul Sava (zidurile exterioare ale celor două din urmă fiind ulterior înlăturate).
Pentru bisericile fortificate ale Ardealului, vezi sectiunea "Biserici fortificate din Transilvania".

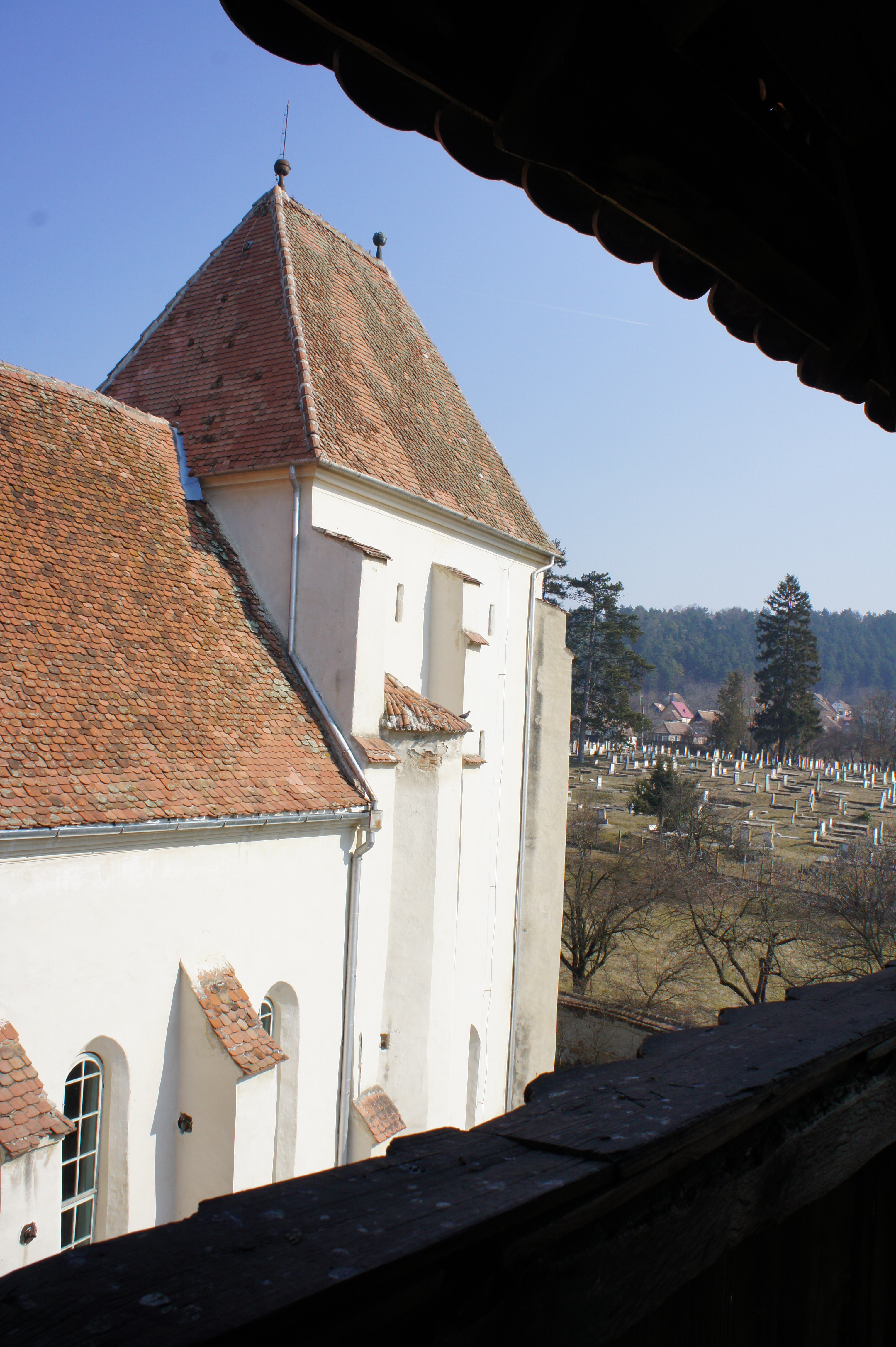
Biserica săsească din Bazna/Baassen, Sibiu
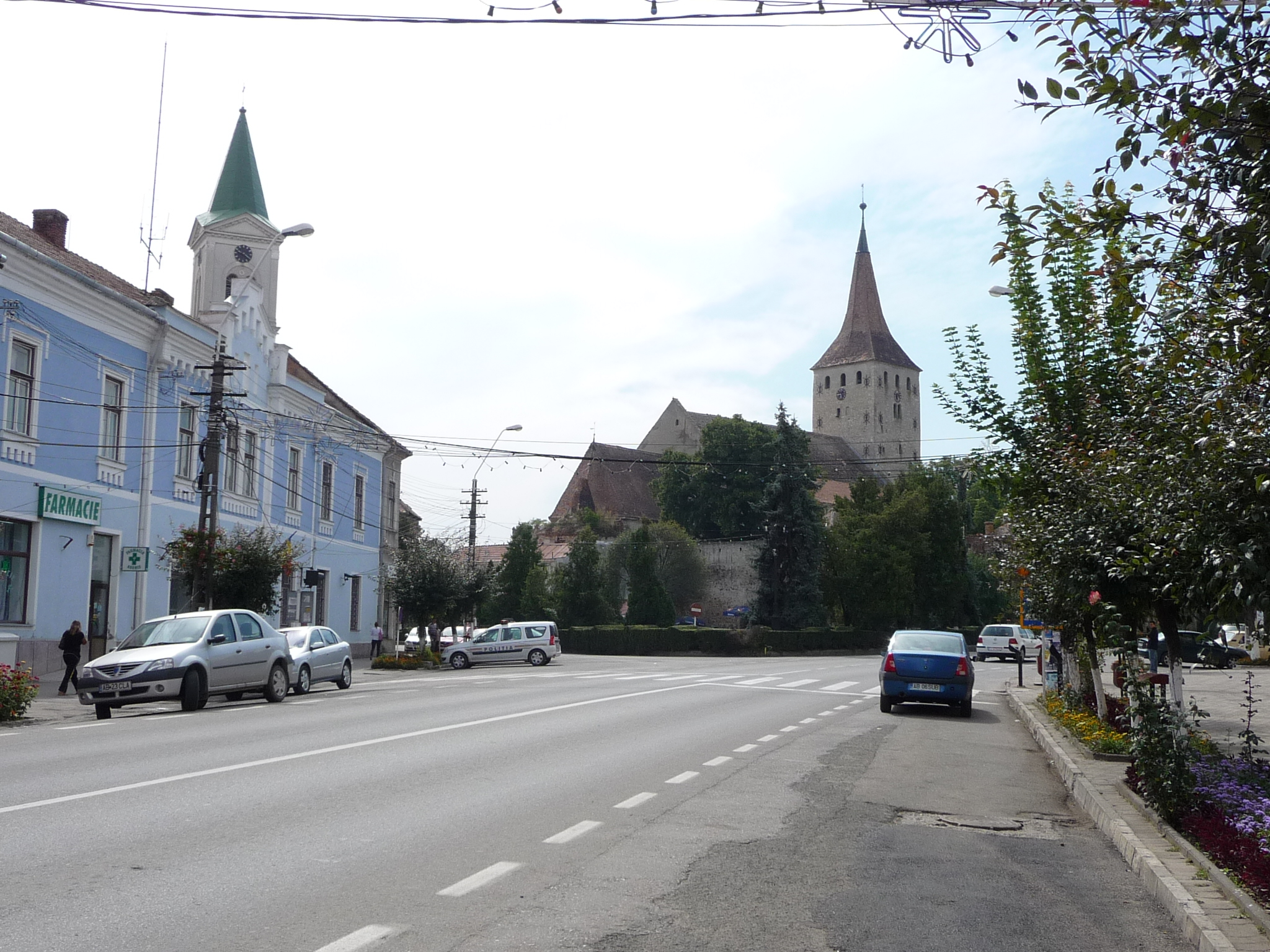
Biserica maghiară din Aiud/Enyed, Alba
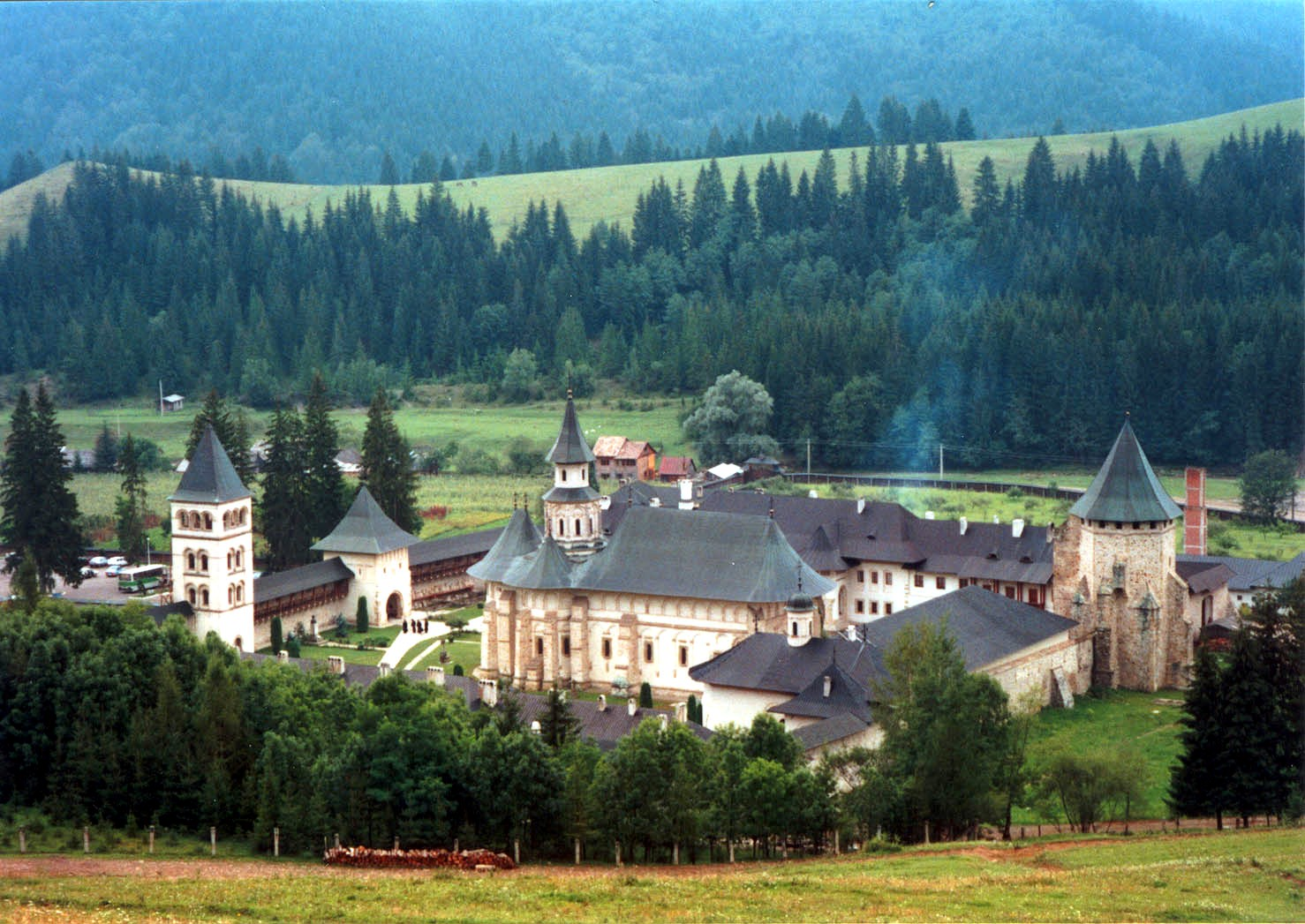
Mănăstirea moldovenească (românească) Putna, Suceava

## Slovenia

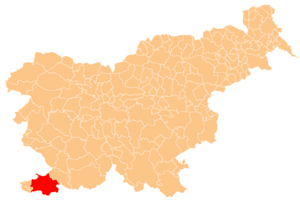
Koper în Slovenia

Koper
- Hrastovlje, biserica sfânta Treime

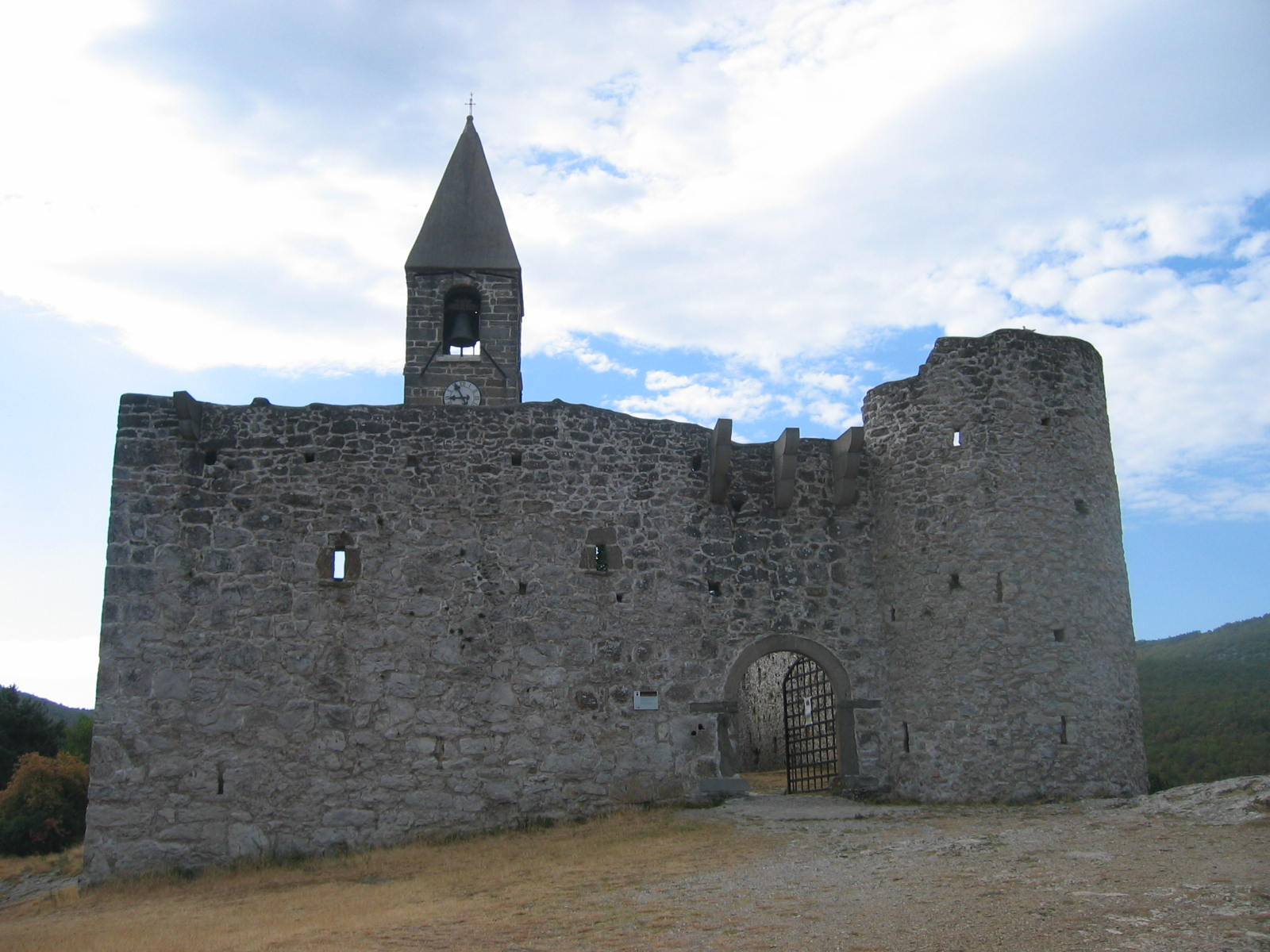
Biserica sfânta Treime din Hrastovlije, Koper

## Spania
O parte a bisericilor ridicate în Spania se datorează eforturilor principilor creștini de a cuceri peninsula iberică ocupată de musulmani.

### Comunitatea autonomă Aragon

Comunitatea autonomă Aragon

Sînt repertoriate bisericile provinciilor următoare:
- Huesca

Provincia Huesca
- Samitier (La Fueva), sihăstrie

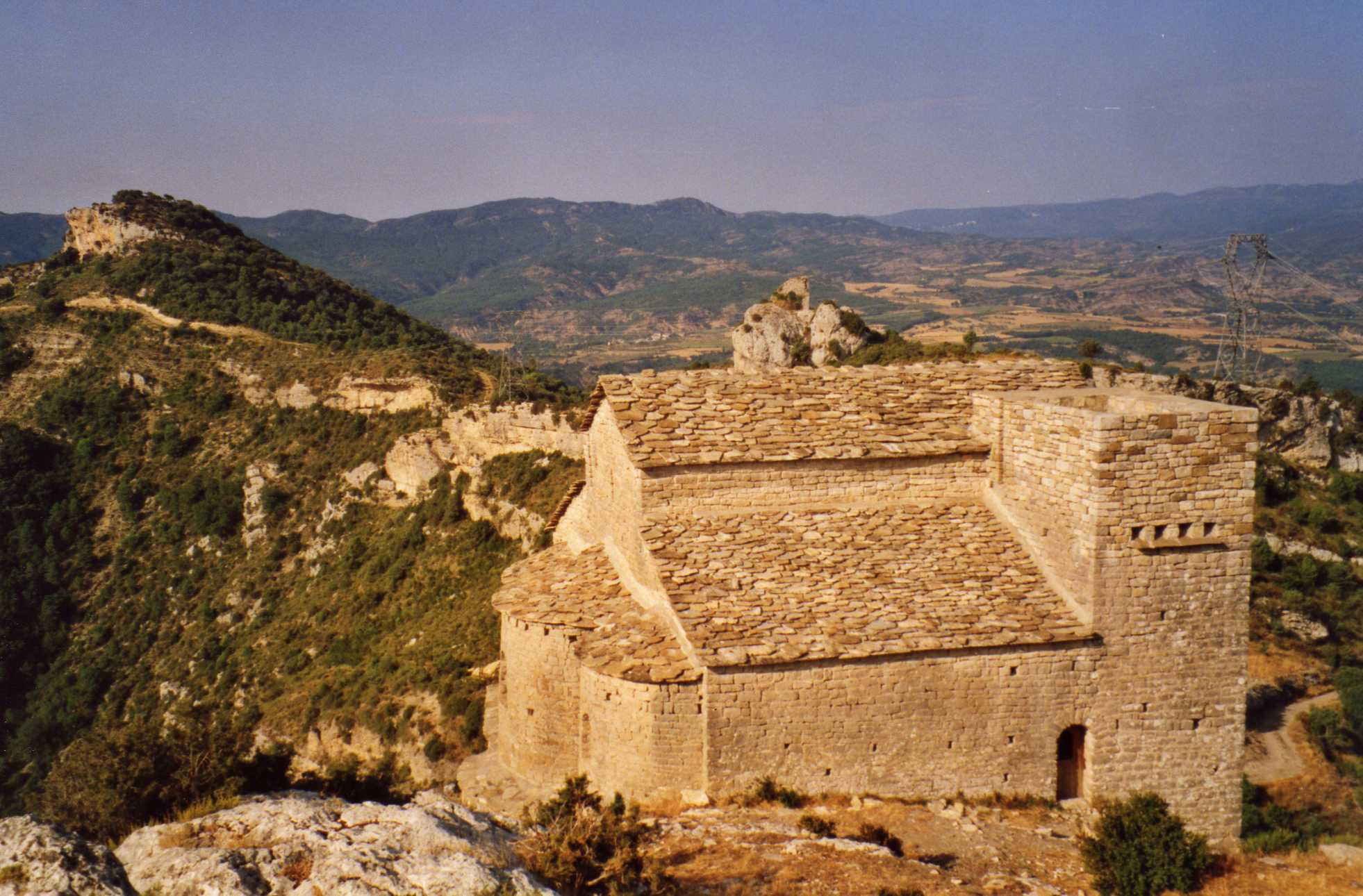
Sihăstria din Samitier, La Fueva, Aragon

### Comunitatea autonomă Galicia

Provincia Lugo

Comunitatea autonomă Galicia

- Portomarín, biserica sfântul Nicolae. Biserica a fost deplasată în întregime în 1962 din cauza ridicării a unui baraj.[6]

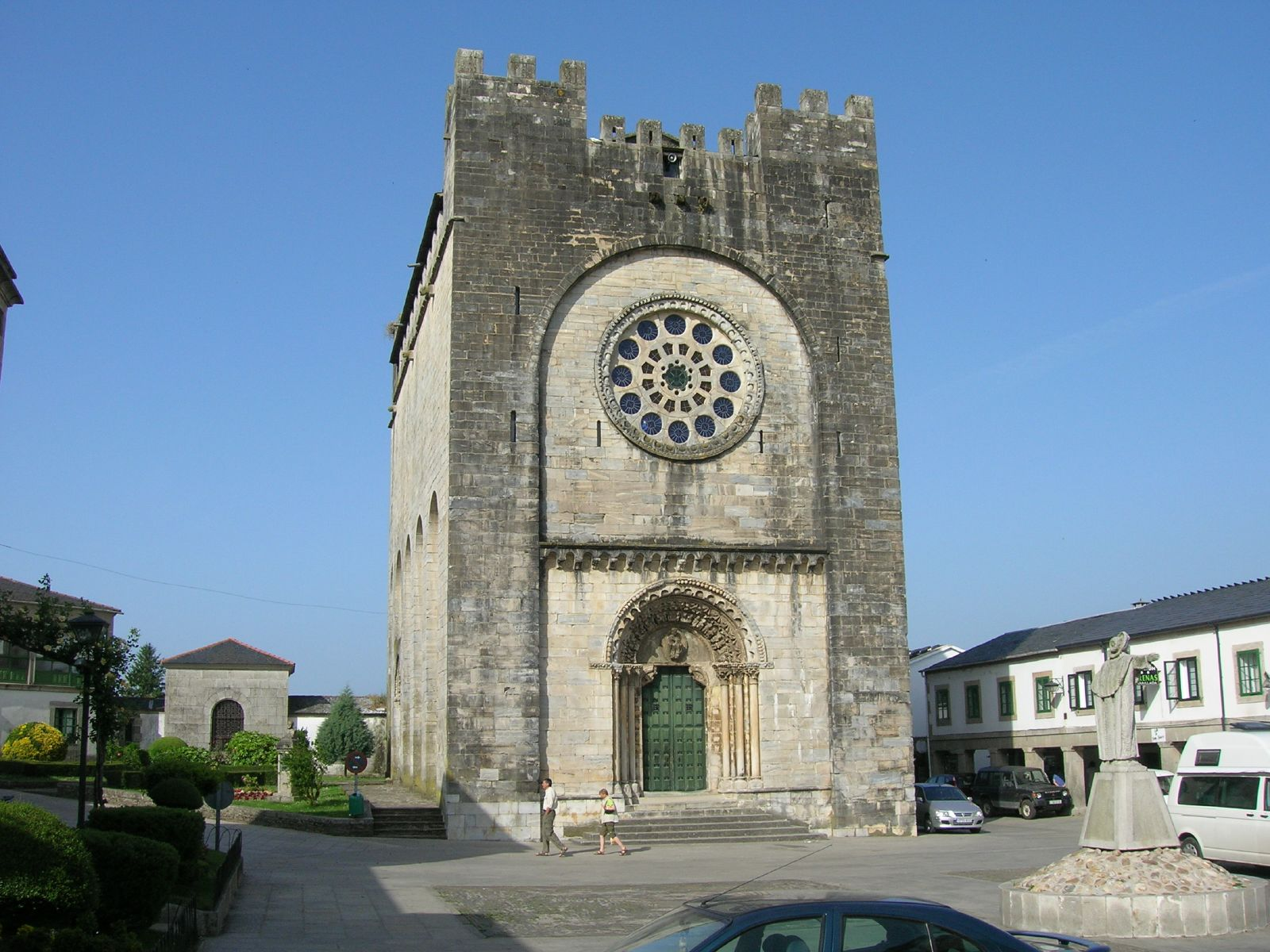
Biserica sfântul Nicolae, Portomarín, Provincia Lugo, Comunitatea autonomă Galicia

### Comunitatea autonomă Țara Bascilor

Provincia Gipuzkoa

Comunitatea autonomă Țara Bascilor

- Zumaya/Zumaia, biserica sfântul Petru

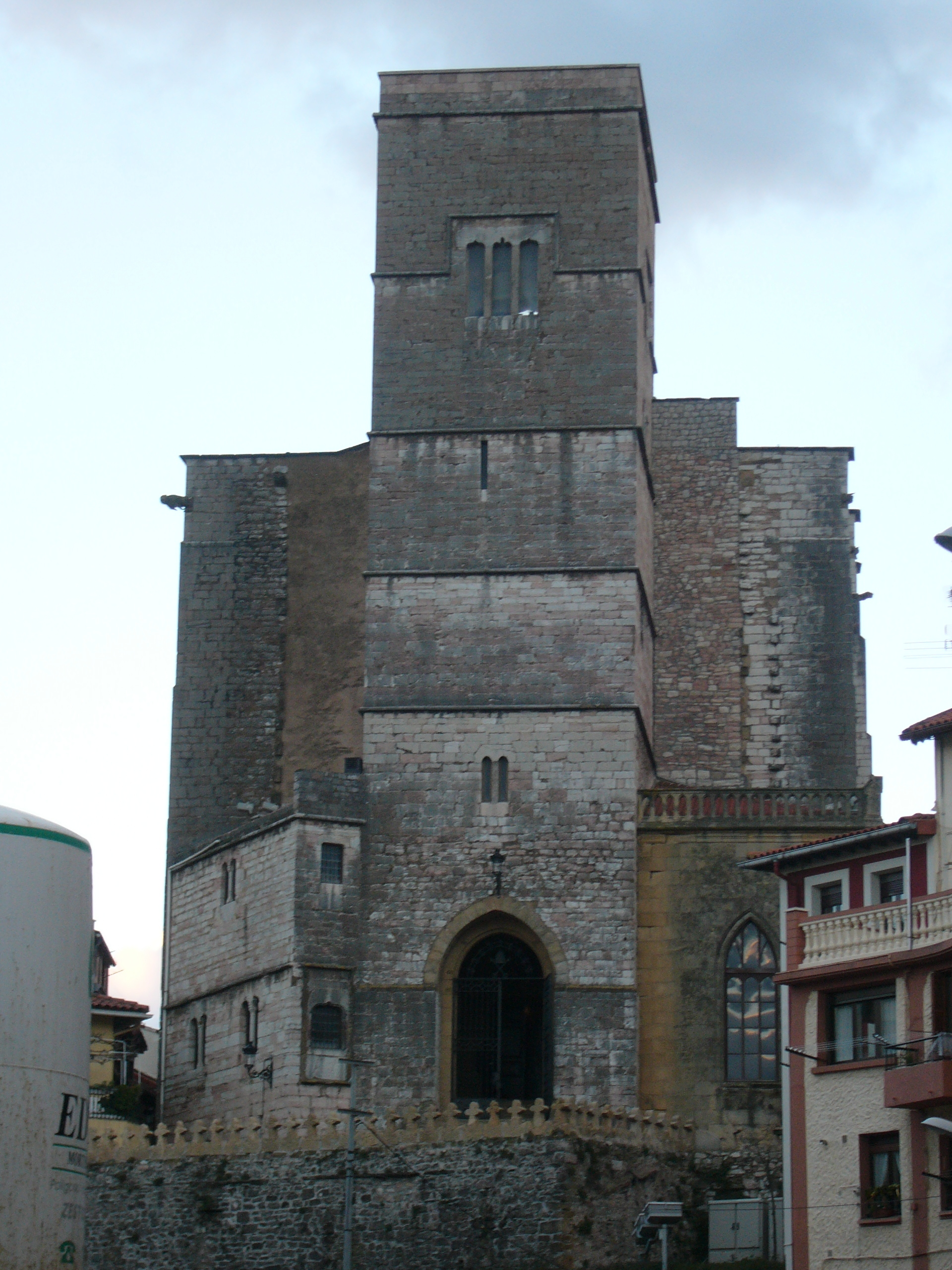
Biserica sfântul Petru, Zumaya/Zumaia, Provincia Gipuzkoa, Comunitatea autonomă Țara Bascilor

### Comunitatea autonomă Madrid

Comunitatea autonomă Madrid

- Alpedrete, biserica Asumpții Stăpânei noastre
- Colmenar de Oreja, biserica sfânta Maria Mare
- Navalquejigo, biserica Exaltării a sfânta Cruce

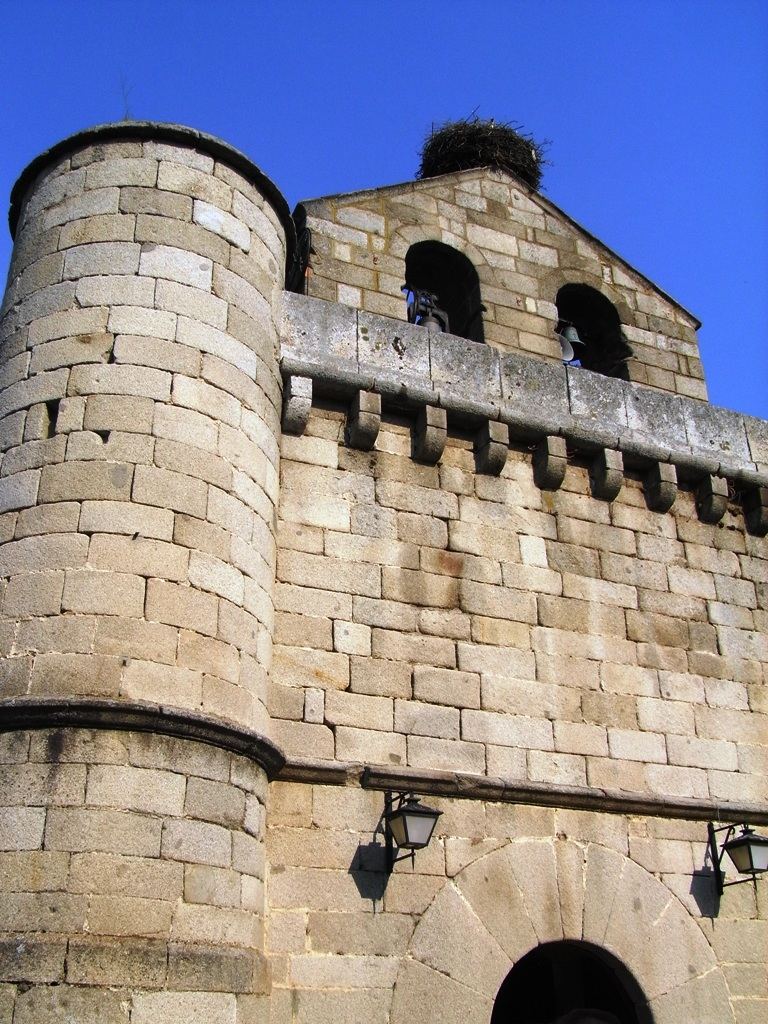
Biserica Asumpții Stăpânei noastre din Alpedrete, comunitatea autonomă Madrid
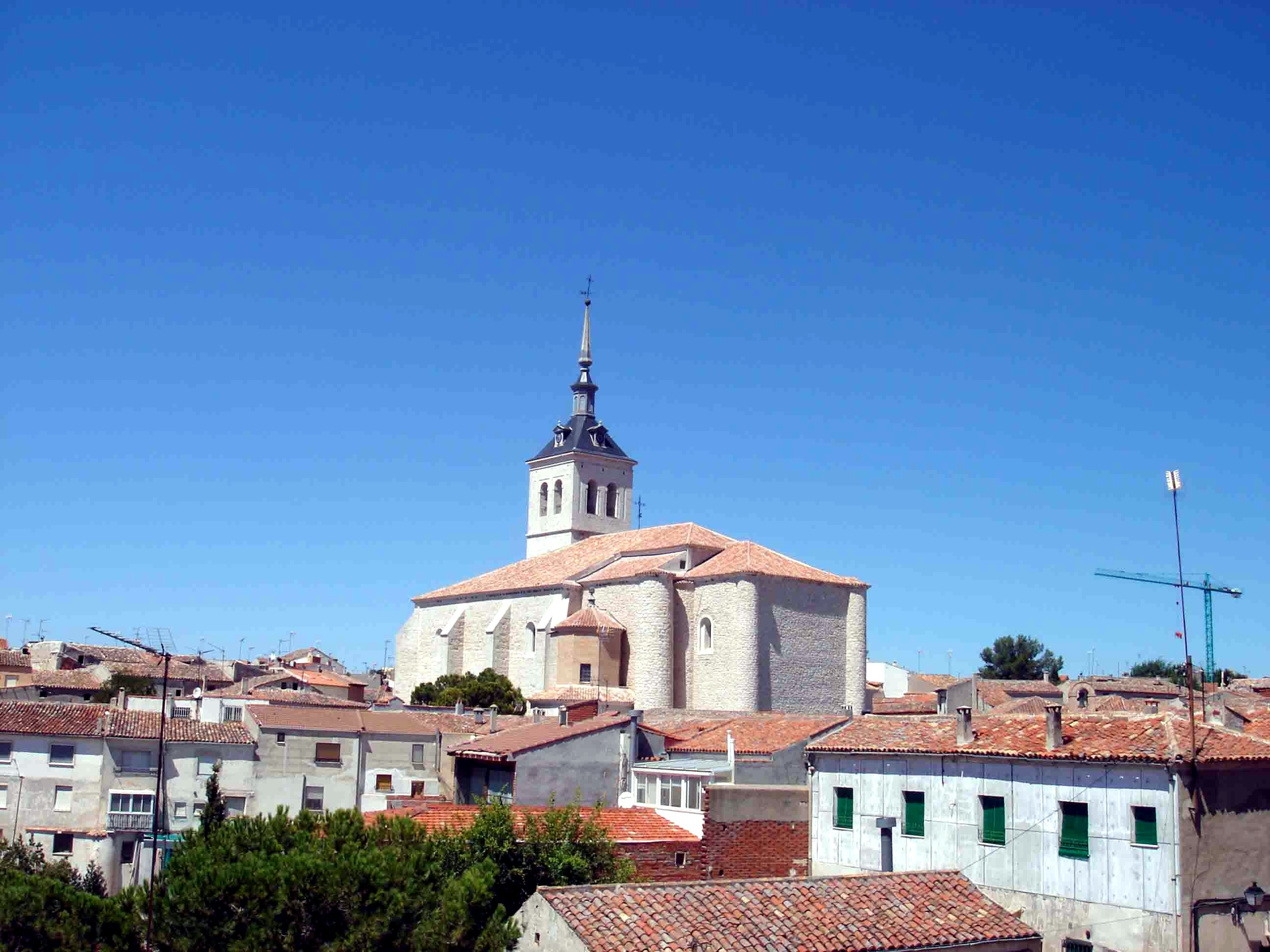
Biserica sfânta Maria Mare din Colmenar de Oreja, comunitate autonomă Madrid
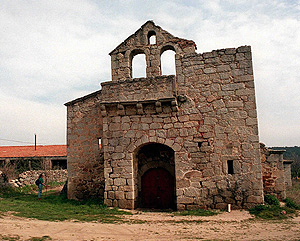
Biserica Exaltării a sfânta Cruce din Navalquejigo, comunitate autonomă Madrid

### Comunitatea autonomă Valencia

Comunitatea autonomă Valencia

Sînt repertoriate bisericile provinciilor următoare:
- Castellón
- Valencia

Provincia Castellón
- Albalat dels Ànecs (Cabanes), sihăstrie
- Alcora, sihăstria sfântul Mântuitor
- Torreblanca, biserica sfântul Francisc

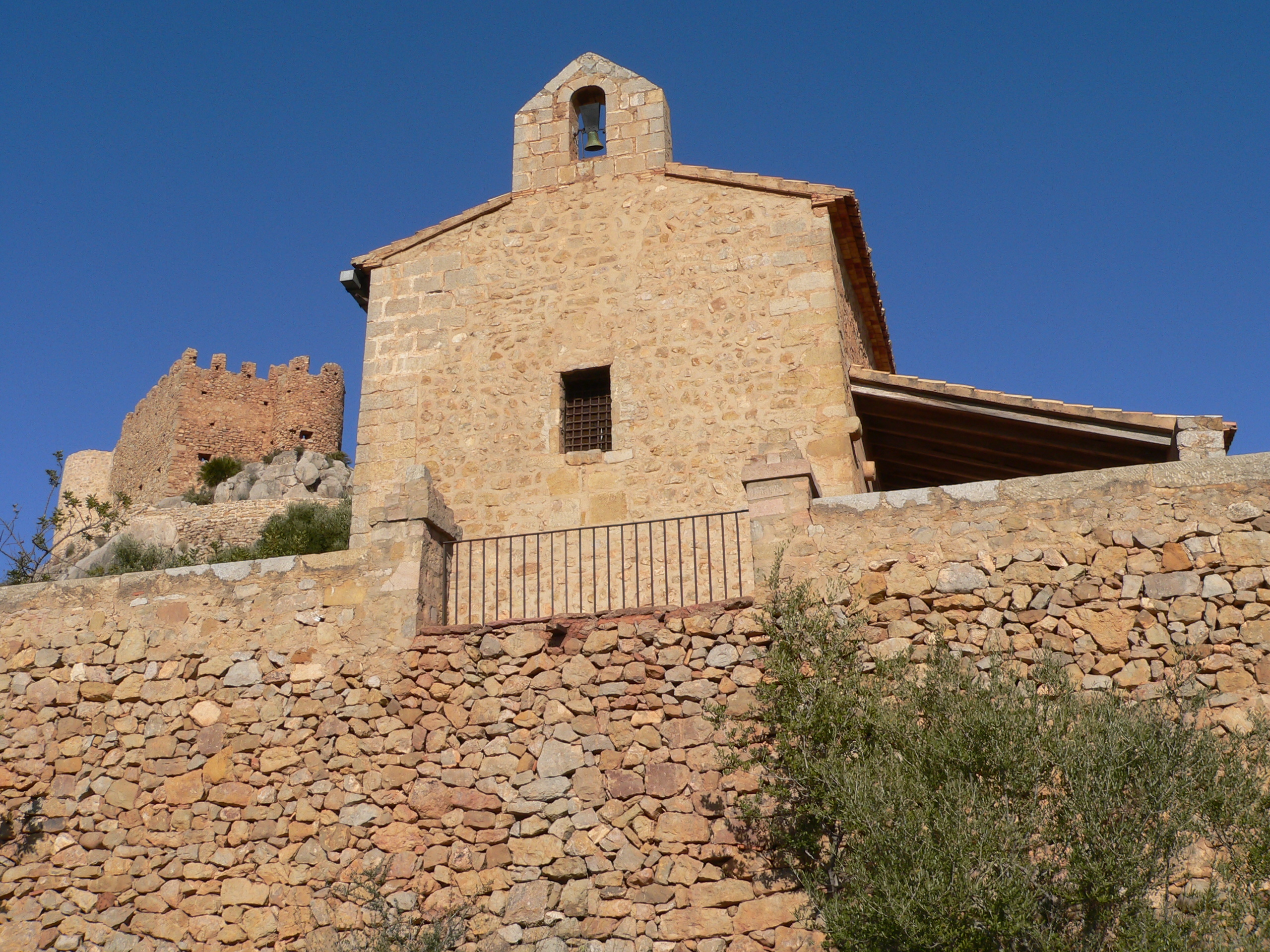
Sihăstria sfântul Salvador din Alcora, Provincia Castellón, comunitatea autonomă Valencia
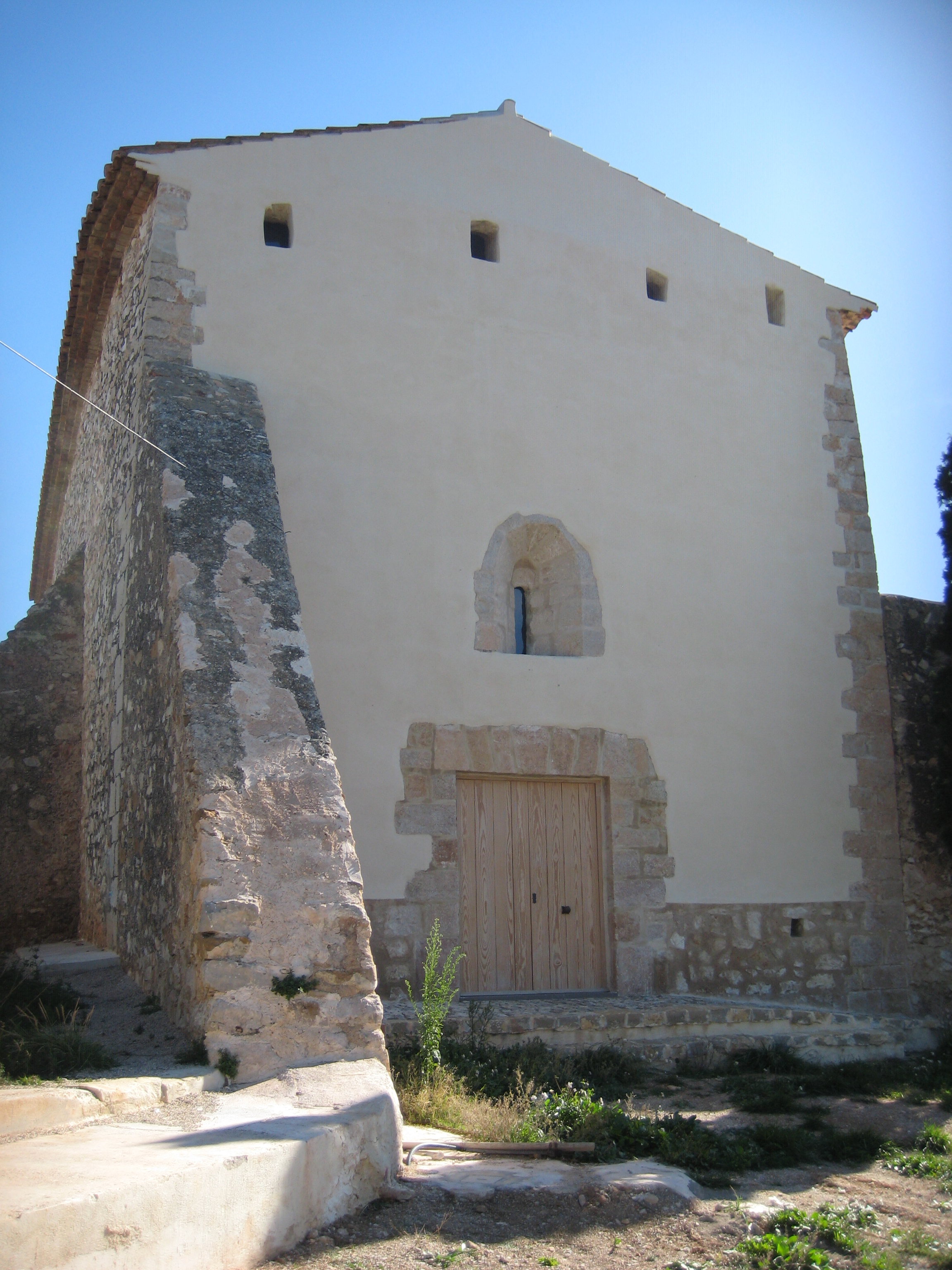
Biserica sfântul Francisc din Torreblanca, Provincia Castellón, comunitatea autonomă Valencia

Provincia Valencia
- Castielfabib

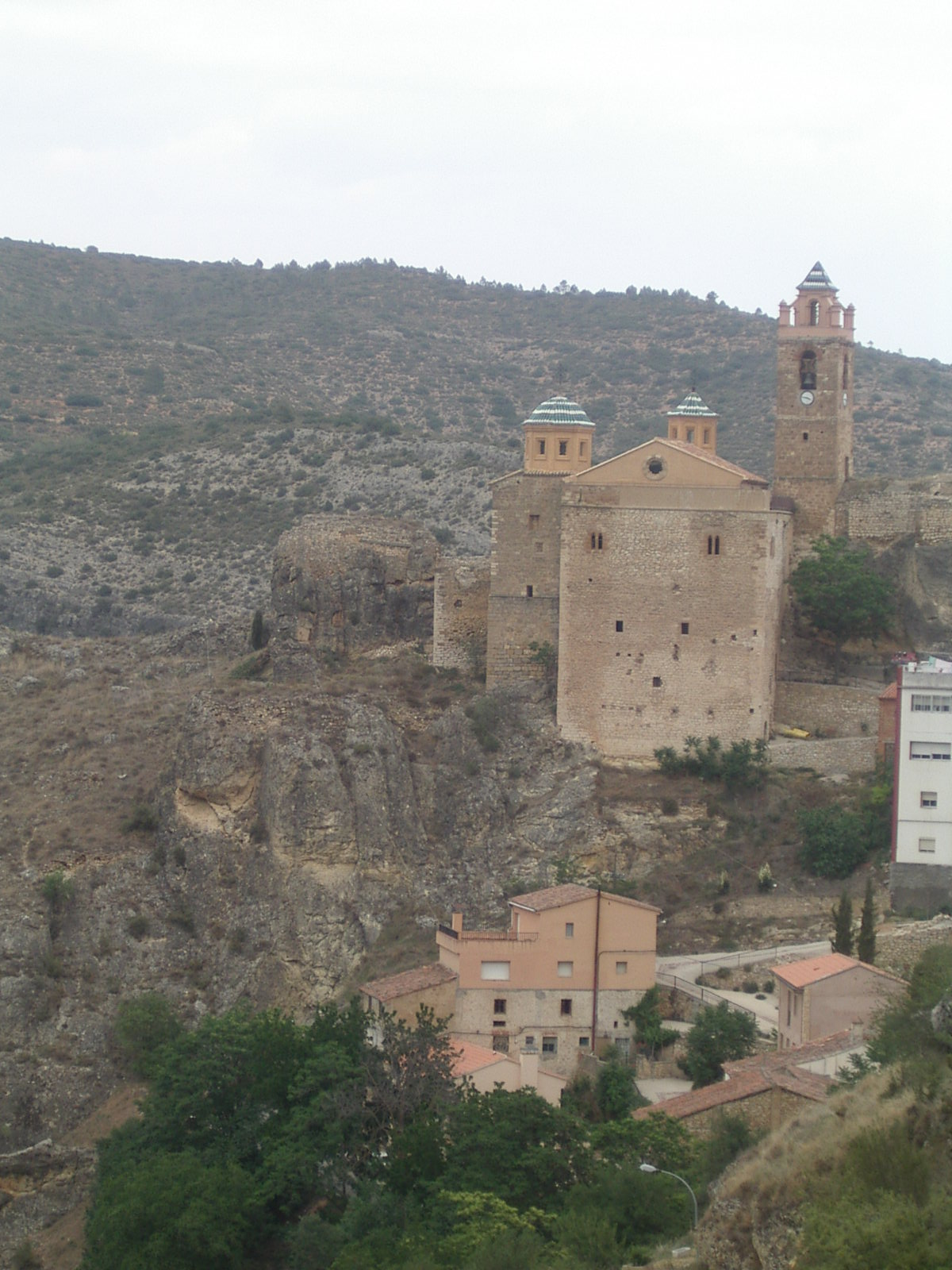
Biserica din Castielfabib, Provincia Valencia, comunitatea autonomă Valencia

## Suedia
În Suedia există biserici fortificate lângă malurile mării, de exemplu pe ostravul Gotland.

## Ucraina

### Regiunea Liov
Raionul Peremîșleanî
- Dunaiv, biserica Sfântul Stanislav

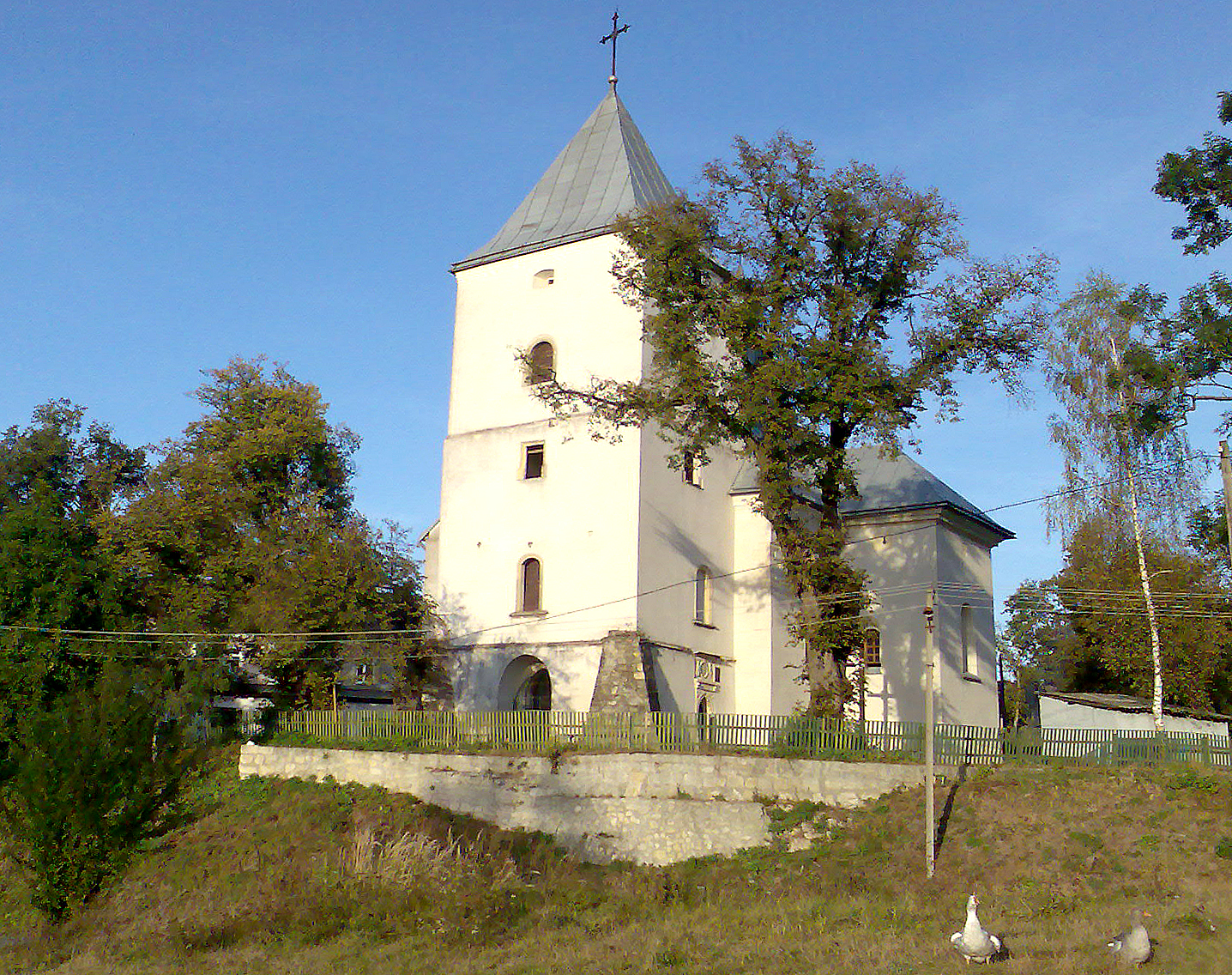
Biserica sfântul Stanislav din Dunaiv, raionul Peremîşleanî, regiunea Liov

## Bisericile fortificate extraeuropene

### Mexic
Statul Puebla

Statul Puebla în Mexic

- Calpan, fostă mănăstirea franciscană
- Huejotzingo, fostă mănăstirea franciscană

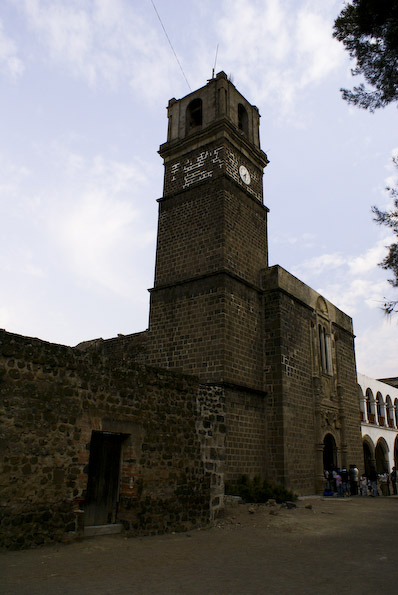
Fostă mănăstirea franciscană din Calpan, Puebla
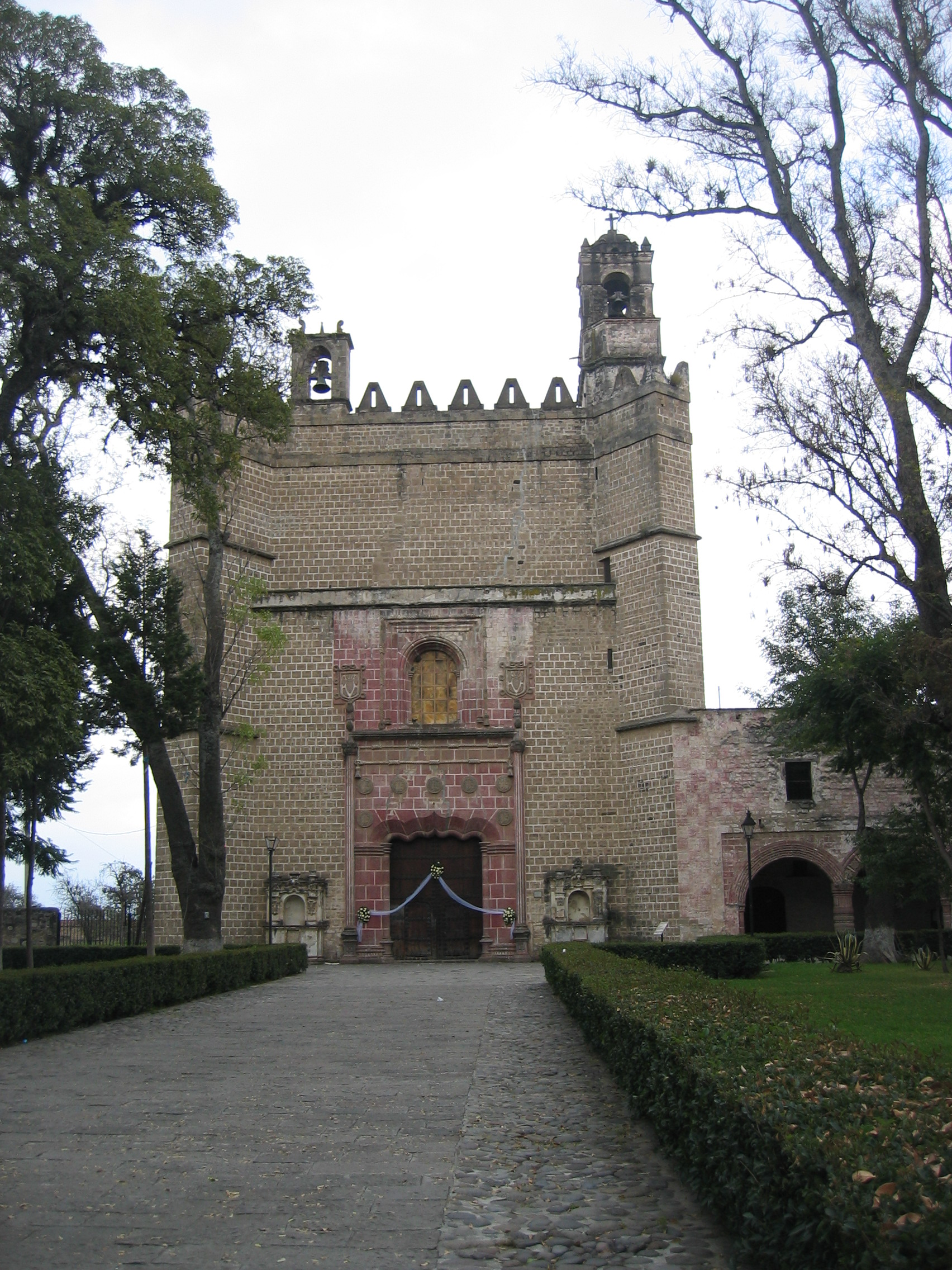
Fostă mănăstirea franciscană din Huejotzingo, Puebla

## Bisericile fortificate ficționale
- Romanul și filmul Numele trandafirului prezintă o mănăstire fortificată poate inspirată de Sacra San Michele din Piemont